# Święci i błogosławieni Kościoła katolickiego
Święci i błogosławieni (łac. sanctus, beatus) – uznani przez Kościół katolicki za osoby szczególnie realizujące określone cnoty i wartości, właściwe dla katolicyzmu lub chrześcijaństwa ogółem. Ich liczbę oszacowuje się na około 10 tysięcy; Martyrologium Rzymskie z 2001 roku odnotowuje 6538 imion.
Święci mają pełnić funkcję wzorca osobowego i są obiektem kultu.

## W Biblii
W Piśmie Świętym pojęcie „święty” odnoszone jest do osoby żyjącej, która postępuje zgodnie z naukami Boga. „Święty” to ten, który poszedł za Chrystusem. W Nowym Testamencie określenie chrześcijan jako „świętych” pojawia się wielokrotnie, m.in.:
- „I stało się, że Piotr, obchodząc wszystkich, przyszedł też do świętych, którzy mieszkali w Lyddzie. A Piotr, usunąwszy wszystkich, padł na kolana i modlił się; potem zwrócił się do ciała i rzekł: Tabito, wstań! Ona zaś otworzyła oczy swoje i, ujrzawszy Piotra, usiadła. A on podał jej rękę i podniósł ją; przywoławszy zaś świętych i wdowy, pokazał ją żywą” (Dz 9, 32.40).
- „Wspierajcie świętych w potrzebach, okazujcie gościnność” (Rz 12,13).
- „A teraz idę do Jerozolimy z posługą dla świętych” (Rz 15,25).
- „Pozdrówcie Filologa i Julię, Nereusza i siostrę jego, i Olimpasa, i wszystkich świętych, którzy są z nimi” (Rz 16,15).
- „A co do składki na świętych, to i wy czyńcie tak, jak poleciłem Kościołom Galacji” (1 Kor 16,1).

## WKościele katolickim
1. osoba zmarła, która po śmierci przebywa w Niebie;
2. osoba kanonizowana (oficjalnie ogłoszona świętą) – pozwala się na jej kult powszechny w całym Kościele katolickim. Obecnie kanonizacja poprzedzona jest procesem kanonizacyjnym, który rozpoczyna się dopiero po beatyfikacji danej osoby. Święty musi odznaczać się cnotami heroicznymi, a także za jego przyczyną musiał się wydarzyć uznany przez Kościół cud, czyli zjawisko o charakterze nadprzyrodzonym. Do roku 1983 wymagano trzech cudów. Jan Paweł II wydał dwa ważne dokumenty dotyczące procesów beatyfikacyjnych i kanonizacyjnych – konstytucję apostolską „Divinus perfectionis Magister” z 25 stycznia 1983 i towarzyszące jej przepisy wykonawcze z 7 lutego tegoż roku. Zgodnie z nimi do ogłoszenia kogoś błogosławionym i świętym wymagany jest jeden cud (oddzielnie dla każdego z tych etapów), ale nie jest on potrzebny w wypadku potwierdzenia męczeństwa[4]. We wczesnym chrześcijaństwie świętość przypisywana była przez tradycję religijną, stąd wszyscy męczennicy wczesnochrześcijańscy od razu po śmierci byli uznawani za świętych.

Do świętych zaliczani są również aniołowie (np. Michał Archanioł). Kościół katolicki nie zna imion wszystkich świętych w pierwszym znaczeniu (wszyscy święci, znani i nieznani, wspominani są w Uroczystość Wszystkich Świętych – 1 listopada). Cnoty świętych przedstawiane są jako przykład do naśladowania. Święci są pośrednikami i orędownikami u Boga, patronami osób, grup społecznych, zawodów, miast, krajów czy kontynentów. Zbudowano liczne sanktuaria ku czci świętych.

## Święci i błogosławieni Kościoła rzymskokatolickiego
W indeksie niektóre osoby ujęte są dla ułatwienia kilka razy, ze względu na występowanie pod różnymi imionami, bądź nazwiskami (np. św. Teresa Benedykta od Krzyża znana również jako św. Edyta Stein).

### Indeks
A – B – C – D – E – F – G – H – I – J – K – L – Ł – M – N – O – P – R – S – T – U – W – Z – Ż – Zobacz też

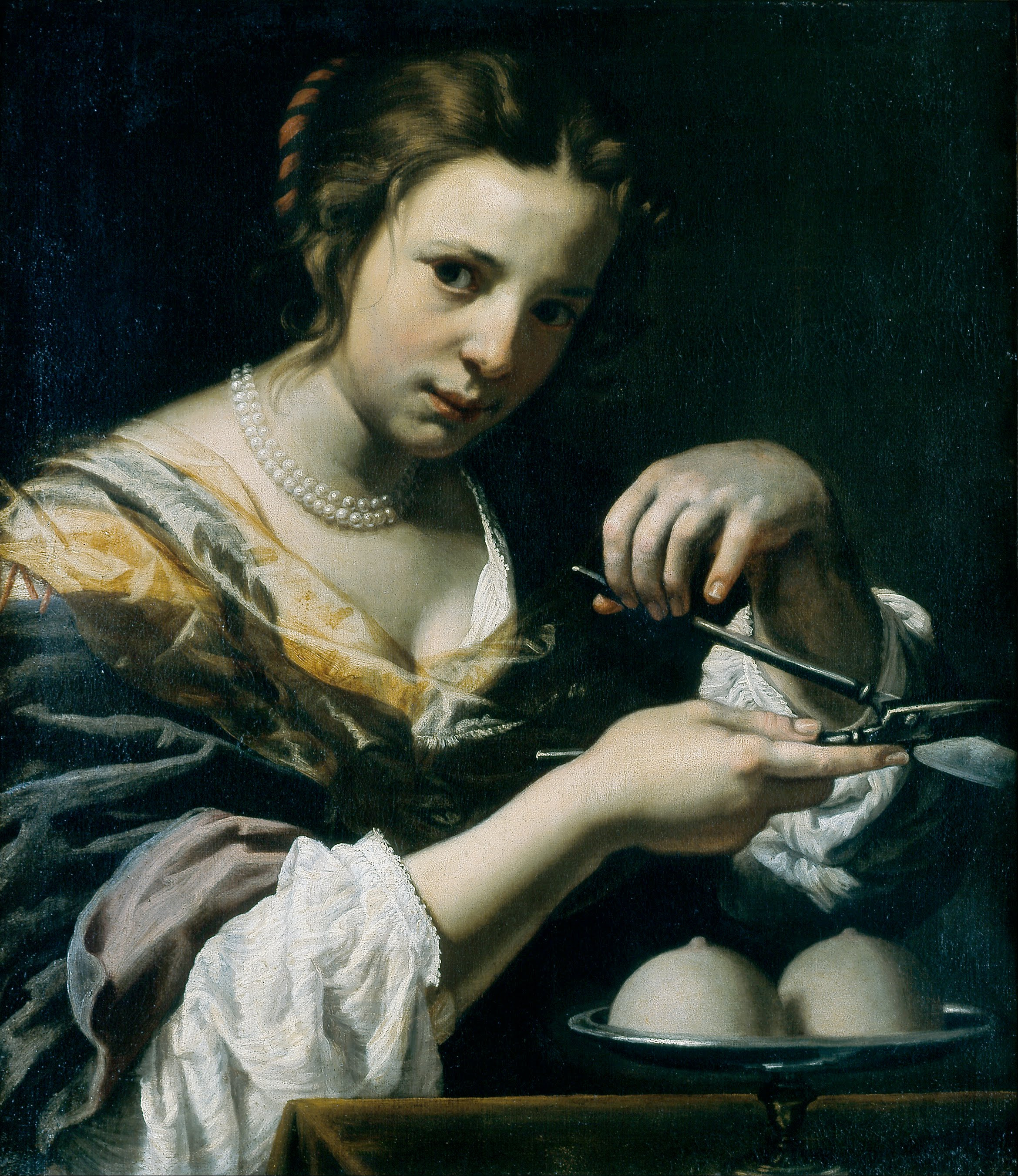
św. Agata Sycylijska

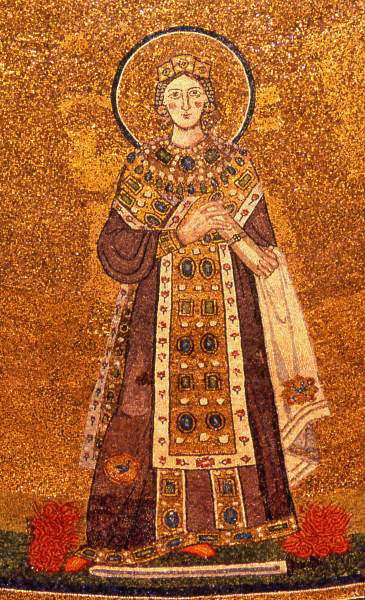
św. Agnieszka

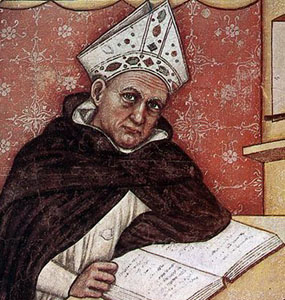
św. Albert Wielki

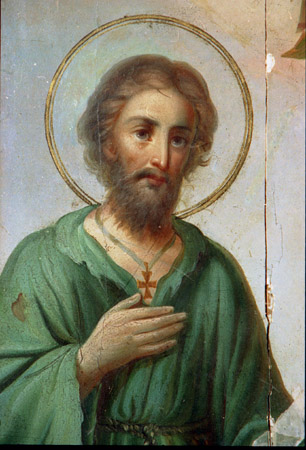
św. Aleksy

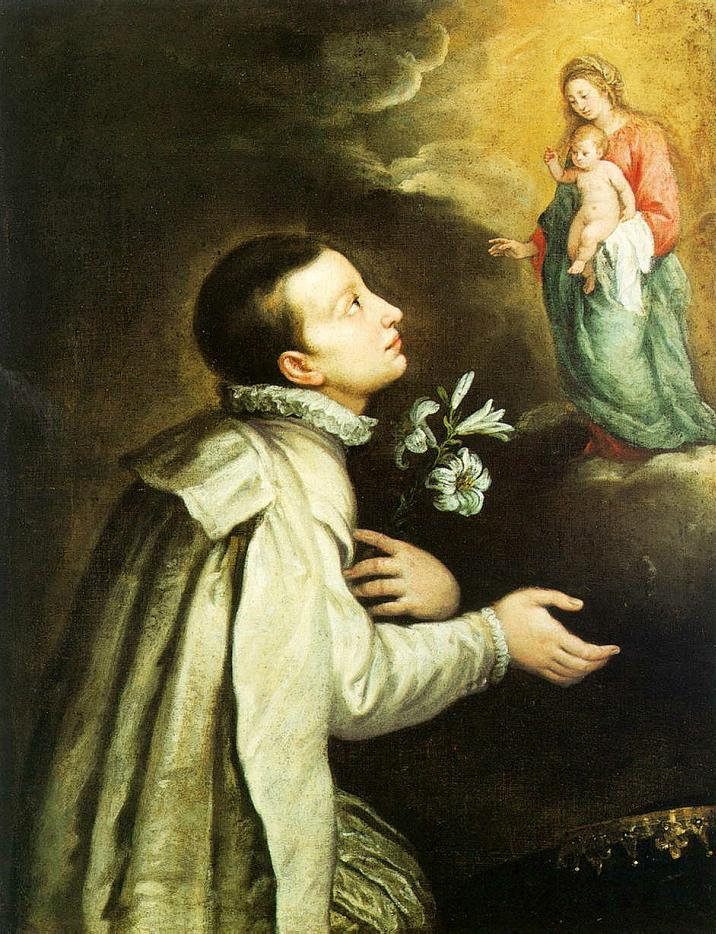
św. Alojzy Gonzaga

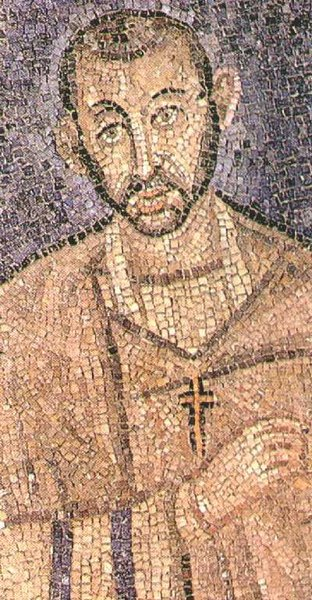
św. Ambroży

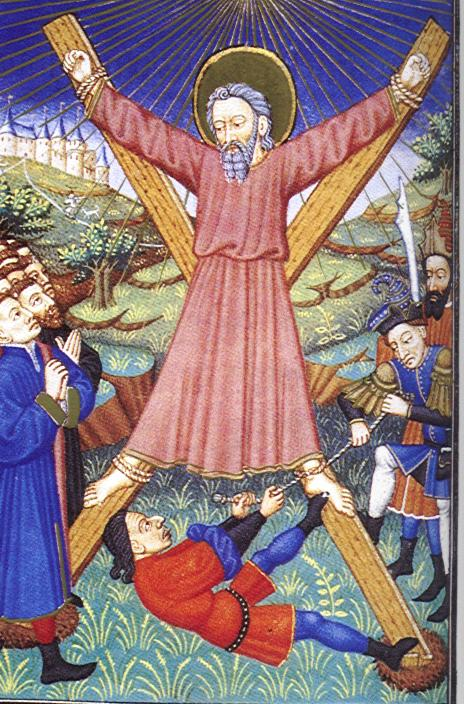
św. Andrzej Apostoł

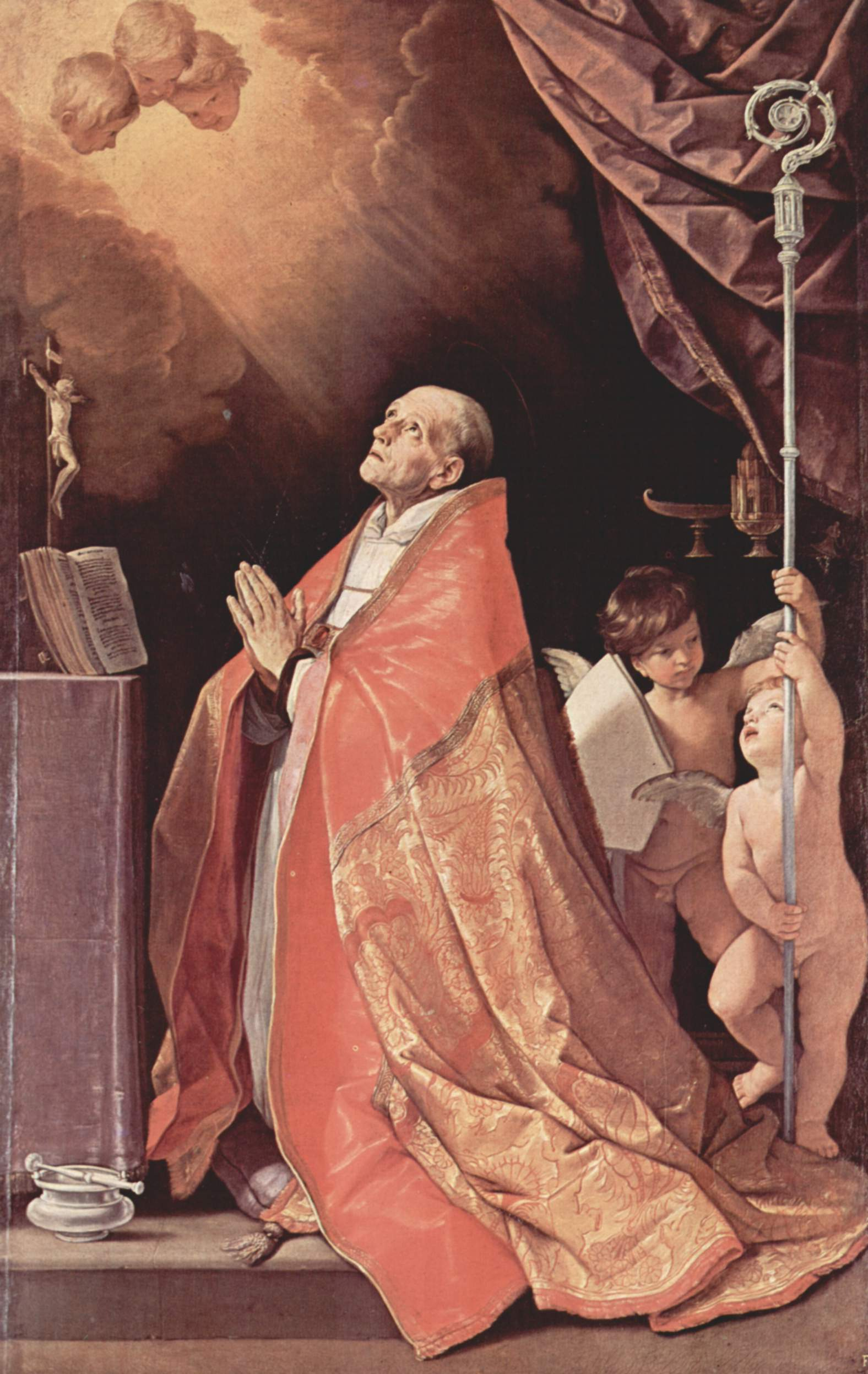
św. Andrzej Corsini

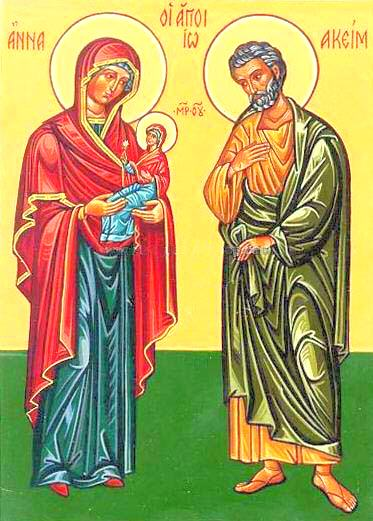
św. Anna i św. Joachim

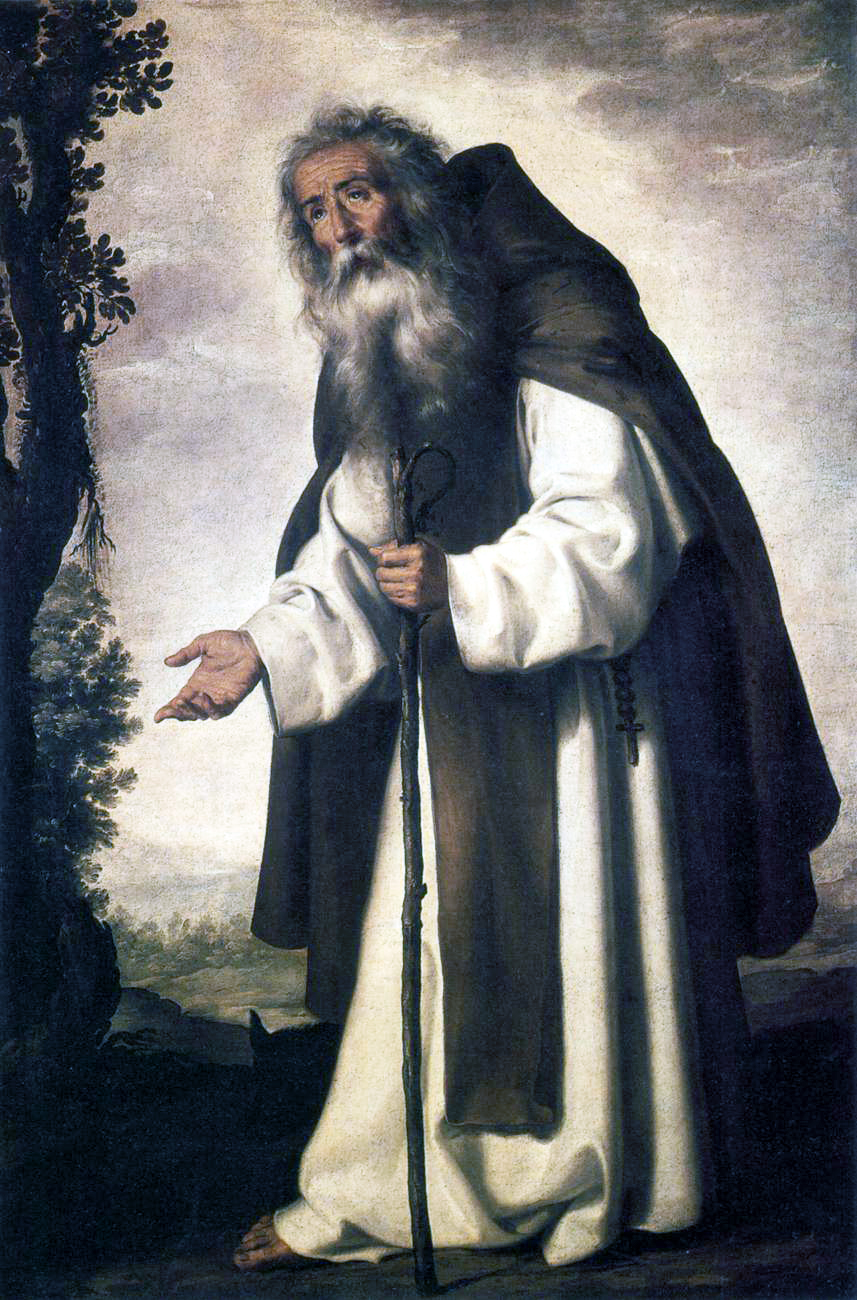
św. Antoni Opat (Wielki)

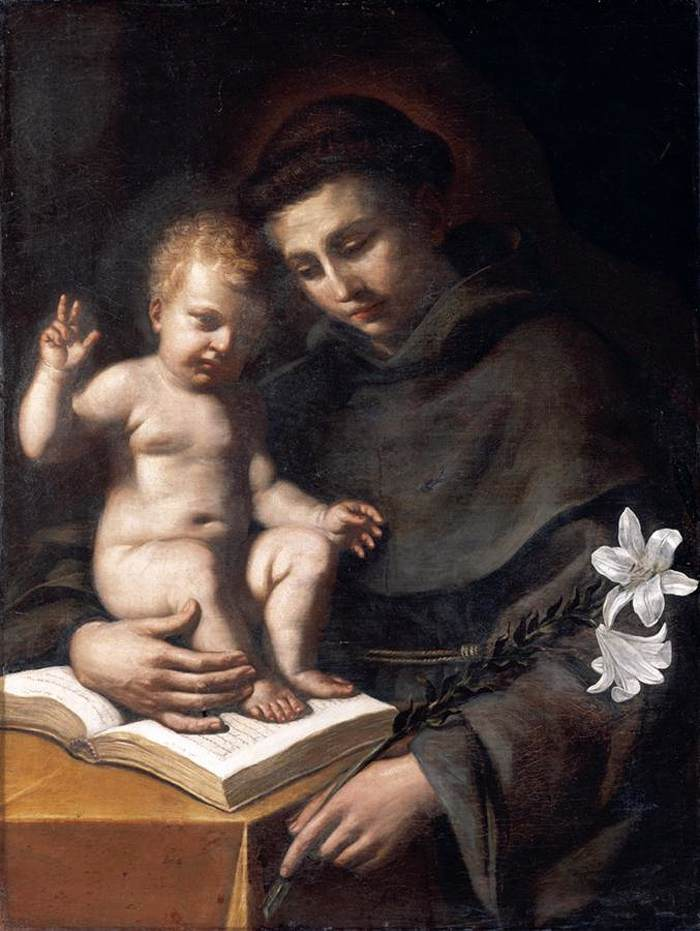
św. Antoni Padewski

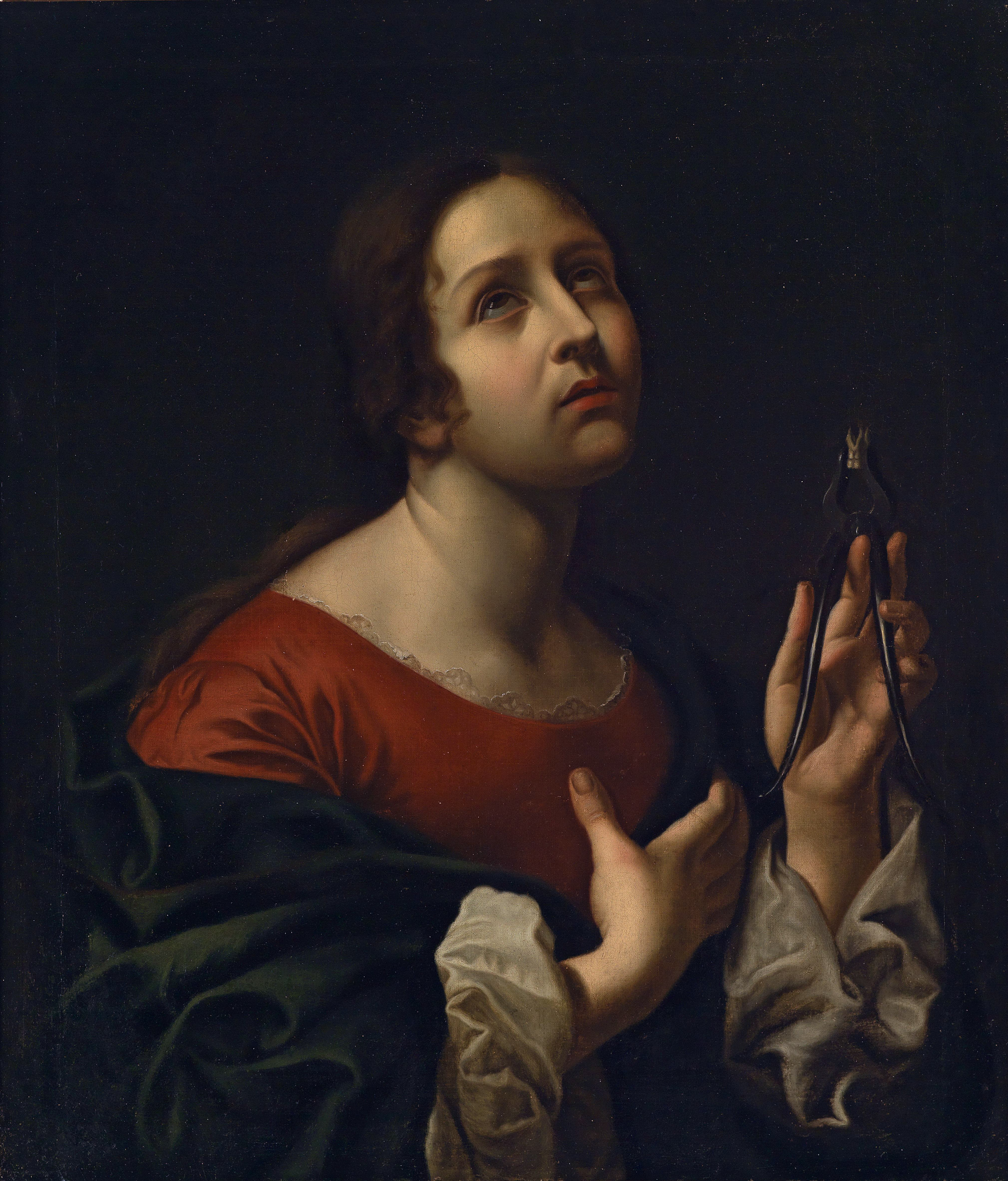
św. Apolonia

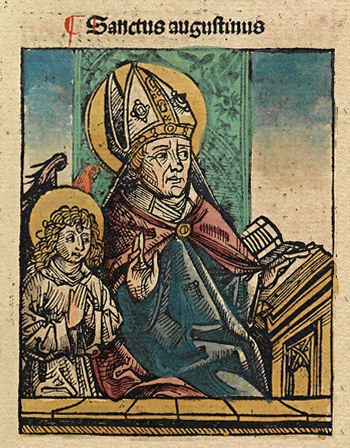
św. Augustyn z Canterbury

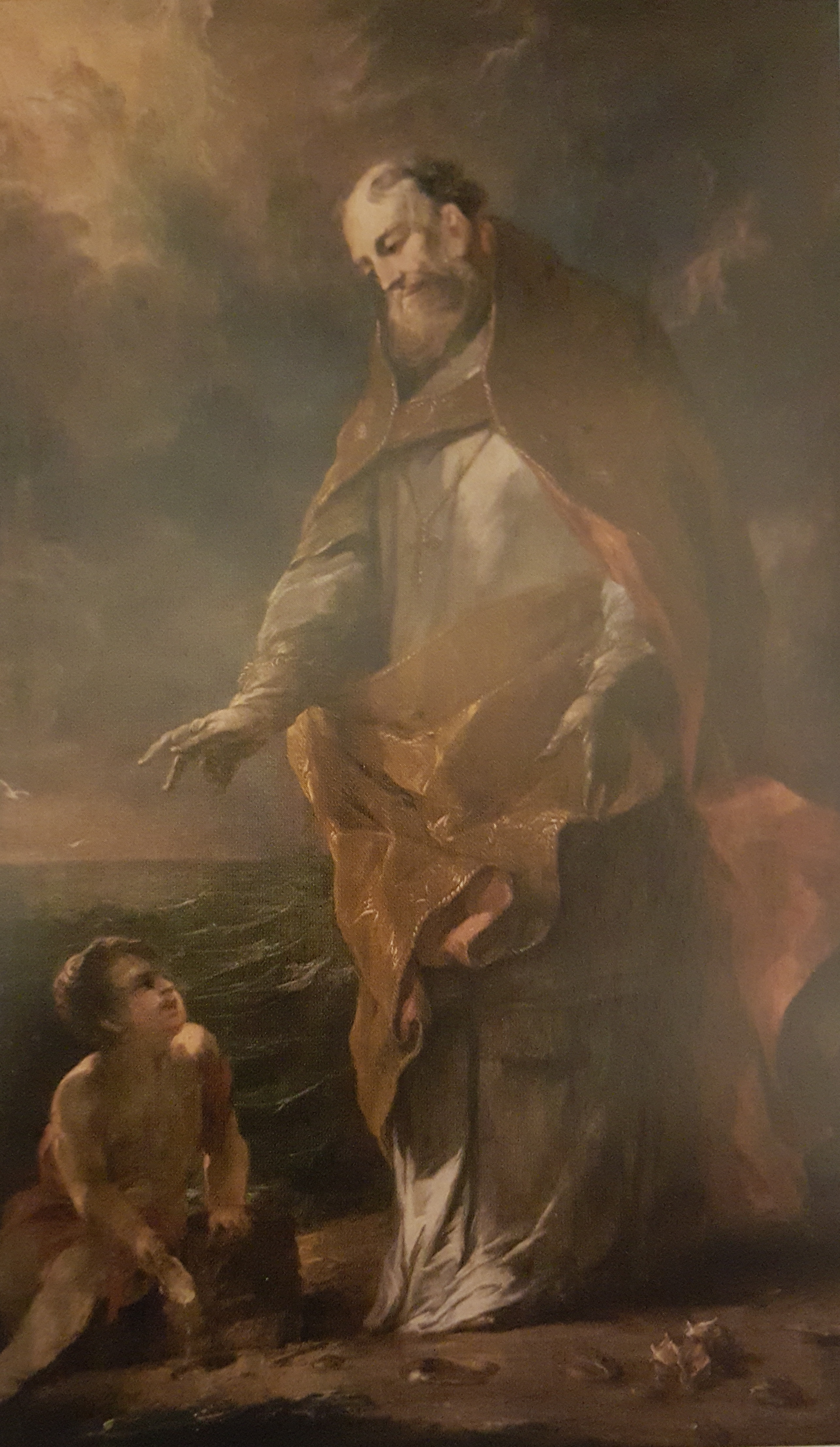
św. Augustyn z Hippony

### -A-
- św. Abban z Magheranoidhe
- św. Abban z New Ross
- św. Abbo z Fleury
- św. Abdon
- św. Abraham z Clermont
- św. Abraham z Egiptu
- św. Abundiusz
- św. Achacy z Kapadocji (Achacy Mniejszy)
- św. Achacjusz z Melitene
- św. Achillas z Aleksandrii
- św. Achilles
- św. Adalbert z Magdeburga
- św. Adamnan
- św. Adaukt
- św. Adelajda z Burgundii
- św. Adelajda z Vilich
- św. Adelhar z Korbei
- św. Adeodat I, papież
- św. Adjut
- bł. Adolf Kolping
- bł. Adolf Mariano
- św. Adolf z Osnabrück
- św. Adrian III, papież
- bł. Adrian Fortescue
- św. Adrian Jansen
- św. Adrian z Canterbury
- św. Adrian z Nikomedii
- bł. Adyliusz Daronch
- św. Afra z Augsburga
- św. Agapit, papież
- św. Agata Sycylijska
- św. Agata Chŏn Kyŏng-hyŏb
- bł. Agata Han Sin-ae
- św. Agata Kim A-gi
- św. Agata Kwŏn Chin-i
- św. Agata Lin Zhao
- bł. Agata od NMP Patronki Cnót Hernández Amorós
- bł. Agata Phutta
- św. Agata Yi
- św. Agata Yi Kan-nan
- św. Agata Yi Kyŏng-i
- św. Agata Yi So-sa
- bł. Agata Yun Jeom-hye
- bł. Agatanioł z Vendôme
- św. Agaton, papież
- bł. Agnellus z Pizy
- św. Agnieszka Rzymianka
- św. Agnieszka Cao Guiying
- bł. Agnieszka Galand z Langeac
- św. Agnieszka Kim Hyo-ju
- św. Agnieszka Lê Thị Thành
- bł. Agnieszka Phila
- św. Agnieszka Przemyślidka (Czeska)
- bł. Agnieszka Takeya
- św. Agnieszka z Aislingen
- św. Agnieszka z Asyżu
- św. Agnieszka z Montepulciano
- św. Agnieszka z Poitiers
- św. Agrykola
- bł. Aimone Taparelli
- św. Akursjusz
- bł. Alan de Solminhac
- św. Alan z Lille
- św. Alban
- św. Alban Roe
- św. Albert Wielki
- bł. Albert Avogadro
- św. Albert Hurtado Cruchaga
- bł. Albert Marvelli
- bł. Albert z Bergamo
- bł. Albertyna Berkenbrock
- św. Alberyk Crescitelli
- św. Alberyk z Cîteaux
- św. Albin z Angers
- św. Aleksander
- św. Aleksander I, papież
- św. Aleksander Briant
- bł. Aleksander Dordi Negroni
- bł. Aleksander Karol Lanfant
- bł. Aleksander Planas Saurí
- św. Aleksander Sauli
- św. Aleksandra z Galacji
- bł. Aleksandra Maria da Costa
- św. Aleksy Boży
- św. Aleksy Falconieri
- bł. Aleksy Nakamura
- bł. Aleksy Sanbashi Saburō
- św. Aleksy U Se-yŏng
- bł. Aleksy Zarycki
- św. Alferiusz
- św. Alfons Liguori
- bł. Alfons de Mena
- św. Alfons de Orozco
- bł. Alfons López López
- św. Alfons Maria Fusco
- bł. Alfons Pacheco
- św. Alfons Rodríguez Gómez
- św. Alfons Rodríguez Olmedo
- bł. Alfons Sebastiá Viñals
- bł. Alfons Tracki
- bł. Alfons z Navarrete
- bł. Alfonsa Clerici
- bł. Alfonsa Maria Eppinger
- św. Alfonsa Muttathupadathu
- bł. Alfred Parte Saiz
- bł. Alfred Pellicer Muñoz
- bł. Alfred Ildefons Schuster
- bł. Alfred Simón Colomina
- bł. Alicja Le Clerc
- św. Alodia
- bł. Alojzy Andricki
- bł. Alojzy Biraghi
- bł. Alojzy Boccardo
- bł. Alojzy Bordino
- bł. Alojzy Caburlotto
- bł. Alojzy Campos Górriz
- św. Alojzy Gonzaga
- bł. Alojzy Grozde
- św. Alojzy Guanella
- bł. Alojzy Maria Monti
- bł. Alojzy Maria Palazzolo
- bł. Alojzy Novarese
- bł. Alojzy Quattrocchi
- św. Alojzy Orione
- św. Alojzy Scrosoppi
- bł. Alojzy Talamoni
- bł. Alojzy Tezza
- bł. Alojzy Variara
- św. Alojzy Versiglia
- bł. Alwar del Portillo
- bł. Alwar Sanjuán Canet
- bł. Alwar z Kordoby
- bł. Amadeusz IX Sabaudzki
- św. Amelia
- św. Amalberga Gandawska
- bł. Amalia Abad Casasempere
- św. Amand z Bordeaux
- św. Amand z Maastricht
- św. Amat Ronconi
- św. Ambroży
- bł. Ambroży Augustyn Chevreux
- św. Ambroży Edward Barlow
- bł. Ambroży Franciszek Ferro
- bł. Ambroży Sansedoni
- bł. Ambroży z Benaguacil
- św. Anaklet, papież
- św. Anastazja
- św. Anastazja z Dalmacji
- św. Anastazy I, papież
- św. Andrzej Apostoł
- bł. Andrzej Abel Alricy
- bł. Andrzej Abellon
- bł. Andrzej Angar
- św. Andrzej Avellino
- św. Andrzej Bauer
- św. Andrzej Bessette
- św. Andrzej Bobola
- św. Andrzej Chŏng Hwa-gyŏng
- bł. Andrzej Conti
- św. Andrzej Corsini
- bł. Andrzej de Soveral
- bł. Andrzej Ferrari
- bł. Andrzej Franchi
- bł. Andrzej Hibernon z Alcantarilla
- św. Andrzej Hubert Fournet
- bł. Andrzej Gallerani
- bł. Andrzej Grasset de Saint-Sauveur
- bł. Andrzej Jacek Longhin
- św. Andrzej Kim Tae-gŏn
- bł. Andrzej Murayama Tokuan
- św. Andrzej Nguyễn Kim Thông
- bł. Andrzej Solá Molist
- św. Andrzej Trần An Dũng
- św. Andrzej Trần Văn Trông
- św. Andrzej Tường
- św. Andrzej Wang Tianqing
- św. Andrzej Wouters
- bł. Andrzej Yakichi
- bł. Andrzej Yoshida
- bł. Andrzej z Peschiera
- bł. Andrzej z Phú Yên
- bł. Angelina Marsciano
- św. Anicet
- św. Anicet Adolf
- św. Aniela Merici
- św. Aniela od Krzyża
- św. Aniela z Foligno
- bł. Anioł od św. Wincentego Ferreriusza Orsucci
- bł. Anioł Maria Sanchez Rodriguez
- bł. Anioł Paoli
- bł. Anioł z Acri
- bł. Anioł z Chivasso
- św. Anna
- św. Anna An Jiao
- św. Anna An Xin
- bł. Anna od Aniołów Monteagudo
- bł. Anna Katarzyna Emmerich
- św. Anna Kim Chang-gŭm
- bł. Anna Kolesárová
- św. Anna Line
- bł. Anna Maria Adorni
- bł. Anna María Aranda Riera
- bł. Anna Maria Erraux
- bł. Anna Maria Janer Anglarill
- bł. Anna Maria Javouhey
- bł. Anna Maria Rivier
- bł. Anna Maria Taigi
- bł. Anna od św. Bartłomieja
- św. Anna Pak A-gi
- bł. Anna Róża Gattorno
- św. Anna Schäffer
- św. Anna Wang
- bł. Anna Yi Si-im
- bł. Anuncjata Cocchetti
- św. Ansegiz z Fontenelle
- św. Ansgar
- św. Anteros, papież
- bł. Antolin Pablos Villanueva
- św.. Antoni
- bł. Antoni Arribas Hortigüela
- bł. Antoni Baldinucci
- bł. Antoni Bannassat
- bł. Antoni Chevrier
- św. Antoni Claret
- św. Antoni Daniel
- św. Antoni Daveluy
- bł. Antoni della Chiesa
- bł. Antoni du Bouzet
- bł. Antoni Durcovici
- św. Antoni Fantosati
- bł. Antoni Francisco
- bł. Antoni Franco
- św. Antoni Gonzalez
- bł. Antoni Grassi
- bł. Antoni Hamanomachi
- bł. Antoni Ishida Kyūtaku
- św. Antoni Kim Sŏng-u
- bł. Antoni Kimura
- bł. Antoni Lucci
- bł. Antoni Marcin Slomšek
- św. Antoni Maria Gianelli
- bł. Antoni Maria Martín Hernández
- św. Antoni Maria Pucci
- bł. Antoni Maria Schwartz
- św. Antoni Maria Zaccaria
- bł. Antoni Muzaj
- bł. Antoni Neyrot
- św. Antoni Nguyễn Đích
- św. Antoni Nguyễn Hữu Quỳnh
- św. Antoni od św. Anny Galvão
- bł. Antoni od św. Dominika
- bł. Antoni Perulles Estivill
- św. Antoni Primaldo
- bł. Antoni Rosmini-Serbati
- bł. Antoni Sanga
- bł. Antoni Schwartz
- bł. Antoni Silvestre Moya
- bł. Antoni Ulma
- św. Antoni Wielki (Opat)
- św. Antoni z Hoornaert
- św. Antoni z Padwy
- św. Antoni z Weert
- bł. Antoni ze Stroncone
- bł. Antonia z Florencji
- św. Antonin z Florencji
- św. Antonin z Piacenzy
- św. Antonina z Nicei
- bł. Antonina Maria Verna
- bł. Antonina Mesina
- bł. Antonina od św. Tymoteusza Gosens Saez de Ibarra
- św. Antonina z Nicei
- św. Antym
- św. Anzelm z Canterbury lub z Aosty
- bł. Anzelm Polanco Fontecha
- bł. Apolinary z Posat
- św. Apolinary z Rawenny
- św. Apolonia
- bł. Apolonia Lizarraga od Najświętszego Sakramentu
- bł. Apolonia z Nagasaki
- św. Arbogast
- bł. Archaniela Girlani
- św. Archanioł Tadini
- św. Arkadiusz z Mauretanii
- bł. Armand Chapt de Rastignac
- bł. Armand de Foucauld de Pontbriand

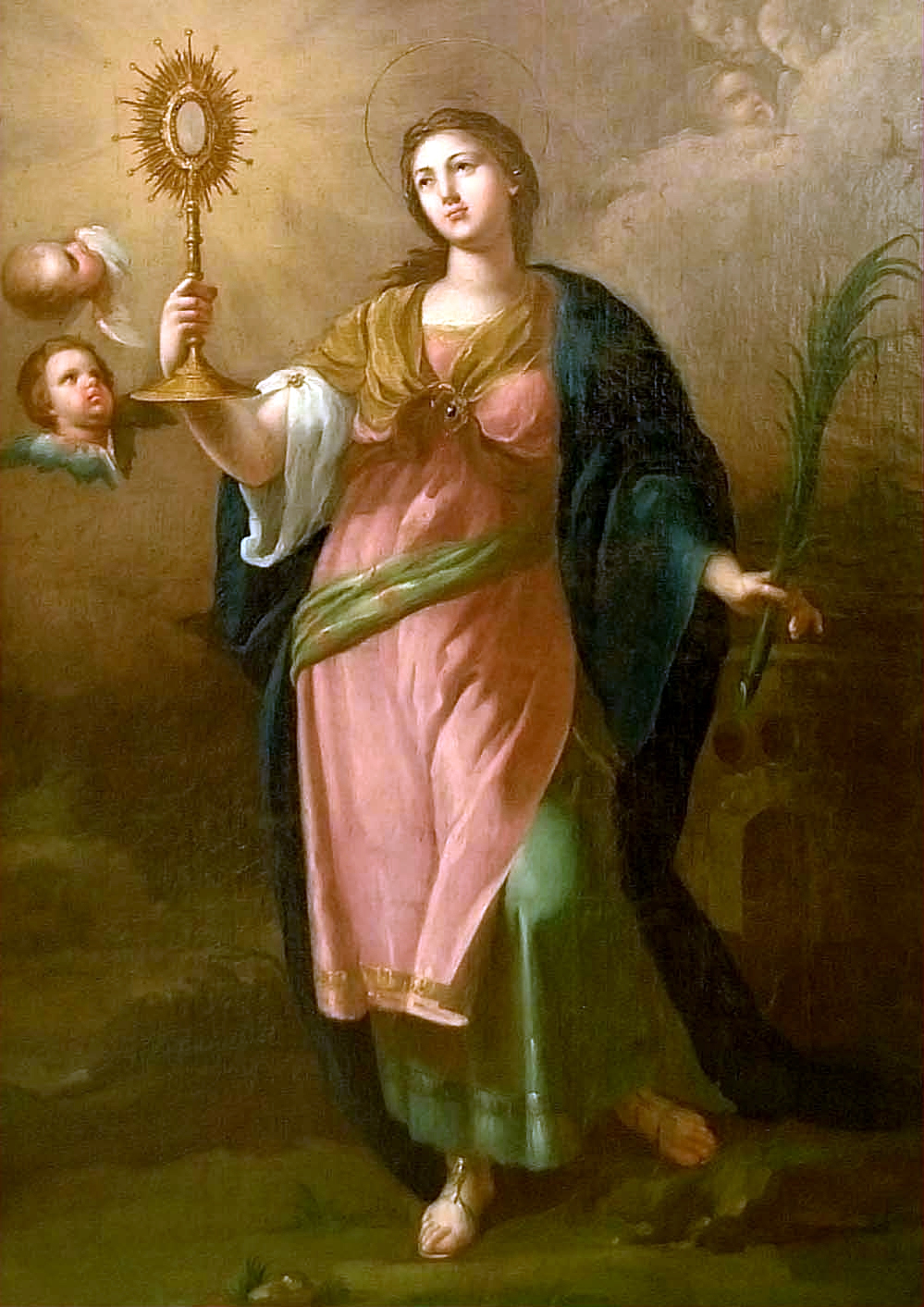
św. Barbara

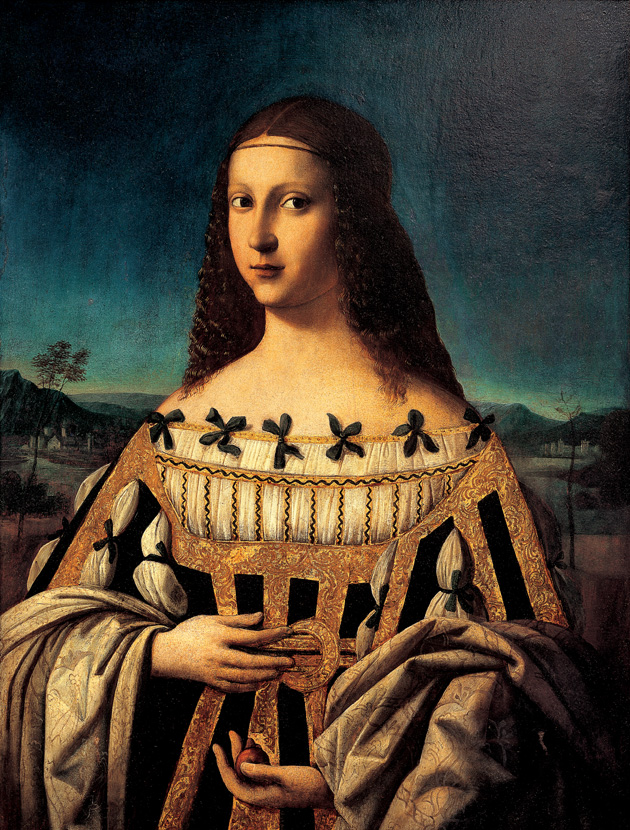
bł. Beatrycze II d’Este

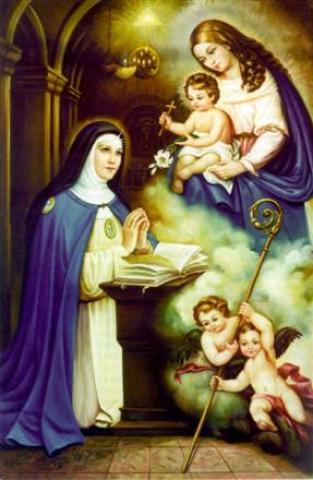
św. Beatrycze z Silvy

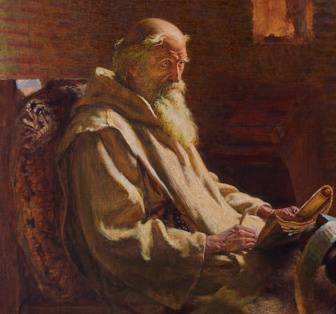
św. Beda Czcigodny

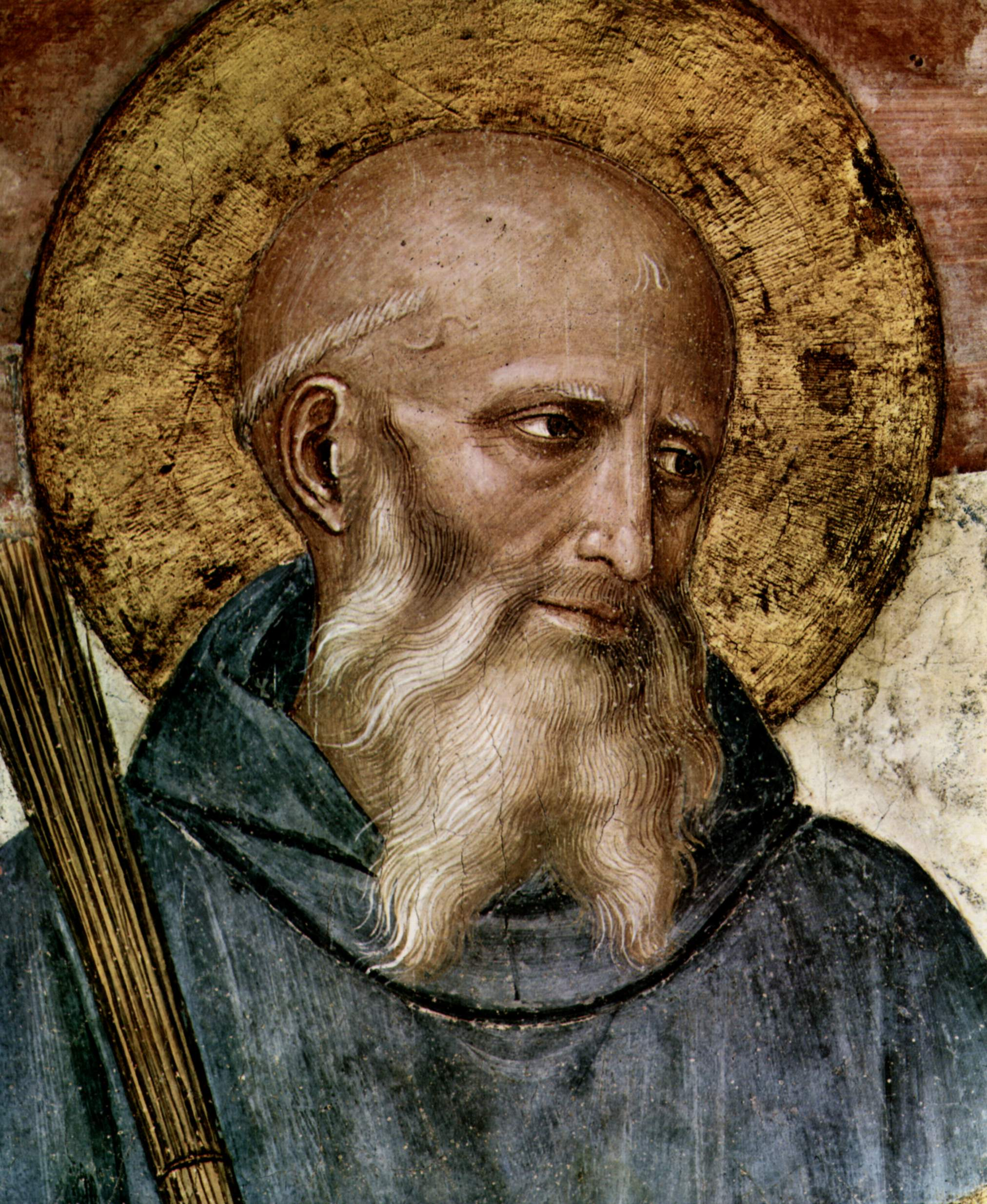
św. Benedykt

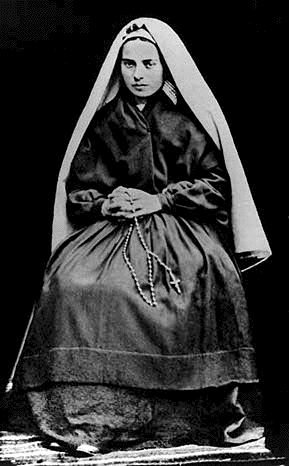
św. Bernadetta Soubirous

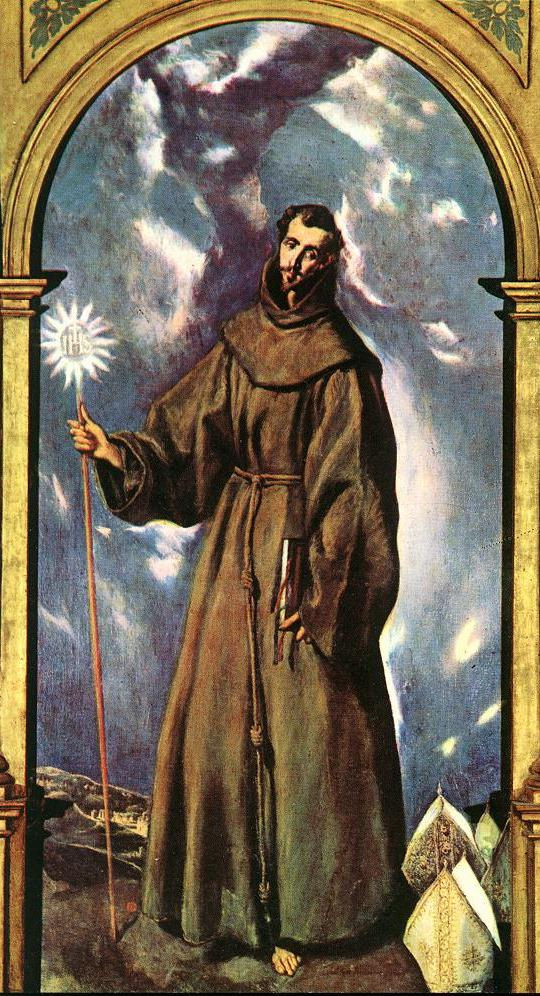
św. Bernardyn ze Sieny

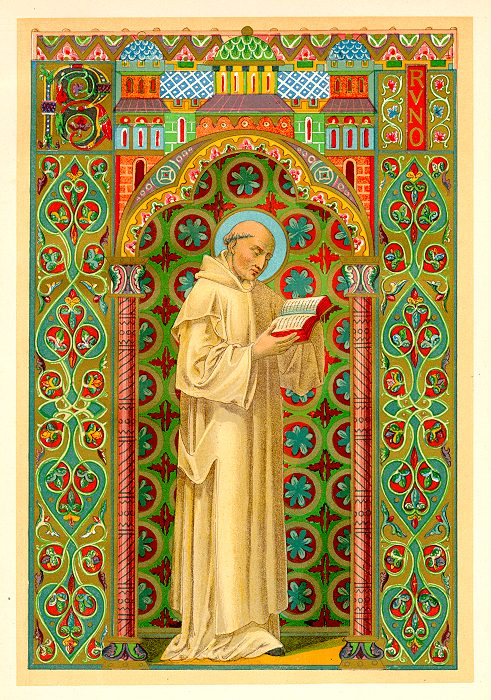
św. Bruno Kartuz

- św. Armel[5]
- św. Arnold Janssen
- bł. Arnold Rèche
- św. Arnulf z Metzu
- bł. Arseniusz z Trigolo
- bł. Artemiusz Zatti
- św. Artur
- bł. Artur Bell
- bł. Artur Ros Montalt
- bł. Ascensión Nicol Goni
- bł. Askaniusz Nicanore
- św. Atanazy Wielki
- św. August Andrzej
- św. August Chapdelaine
- św. Augustyn Caloca Cortés
- bł. Augustyn Dionizy Nézel
- bł. Augustyn Fangi z Biella
- bł. Augustyn Jeong Yak-jong
- bł. Augustyn Kažotić
- św. Augustyn Nguyễn Văn Mới
- bł. Augustyn Novello
- św. Augustyn Pak Chong-wŏn
- św. Augustyn Phan Viết Huy
- św. Augustyn Roscelli
- św. Augustyn Schoeffler
- bł. Augustyn Thevarparampil
- św. Augustyn Webster
- św. Augustyn Yi Kwang-hŏn
- św. Augustyn Yu Chin-gil
- św. Augustyn z Canterbury
- św. Augustyn z Hippony
- św. Augustyn Zhao Rong
- bł. Augustyna Pena Rodríguez
- św. Augustyna Pietrantoni
- bł. Aurelia Arambarri Fuente
- św. Aurelia z Anagni
- bł. Aureliusz z Vinalesy
- bł. Aurora López Gonzalez

### -B-
- św. Balbina
- bł. Baltazar de Torres Arias
- bł. Baptysta Spagnoli
- św. Barbara
- św. Barbara Ch’oe Yŏng-i
- św. Barbara Cho Chŭng-i
- św. Barbara Cui Lian
- św. Barbara Han A-gi
- św. Barbara Kim
- św. Barbara Ko Sun-i
- św. Barbara Kwŏn Hŭi
- bł. Barbara Sim A-gi
- bł. Barbara Ulma
- św. Barbara Yi
- św. Barbara Yi Chŏng-hŭi
- św. Barnaba
- św. Bartłomiej Apostoł
- bł. Bartłomiej Cerveri
- św. Bartłomiej Chŏng Mun-ho
- bł. Bartłomiej Días Laurel
- bł. Bartłomiej Fernandes od Męczenników
- bł. Bartłomiej Gutiérrez
- bł. Bartłomiej Kawano Shichiemon
- bł. Bartłomiej Longo
- bł. Bartłomiej Maria Dal Monte
- bł. Bartłomiej Seki
- bł. Bartłomiej z Vicenzy
- św. Bartłomieja Capitanio
- św. Bazyli Wielki
- bł. Bazyli Antoni Maria Moreau
- bł. Bazyli Hopko
- św. Bazylisa
- św. Bazylissa
- św. Beata z Sens
- bł. Beatrycze d’Este
- bł. Beatrycze II d’Este
- bł. Beatrycze z Ornacieu
- św. Beatrycze z Silvy
- św. Beda Czcigodny
- św. Benedykt
- św. Benedykt II, papież
- bł. Benedykt XI, papież
- bł. Benedykt Daswa
- św. Benedykt Józef Labre
- św. Benedykt Massari
- św. Benedykt Menni
- św. Benedykt od Jezusa
- św. Benedykt z Pereum
- bł. Benedykt z Urbino
- św. Benedykta Cambiagio Frassinelli
- św. Benedykta Hyŏng Kyŏng-nyŏn
- bł. Benigna
- św. Benild Romançon
- św. Benon z Miśni
- bł. Benwenut Mareni
- św. Benwenut z Ankony
- bł. Benwenut z Gubbio
- bł. Benwenuta Bojani
- św. Berard z Carbio
- bł. Berard z Marsi
- św. Bernadeta Soubirous
- bł. Bernard II Badeński
- bł. Bernard Franciszek de Cucsac
- bł. Bernard Franciszek de Hoyos
- bł. Bernard Lichtenberg
- bł. Bernard Scammacca
- bł. Bernard Maria Silvestrelli
- św. Bernard Tolomei
- św. Bernard Võ Văn Duệ
- św. Bernard z Clairvaux
- św. Bernard z Corleone
- bł. Bernard z Lugar Nuevo de Fenollet

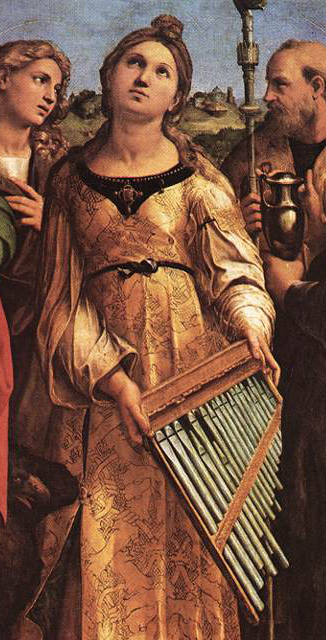
św. Cecylia

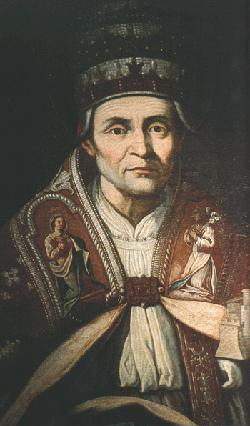
św. Celestyn V

- św. Bernard z Menthon
- bł. Bernard z Offidy
- św. Bernard z Parmy
- św. Bernardyn Realino
- bł. Bernardyn z Feltre
- bł. Bernardyn z Fossy
- św. Bernardyn ze Sieny
- bł. Bernardyna Maria Jabłońska
- św. Bernon z Cluny
- św. Bernward z Hildesheim
- bł. Bertrada z Laonu
- bł. Bertrand z Garrigue
- św. Bibianna
- bł. Bibiana Khampai
- św. Blandyna z Lyonu
- bł. Blandyna Merten
- św. Błażej z Sebasty
- bł. Bogumił z Dobrowa
- bł. Bolesława Lament
- bł. Bolesław Strzelecki
- św. Bonawentura
- bł. Bonawentura Esteve Flores
- bł. Bonawentura z Barcelony
- bł. Bonawentura z Potenzy
- św. Bonifacja Rodríguez Castro
- św. Bonifacy I, papież
- św. Bonifacy IV, papież
- św. Bonifacy-Winfrid
- bł. Bonifacy z Cremony
- św. Bonifacy z Tarsu
- św. Brendan Żeglarz
- bł. Bronisław Komorowski
- bł. Bronisław Kostkowski
- bł. Bronisław Markiewicz
- bł. Bronisława
- św. Bruno Kartuz
- św. Bruno z Kolonii
- św. Bruno Bonifacy z Kwerfurtu
- św. Bruno z Segni
- bł. Brygida od Jezusa
- św. Brygida Szwedzka
- św. Brygida z Kildare
- św. Brynolf Algotsson

### -C-
- bł. Carlo Acutis
- św. Cecylia
- bł. Cecylia Butsi
- bł. Cecylia Cesarini
- bł. Cecylia Eusepi
- św. Cecylia Yu So-sa
- św. Celestyn I, papież
- św. Celestyn V, papież
- bł. Celestyna od Matki Bożej Donati
- św. Celina
- bł. Cezary de Bus
- św. Cezary z Arles
- św. Cezary z Nazjanzu
- św. Cezydiusz Giacomantonio
- św. Chi Zhuzi
- św. Chlodulf z Metzu (Klodulf)
- św. Chryzant
- św. Chryzogon
- bł. Concepción od św. Magdaleny Rodríguez Fernández

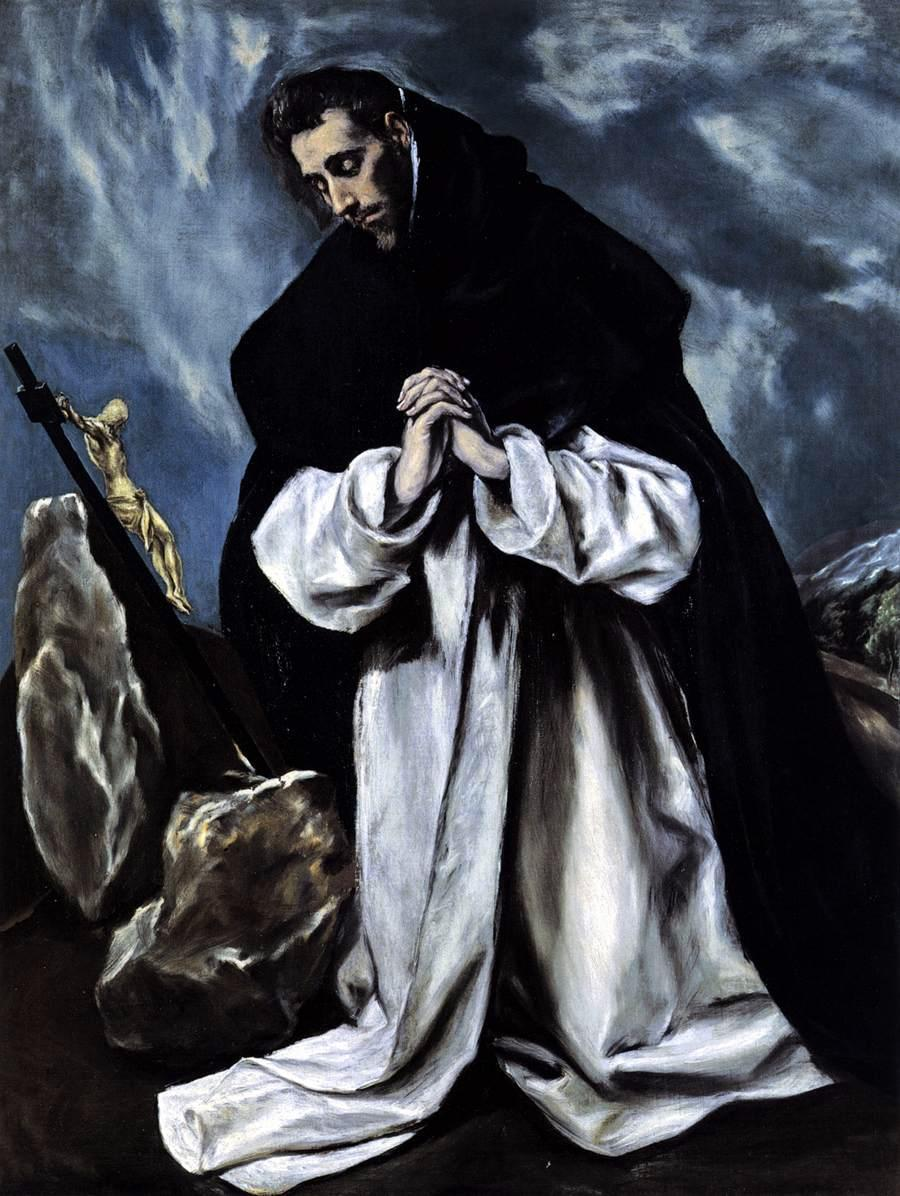
św. Dominik Guzman

św. Dominik Savio

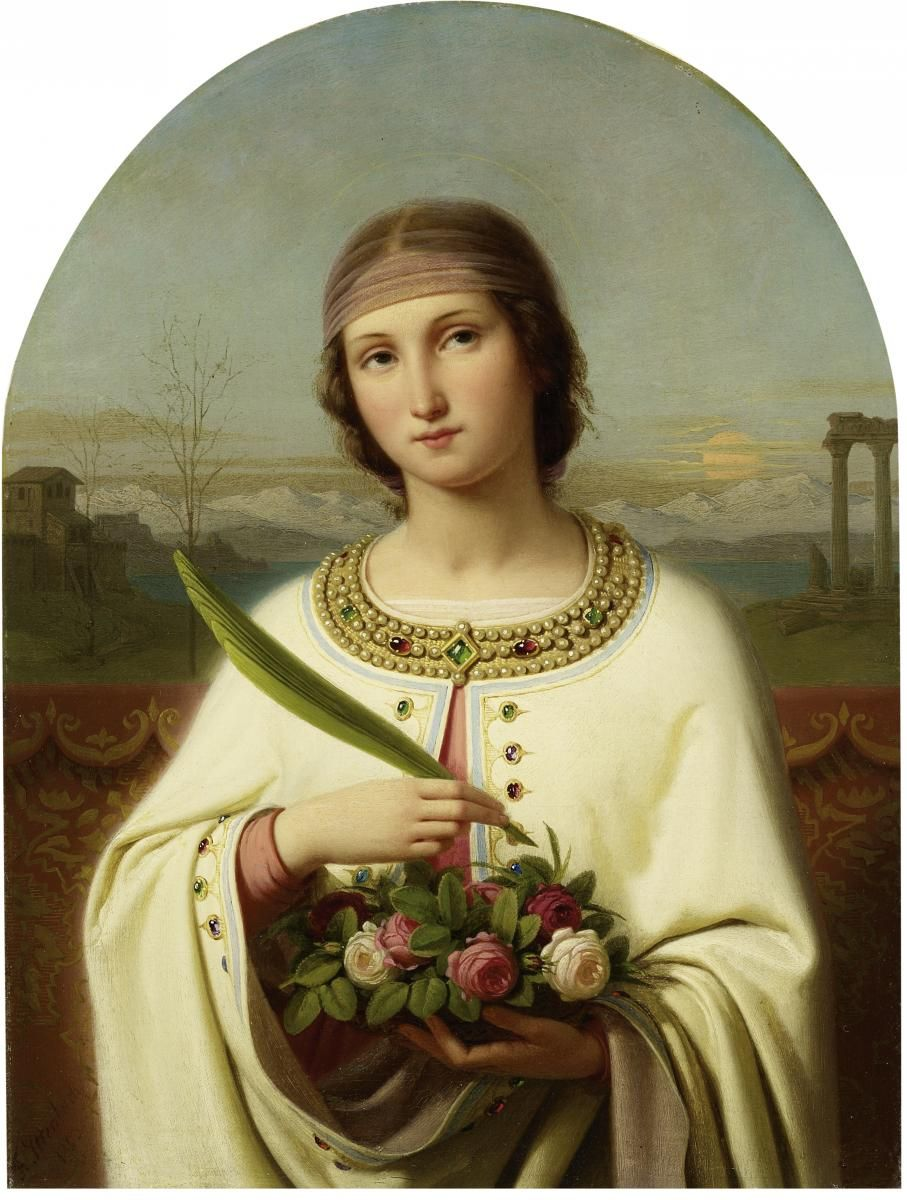
św. Dorota

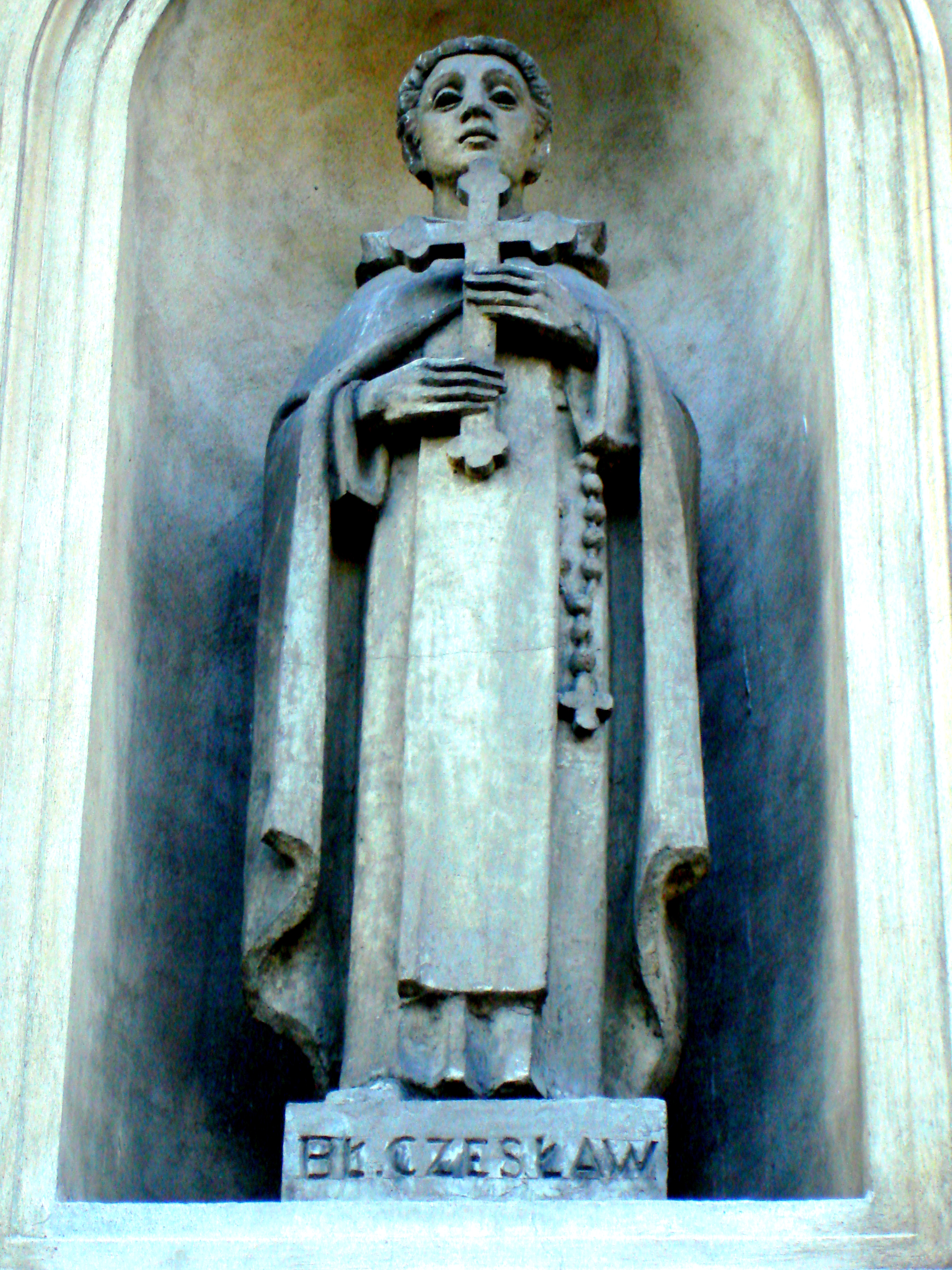
bł. Czesław Odrowąż

- św. Cyprian z Kartaginy
- bł. Cyprian Michał Iwene Tansi
- św. Cyriak
- św. Cyriak Eliasz Chavara
- bł. Cyriak Maria Sancha y Hervás
- św. Cyryk
- św. Cyryl
- św. Cyryl Bertram
- św. Cyryl Jerozolimski
- św. Cyryl z Aleksandrii
- bł. Czesław Odrowąż

### -D-
- św. Dacjusz
- bł. Dalmacjusz Moner
- św. Damazy I, papież
- św. Damian
- św. Damian Nam Myŏng-hyŏg
- św. Damian De Veuster
- bł. Damian Tanda Yaichi
- bł. Damian z Fulcheri
- bł. Daniel Brottier
- św. Daniel Comboni
- bł. Daniel Dajani
- bł. Daniel Ludwik Andrzej des Pommerayes
- św. Daniel Fasanella
- bł. Daniela od św. Barnaby Anchurra Gogenola
- św. Daria
- bł. Daria Andiarena Sagaseta
- bł. Daria od św. Zofii Campillo Paniagua
- bł. Dariusz Acosta Zurita
- bł. Dariusz Hernández Morató
- bł. Daudi Okelo
- bł. Dawid Carlos Marañón
- św. Dawid Galván Bermúdez
- św. Dawid Lewis
- św. Dawid Roldán Lara
- św. Dawid Uribe
- św. Dawid z Menevii
- bł. Dedë Maçaj
- bł. Dedë Malaj
- bł. Delfina de Signe
- bł. Deogracias Palacios
- bł. Dermot O’Hurley
- św. Deusdedit z Canterbury
- bł. Diana z Andalo
- św. Dionizy
- św. Dionizy, papież
- bł. Dionizy Ludwik Molinos Coloma
- bł. Dionizy od Narodzenia Pańskiego Berthelot
- bł. Dionizy Pamplona Polo
- bł. Dionizy Wincenty Ramos
- św. Dobry Łotr (św. Dyzma)
- św. Doda z Reims
- św. Dominik
- św. Dominik Bùi Văn Úy
- św. Dominik Cẩm
- bł. Dominik Castellet Vinale
- św. Dominik Đinh Đạt
- św. Dominik Hà Trọng Mậu
- św. Dominik Henares
- św. Dominik Huyện
- św. Dominik Ibáñez de Erquicia
- bł. Dominik Iturrate Zubero
- bł. Dominik Lentini
- bł. Dominik Magoshichi
- bł. Dominik Maria z Alboraya
- bł. Dominik Nakano
- św. Dominik Nguyên
- św. Dominik Nguyễn Đức Mạo
- św. Dominik Nguyễn Văn Hạnh
- św. Dominik Nguyễn Văn Xuyên
- św. Dominik Nhi
- bł. Dominik Nihachi
- św. Dominik Ninh
- bł. Dominik od Matki Bożej Barberi

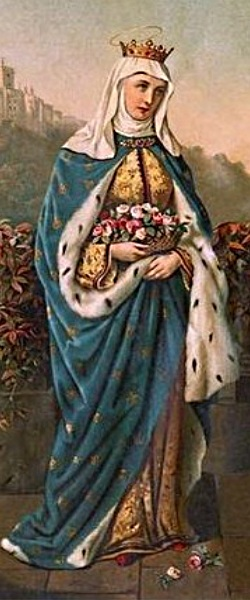
św. Elżbieta Aragońska

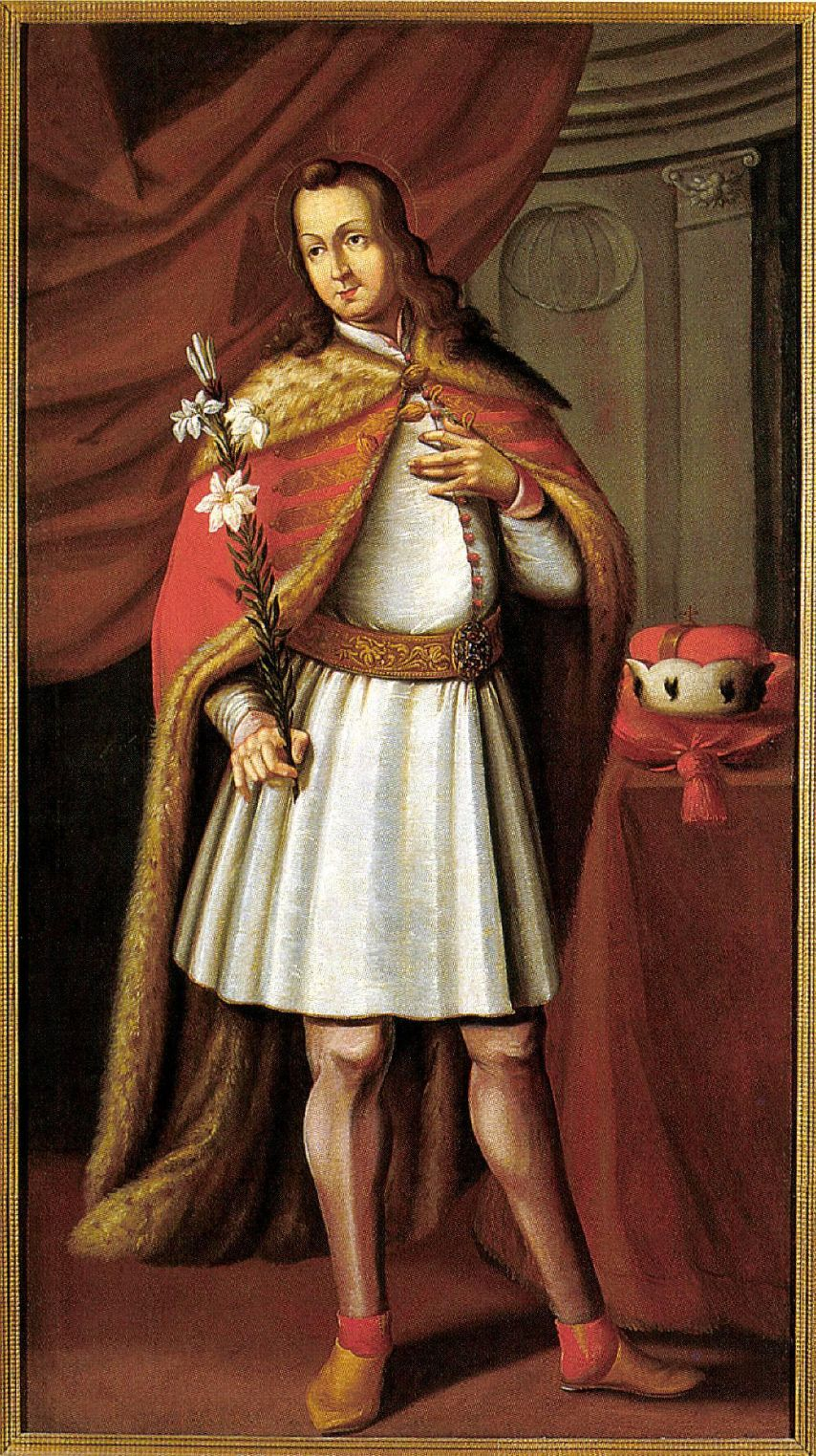
św. Emeryk

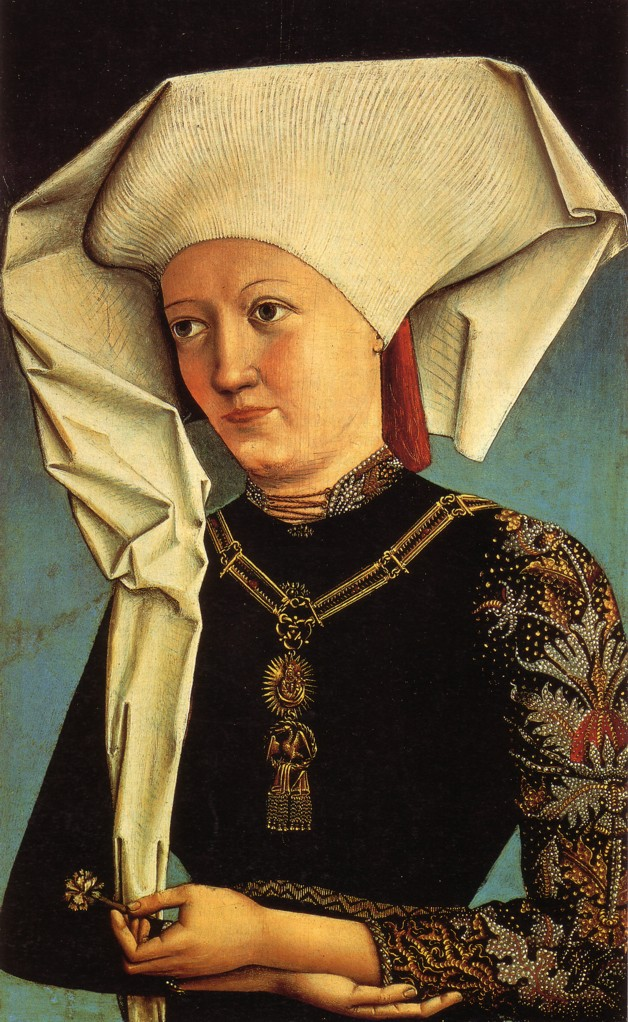
św. Emma z Gurk

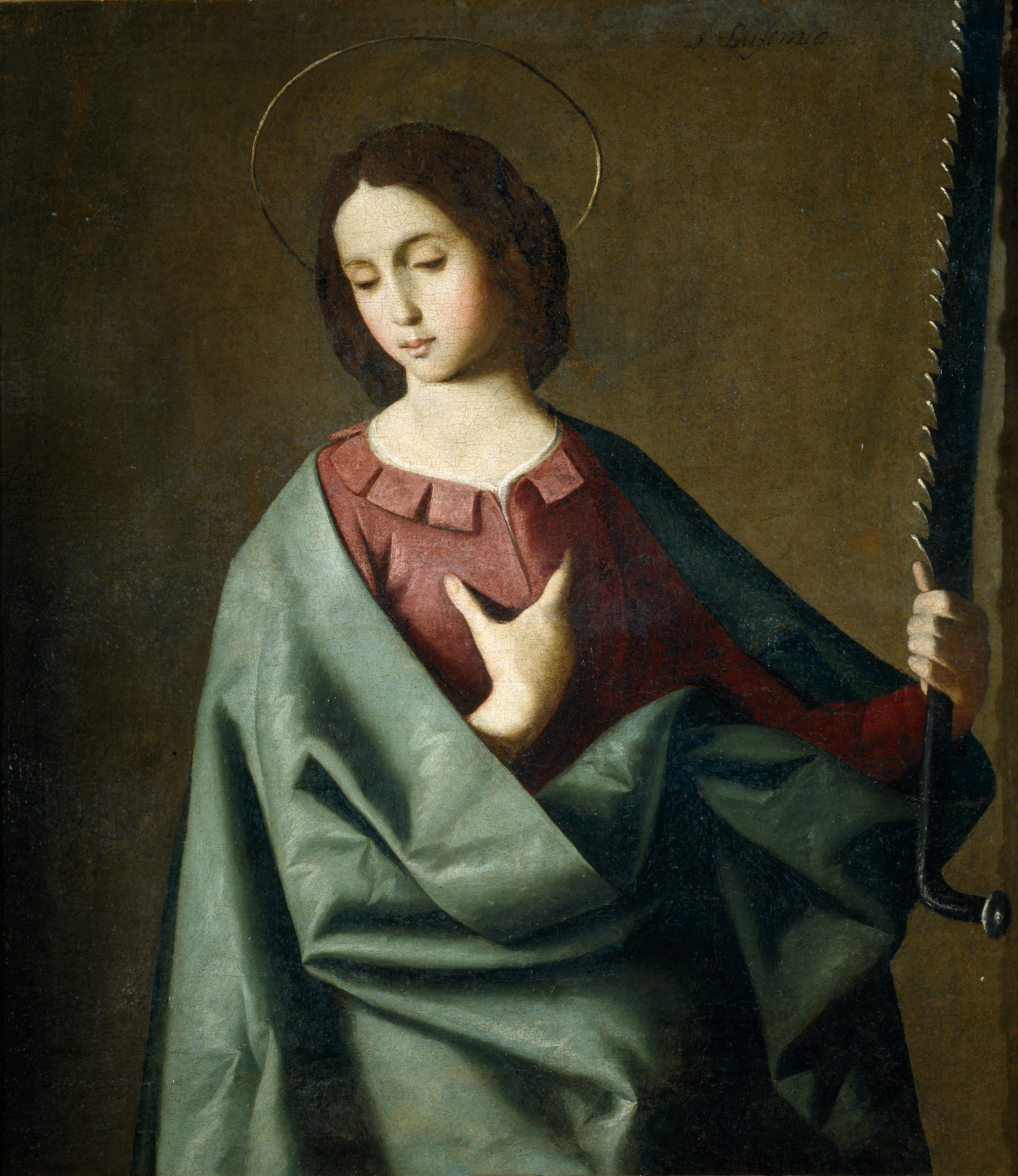
św. Eufemia z Chalcedonu

- bł. Dominik od Różańca
- św. Dominik Phạm Trọng Khảm
- św. Dominik Savio
- bł. Dominik Shobyōye
- bł. Dominik Spadafora
- św. Dominik Toại
- św. Dominik Trạch
- św. Dominik Vũ Đình Tước
- bł. Dominik Yamada
- św. Dominik z Silos
- bł. Dominika Ogata
- bł. Donizetti Tavares
- św. Dorota z Cezarei
- św. Dorymedon
- św. Dunstan
- bł. Dydak Alojzy de San Vitores
- bł. Dydak Llorca Llopis
- bł. Dydak Oddi
- bł. Dydak Ventaja Milan
- św. Dydak z Alkali
- bł. Dydak z Kadyksu
- św. Dymitr z Tesaloniki

### -E-
- św. Edmund Arrowsmith
- św. Edmund Campion
- św. Edmund Gennings
- bł. Edmund Rice
- św. Edmund Rich
- bł. Edward Colman
- bł. Edward Focherini
- św. Edward Męczennik
- bł. Edward Müller
- bł. Edward Oldcorne
- bł. Edward Poppe
- bł. Edward Rosaz
- bł. Edward Stransham
- św. Edward Wyznawca
- św. Efrem Syryjczyk
- św. Egbert
- św. Eleuteriusz, papież
- bł. Eliasz Carbonell Mollá
- bł. Eliasz od Pomocy NMP Nieves Castillo
- św. Eliasz Facchini
- bł. Eliasza od św. Klemensa Fracasso
- św. Eligiusz
- bł. Elisabeth Eppinger
- bł. Elisabetta Martinez
- bł. Elizeusz García García
- bł. Elwira od Narodzenia NMP Torrentallé Paraire
- św. Elzear z Sabran
- św. Elżbieta
- św. Elżbieta Aragońska
- bł. Elżbieta Canori Mora
- św. Elżbieta Chŏng Chŏng-hye
- św. Elżbieta Qin Bian
- św. Elżbieta od Trójcy Przenajświętszej Catez
- bł. Elżbieta Renzi
- bł. Elżbieta Sanna
- św. Elżbieta Seton
- bł. Elżbieta Vendramini
- bł. Elżbieta z Reute
- św. Elżbieta Węgierska
- św. Elżbieta z Hesji
- bł. Emanuel Basulto y Jiménez
- bł. Emanuel Borràs i Ferré
- bł. Emanuel Domingo y Sol
- św. Emanuel González García
- bł. Emanuel Gómez González
- św. Emanuel Lê Văn Phụng
- bł. Emanuel Lozano Garrido
- bł. Emanuel Martin Sierra
- bł. Emanuel Medina Olmos
- św. Emanuel Morales
- św. Emanuel Nguyễn Văn Triệu
- bł. Emanuel Ruiz
- bł. Emanuel Segura López
- bł. Emanuel Torró García
- św. Emeryk
- św. Emil z Kordoby
- św. Emilia de Vialar
- św. Emilia de Villeneuve
- św. Emilian
- bł. Emilian Kowcz
- św. Emma
- bł. Emilia Bicchieri
- św. Emilia de Rodat
- św. Emilia de Vialar
- św. Emmeram z Ratyzbony
- bł. Encarnación Gil Valls
- bł. Engelbert Kolland
- bł. Engelmar Unzeitig
- bł. Epifaniusz od św. Michała Sierra Conde
- św. Erazm
- św. Ernest z Zwiefalten
- bł. Erundina od Matki Boskiej Szkaplerznej Colino Vega
- bł. Etienne de Châlons
- św. Eudokia
- św. Eufemia
- św. Eufrazja Eluvathingal
- bł. Eufrazjusz od Dzieciątka Jezus Fernández
- bł. Eugenia Joubert
- bł. Eugenia Picco
- bł. Eugenia Ravasco
- św. Eugeniusz I, papież
- bł. Eugeniusz III, papież
- bł. Eugeniusz Bosiłkow
- św. Eugeniusz de Mazenod
- św. Eulalia z Méridy
- bł. Eurozja Fabris Barban
- bł. Eustochia Bellini
- św. Eustachia Calafato
- św. Eustochium
- św. Eustachy
- bł. Eustachy Kugler
- bł. Eustachy van Lieshout
- św. Eustachy White
- św. Eutropiusz (męczennik z Pontu)

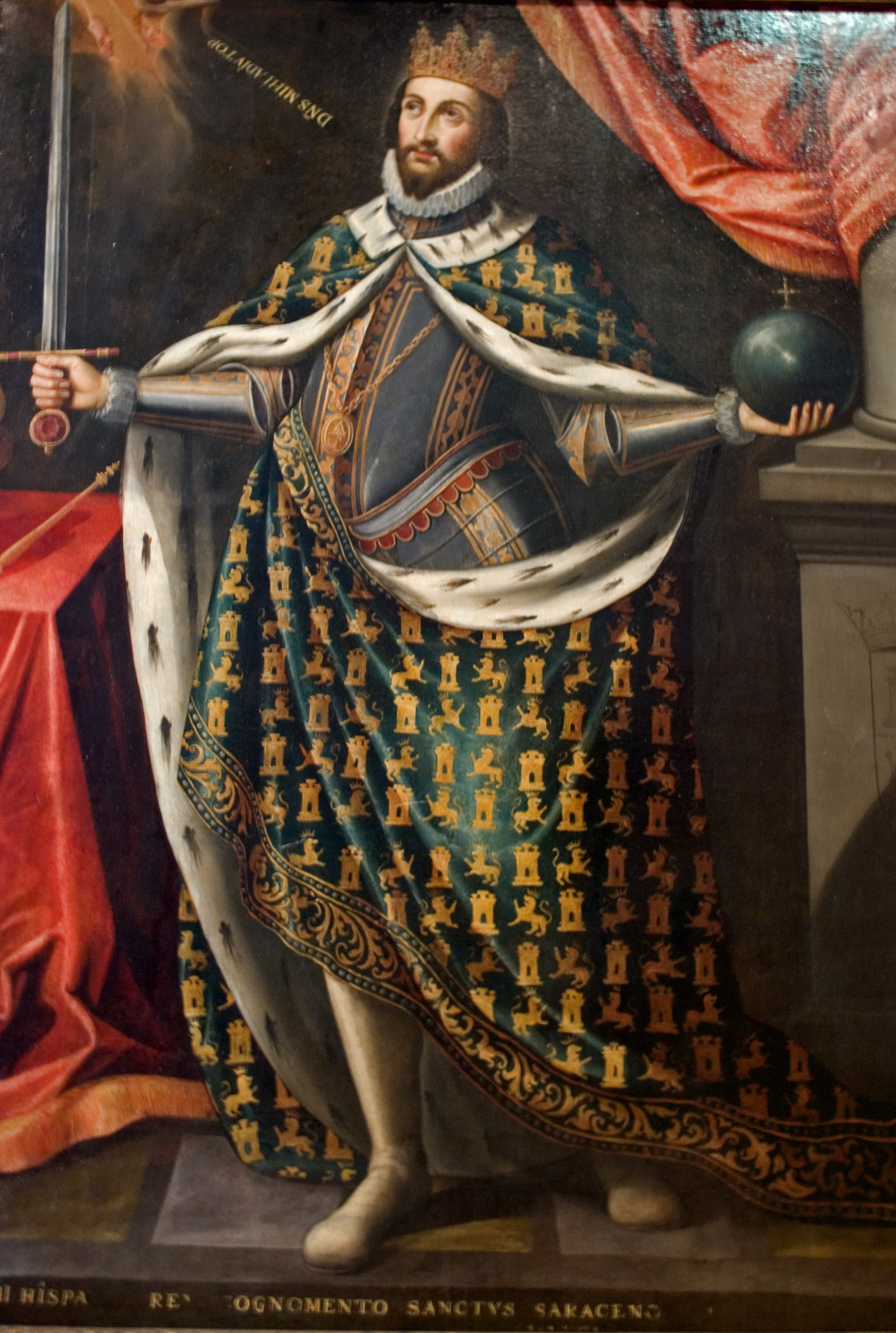
św. Ferdynand Kastylijski

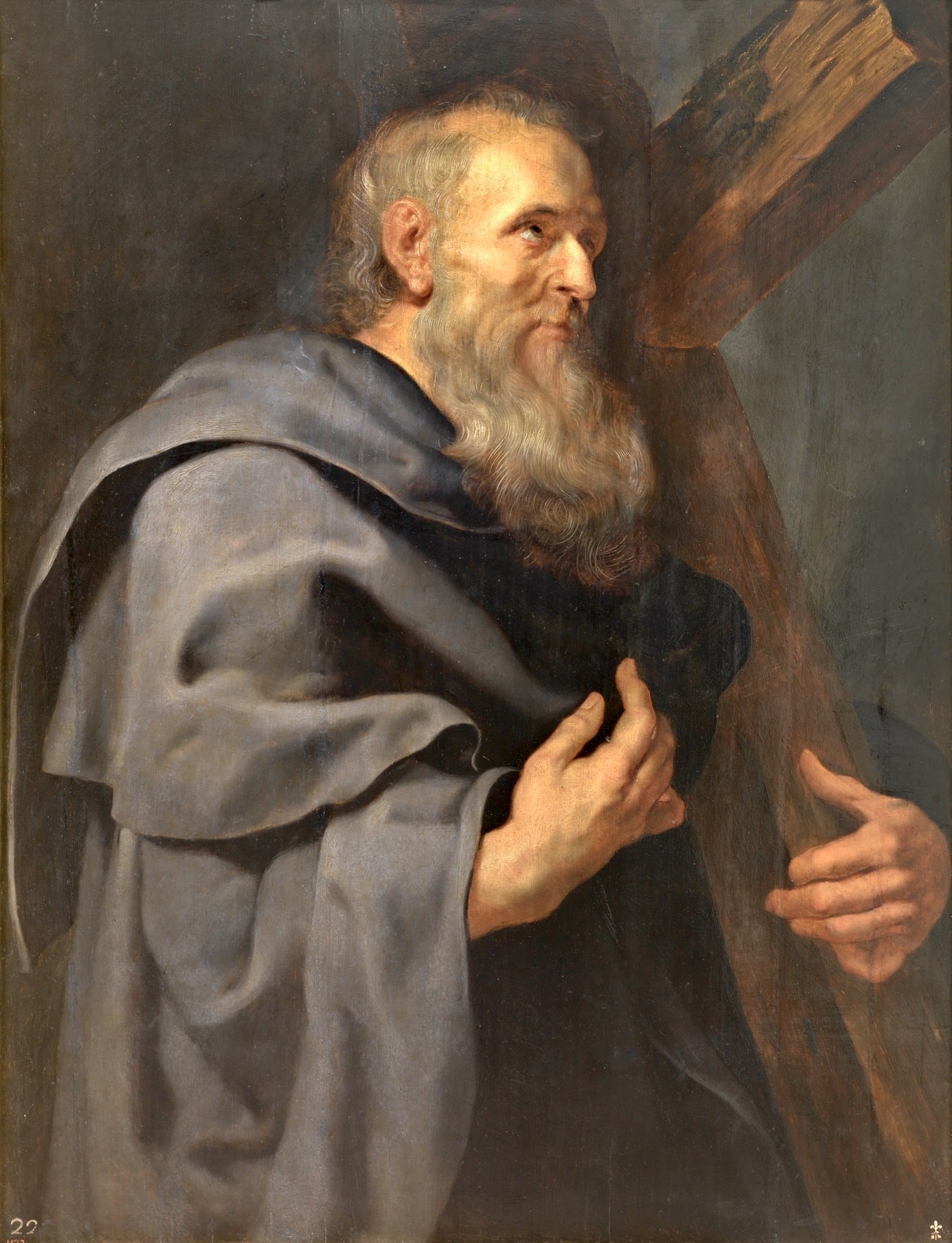
św. Filip Apostoł

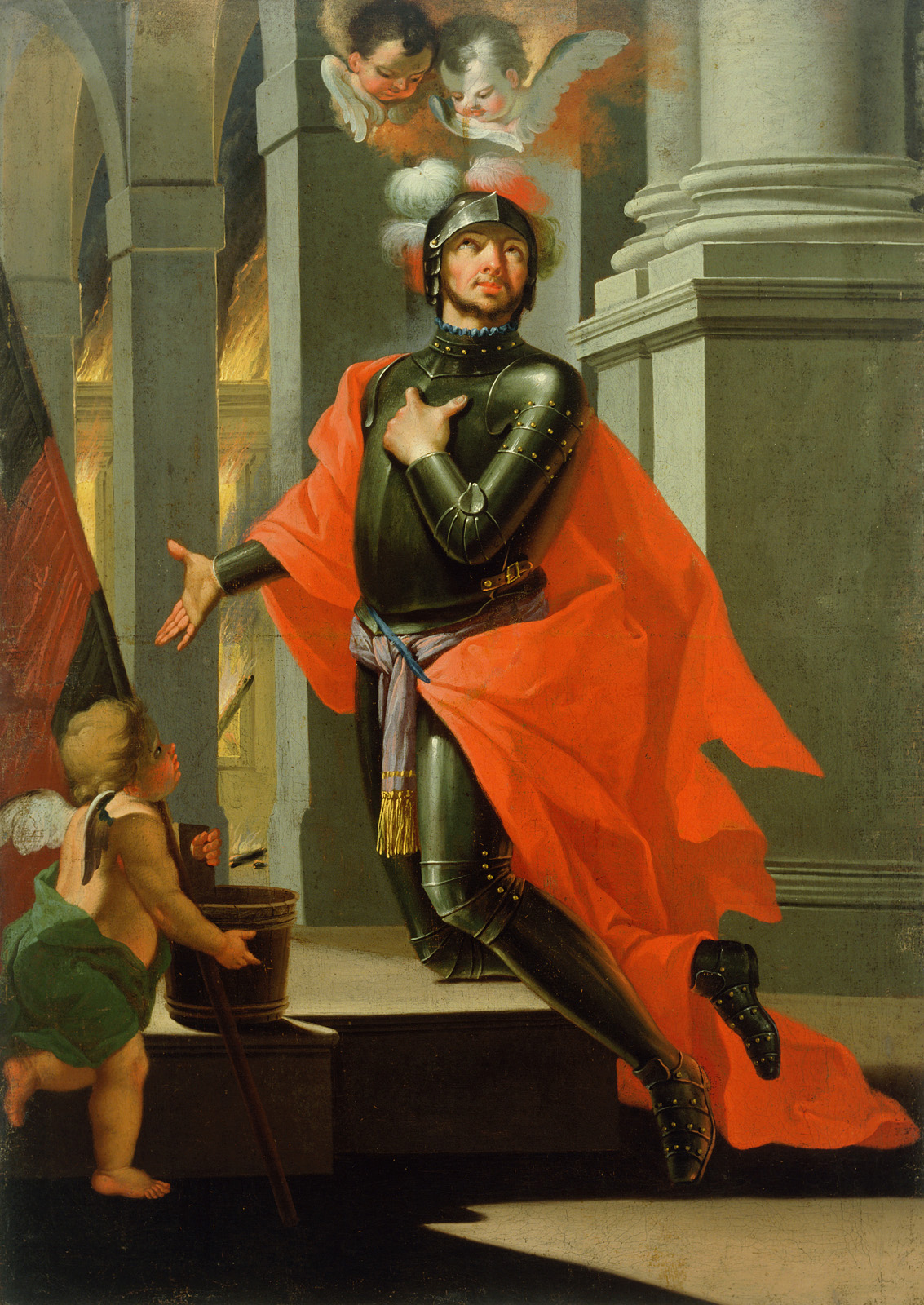
św. Florian

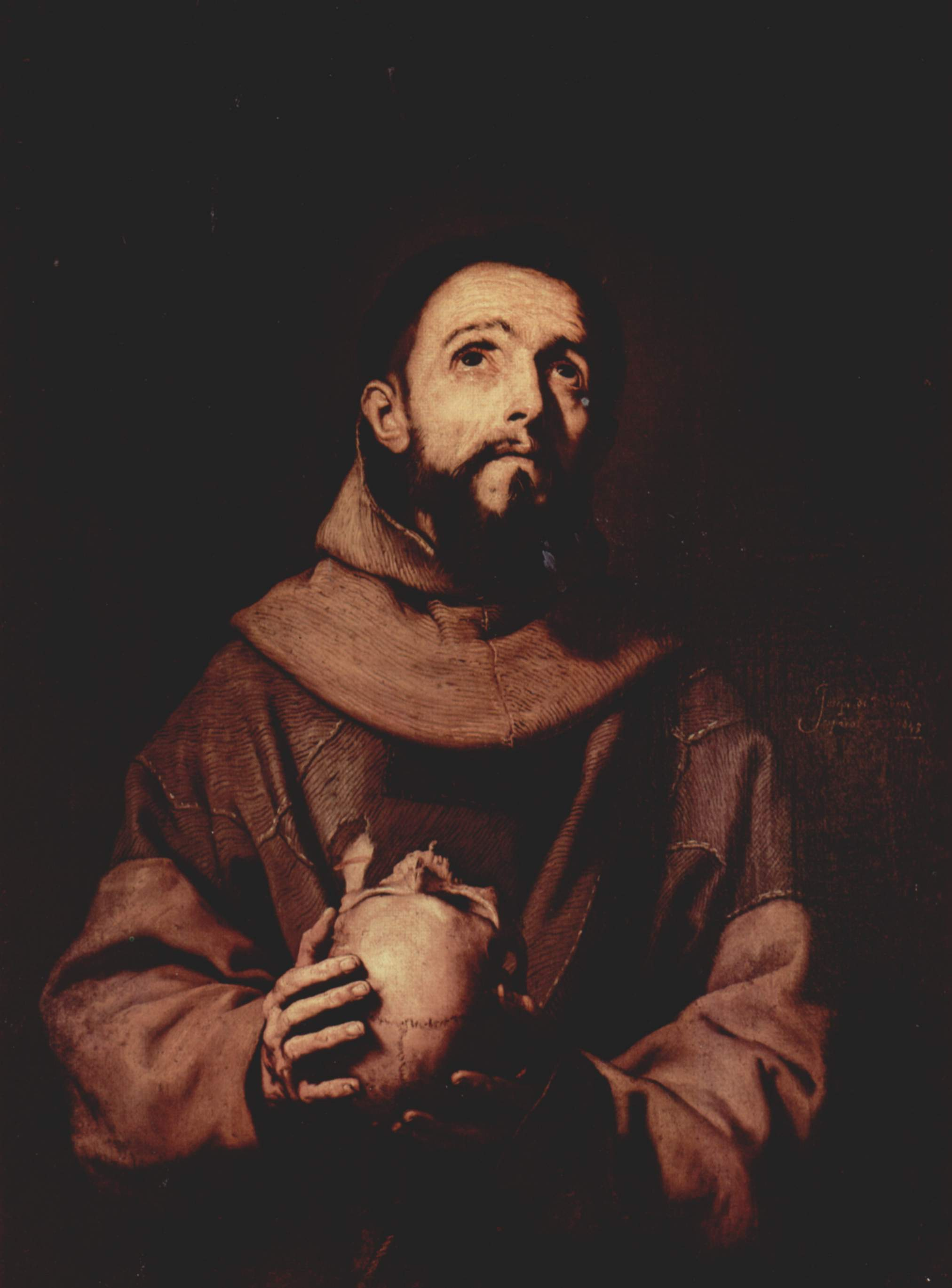
św. Franciszek z Asyżu

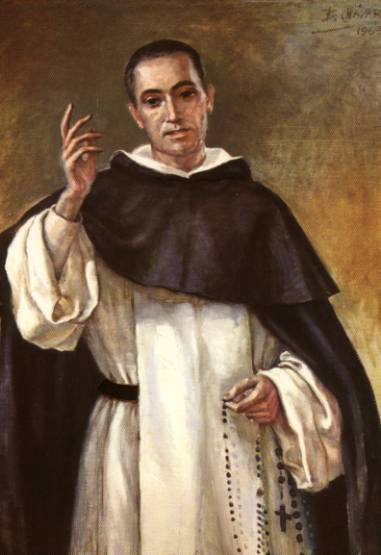
św. Franciszek Coll

św. Franciszek Ksawery

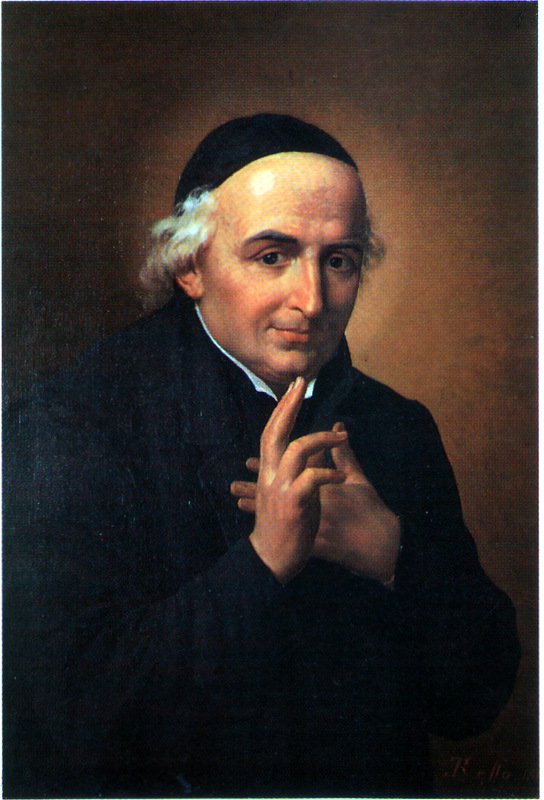
św. Franciszek Ksawery Bianchi

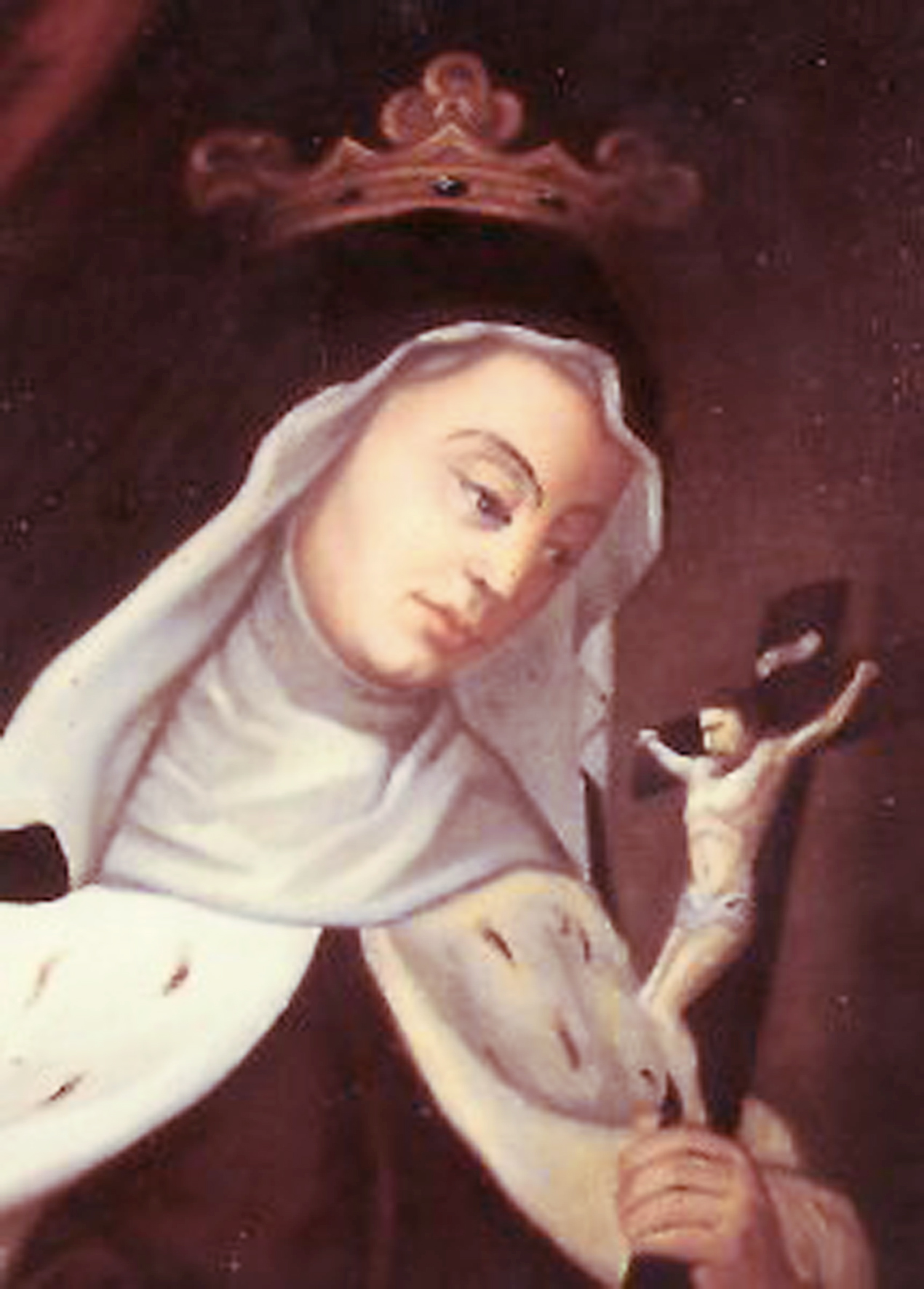
bł. Franciszka d’Amboise

św. Franciszka Rzymianka

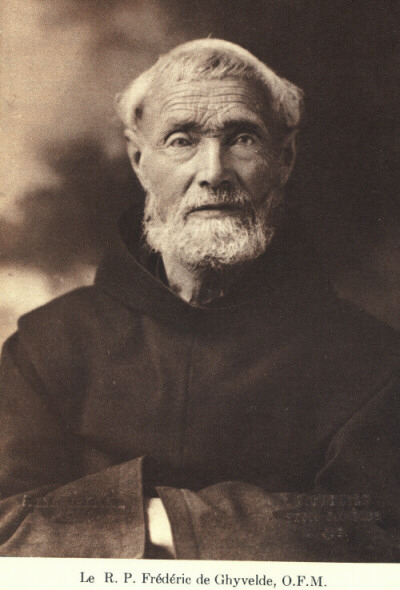
bł. Fryderyk Jansoone

- św. Eutropiusz (męczennik z Konstantynopola)
- św. Eutropiusz z Saintes
- św. Eutropiusz z Orange
- św. Eutychian, papież
- bł. Eutymia Üffing
- bł. Euzebia Palomino Yenes
- św. Euzebiusz, papież
- bł. Euzebiusz z Ostrzyhomia
- św. Euzebiusz z Vercelli
- św. Ewaryst, papież
- bł. Ewa z Leodium
- bł. Ezechiel Huerta Gutiérrez
- św. Ezechiel Moreno

### -F-
- św. Fabian, papież
- św. Fakund
- bł. Fakunda Margenat
- św. Faust Aleksandryjski
- św. Faustyna Kowalska
- św. Faust z Kordobyr
- św. Faustyn
- bł. Faustyn Míguez
- bł. Faustyn Oteiza Segura
- św. Faustyn z Brescii
- bł. Felicja Meda
- bł. Felicjana de Uribe Orbe
- św. Felicyta
- św. Feliks
- św. Feliks
- św. Feliks I, papież
- św. Feliks III, papież
- św. Feliks IV, papież
- bł. Feliks Yuste Cava
- św. Feliks z Kantalicjo
- św. Feliks z Nikozji
- św. Feliks z Sewilli
- św. Felin
- św. Ferdynand Kastylijski
- bł. Ferdynand García Sendra
- bł. Ferdynand González Añón
- bł. Ferdynand Maria Baccilieri
- bł. Ferdynand Saperas Aluja
- bł. Ferdynand z Portugalii
- bł. Fidela Oller Angelats
- bł. Fidelis Climent Sanchés
- bł. Fidelis Fuidio Rodríguez
- św. Fidelis z Sigmaringen
- św. Filip Apostoł
- św. Filip Benicjusz
- św. Filip Evans
- bł. Filip Hernández Martínez
- bł. Filip Hong Pil-ju
- św. Filip Howard
- św. Filip Neri
- św. Filip od Jezusa de Las Casas
- św. Filip Phan Văn Minh
- bł. Filip Rinaldi
- bł. Filip Ripoll Morata
- bł. Filip Siphong Onphitak
- św. Filip Smaldone
- św. Filip z Gortyny
- św. Filip Zhang Zhihe
- bł. Filipa Mareri
- św. Filomena
- św. Fina z San Gimignano
- św. Flawia Domitylla
- bł. Flawian Michał Melki
- św. Flor
- bł. Florencja Caerols Martínez
- bł. Florentyn Asensio Barroso
- bł. Florentyn Felipe Naya
- św. Florentyna z Kartageny
- św. Florian
- bł. Floryda Cevoli
- św. Franciszek Antoni Fasani
- bł. Franciszek Aranha
- bł. Franciszek Bae Gwan-gyeom
- bł. Franciszek Bang
- bł. Franciszek Belamain
- św. Franciszek Blanco
- bł. Franciszek Bonifacio
- św. Franciszek Borgiasz
- bł. Franciszek Calvo Burillo
- św. Franciszek Caracciolo
- bł. Franciszek Carceller Galindo
- św. Franciszek Ch’oe Kyŏng-hwan
- św. Franciszek Clet
- św. Franciszek Coll
- św. Franciszek de Capillas
- św. Franciszek de Geronimo
- św. Franciszek de Montmorency Laval
- bł. Franciszek de Paula Castello y Aleu
- bł. Franciszek de Posadas
- św. Franciszek Diaz
- św. Franciszek Đỗ Văn Chiểu
- bł. Franciszek Faà di Bruno
- św. Franciszek Fogolla
- św. Franciszek Gagelin
- bł. Franciszek Gárate
- bł. Franciszek Gálvez Iranzo
- św. Franciszek Gil de Frederich
- bł. Franciszek Gjini
- bł. Franciszek Ibáñez Ibáñez
- św. Franciszek Jaccard
- bł. Franciszek Jägerstätter
- bł. Franciszek Józef de la Rochefoucauld
- bł. Franciszek Józef Pey
- św. Franciszek Ksawery
- św. Franciszek Ksawery Bianchi
- św. Franciszek Ksawery Hà Trọng Mậu
- bł. Franciszek Ksawery Hong Gyo-man
- św. Franciszek Ksawery Nguyễn Cần
- bł. Franciszek Ksawery Seelos
- bł. Franciszek Kuhyōe
- bł. Franciszek Lé Livec de Trésurin
- bł. Franciszek Lefranc
- bł. Franciszek Ludwik Hébert
- bł. Franciszek Maria Greco
- bł. Franciszek Monzón Romeo
- św. Franciszek Maria z Camporosso
- św. Franciszek Marto
- bł. Franciszek Morales Sedeño
- bł. Franciszek Nihachi
- bł. Franciszek od Jezusa, Marii i Józefa Palau y Quer
- bł. Franciszek od Jezusa Terrero de Ortega Pérez
- bł. Franciszek Pacheco
- bł. Franciszek Paleari
- bł. Franciszek Pérez Godoy
- bł. Franciszek Pianzola
- bł. Franciszek Pinazo
- bł. Franciszek Remón Játiva
- św. Franciszek Roye
- św. Franciszek Salezy
- bł. Franciszek Sendra Ivars
- św. Franciszek Serrano
- św. Franciszek Shōemon
- św. Franciszek Solano
- św. Franciszek Spinelli
- bł. Franciszek Spoto
- św. Franciszek Trần Văn Trung
- bł. Franciszek Ulma
- bł. Franciszek Vareilhe-Duteil
- bł. Franciszek Yakichi
- bł. Franciszek Yi Bo-hyeon
- bł. Franciszek Yun Ji-heon
- św. Franciszek z Asyżu
- bł. Franciszek z Fabriano
- św. Franciszek z Paoli
- bł. Franciszek z Pauli Victor
- św. Franciszek Zhang Rong
- bł. Franciszek Zirano
- bł. Franciszka Aldea Araujo
- bł. Franciszka Amboise
- bł. Franciszka Anna od Matki Bożej Bolesnej Cirer y Carbonell
- św. Franciszka Aviat
- bł. Franciszka Cualladó Baixauli
- św. Franciszka Ksawera Cabrini
- bł. Franciszka Ksawera Fenollosa Alcaina

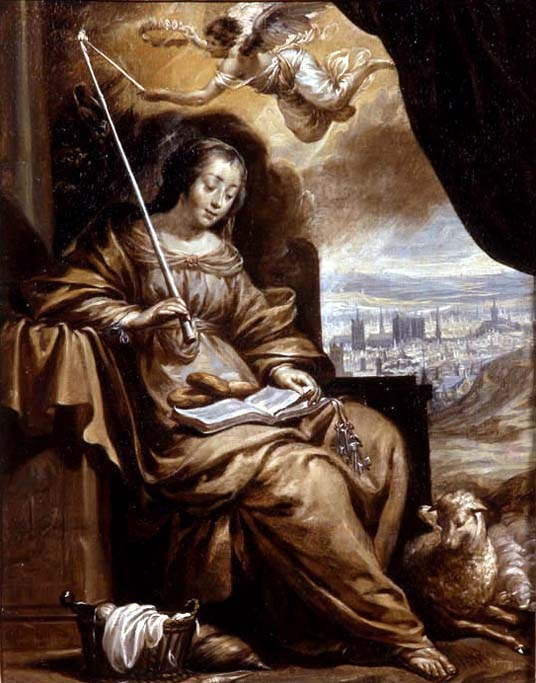
św. Genowefa

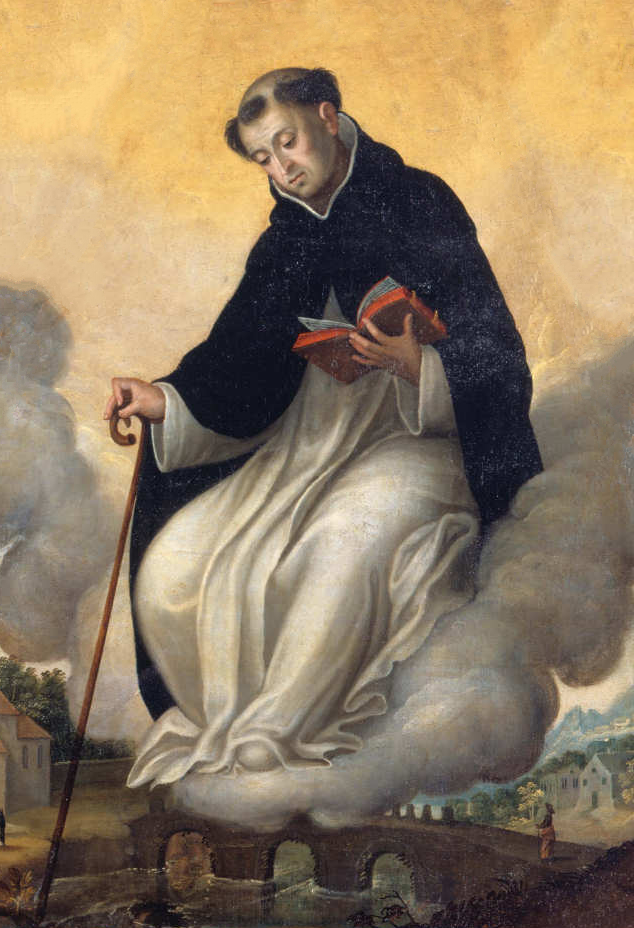
bł. Gonsalwy z Amaranto

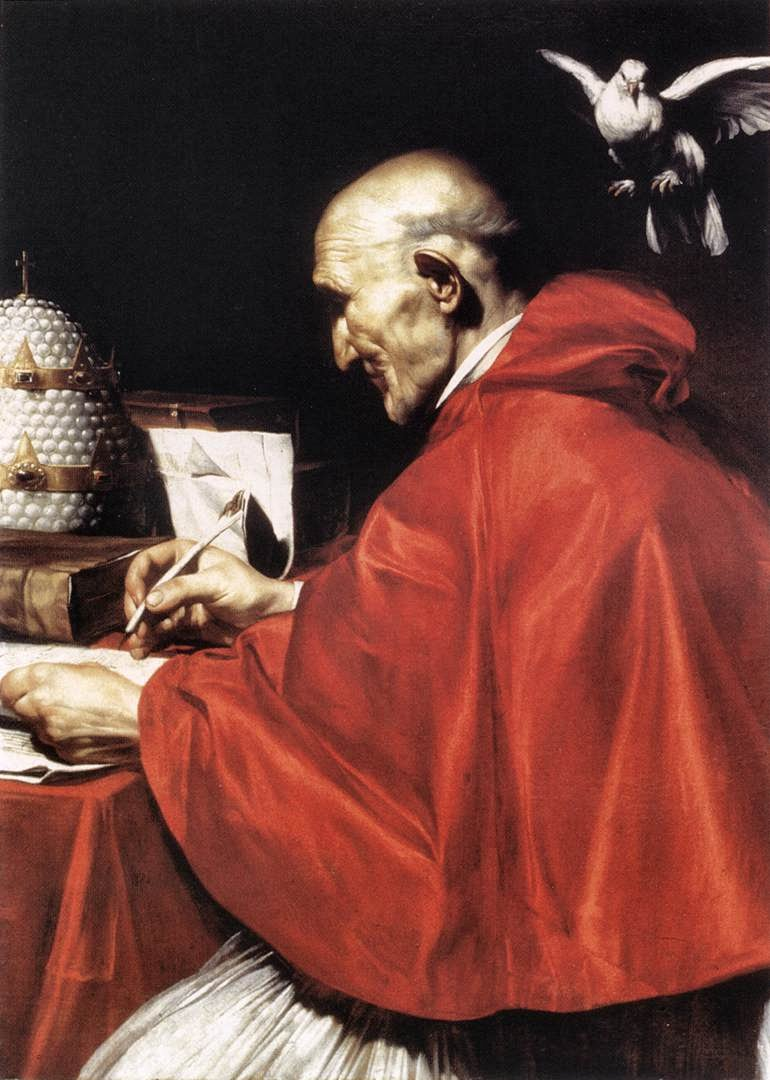
św. Grzegorz I Wielki

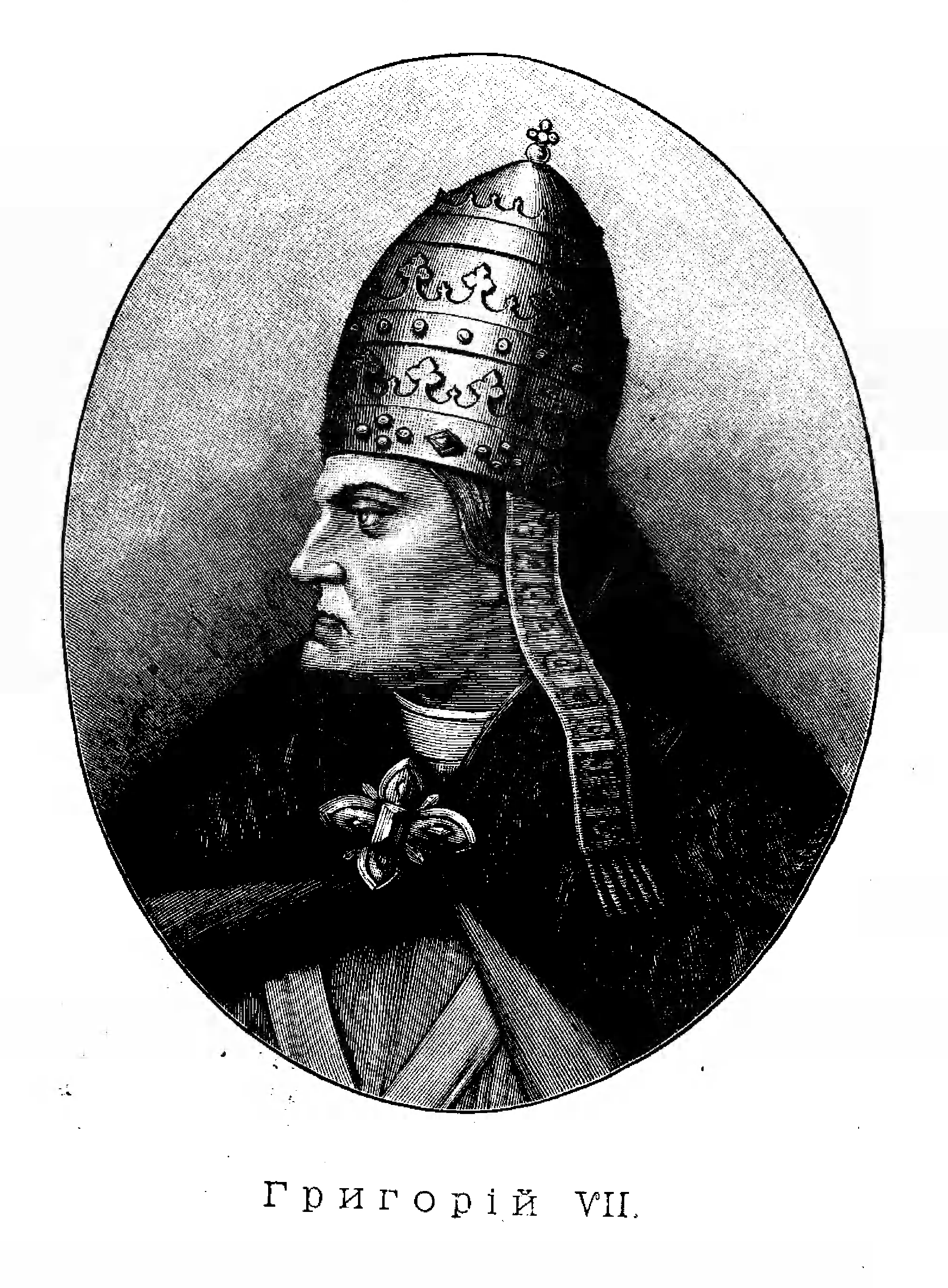
św. Grzegorz VII

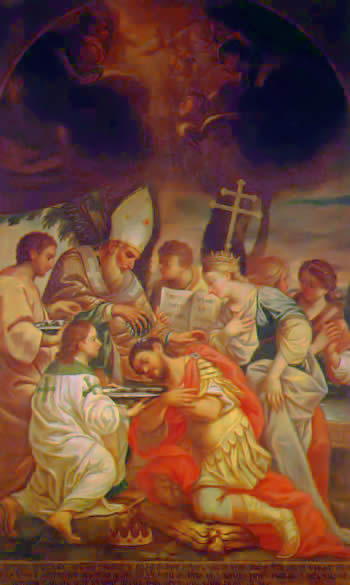
św. Grzegorz Oświeciciel

- bł. Franciszka de Paula od Jezusa
- bł. Franciszka Pinzokere
- św. Franciszka Rzymianka
- bł. Franciszka Schervier
- bł. Frézal Tardieu
- bł. Fryderyk Albert
- bł. Fryderyk Jansoone
- bł. Fryderyk Ozanam
- bł. Fryderyk z Berga
- św. Frydolin z Säckingen
- św. Fulgencjusz z Éciji

### -G-
- bł. Gabriel Desprez de Roche
- bł. Gabriel Ferretti
- św. Gabriel Lalemant
- bł. Gabriel Maria Allegra
- św. Gabriel od Matki Bożej Bolesnej Possenti
- bł. Gabriel od św. Magdaleny Tarazona Rodríguez
- bł. Gabriela od św. Jana od Krzyża Pons Sardá
- bł. Gajusz Akashi Jiemon
- bł. Gandulf z Binasco
- św. Gelazjusz I, papież
- św. Gemma Galgani
- św. Gemma z Goriano Sicoli
- św. Genowefa
- św. Genowefa Torres Morales
- bł. Gentile z Matelica
- bł. Gerard Hirschfelder
- św. Gerard Majella
- św. Gerard Sagredo
- bł. Gerard z Clairvaux
- bł. Gerardesca
- bł. German Garrigues Hernández
- bł. German Gozalbo Andreu
- św. German z Auxerre
- św. German z Paryża
- św. Germana Cousin
- św. Gertruda Comensoli
- bł. Gertruda z Altenbergu
- św. Gertruda z Hackeborn
- św. Gertruda z Helfty (Gertruda Wielka)

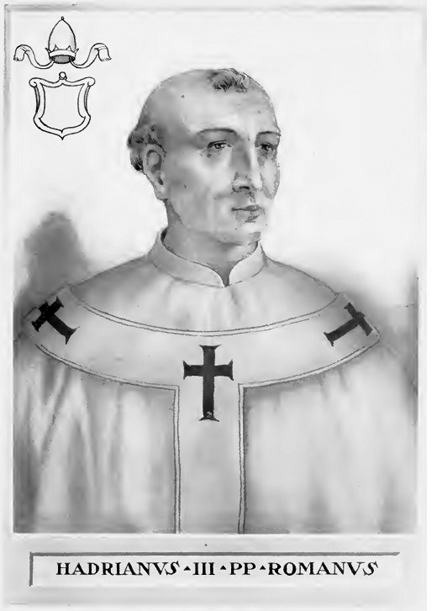
Święty Hadrian III

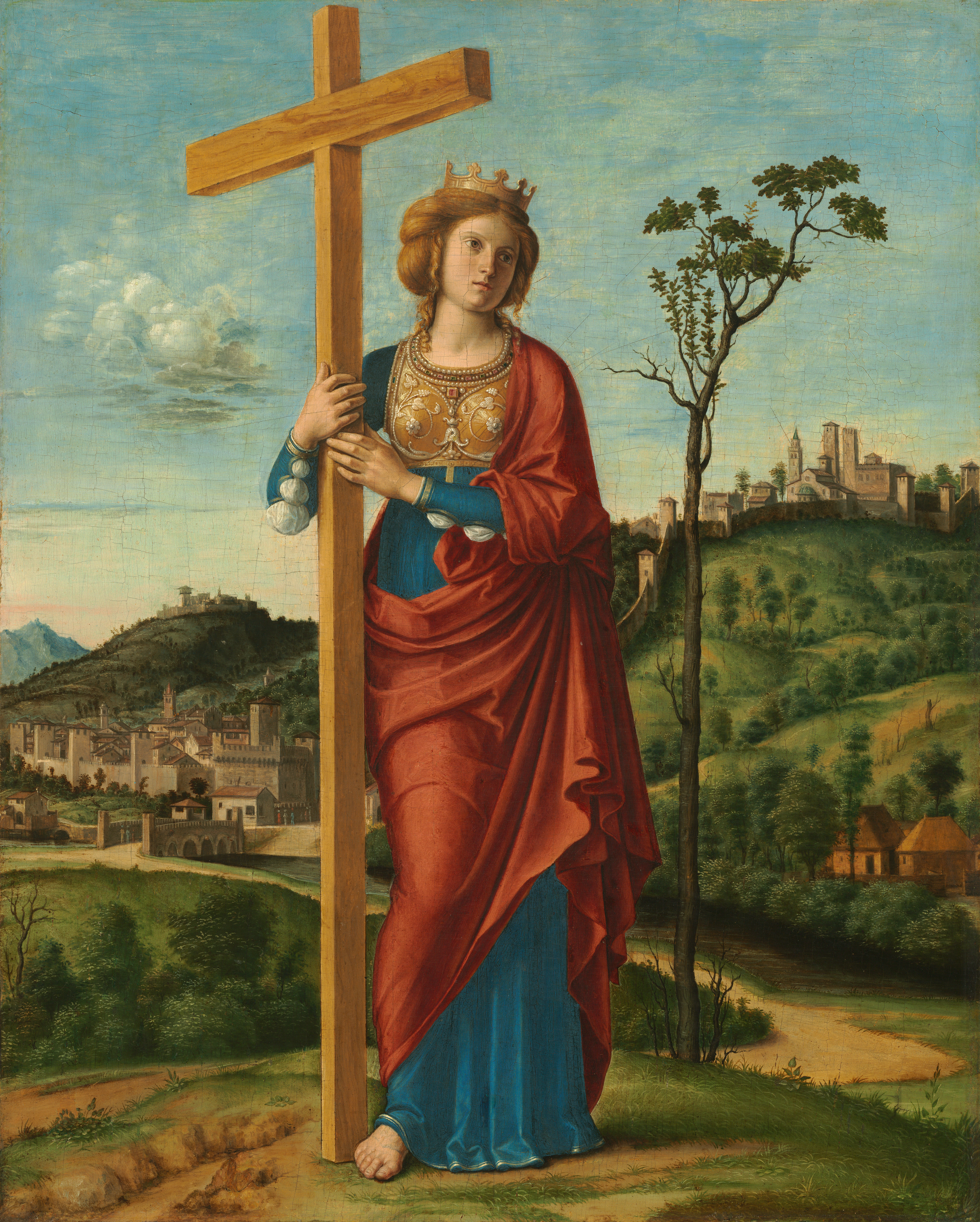
św. Helena

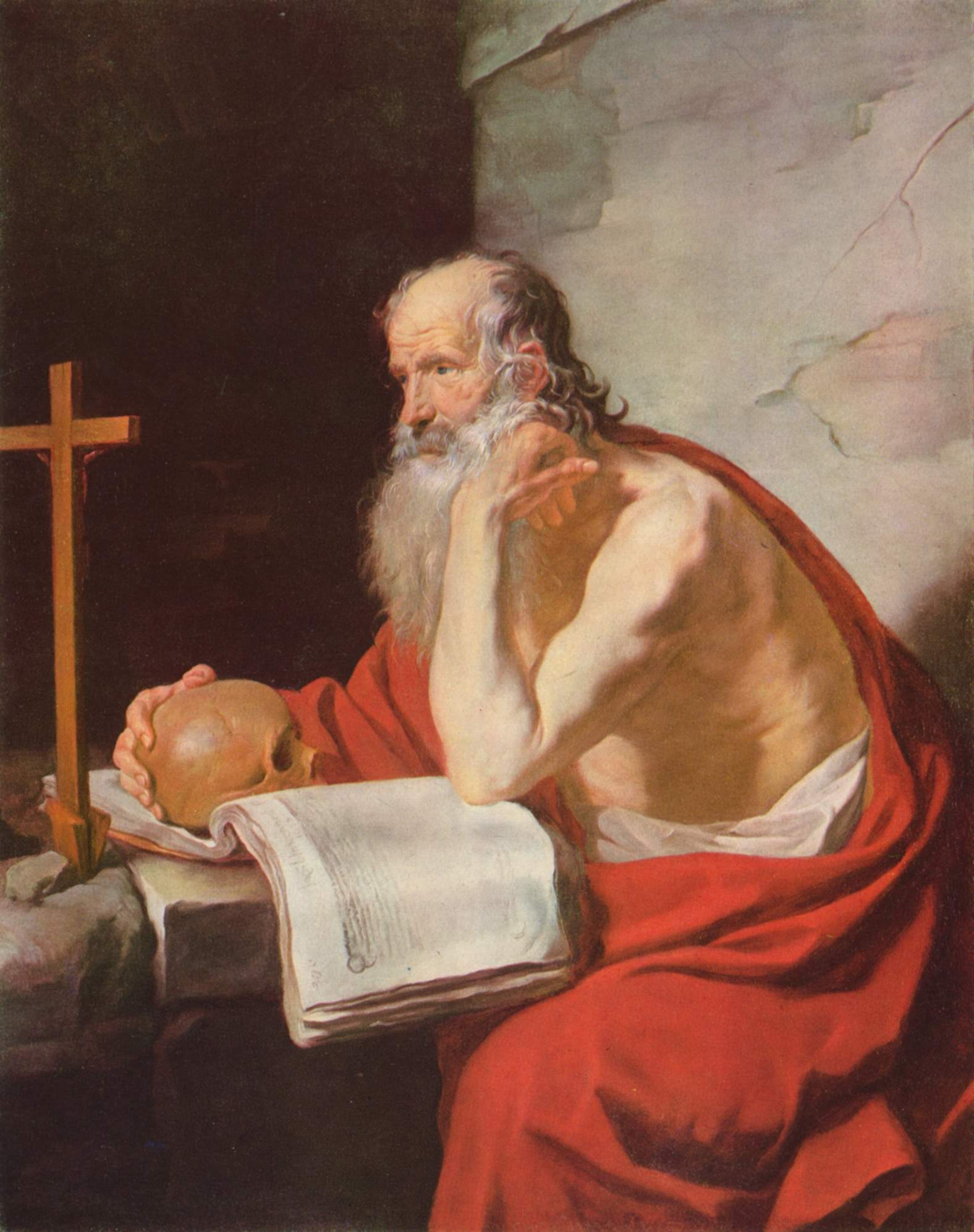
św. Hieronim

św. Hugo z Cluny

- św. Gertruda z Nijvel
- św. Gerwazy
- św. Gilbert z Sempringham
- bł. Gildas Irwa
- św. Gildas Mędrzec
- bł. Giuseppe Beotti
- bł. Gizela Bawarska
- św. Godfryd van Duynsen
- św. Godfryd z Amiens
- św. Gotfryd z Melveren
- św. Gonsalwy Garcia
- bł. Gonsalwy Viñes Masip
- bł. Gonsalwy z Amaranto
- św. Gotard z Hildesheim
- św. Gotfryd z Melveren
- bł. Gracjan z Kotoru
- św. Gratynian
- bł. Grimoald Santamaria
- św. Grzegorz I, papież
- św. Grzegorz II, papież
- św. Grzegorz III, papież
- św. Grzegorz VII, papież
- bł. Grzegorz X, papież
- św. Grzegorz Barbarigo
- św. Grzegorz Cudotwórca
- św. Grzegorz Grassi
- św. Grzegorz Oświeciciel
- św. Grzegorz z Nazjanzu
- św. Grzegorz z Nyssy
- św. Grzegorz z Tours
- bł. Guala z Bergamo
- bł. Contardo Ferrini
- św. Gwidon Maria Conforti
- św. Gwidon z Anderlechtu

### -H-

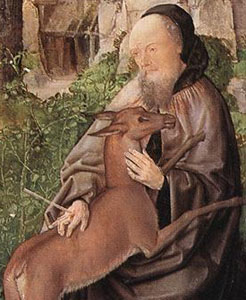
św. Idzi

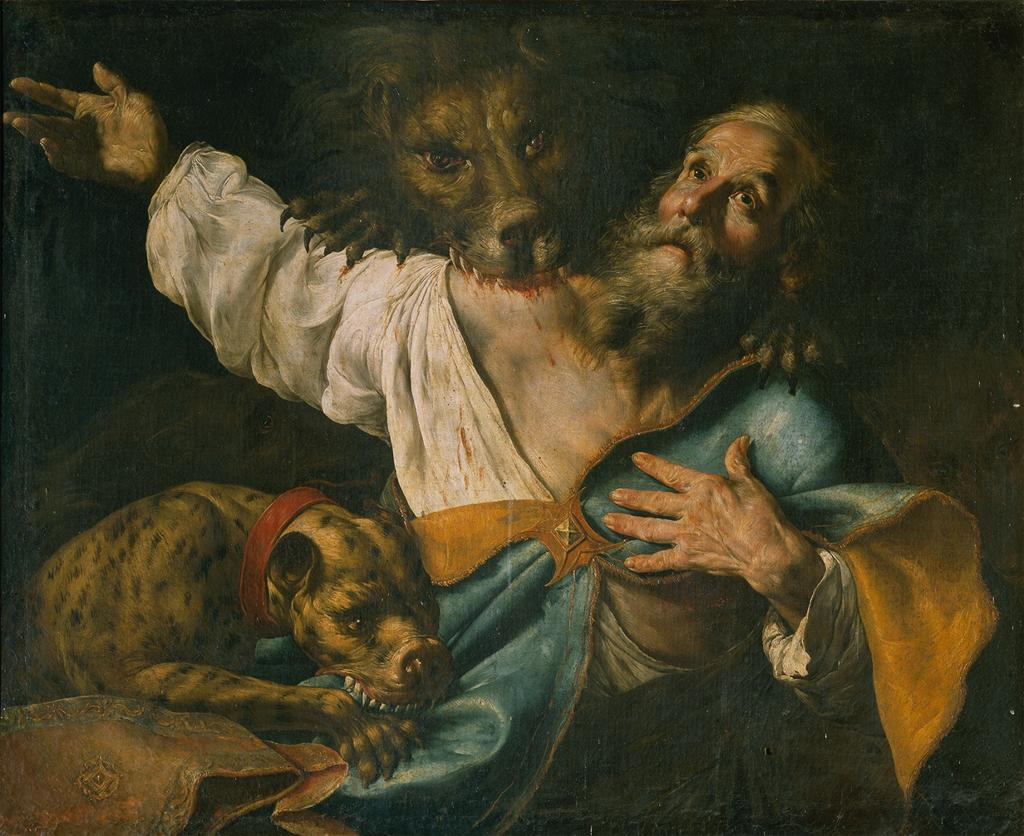
św. Ignacy Antiocheński

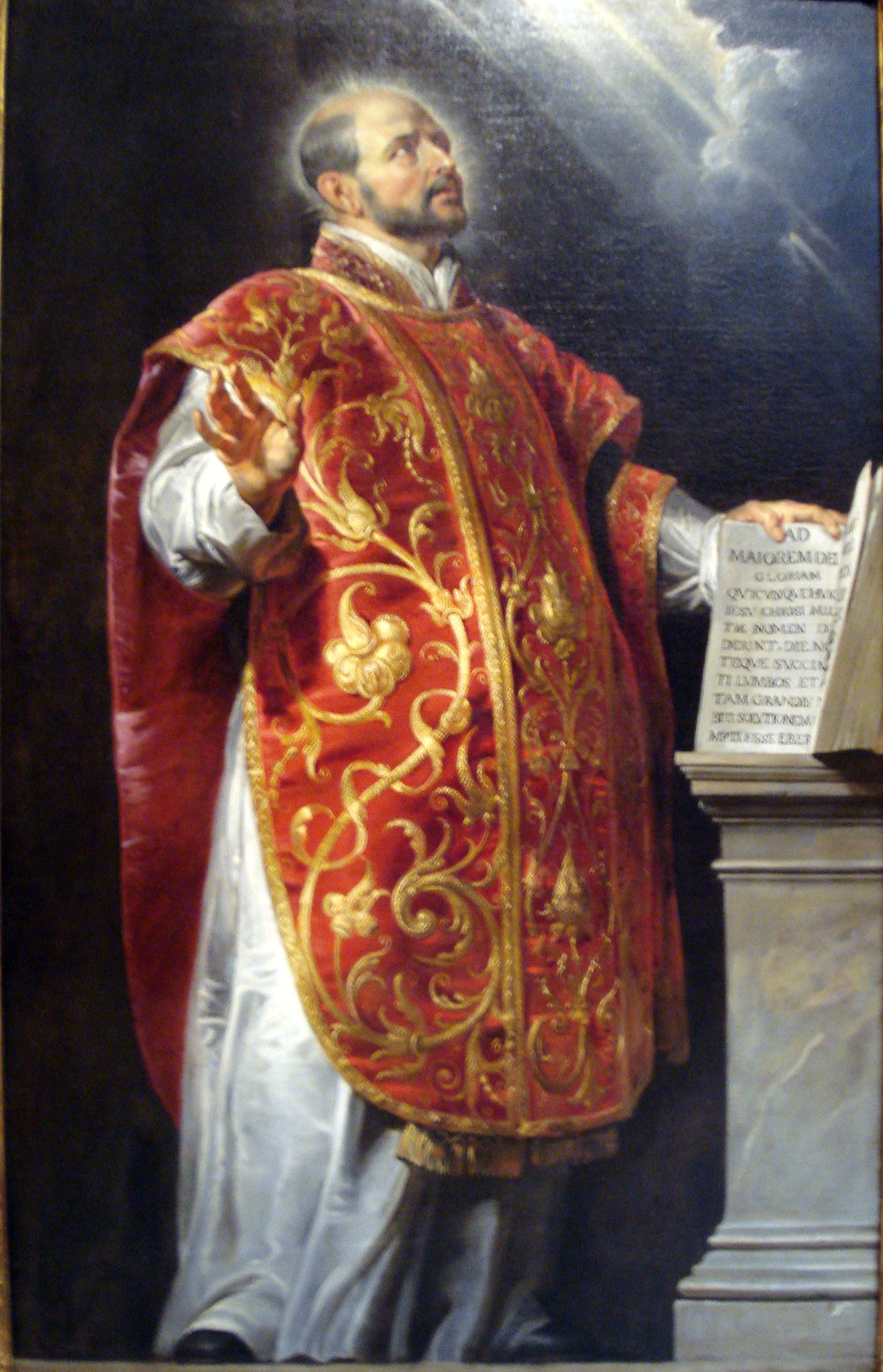
św. Ignacy Loyola

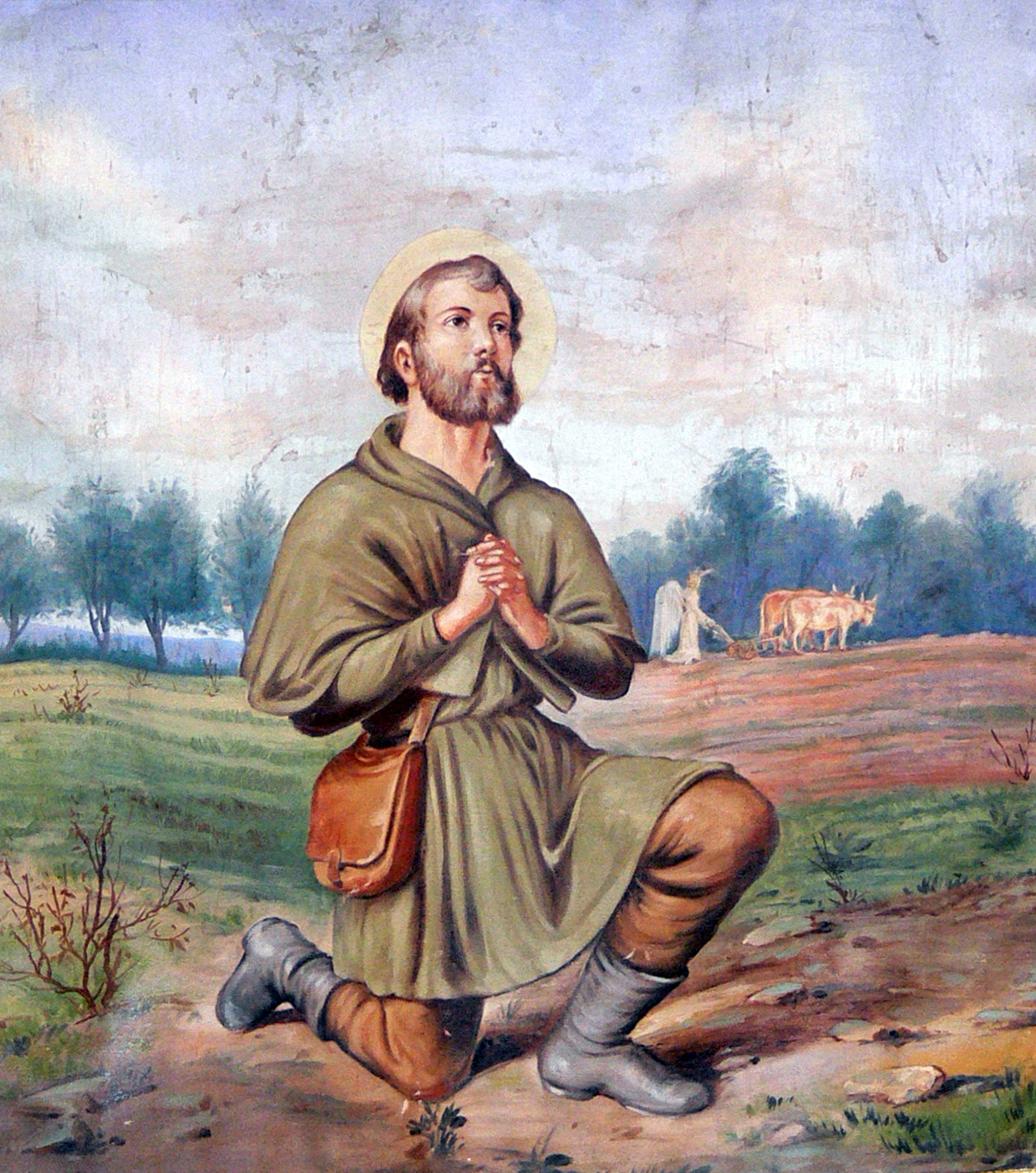
św. Izydor Oracz

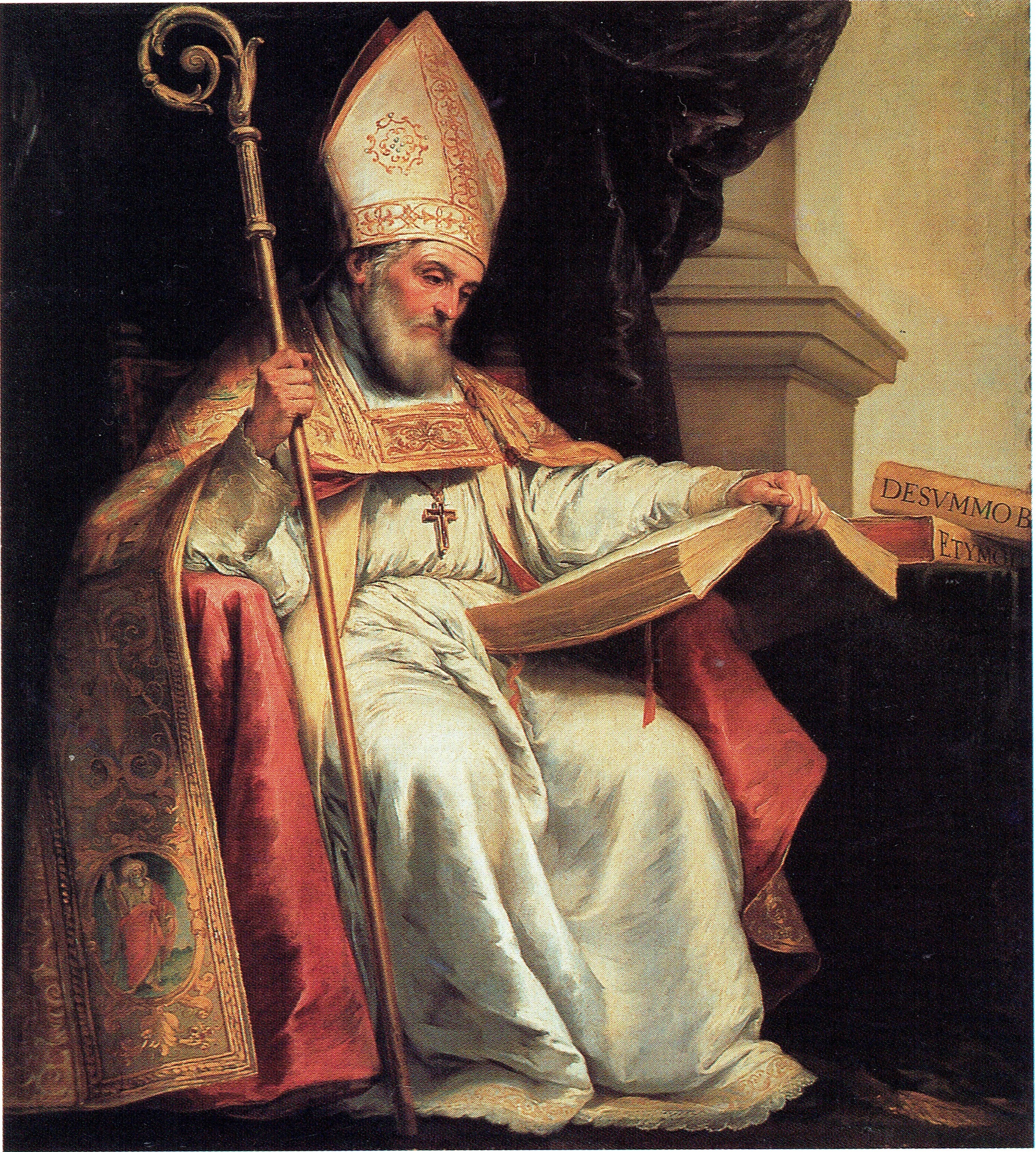
św. Izydor z Sewilli

- św. Hadrian III, papież
- św. Hadrian z Cezarei
- św. Halina z Koryntu
- bł.  Hanna Chrzanowska
- św. Hannibal Maria Di Francia
- św. Helena
- bł. Helena Aiello
- bł. Helena Duglioli
- bł. Helena Enselmini
- bł. Helena Guerra
- bł. Helena z Udine
- bł. Henri Planchat
- św. Henryk II
- bł. Henryk Angelelli
- bł. Henryk Canadell Quintana
- św. Henryk de Ossó Cervelló
- św. Henryk Dorie
- bł. Henryk García Beltrán
- bł. Henryk Juan Requena
- bł. Henryk Morant Pellicer
- św. Henryk Morse
- bł. Henryk Rebuschini
- bł. Henryk Sáiz Aparicio
- bł. Henryk Suzon
- św. Henryk Walpole
- bł. Henryk z Bolzano
- św. Henryk z Uppsali
- bł. Henryka Maria Dominici
- bł. Herkulan z Piegaro
- św. Hermenegild, książę
- bł. Herminia Martínez Amigó
- św. Hiacynt
- św. Hiacynt Casteñeda
- bł. Hiacynt Serrano López
- bł. Hiacynt od Aniołów
- św. Hiacynta Mariscotti
- św. Hiacynta Marto
- św. Hieronim
- bł. Hieronim de Angelis
- św. Hieronim Emiliani
- św. Hieronim Hermosilla
- św. Hieronim Lu Tingmei
- bł. Hieronim od Krzyża Iyo
- św. Hieronim z Weert
- św. Hilary, papież
- św. Hilary z Poitiers
- św. Hildegarda z Bingen
- bł. Hildegarda Burjan
- św. Hipolit
- bł. Hipolit Galantini
- bł. Honorat Zorraquino Herrero
- bł. Honorat Koźmiński
- św. Hormizdas, papież
- bł. Hosanna z Kotoru
- bł. Hosanna z Mantui
- św. Hubert
- św. Hugo z Lincoln
- św. Hugo z Rouen
- bł. Hugolin Zeffirini
- bł. Hugon Green
- św. Hugon z Cluny
- św. Hugon z Grenoble
- bł. Humbelina z Clairvaux
- bł. Humbert III Sabaudzki
- bł. Humiliana Cerchi
- św. Humilis z Bisignano
- św. Humilitas
- św. Hygin, papież

### -I-
- bł. Ida Lotaryńska
- bł. Ida z Leuven
- bł. Ida z Nivelles
- św. Idzi
- św. Idzi Maria od św. Józefa
- bł. Idzi z Asyżu
- bł. Idzi z Santarém
- bł. Ifigenia od św. Mateusza9
- św. Ignacy Antiocheński
- bł. Ignacy Casanovas Perramón
- bł. Ignacy de Azevedo
- św. Ignacy Delgado
- bł. Ignacy Falzon
- bł. Ignacy Jorge-Fernandes
- św. Ignacy Kim Che-jun
- św. Ignacy Loyola
- bł. Ignacy Maloyan
- św. Ignacy z Lakoni
- św. Ignacy z Santhià
- św. Ildefons z Toledo
- św. Illydiusz z Clermont
- bł. Imelda Lambertini
- św. Innocenty I, papież
- bł. Innocenty V, papież
- bł. Innocenty XI, papież
- św. Innocenty od Niepokalanego Poczęcia
- bł. Innocenty z Berzo
- bł. Irena Stefani
- św. Ireneusz z Lyonu
- św. Irma Dulce
- św. Irmina z Oeren
- bł. Isabel Cristina Mrad Campos
- bł. Isnard z Chiampo
- św. Ita Irlandzka
- bł. Itala Mela
- św. Iwo z Bretanii
- bł. Iwo Andrzej Guillon de Keranrum

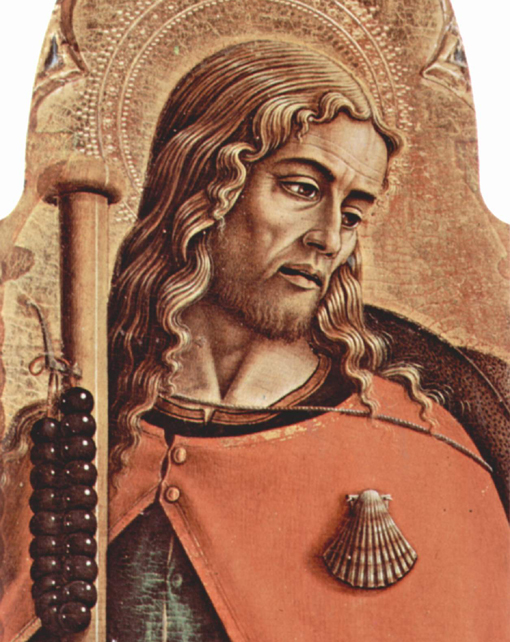
św. Jakub Większy Apostoł

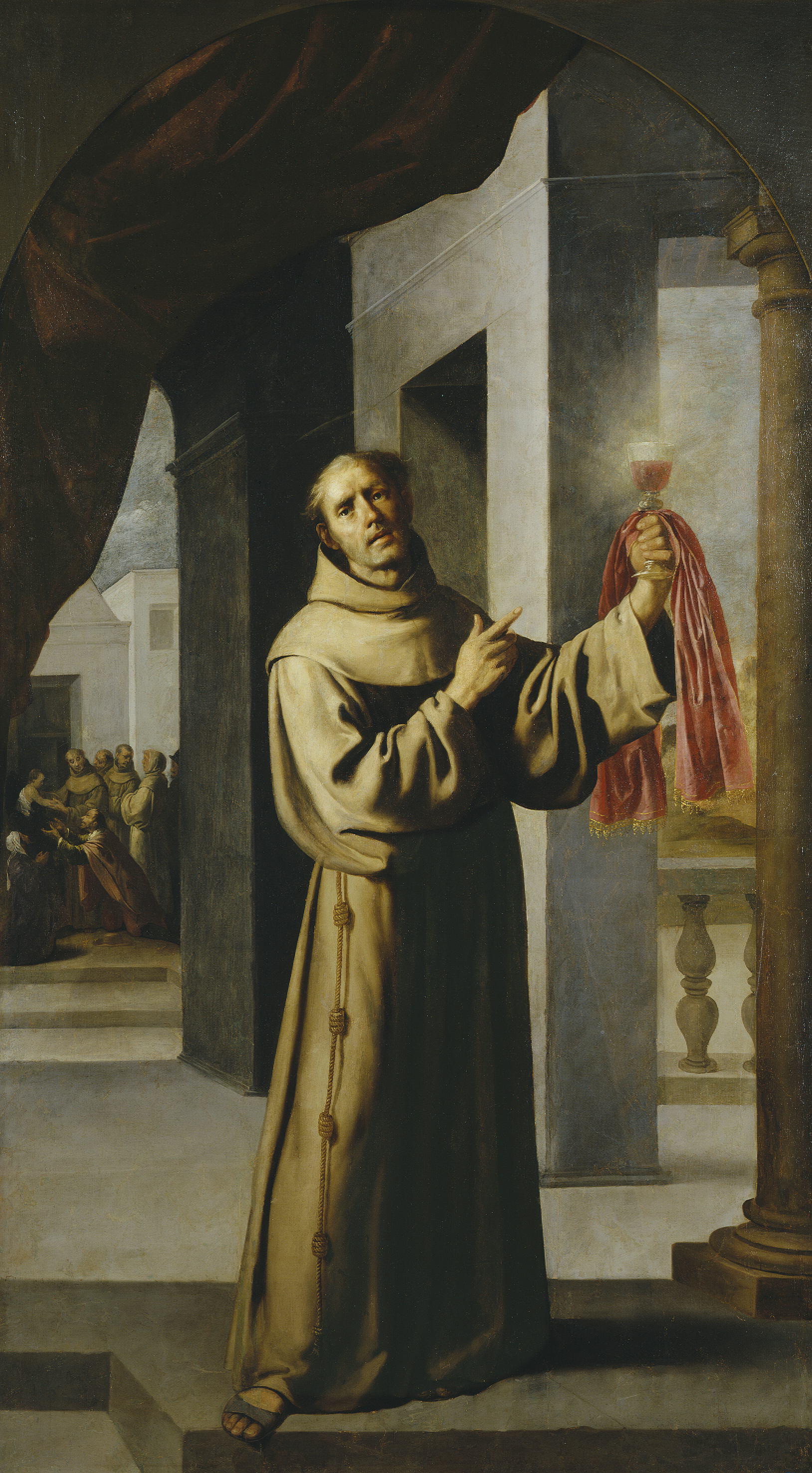
św. Jakub z Marchii

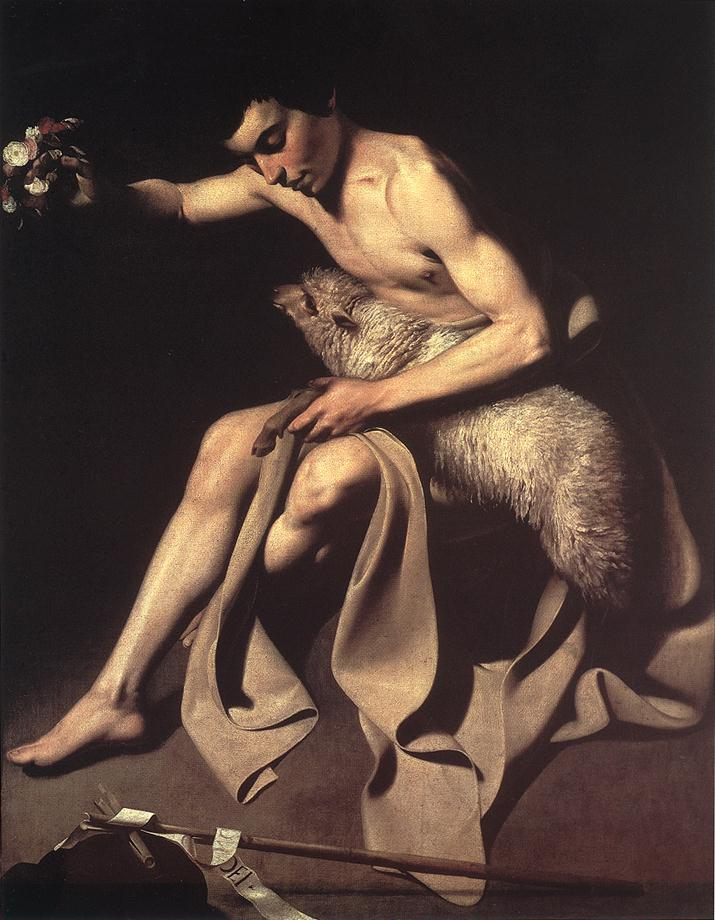
św. Jan Chrzciciel

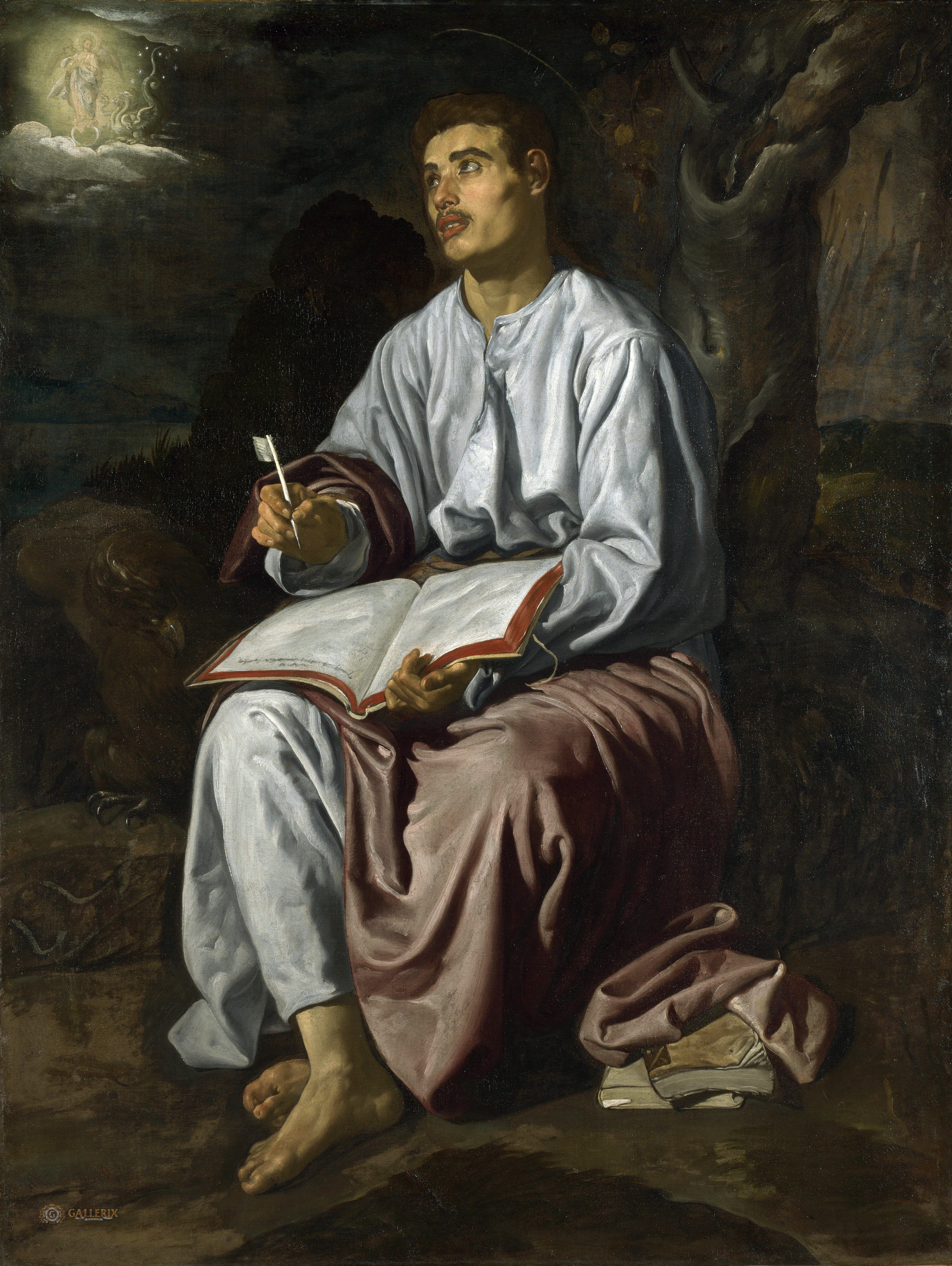
św. Jan Ewangelista

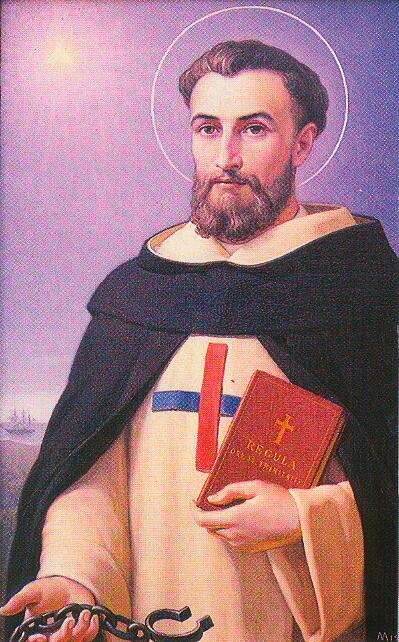
św. Jan de Matha

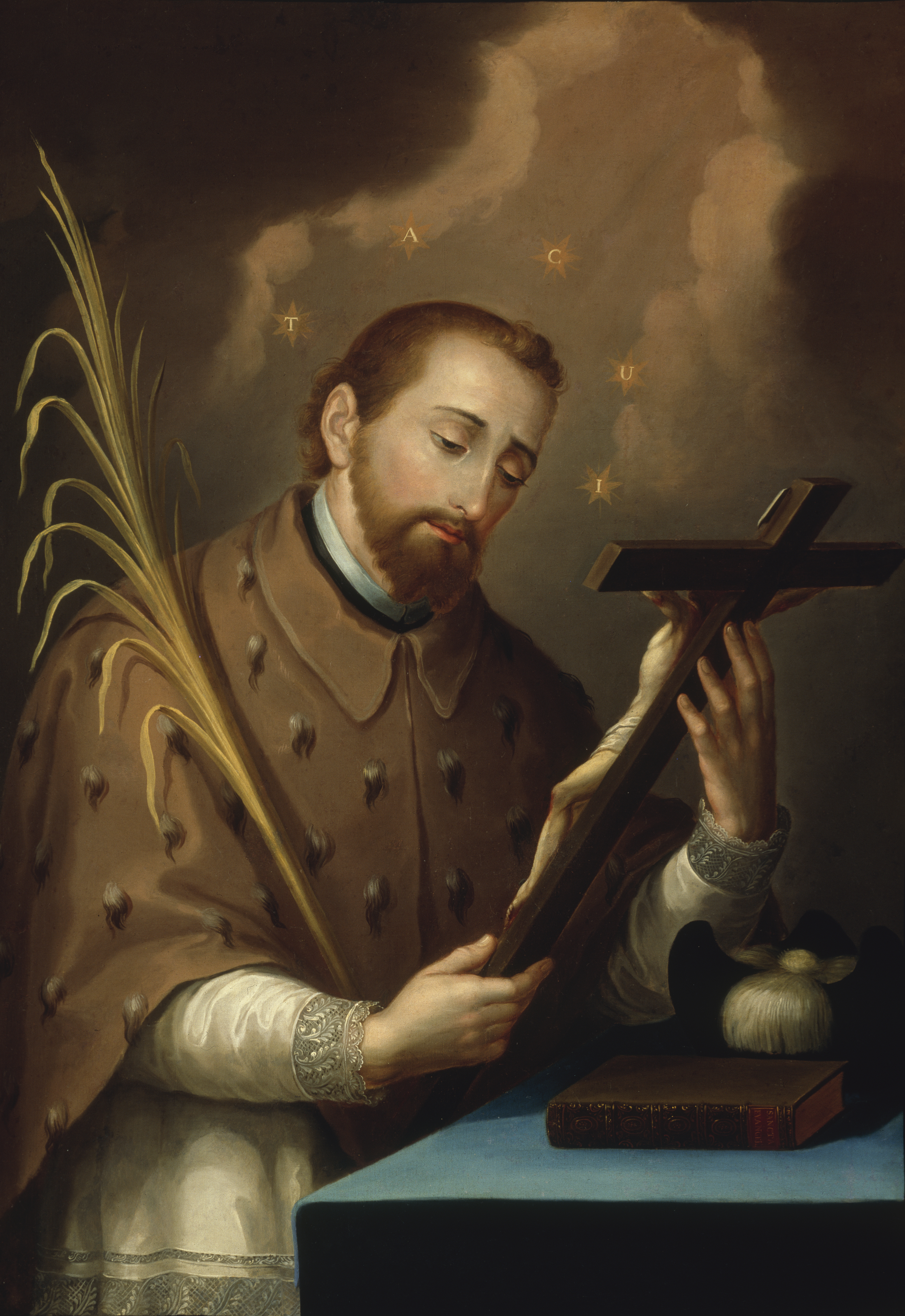
św. Jan Nepomucen

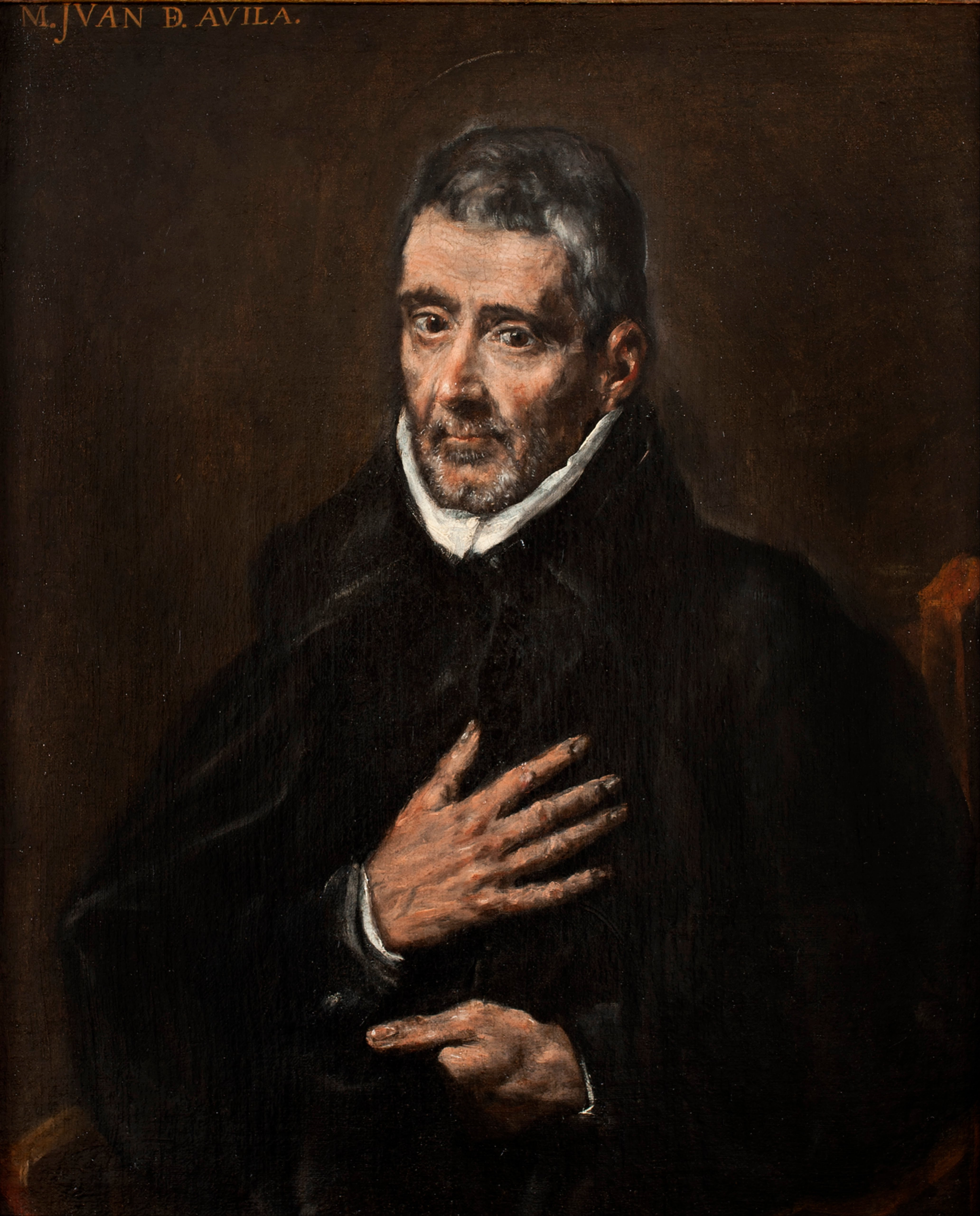
św. Jan z Ávili

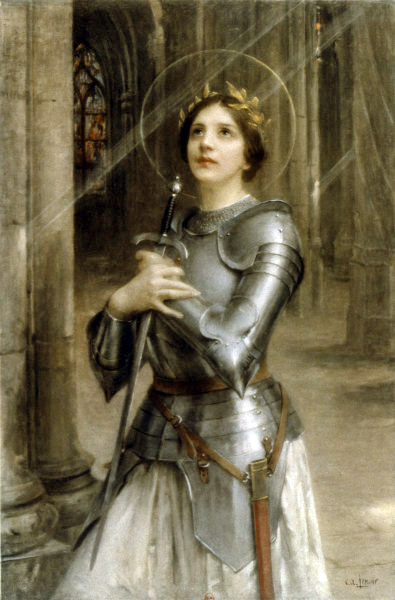
św. Joanna d’Arc

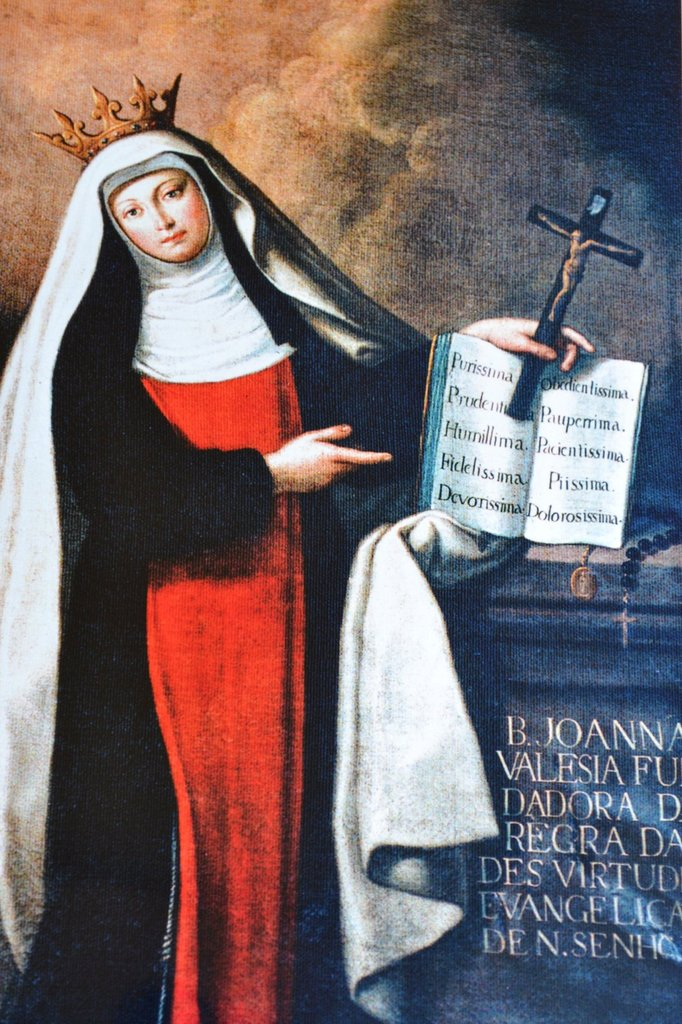
św. Joanna de Valois

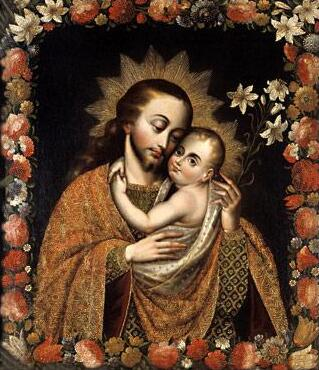
św. Józef

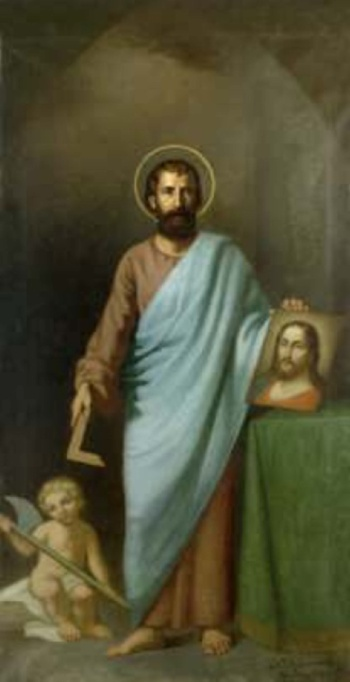
św. Juda Tadeusz Apostoł

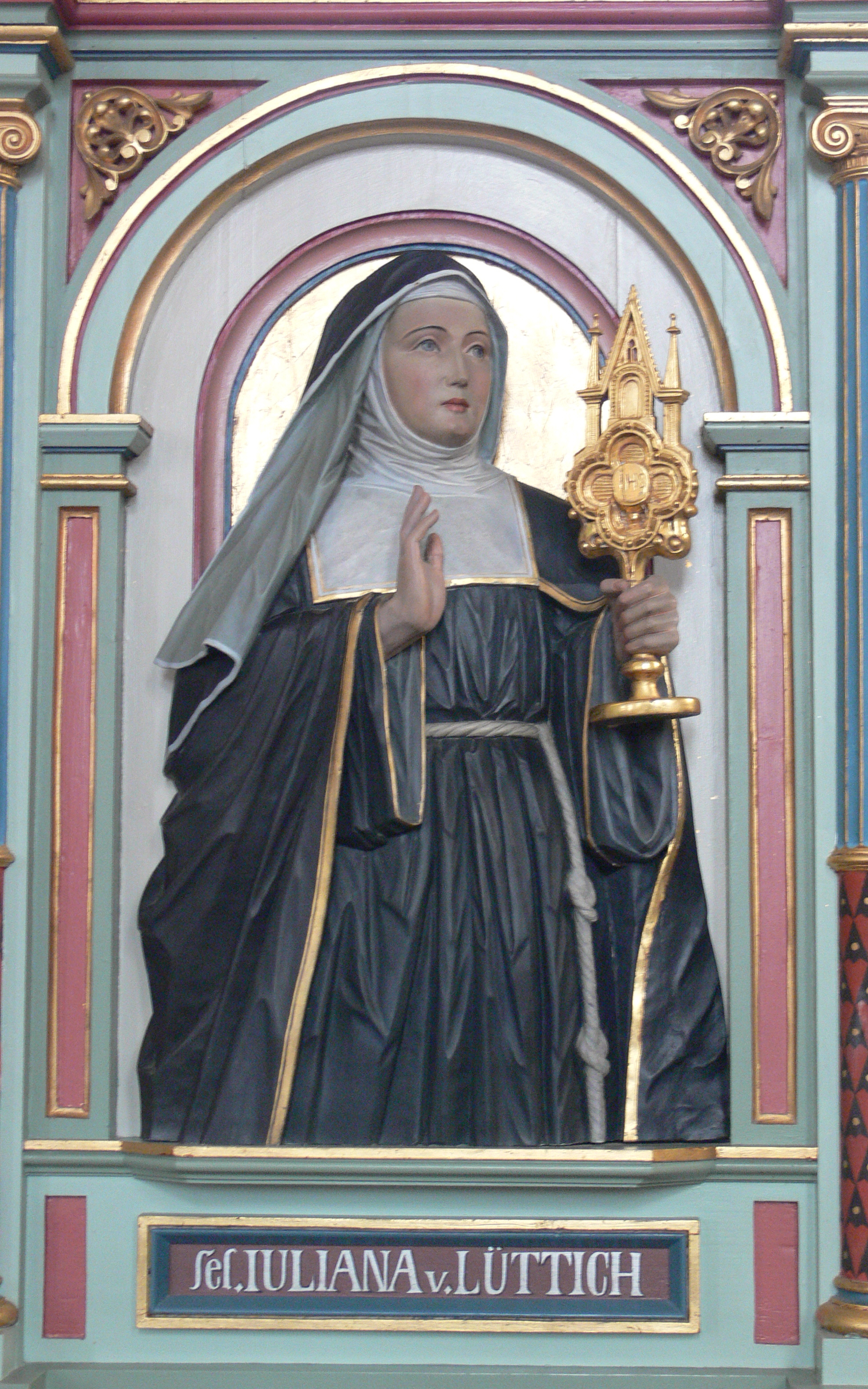
św. Julianna z Liège (z Mont Cornillon)

- św. Izaak Jogues
- bł. Izabela Calduch Rovira
- bł. Izabela Fernandes
- bł. Izabela Ferrer Sabria
- bł. Izabela Francuska
- bł. Izmael Escrihuela Esteve
- św. Izydor z Sewilli
- bł. Izydor Bakanja
- bł. Izydor Bover Oliver
- bł. Izydor De Loor
- bł. Izydor Ngei Ko Lat
- św. Izydor Oracz

### -J-
- bł. Jacek Maria Cormier
- bł. Jacek Orfanell Prades
- bł. Jacinto Vera y Durán
- św. Jadwiga Andegaweńska
- św. Jadwiga Śląska
- św. Jakub Mniejszy Apostoł
- św. Jakub Większy Apostoł
- bł. Jakub Abbondo
- bł. Jakub Alberione
- bł. Jakub Benfatti
- św. Jakub Berthieu
- bł. Jakub Bonet Nadal
- bł. Jakub Carvalho
- św. Jakub Chastan
- bł. Jakub Cusmano
- bł. Jakub de la Lande
- bł. Jakub de Voragine
- św. Jakub Đỗ Mai Năm
- bł. Jakub Friteyre-Durvé
- bł. Jakub Gabriel Galais
- bł. Jakub Gapp
- bł. Jakub Hayashida
- św. Jakub Hilary Barbal Cosan
- bł. Jakub Juliusz Bonnaud
- bł. Jakub Józef Lejardinier
- bł. Jakub Kern
- św. Jakub Kisai
- bł. Jakub Kwon Sang-yeon
- św. Jakub Kyusei Gorōbyōe Tomonaga
- św. Jakub La Coupe
- bł. Jakub Laval
- bł. Jakub Mestre Iborra
- bł. Jakub Salès
- bł. Jakub Salomoni
- bł. Jakub Won Si-bo
- św. Jakub Yan Guodong
- bł. Jakub Yun Yu-o
- bł. Jakub z Bevagna
- bł. Jakub z Bitetto
- bł. Jakub z Ghaziru
- św. Jakub z Marchii
- bł. Jakub z Ulm
- bł. Jakub z Viterbo
- św. Jakub Zhao Quanxin
- bł. Jakub Zhou Wenmo
- św. Jan
- bł. Jan
- św. Jan I, papież
- św. Jan XXIII, papież
- bł. Jan Agramunt Riera
- św. Jan Alcober
- św. Jan Almond
- bł. Jan Andrzej Capeau
- św. Jan Antoni Farina
- bł. Jan Antoni Jacek Boucharenc de Chaumeils
- bł. Jan Antoni Józef de Villette
- św. Jan Berchmans
- św. Jan Bonnard
- św. Jan Bosko
- św. Jan Boste
- św. Jan Boży
- bł. Jan Brenner
- św. Jan Calabria
- bł. Jan Carbonell Mollá
- bł. Jan Carey
- bł. Jan Charton de Millou
- św. Jan Chen Xianheng
- bł. Jan Choe Chang-hyeon
- św. Jan Chryzostom
- św. Jan Chrzciciel
- bł. Jan Chrzciciel
- bł. Jan Chrzciciel Aubert
- bł. Jan Chrzciciel Bottex
- św. Jan Chrzciciel Chŏn Chang-un
- św. Jan Chrzciciel Cỏn
- św. Jan Chrzciciel de la Salle
- św. Jan Chrzciciel de Rossi
- św. Jan Chrzciciel Đinh Văn Thanh
- bł. Jan Chrzciciel Faubel Cano
- bł. Jan Chrzciciel Ferreres Boluda
- bł. Jan Chrzciciel Fouque
- św. Jan Chrzciciel Luo Tingyin
- bł. Jan Chrzciciel Machado
- bł. Jan Chrzciciel Mazzucconi
- bł. Jan Chrzciciel Michał Pontus
- św. Jan Chrzciciel Nam Chong-sam
- bł. Jan Chrzciciel Piamarta
- bł. Jan Chrzciciel Scalabrini
- bł. Jan Chrzciciel Souzy
- św. Jan Chrzciciel Wu Mantang
- św. Jan Chrzciciel Yi Kwang-nyŏl
- św. Jan Chrzciciel Zhao Mingxi
- św. Jan Chrzciciel Zhu Wurui
- bł. Jan Chrzciciel Zola
- bł. Jan Colombini
- św. Jan Cornay
- bł. Jan Cornelius
- św. Jan Đạt
- św. Jan de Brébeuf
- św. Jan de Castillo
- św. Jan de Brito
- św. Jan de Lalande
- św. Jan de Matha
- bł. Jan de Palafox y Mendoza
- bł. Jan de Prado
- św. Jan de Ribera
- św. Jan Đoàn Trinh Hoan
- bł. Jan Dominici
- św. Jan Dufresse
- bł. Jan Duns Szkot
- św. Jan Dydak
- św. Jan Eudes
- św. Jan Ewangelista
- bł. Jan Fausti
- bł. Jan Filip Marchand
- św. Jan Fisher
- bł. Jan Franciszek Bousquet
- bł. Jan Franciszek Burté
- bł. Jan Franciszek Macha
- św. Jan Franciszek Regis
- św. Jan Gabriel Perboyre
- bł. Jan Gonga Martínez
- św. Jan Grande
- św. Jan Gwalbert
- bł. Jan Henryk Newman
- św. Jan Houghton
- bł. Jan Imamura
- bł. Jan Ingram
- bł. Jan Iwanaga
- bł. Jan Jakub Fernandez
- św. Jan Jones
- bł. Jan Józef de Lavèze-Belay
- bł. Jan Józef Lataste
- św. Jan Józef od Krzyża
- bł. Jan Józef Rateau
- bł. Jan Juwenalis Ancina
- św. Jan Kapistran
- bł. Jan Karol Steeb
- św. Jan Kemble
- bł. Jan Kisaku
- bł. Jan Lacan
- św. Jan Lenartz
- św. Jan Leonardi
- bł. Jan Liccio
- św. Jan Lloyd
- bł. Jan Ludwik Guyard de Saint-Clair
- św. Jan Macias
- bł. Jan Maria Boccardo
- bł. Jan Maria du Lau
- bł. Jan Maria od Krzyża Marian García Méndez
- bł. Jan Martínez Cid
- bł. Jan Naisen
- św. Jan Neel
- św. Jan Nepomucen
- bł. Jan Nepomucen de Tschiderer
- św. Jan Nepomucen Neumann
- bł. Jan Nepomucen Zegrí Moreno
- św. Jan od Krzyża
- św. Jan Ogilvie
- św. Jan Paine
- św. Jan Pak Hu-jae
- bł. Jan Paweł I
- św. Jan Paweł II
- bł. Jan Pelingotto
- bł. Jan Piotr Bangue
- bł. Jan Piotr Simon
- św. Jan Plessington
- bł. Jan Prassek
- bł. Jan Rafał Marian Alcocer Martínez
- św. Jan Rigby
- św. Jan Roberts
- bł. Jan Roman
- bł. Jan Scheffler
- bł. Jan Schiavo
- bł. Jan Shllaku
- św. Jan Sōan
- bł. Jan Soreth
- św. Jan Southworth
- św. Jan Stone
- bł. Jan Sullivan
- św. Jan Vianney
- bł. Jan Ventura Solsona
- św. Jan Wang Kuixin
- św. Jan Wang Rui
- bł. Jan Won Gyeong-do
- św. Jan Wu Wenyin
- św. Jan Yi Mun-u
- bł. Jan Yoshida Shōun
- św. Jan z Ávila
- św. Jan z Bridlington
- św. Jan z Damaszku (Damasceński)
- bł. Jan z Fiesole (Fra Angelico)
- św. Jan z Kolonii
- św. Jan z Neapolu
- bł. Jan z Parmy
- bł. Jan z Perugii
- bł. Jan z Ruysbroeck
- bł. Jan z Salerno
- św. Jan z Triory
- bł. Jan z Vercelli
- św. Jan Zhang Huan
- św. Jan Zhang Jingguang
- św. Jan Zhang Tianshen
- św. January
- bł. January Fueyo Castañón
- bł. January Maria Sarnelli
- św. January Sánchez Delgadillo
- św. January z Kordoby
- św. January z Sardynii
- bł. Jeremiasz z Wołoszczyzny
- św. Jerzy
- bł. Jerzy Häfner
- św. Jerzy Preca
- bł. Jerzy Rajmund Vargas González
- bł. Jezus Emilio Jaramillo Monsalve
- bł. Jezus Hita Miranda
- św. Jezus Méndez Montoya
- św. Joachim
- bł. Joachim Ferrer Adell
- św. Joachim Hao Kaizhi
- bł. Joachim Hirayama
- św. Joachim od św. Anny
- św. Joachim Royo
- bł. Joachim Vilanova Camallonga
- św. Joachima De Vedruna
- św. Joanna Antyda Thouret
- św. Joanna d’Arc
- św. Joanna de Chantal
- św. Joanna de Lestonnac
- św. Joanna de Valois
- św. Joanna Delanoue
- św. Joanna Beretta Molla
- św. Joanna Elżbieta Bichier des Ages
- bł. Joanna Franciszka od Nawiedzenia Maryi Michelotti
- bł. Joanna Maria Bonomo
- bł. Joanna Maria z Maille
- bł. Joanna María Condesa Lluch
- bł. Joanna Portugalska
- bł. Joanna Scopelli
- bł. Joanna Soderini
- bł. Joanna z Azy
- św. Joanna z Balneo
- bł. Joanna z Orvieto
- bł. Joanna z Signy
- św. Jordan Ansalone
- bł. Jordan z Pizy
- bł. Jordan z Saksonii
- św. Josemaría Escrivá de Balaguer
- św. Jowita
- bł. Jozafat Sziszkow
- św. Józef
- bł. Józef Allamano
- bł. Józef Álvarez-Benavides de la Torre
- bł. Józef Anaklet González Flores
- św. Józef Anchieta
- bł. Józef Antoni Gómez
- bł. Józef Baldo
- bł. Józef Bécavin
- bł. Józef Benedykt Dusmet
- bł. Józef Boher Foix
- św. Józef Bogunyà
- św. Józef Cafasso
- bł. Józef Calasanz Marqués
- bł. Józef Canet Giner
- św. Józef Chang Chu-gi
- św. Józef Chang Sŏng-jib
- św. Józef Cho Yun-ho
- św. Józef Cottolengo
- św. Józef Đặng Đình Viên
- bł. Józef Dionizy Ludwik Padilla Gómez
- św. Józef Đỗ Quang Hiển
- bł. Józef Eulalio Valdés
- bł. Józef Fenollosa Alcayna
- św. Józef Fernández
- bł. Józef Ferrer Esteve
- św. Józef Freinademetz
- św. Józef Gabriel Brochero
- św. Józef Gambaro
- bł. Józef García Mas
- bł. Józef Gerard
- bł. Józef Giaccardo
- bł. Józef Girotti
- bł. Józef González Huguet
- św. Józef Han Wŏn-sŏ
- św. Józef Hoàng Lương Cảnh
- św. Józef Im Ch’i-p’ek
- św. Józef Izabel Flores Varela
- bł. Józef Jan Perot Juanmartí
- św. Józef Kalasanty
- bł. Józef Ksawery Gorosterratzu Jaunarena
- św. Józef Lê Đăng Thị
- św. Józef Ma Taishun
- św. Józef Manyanet i Vives
- św. Józef Marchand
- św. Józef Marello
- bł. Józef Maria Cassant
- bł. Józef Maria Corbín Ferrer
- św. Józef Maria de Yermo y Parres
- św. Józef María Díaz Sanjurjo
- bł. Józef Maria Fernández Sánchez
- bł. Józef Maria Ferrándiz Hernández
- bł. Józef Maria Gros
- bł. Józef Maria Muro Sanmiguel
- bł. Józef Maria Peris Polo
- św. Józef María Robles Hurtado
- św. Józef Maria Rubio Peralta
- bł. Józef Maria Segura Penadés
- św. Józef Maria Tomasi
- bł. Józef Maria z Manili
- bł. Józef Maria Zabal Blasco
- bł. Józef Marxen
- św. Józef Moscati
- bł. Józef Nascimbeni
- św. Józef Nguyễn Đình Nghi
- św. Józef Nguyễn Đình Uyển
- św. Józef Nguyễn Duy Khang
- św. Józef Nguyễn Văn Lựu
- bł. Józef od św. Jacka Negro Maroto
- bł. Józef Perpina Nacher
- św. Józef Phạm Trọng Tả
- św. Józef Pignatelli
- bł. Józef Puglisi
- bł. Józef Rada
- bł. Józef Rajmund Ferragud Girbés
- bł. Józef Rajmund Medes Ferris
- bł. Józef Ruiz Bruixola
- bł. Józef Ryszard Diez
- bł. Józef Sala Picó
- św. Józef Sampedro
- bł. Józef Samsó y Elias
- św. Józef Sánchez del Río
- bł. Józef Tápies Sirvant
- bł. Józef Tarrats Comaposada
- bł. Józef Toledo Pellicer
- bł. Józef Toniolo
- bł. Józef Tous y Soler
- bł. Józef Tovini
- św. Józef Trần Văn Tuấn
- bł. Józef Trynidad Rangel
- św. Józef Tuân
- św. Józef Túc
- bł. Józef Ulma
- bł. Józef Vaz
- św. Józef Wang Kuiju
- św. Józef Wang Yumei
- św. Józef Yuan Gengyin
- św. Józef Yuan Zaide
- św. Józef z Arymatei
- św. Józef z Kupertynu
- św. Józef z Leonessy
- św. Józef Zhang Dapeng
- św. Józef Zhang Wenlan
- bł. Józefa Maria z Benigánim
- bł. Józefa Monrabal
- bł. Józefa Naval Girbès
- bł. Józefa od św. Jana Bożego Ruano García
- bł. Józefa Rajmunda Masia Ferragut
- bł. Józefa Stenmanns
- św. Józefina Bakhita
- bł. Józefina Gabriela Bonino
- bł. Józefina Leroux
- bł. Józefina Moscardó Montalvá
- bł. Józefina Nicoli
- bł. Józefina Suriano
- bł. Józefina Vannini
- św. Juda Tadeusz
- bł. Judyta z Disibodenbergu
- św. Julia Billiart
- bł. Julia Ivanišević
- św. Julia Kim
- św. Julia Salzano
- św. Julia z Korsyki
- św. Julian
- św. Julian Alfred Fernández Zapico
- bł. Julian Moreno
- bł. Julian od Świętego Augustyna Martinet Gutiérrez

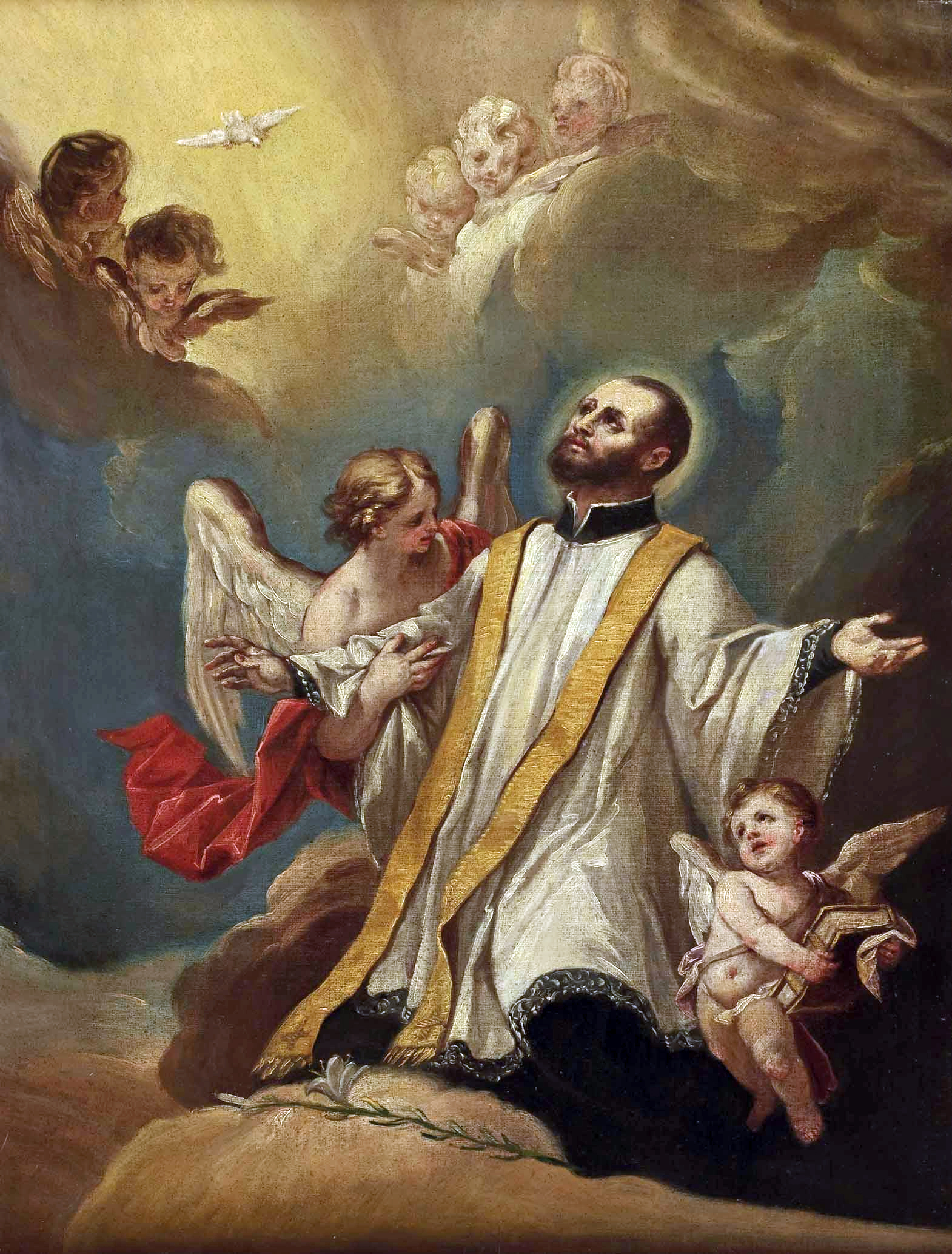
św. Kajetan z Thieny

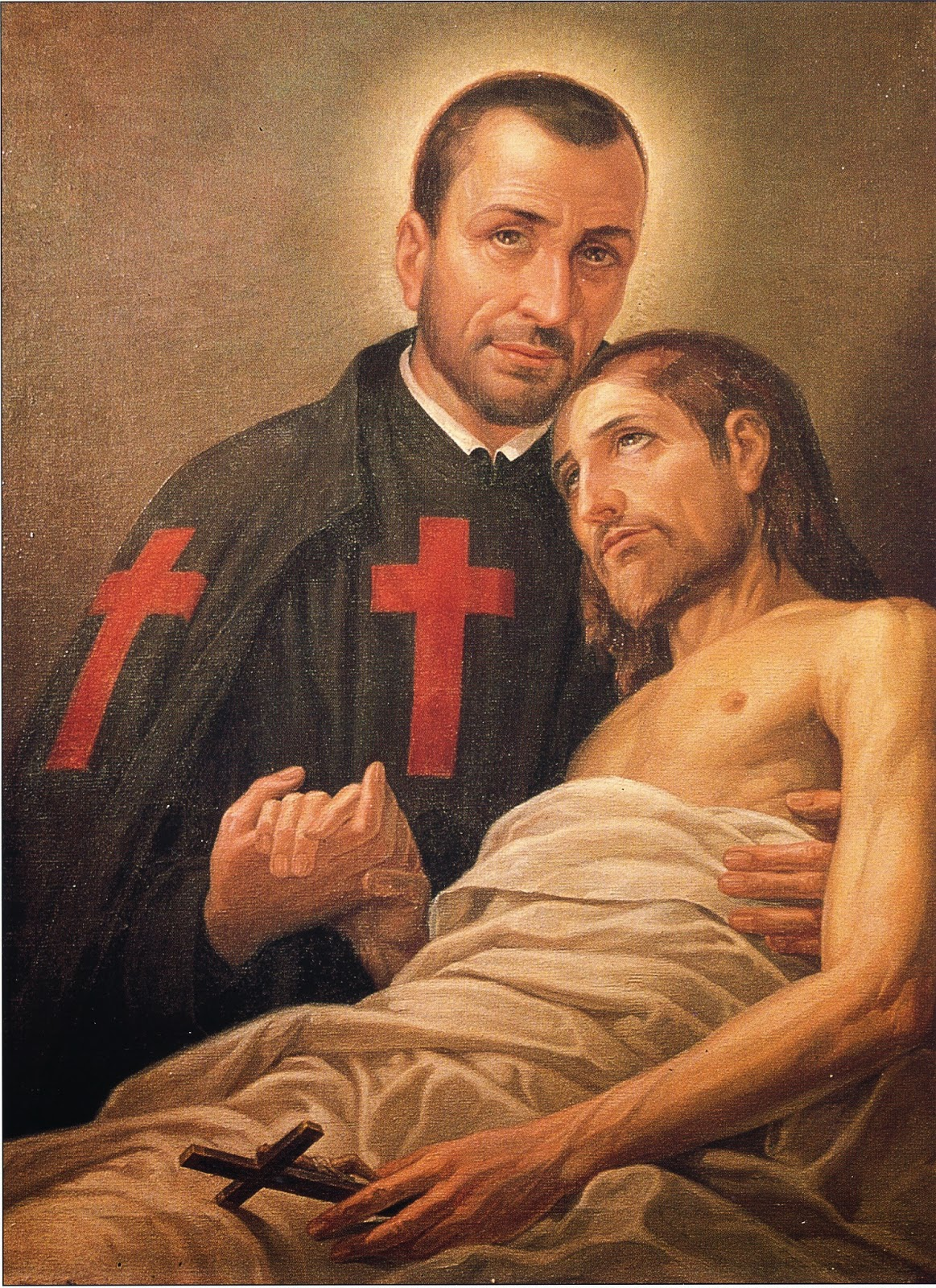
św. Kamil de Lellis

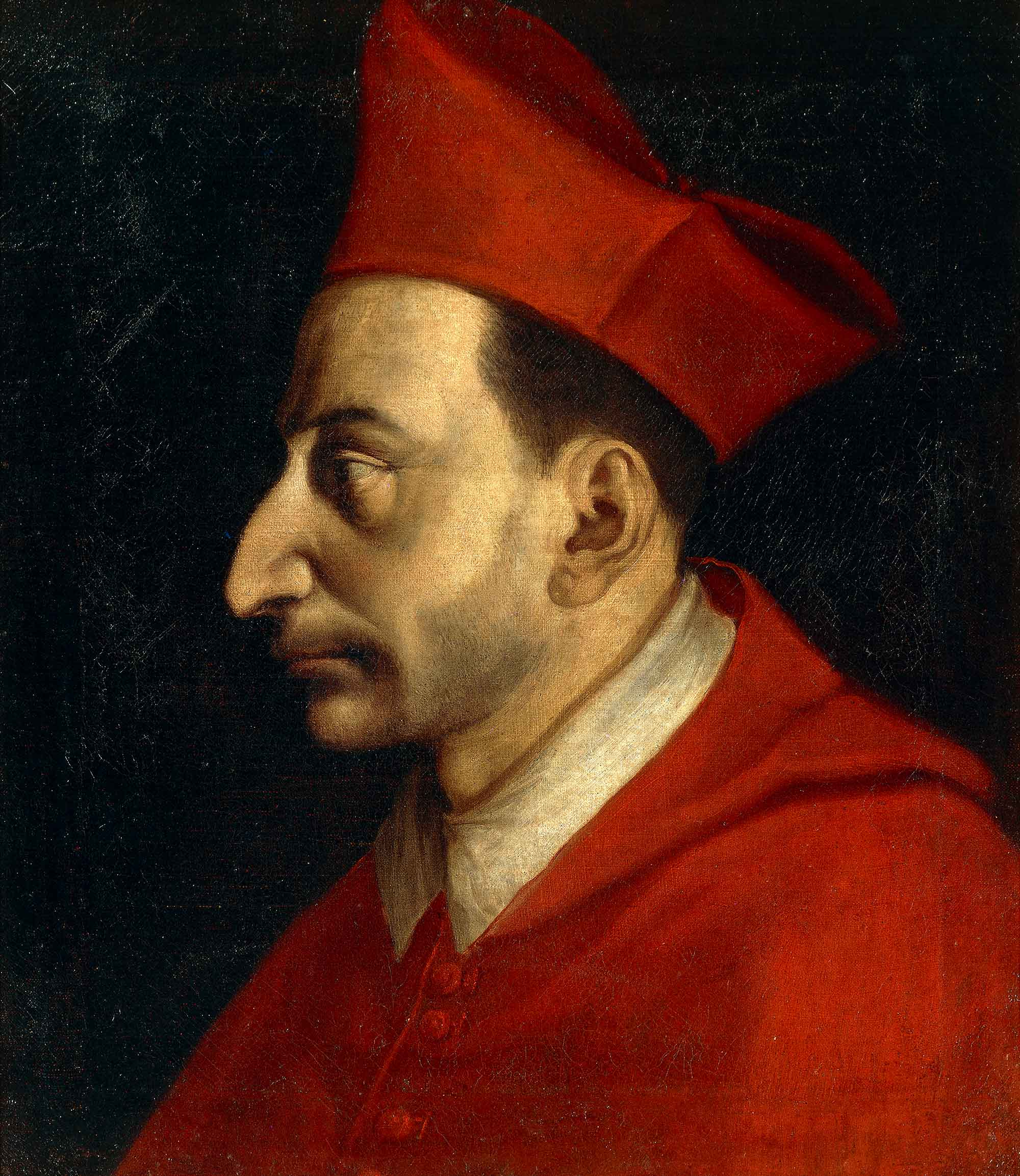
św. Karol Boromeusz

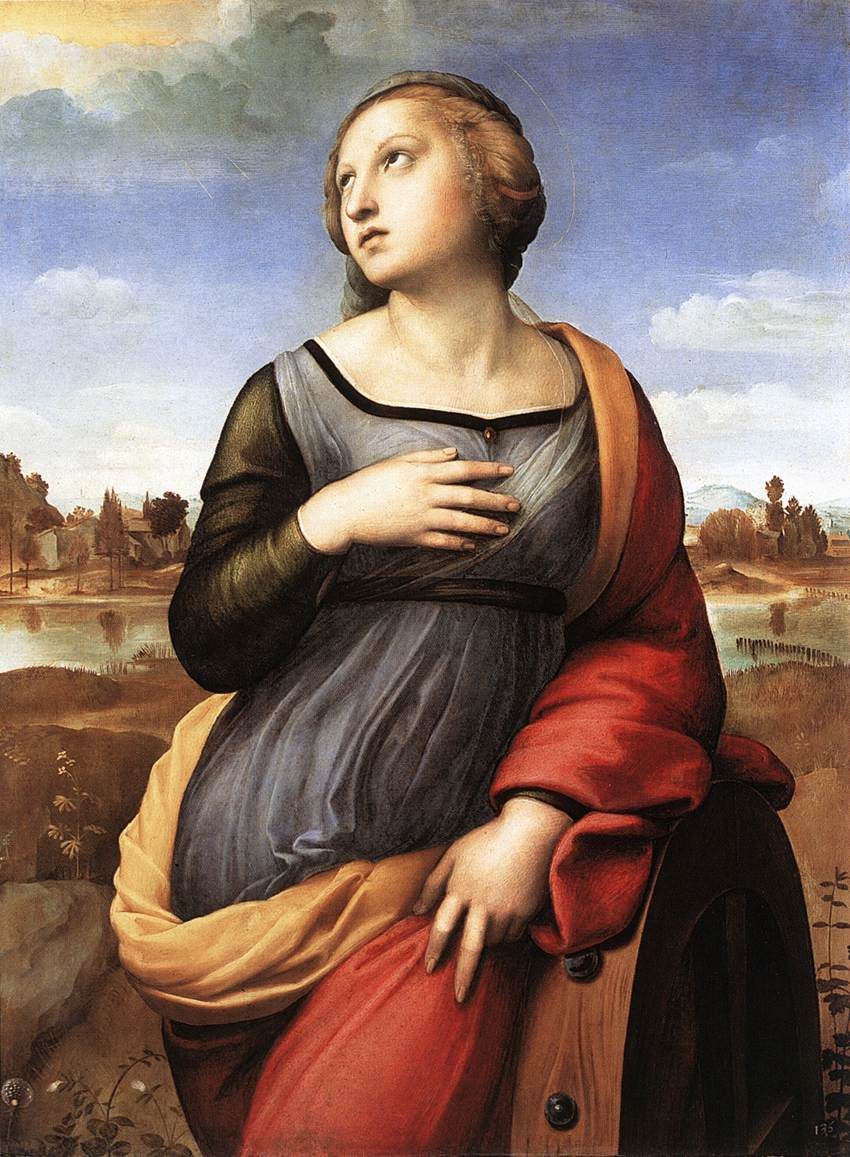
św. Katarzyna Aleksandryjska

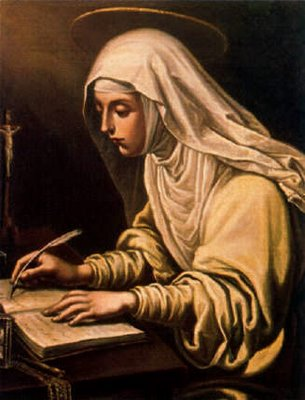
św. Katarzyna del Ricci

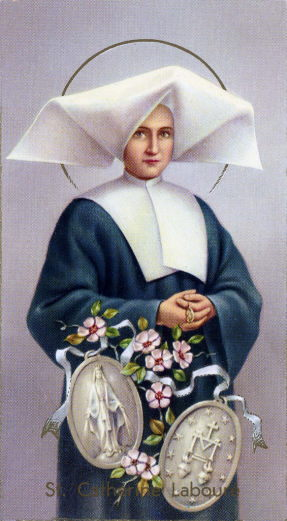
św. Katarzyna Laboure

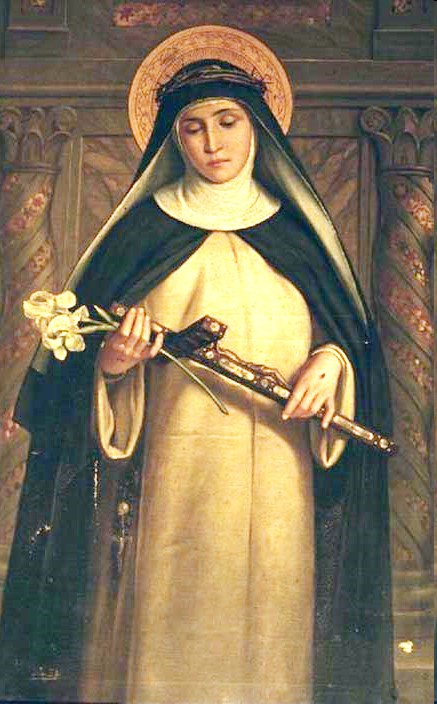
św. Katarzyna ze Sieny

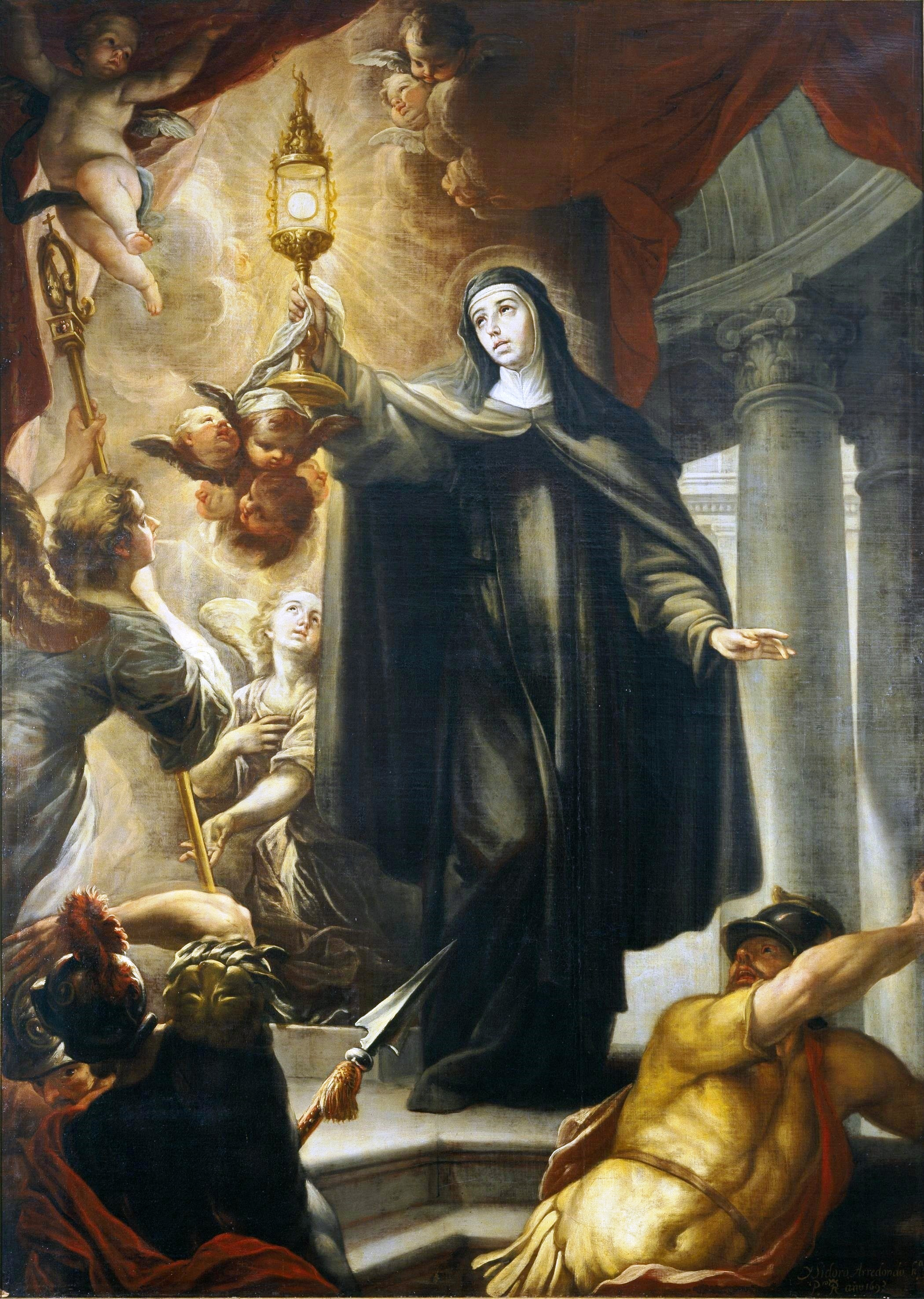
św. Klara z Asyżu

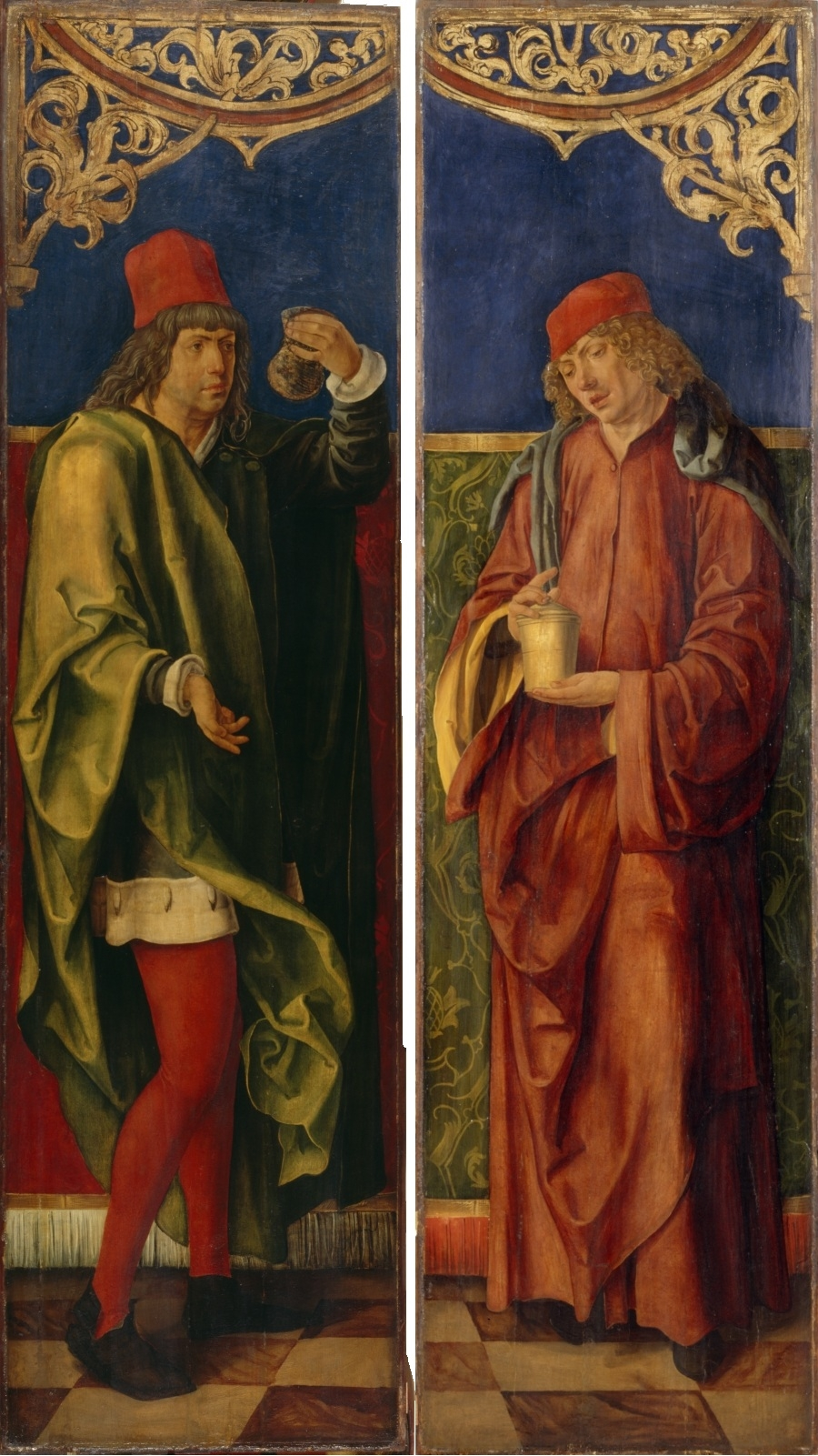
św. Kosma i św. Damian

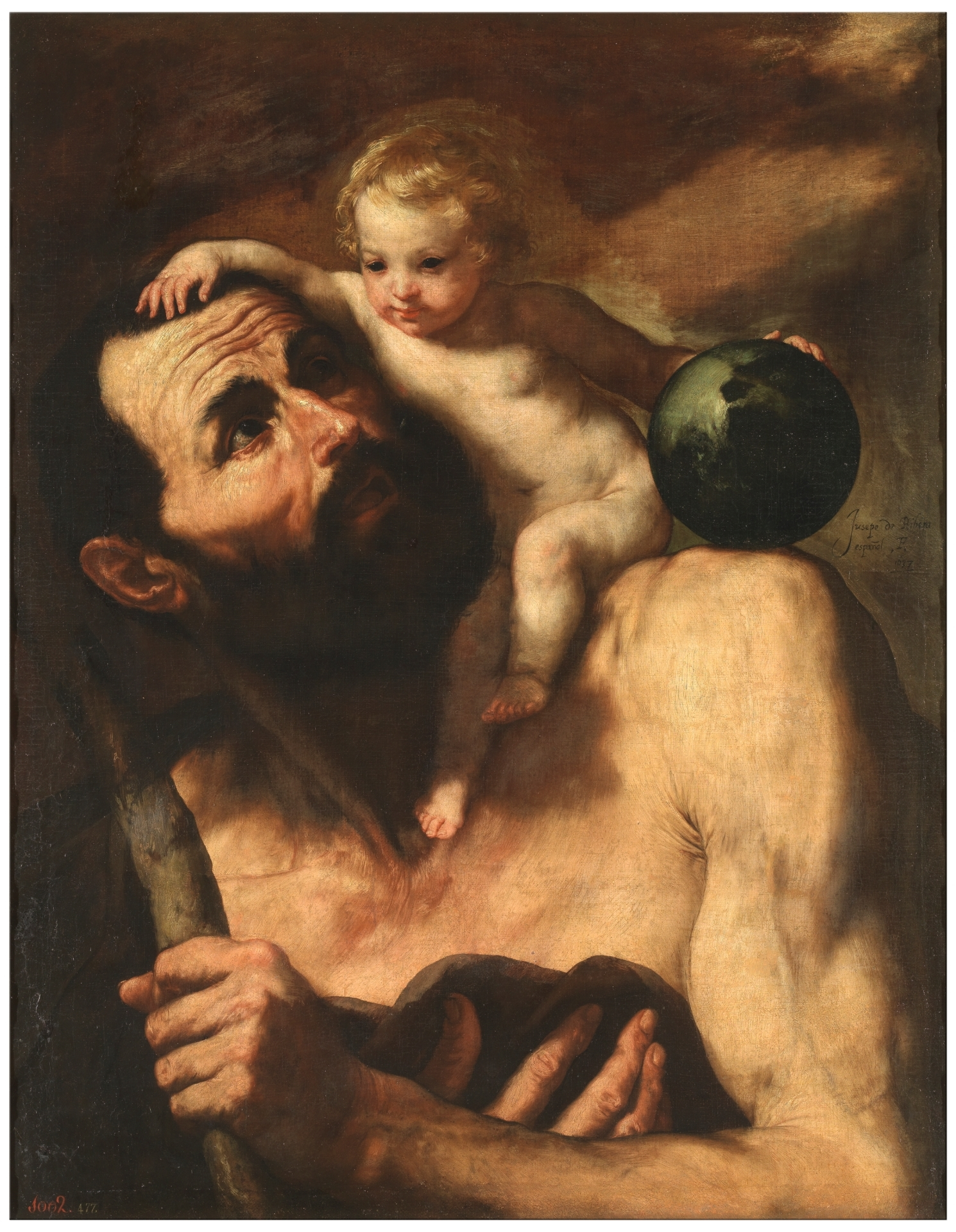
św. Krzysztof

- bł. Julian Pozo Ruiz de Samaniego
- św. Juliana Falconieri
- bł. Juliana Puricelli
- św. Juliana z Nikomedii
- św. Julianna z Cornillon
- św. Julita
- św. Julita z Cezarei
- św. Juliusz I, papież
- św. Juliusz Álvarez Mendoza
- bł. Juliusz Bonati
- św. Juniper Serra
- św. Justa
- bł. Justa Maiza Goicoechea
- św. Justyn
- św. Justyn de Bretenieres
- św. Justyn de Jacobis
- św. Justyn Orona Madrigal
- bł. Justyn Russolillo
- bł. Justyn Ukon Takayama
- św. Justyna z Moguncji
- św. Justyna z Padwy
- bł. Justyna Francucci Bezzoli

### -K-
- bł. Kacper de Bono
- bł. Kacper Klaudiusz Maignien
- bł. Kacper Koteda
- bł. Kacper Sadamatsu
- bł. Kacper Stanggassinger
- bł. Kacper Ueda Hikojirō
- bł. Kacper Vaz
- św. Kajetan Catanoso
- św. Kajetan Kosma Damian Errico
- św. Kajetan z Thieny
- bł. Kajetana Sterni
- św. Kajus, papież
- św. Kalikst I, papież
- św. Kalikst Caravario
- św. Kaloger
- bł. Kamil Constanzi
- św. Kamil de Lellis
- św. Kamila z Auxerre
- św. Kamila z Tuluzy (Kamila z Carcassonne)
- św. Kamila Baptysta Varano
- bł. Kandelaria od św. Józefa Paz-Castillo Ramíre
- św. Kandyda Maria od Jezusa
- bł. Kandyda od NMP Anielskiej Cayuso González
- św. Kanut IV
- św. Kanut Lavard
- bł. Karmel Sastre Sastre
- bł. Karmel Volta
- bł. Karol I Wielki
- bł. Karol I Dobry
- bł. Karol I Habsburg
- św. Karol Boromeusz
- św. Karol Cho Shin-ch’ŏl
- bł. Karol de Blois
- bł. Karol de Foucauld
- bł. Karol Díaz Gandía
- bł. Karol Emanuel Cecilio Rodríguez Santiago
- bł. Karol Eraña Guruceta
- bł. Karol Franciszek Le Gué
- św. Karol Garnier
- bł. Karol Gnocchi
- św. Karol Hyŏn Sŏng-mun
- bł. Karol Jeremiasz Bérauld du Pérou
- bł. Karol Lampert
- bł. Karol Leisner
- bł. Karol Liviero
- bł. Karol López Vidal
- bł. Karol Ludwik Hurtrel
- św. Karol Lwanga
- bł. Karol Meehan
- bł. Karol Navarro Miquel
- św. Karol od św. Andrzeja
- bł. Karol Regis Mateusz de la Calmette
- bł. Karol Spinola
- bł. Karol Steeb
- św. Karol z Sezze
- bł. Kasjan z Nantes
- św. Kasper Bertoni
- św. Kasper del Bufalo
- św. Kastor
- św. Katarzyna Aleksandryjska
- św. Katarzyna Chŏng Ch’ŏr-yŏm
- bł. Katarzyna Cittadini
- bł. Katarzyna Cottenceau
- św. Katarzyna Labouré
- św. Katarzyna de Vigri (Katarzyna z Bolonii)
- św. Katarzyna Drexel
- bł. Katarzyna du Verdier de la Sorinière
- bł. Katarzyna Jarrige
- bł. Katarzyna od Marii Rodríguez
- św. Katarzyna Szwedzka
- św. Katarzyna Tekakwitha
- św. Katarzyna Volpicelli
- św. Katarzyna Yi
- św. Katarzyna z Genui
- bł. Katarzyna z Nagasaki
- bł. Katarzyna z Pallanzy (Katarzyna Morigi)
- bł. Katarzyna z Parc-aux-Dames
- bł. Katarzyna z Racconigi (Katarzyna Mattei)
- św. Katarzyna ze Sieny
- św. Kelsos
- św. Kevin
- św. Klara z Asyżu
- bł. Klara Badano
- bł. Klara Bosatta
- bł. Klara Fey
- bł. Klara Gambacorta
- bł. Klara od NMP Naszej Nadziei Ezcurra Urrutia
- bł. Klara Yamada
- św. Klara z Montefalco
- bł. Klara z Rimini
- św. Klaudia
- św. Klaudiusz
- bł. Klaudiusz Antoni Rudolf de Laporte
- bł. Klaudiusz Cayx
- bł. Klaudiusz Chaudet
- bł. Klaudiusz Colin
- św. Klaudiusz de la Colombière
- bł. Klaudiusz Fontaine
- bł. Klaudiusz Franciszek Gagnières des Granges

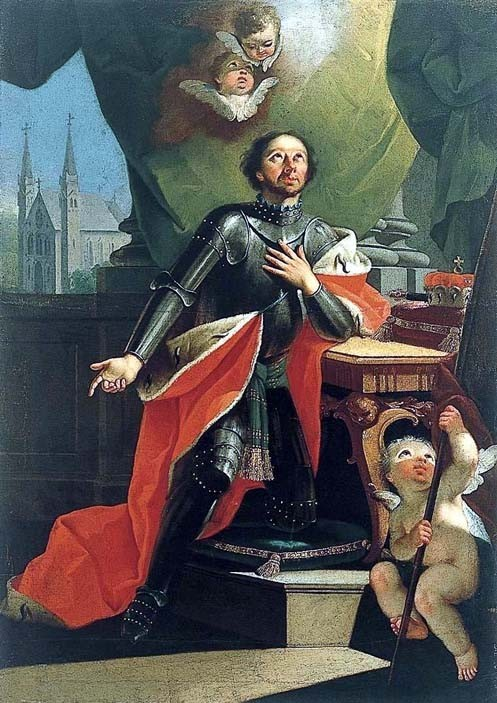
św. Leopold III

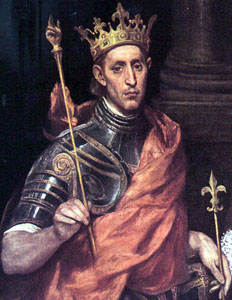
św. Ludwik IX

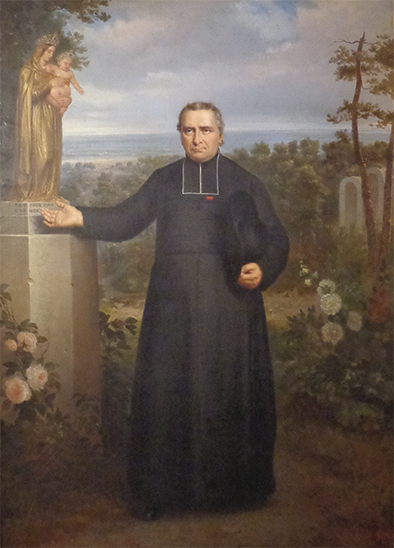
bł. Ludwik Edward Cestac

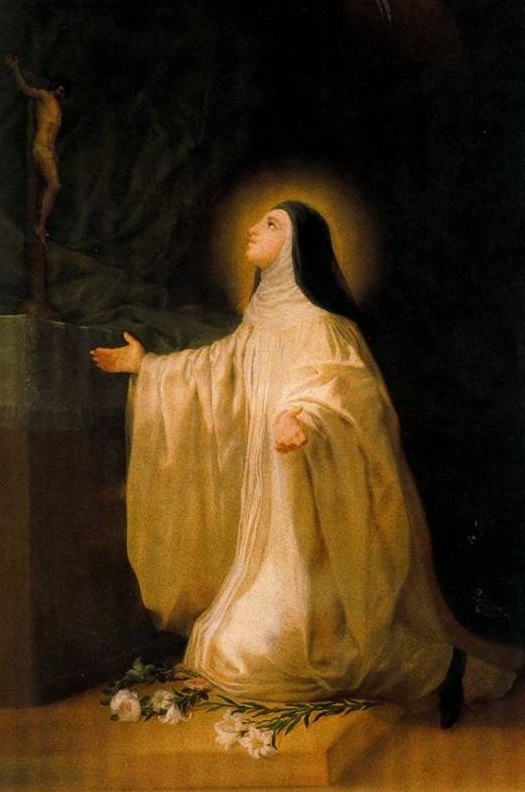
św. Lutgarda

- bł. Klaudiusz Granzotto
- św. Klelia Barbieri
- bł. Klelia Merloni
- św. Klemens I, papież
- bł. Klemens August von Galen
- bł. Klemens Marchisio
- bł. Klemens Vismara
- św. Kleonik
- św. Klotylda
- św. Koleta Boylet
- bł. Kolumba Kang Wan-suk
- św. Kolumba Kim Hyo-im
- bł. Kolumba Marmion
- św. Kolumba z Iony
- bł. Kolumba z Rieti
- św. Konon
- bł. Konrad O’Rourke
- św. Konrad z Konstancji
- św. Konrad z Parzham
- św. Konrad z Piacenzy
- bł. Konsolata Aguiar-Mella y Díaz
- bł. Konstanty z Fabriano
- bł. Konstantyn Carbonell Sempere
- bł. Konstantyn Fernández Álvarez
- św. Kornelia z Afryki
- św. Korneliusz, papież
- św. Korneliusz Wijk
- św. Kosma
- bł. Kosma Takeya Sozaburō
- bł. Krescencja Valls Espí
- bł. Krescencjusz García Pobo
- św. Kryspin
- św. Kryspin Fioretti
- św. Kryspina
- św. Kryspinian
- św. Kryspina
- bł. Krystyna Ciccarelli
- św. Krystyna z Bolseny
- św. Krystyna z Persji
- bł. Krystyna ze Spoleto
- bł. Krystyna ze Stommeln
- św. Krzysztof
- bł. Krzysztof
- św. Krzysztof Magallanes Jara
- bł. Krzysztof od św. Katarzyny
- bł. Krzysztof z Mediolanu
- św. Kunegunda Luksemburska
- św. Kutbert Mayne
- św. Kwadrat Apologeta

### -L-
- bł. Ladislas Radigue
- św. Lambert z Maastricht
- św. Lang Yang
- św. Laur
- św. Laura Montoya
- bł. Laura Vicuña
- bł. Laurencja Garasimiw
- bł. Laurencjusz
- św. Leander
- św. Lebuin z Deventer
- św. Leokadia
- św. Leon I, papież
- św. Leon II, papież
- św. Leon III, papież
- św. Leon IX, papież
- bł. Leon Inchausti
- św. Leon Mangin
- bł. Leon Maria z Alaquàs
- bł. Leon Nakanishi
- św. Leon z Katanii
- bł. Leonard José
- bł. Leonard Kimura
- św. Leonard Murialdo
- bł. Leonard Olivera Buera
- bł. Leonard Pérez Lários
- św. Leonard Vechel
- św. Leonard z Porto Maurizio
- bł. Leonella Sgorbati
- bł. Leonid Fiodorow
- św. Leopold III
- św. Leopold Mandić
- bł. Leopold z Alpandeire
- bł. Leopold z Gaiche
- bł. Leopoldyna Naudet
- bł. Liberat Weiss
- bł. Liberat z Loro Piceno
- bł. Liboriusz Wagner
- św. Lidia
- św. Linus, papież
- św. Liwin z Gent
- św. Longin z Cezarei Kapadockiej
- bł. Lucjan Botovasoa
- św. Lucjan z Antiochii
- św. Lucjan z Beauvais
- św. Lucjan z Nikomedii
- św. Lucjusz I, papież
- św. Lucjusz z Chur
- św. Ludwik IX
- bł. Ludwik Aleksy Boubert
- bł. Ludwik Aleman
- bł. Ludwik Baba
- św. Ludwik Batiz Sáinz
- bł. Ludwik Barreau de la Tuche
- św. Ludwik Beaulieu
- bł. Ludwik Beniamin Hurtel
- św. Ludwik Bertrand
- bł. Ludwik Bertrand Exarch
- bł. Ludwik Brisson
- św. Ludwik de Montfort
- bł. Ludwik Edward Cestac
- bł. Ludwik Flores
- bł. Ludwik Franciszek Andrzej Barret

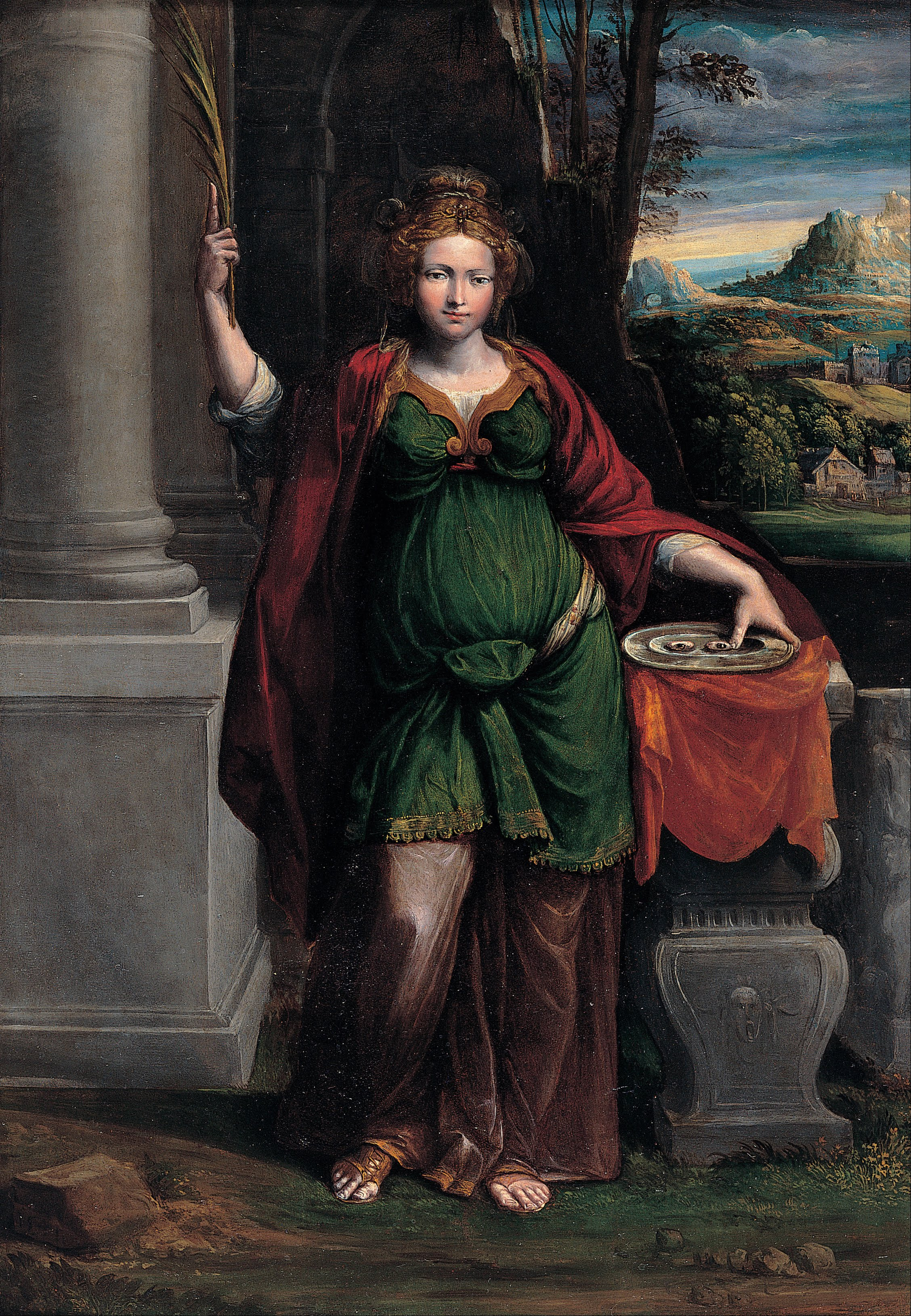
św. Łucja

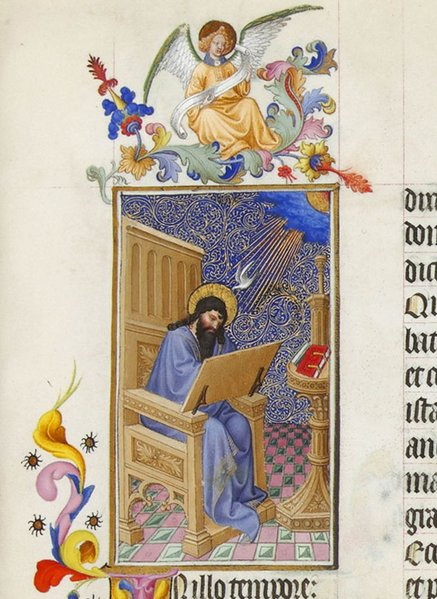
św. Łukasz Ewangelista

- bł. Ludwik Franciszek Rigot
- bł. Ludwik Jan Mateusz Lanier
- bł. Ludwik Józef François
- bł. Ludwik Le Danois
- bł. Ludwik Longuet
- bł. Ludwik Magańa Servín
- św. Ludwik Martin
- bł. Ludwik Mauduit
- bł. Ludwik Monza
- bł. Ludwik Nihachi
- bł. Ludwik Ormières
- św. Ludwik Pavoni
- bł. Ludwik Remigiusz Benoist
- bł. Ludwik Renat Mikołaj Benoist
- bł. Ludwik Sasada
- bł. Ludwik Sotelo
- bł. Ludwik Urbano Lanaspa
- bł. Ludwik Vidaurrázaga Gonzáles
- bł. Ludwik Wawrzyniec Gaultier
- bł. Ludwik Yakichi
- św. Ludwik z Casorii
- św. Ludwik z Tuluzy
- bł. Ludwik Zefiryn Moreau
- bł. Ludwika Albertoni
- św. Ludwika de Marillac
- bł. Ludwika Teresa de Montaignac
- bł. Ludwika z Sabaudii
- św. Ludwina z Schiedam
- bł. Ludwina Meneguzzi
- bł. Luiza Maria Frías Cañizares
- św. Lul
- bł. Lupus Thomas
- św. Lutgarda

### Ł
- św. Łazarz
- bł. Łazarz Pillai
- bł. Łazarz Shantoja
- św. Łazarz z Kioto
- św. Łucja
- bł. Łucja de Freitas
- św. Łucja Filippini
- bł. Łucja Khambang
- św. Łucja Kim
- św. Łucja Kim Nusia
- bł. Łucja Omura
- św. Łucja Pak Hŭi-sun
- św. Łucja Wang Cheng
- św. Łucja Wang Wang
- bł. Łucja Yakichi
- św. Łucja Yi Zhenmei
- bł. Łucja Yun Un-hye
- bł. Łucja z Caltagirone
- bł. Łucja z Narni
- bł. Łucja z Settefonti
- św. Łukasz Ewangelista
- bł. Łukasz Belludi
- bł. Łukasz Bojko
- bł. Łukasz Hong Nak-min
- św. Łukasz Hwang Sŏk-tu
- św. Łukasz Kirby
- św. Łukasz od Ducha Świętego Alonso Gorda

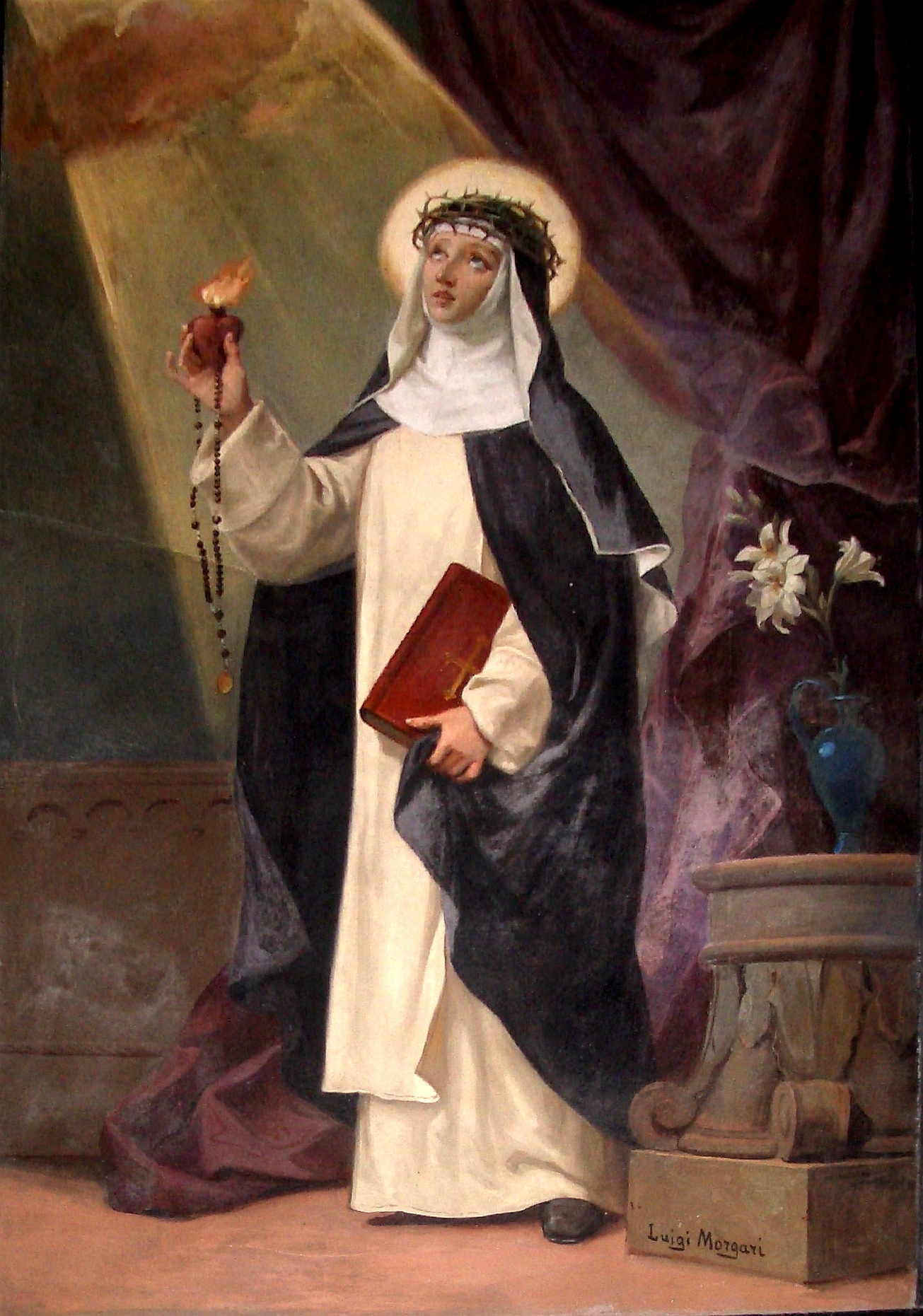
bł. Magdalena Panattieri

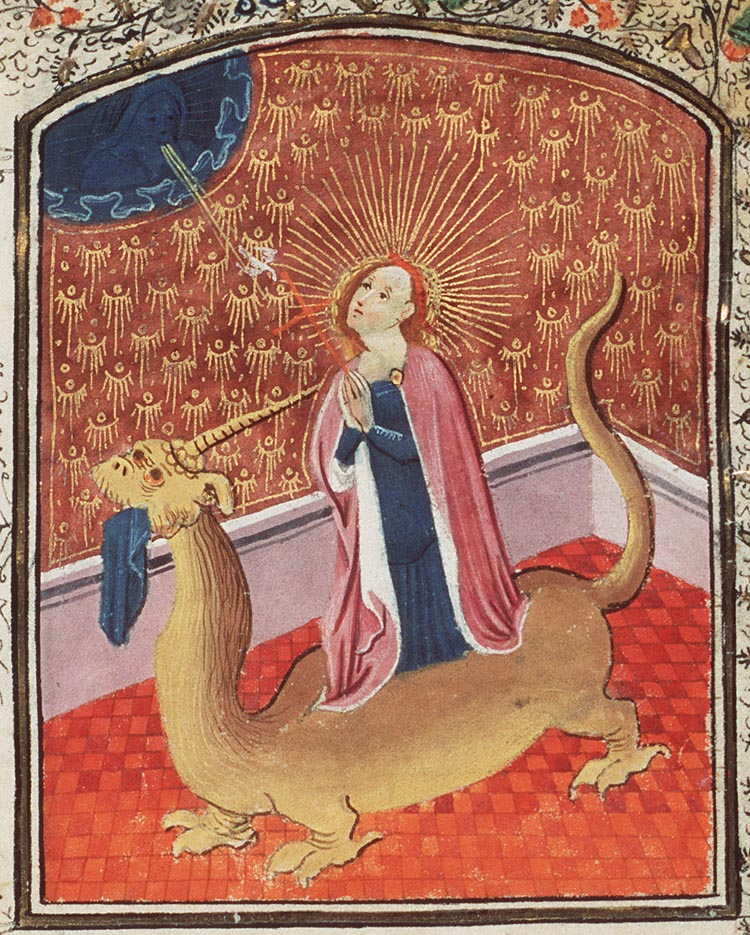
św. Małgorzata

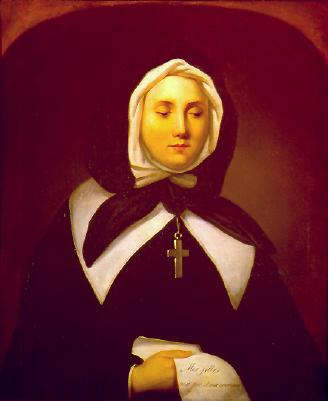
św. Małgorzata Bourgeoys

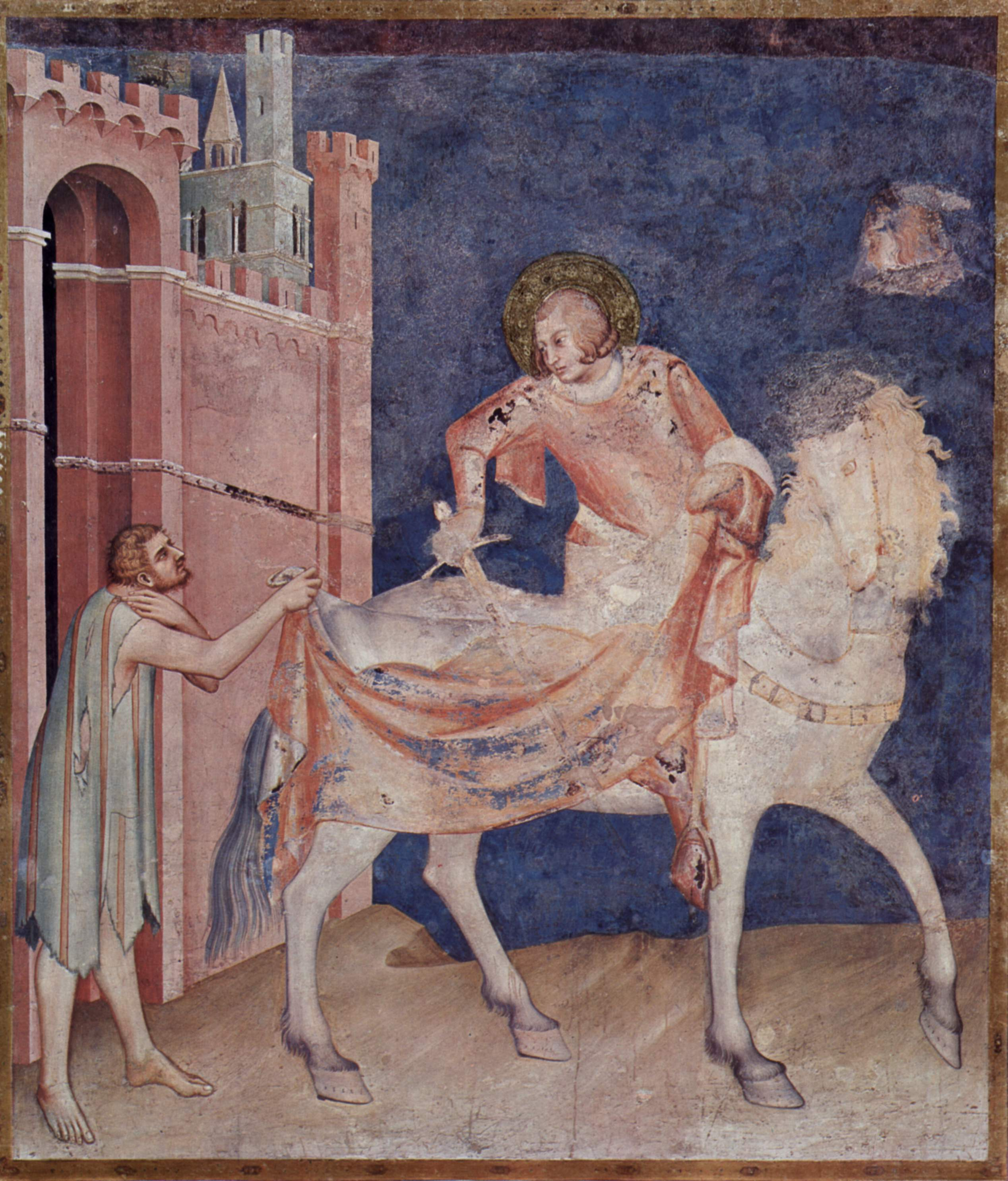
św. Marcin

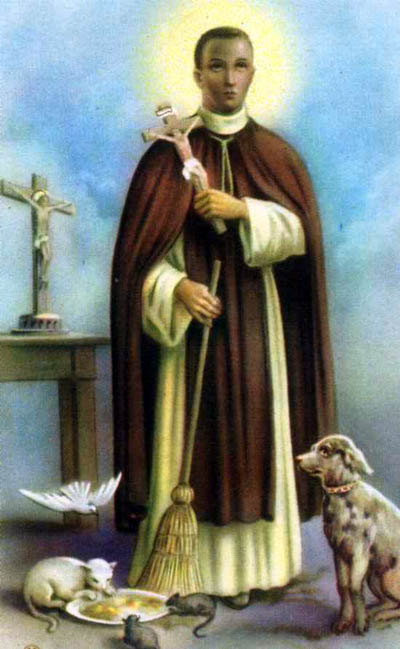
św. Marcin de Porrès

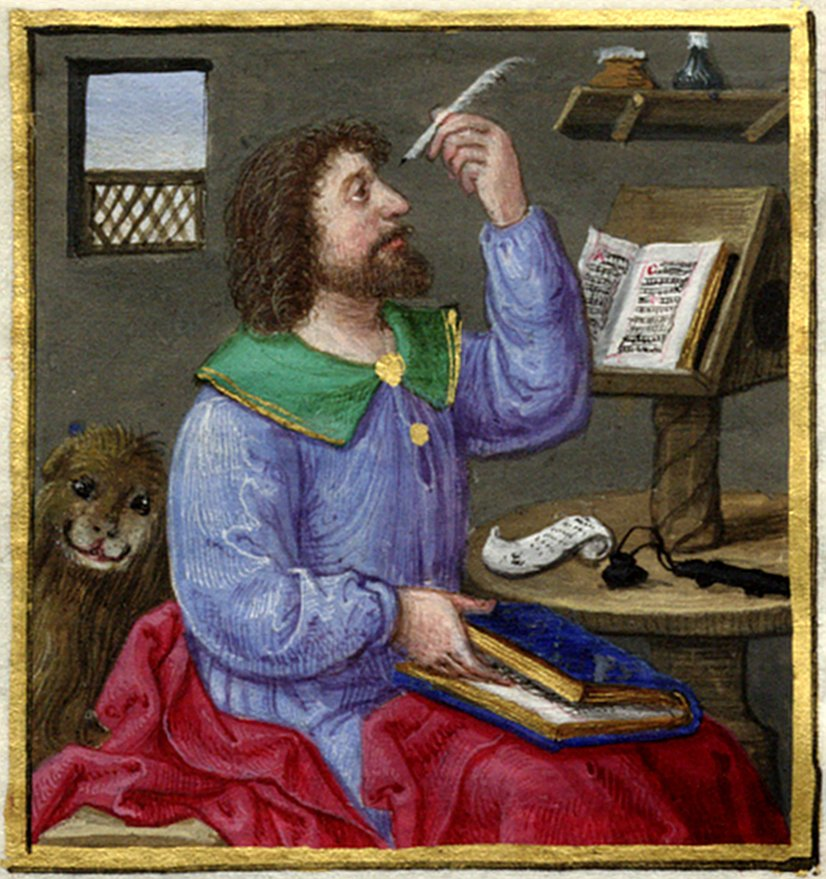
św. Marek Ewangelista

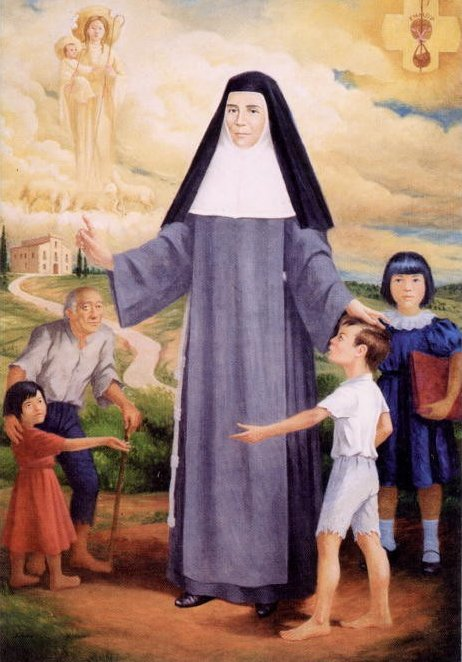
bł. Maria Anna Mogas Fontcuberta

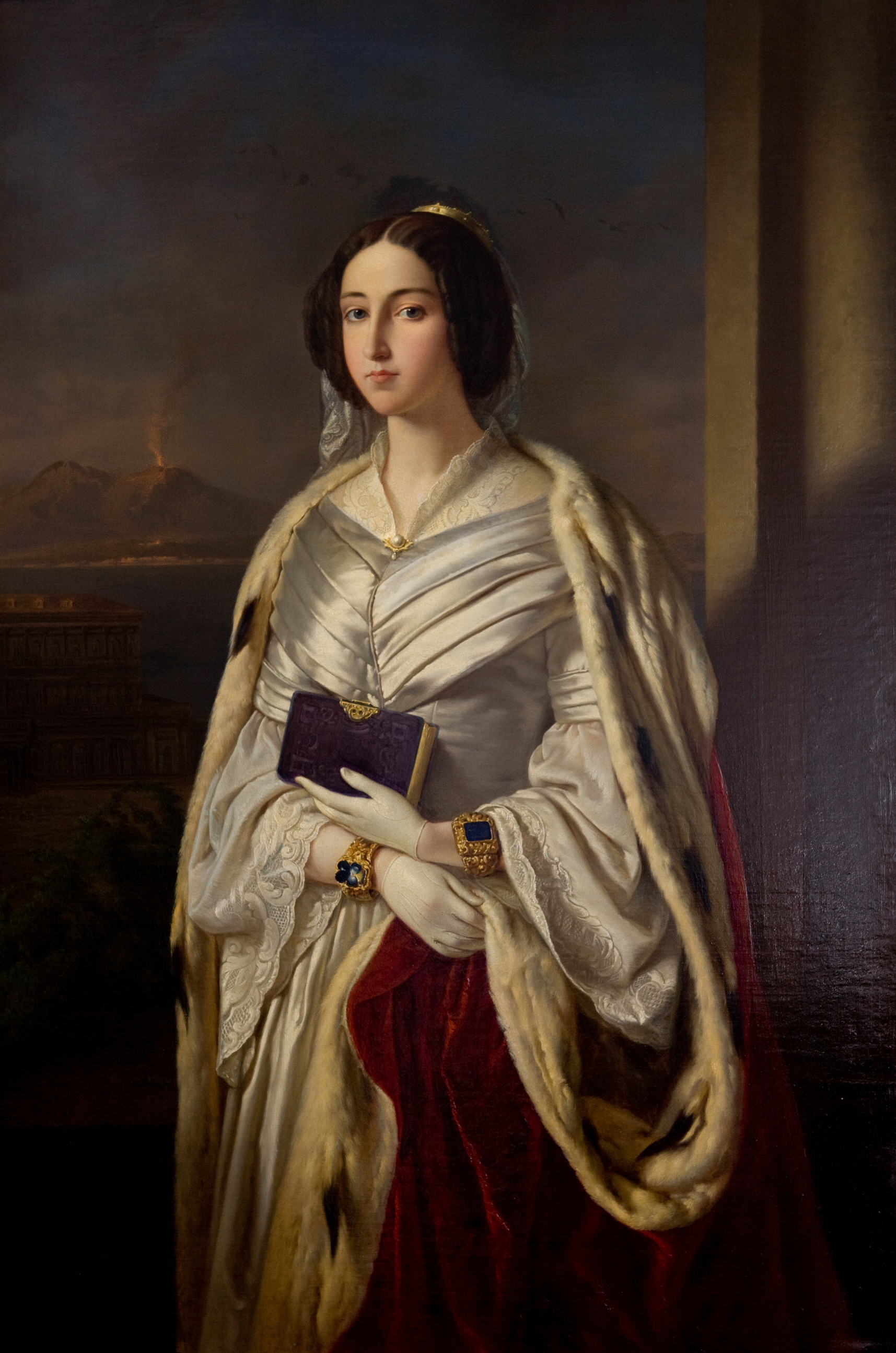
bł. Maria Krystyna Sabaudzka

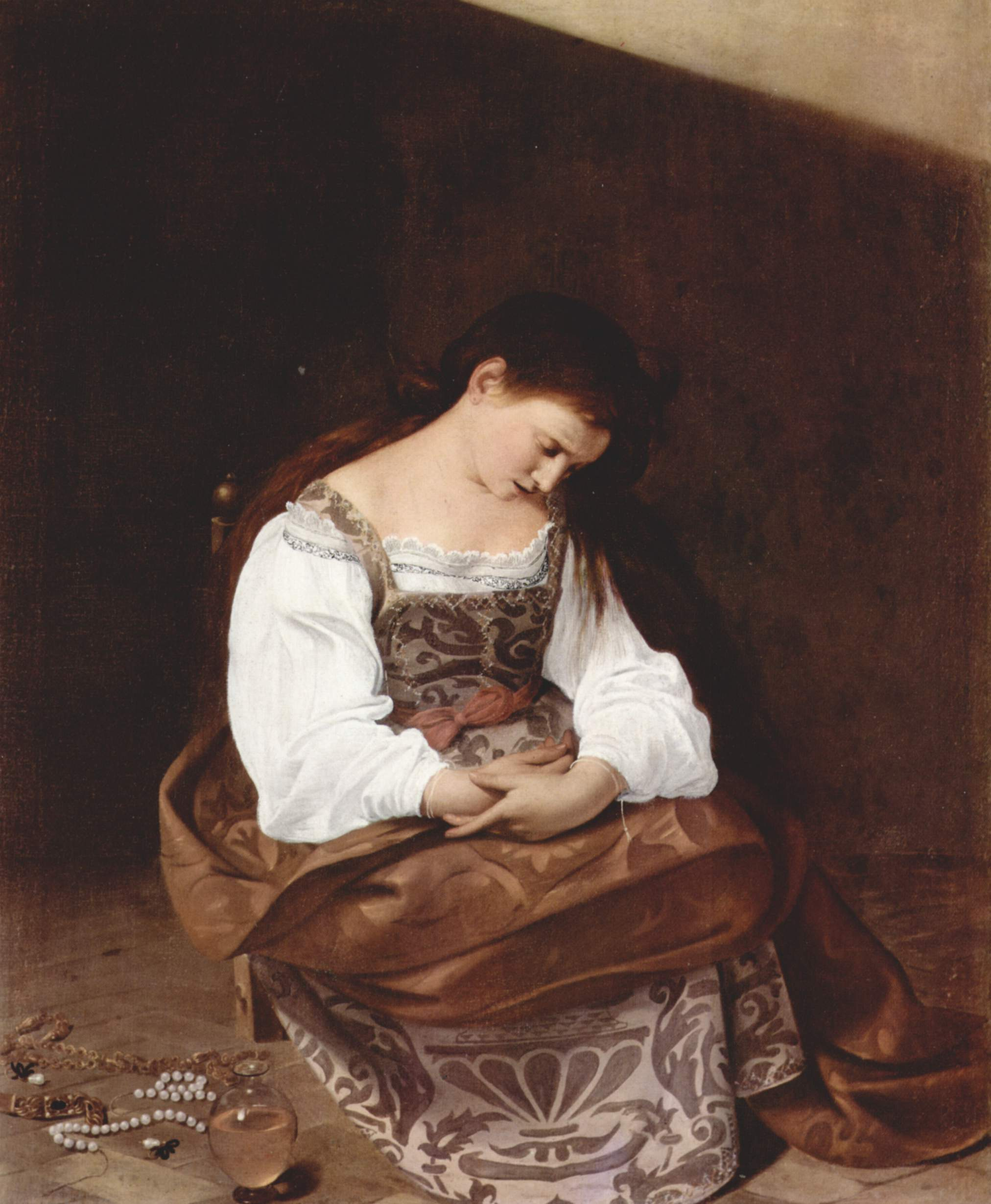
św. Maria Magdalena

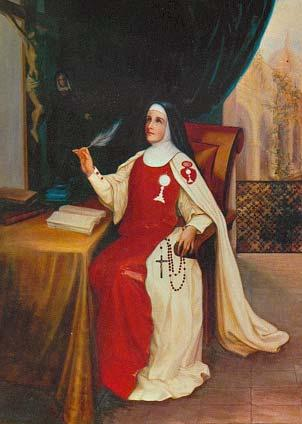
bł. Maria Magdalena od Wcielenia

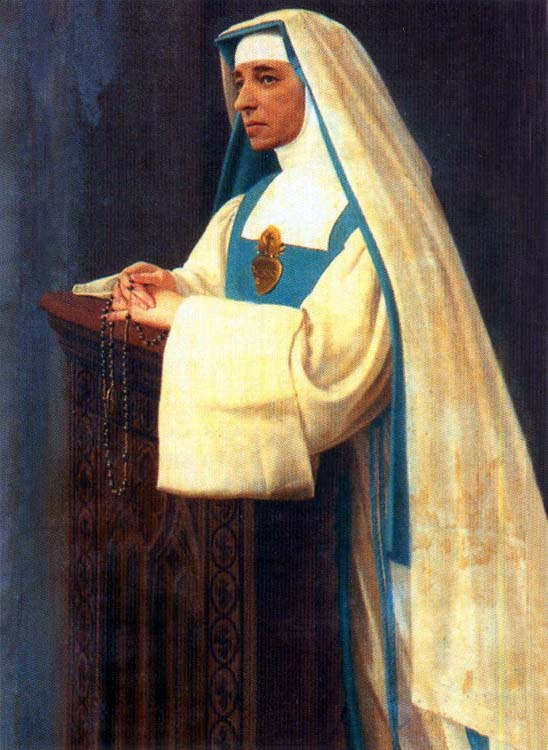
bł. Maria od Jezusa d’Oultremont

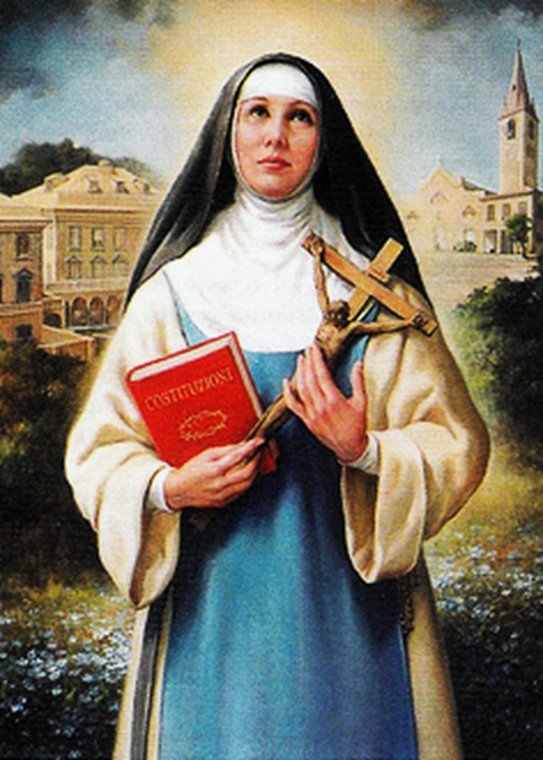
bł. Maria Wiktoria Fornari Strata

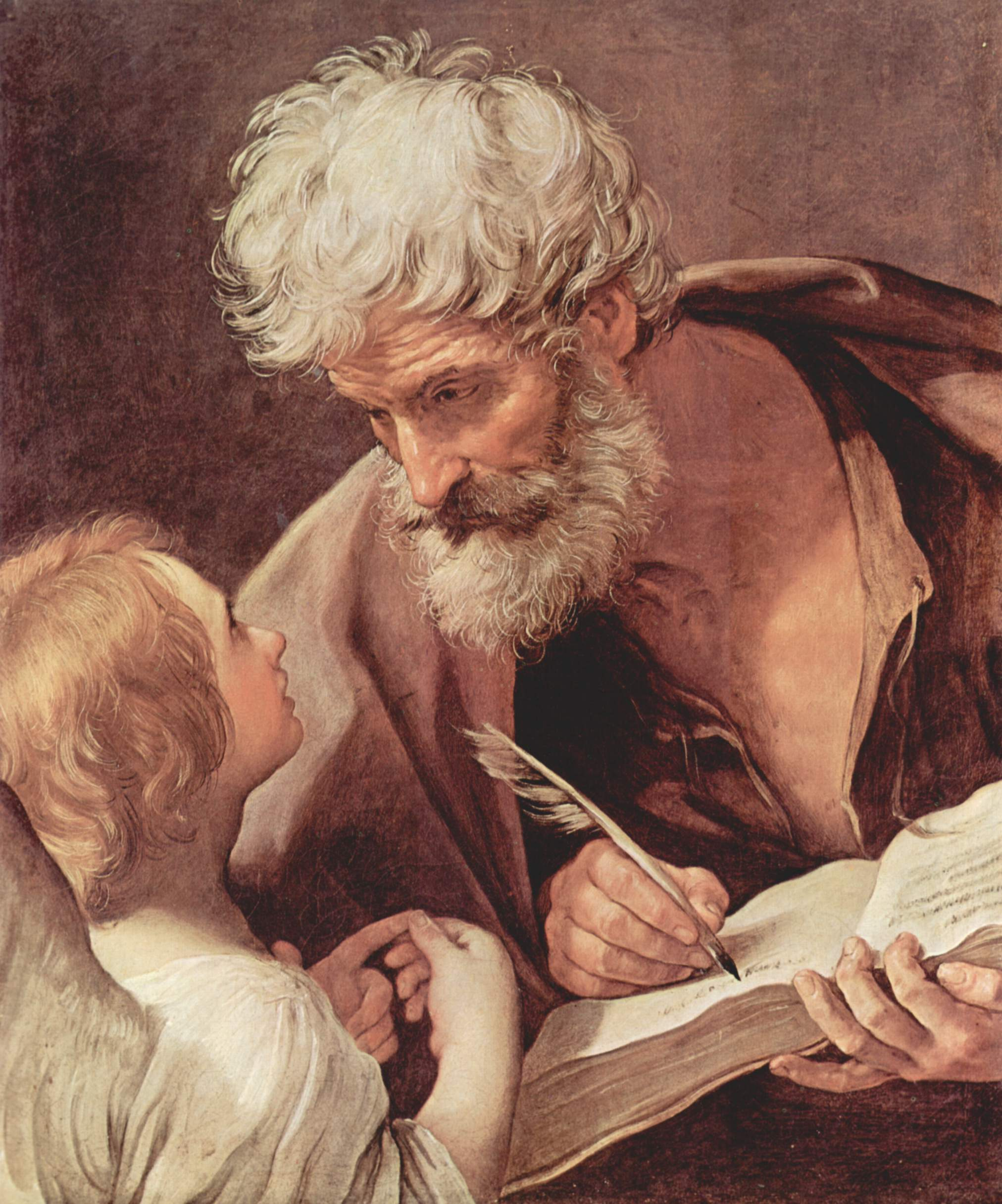
św. Mateusz Ewangelista

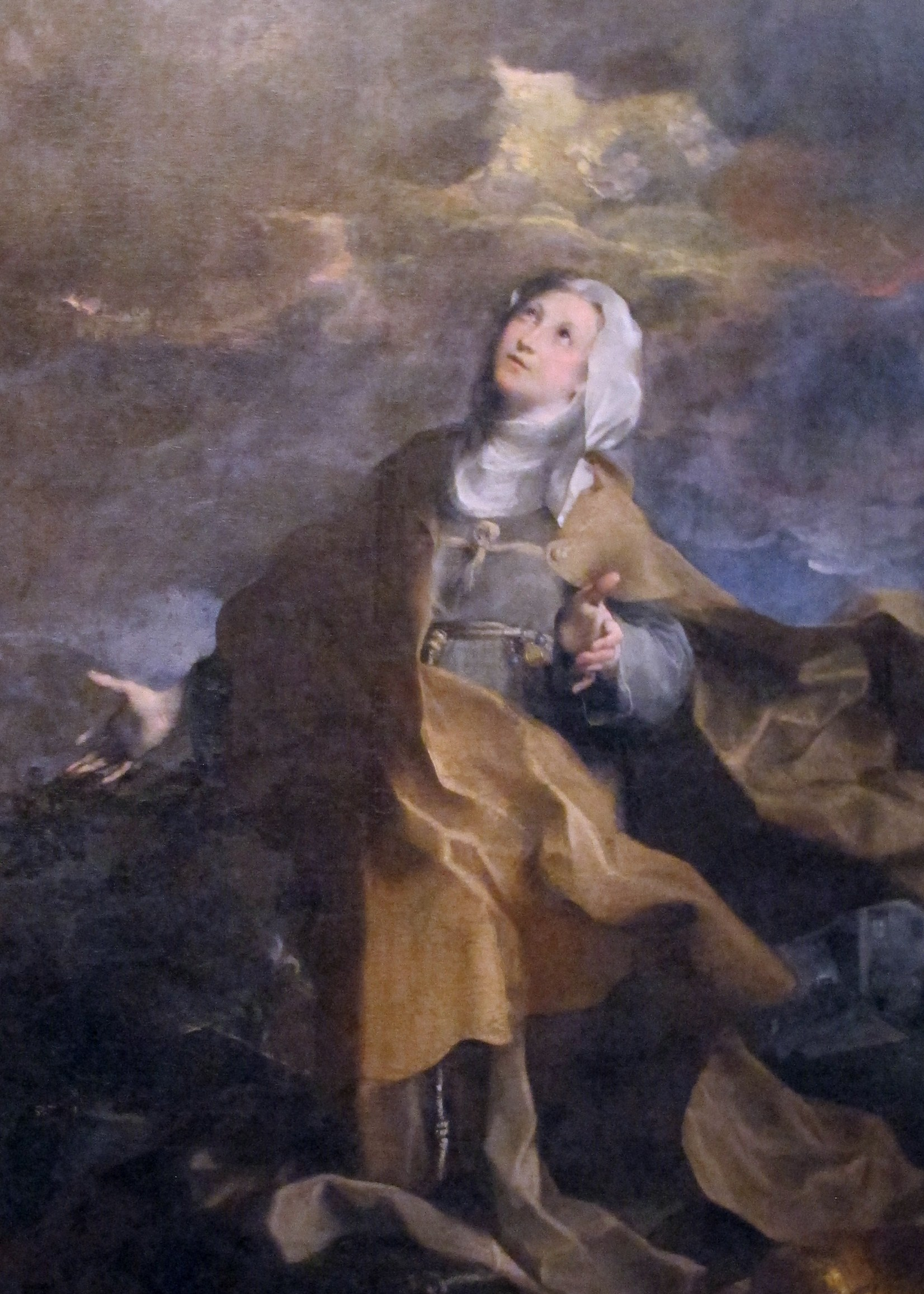
bł. Michalina z Pesaro

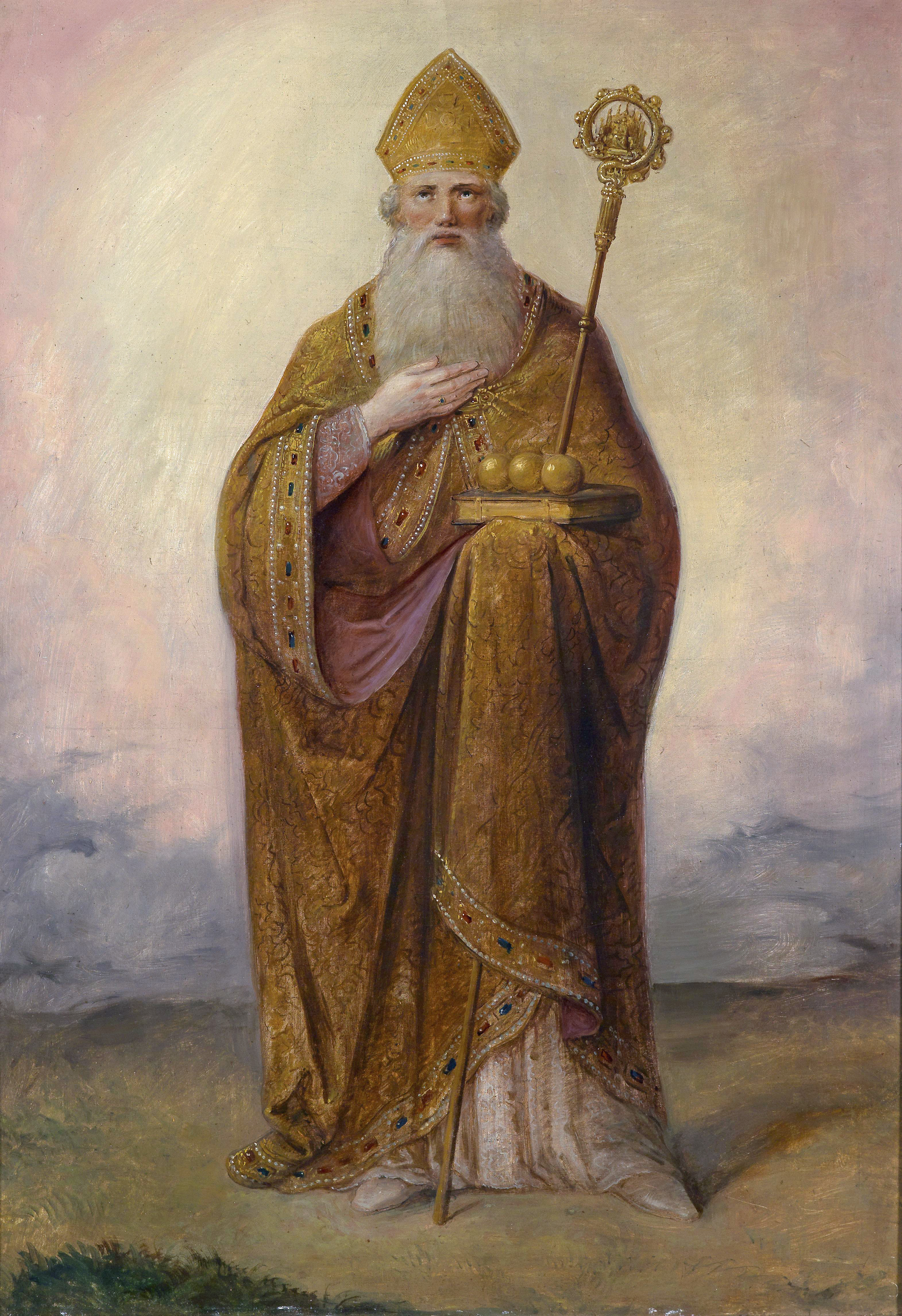
św. Mikołaj z Bari (z Miry)

- bł. Łukasz Passi
- św. Łukasz Phạm Trọng Thìn
- św. Łukasz Słupnik
- św. Łukasz Vũ Bá Loan

### M
- św. Maciej Apostoł
- bł. Maciej Cardona Meseguer
- bł. Maciej Choe In-gil
- bł. Maciej Kozasa
- bł. Maciej Nakano
- bł. Macieja Nazzarei
- św. Magdalena Cho
- św. Magdalena Du Fengju
- św. Magdalena Han Yŏng-i
- św. Magdalena Hŏ Kye-im
- św. Magdalena Kim Ŏb-i
- bł. Magdalena Kiyota
- bł. Magdalena Morano
- św. Magdalena Pak Pong-son
- bł. Magdalena Panattieri
- bł. Magdalena Sanga
- św. Magdalena Son Sŏ-byok
- bł. Magdalena Yi Jo-i
- św. Magdalena Yi Yŏng-dŏk
- św. Magdalena Yi Yŏng-hŭi
- św. Magdalena Zofia Barat
- św. Magdalena z Canossy
- św. Magdalena z Nagasaki
- św. Makary z Jerozolimy
- św. Makryna Młodsza
- św. Maksym z Aleksandrii
- św. Maksym z Jerozolimy
- św. Maksym z Turynu
- św. Maksym Wyznawca
- św. Malachiasz z Armagh
- św. Małgorzata
- św. Małgorzata Alacoque
- bł. Małgorzata Bays
- św. Małgorzata Bourgeoys
- św. Małgorzata Clitherow
- bł. Małgorzata Colonna
- bł. Małgorzata Ebner
- bł. Małgorzata Lotaryńska
- bł. Małgorzata Maria López de Maturana
- bł. Małgorzata Oh
- bł. Małgorzata Pole
- bł. Małgorzata Rutan
- bł. Małgorzata Sabaudzka
- św. Małgorzata Szkocka
- św. Małgorzata Ward
- św. Małgorzata Węgierska
- św. Małgorzata z Città di Castello
- św. Małgorzata z Kortony
- bł. Mancjusz od Krzyża
- bł. Mancjusz od św. Tomasza Shibata
- bł. Manes Guzmán
- św. Marceli
- św. Marceli I, papież
- bł. Marceli Callo
- bł. Marceli Spínola y Maestre
- św. Marcelin
- św. Marcelin, papież
- św. Marcelin Champagnat
- bł. Marcelin Choe Chang-ju
- bł. Marcellin Rouchouze
- św. Marcjan z Nikomedii
- św. Marcjanilla
- św. Marcin
- św. Marcin I, papież
- św. Marcin de Porrès
- św. Marcin Huin
- bł. Marcin In Eon-min
- św. Marcin Józef López López
- bł. Marcin Martínez Pascual
- bł. Marcin od św. Feliksa Woodcock
- bł. Marcin od św. Mikołaja Lumbreras Peralta
- św. Marcin od Wniebowstąpienia a'Aguirre
- św. Marcin Tạ Đức Thịnh
- św. Marcin Thọ
- św. Marcin Wu Xuesheng
- bł. Marcin Yi Jung-bae
- św. Marcin z Bragi
- św. Marcjalis
- św. Marcjusz
- św. Marek Ewangelista
- św. Marek, papież
- bł. Marek Antoni Durando
- św. Marek Chŏng Ŭi-bae
- bł. Marek Criado
- bł. Marek Fantuzzi z Bolonii
- bł. Marek Ludwik Royer
- św. Marek Ji Tianxiang
- św. Marek Križ
- św. Marek Marconi
- bł. Marek z Aviano
- bł. Marek z Modeny
- bł. Marek z Montegallo
- bł. Maria Adeodata Pisani
- św. Maria Adolfina Dierk
- bł. Maria Agnieszka od Najświętszego Sakramentu Arias Espinosa
- św. Maria Alfonsyna Danil Ghattas
- św. Maria Amandyna Jeuris
- bł. María Amparo Carbonell Muñoz
- św. Maria An Guo
- św. Maria An Linghua
- bł. Maria Angeles od św. Józefa Valtierra Tordesillas
- bł. Maria Aniela Astorch
- bł. Maria Anna Blondin
- bł. Maria Anna Mogas Fontcuberta
- bł. Maria Anna od Jezusa Navarro
- św. Maria Anna od Jezusa z Paredes
- bł. Maria Antonia Bandres
- bł. Maria Antonia de Paz Figueroa
- bł. Maria Antonia Fabjan
- bł. Maria Assunta Pallota
- bł. Maria Augustyna od Najświętszego Serca Jezusa Déjardins
- bł. Maria Barbara od Trójcy Przenajświętszej Maix
- bł. Maria Bartłomieja Bagnesi
- bł. Maria Beltrame Quattrocchi
- bł. Maria Berchmana Leidenix
- bł. Maria Bernadeta Banja
- św. Maria Bernarda Bütler
- św. Maria Bertilla Boscardin
- św. Maria z Betanii
- bł. Maria Bolognesi
- bł. María Calaf Miracle de Nuestra Senora de la Providencia
- bł. María Caridad Brader
- bł. Maria Carmen Rendiles Martínez
- bł. Maria Celeste Crostarosa
- bł. Maria Celina od Ofiarowania Najświętszej Maryi Panny
- bł. Maria Climent Mateu
- bł. Maria de la Concepción del Perpetuo Socorro
- bł. Maria Concepción od św. Ignacego Odriozola Zabalia
- bł. Maria Crocifissa Gargani
- bł. Maria de la Purificación od św. Józefa Ximénez Ximénez
- bł. María de la Purificación Vidal Pastor
- św. Maria De Mattias
- bł. María del Carmen Moreno Benítez
- bł. María del Carmen od Dzieciątka Jezus
- bł. María del Carmen Viel Ferrando
- bł. Maria del Olvido Noguera Albelda
- bł. Maria del Transito od Jezusa Sakramentalnego
- bł. Maria Desamparados od Najświętszego Sakramentu Giner Líster
- bł. Maria Dolores Aguiar-Mella y Díaz
- bł. Maria Dolores od św. Eulalii Puig Bonany
- bł. María Dolores Rodríguez Sopeña Ortega
- bł. Maria Dominika Brun Barbantini
- bł. Maria Dominika Mantovani
- św. Maria Du Tian
- św. Maria Du Zhao
- św. Maria Egipcjanka
- św. Maria Elżbieta Hesselblad
- bł. Maria Elżbieta Turgeon
- bł. Maria Emilia Tavernier Gamelin
- bł. Maria Encarnación Rosal
- św. Maria Eufrazja Pelletier
- św. Maria Eugenia od Jezusa
- bł. Maria Eugeniusz od Dzieciątka Jezus Grialou
- św. Maria Fan Kun
- bł. Maria Felicyta Masiá Ferragut
- bł. Maria Fortunata Viti
- bł. Maria Franciszka Lacroix
- bł. Maria Franciszka od Jezusa Rubatto
- św. Maria Franciszka od Pięciu Ran Jezusa
- św. Maria Fu Guilin
- bł. Maria Gabriella od Jedności Sagheddu
- św. Maria Goretti
- św. María Guadalupe García Zavala
- bł. María Guggiari Echeverría
- św. Maria Guo Li
- św. Maria Hermina od Jezusa
- św. Maria Józefa od Serca Jezusowego
- bł. Maria Józefa od św. Zofii del Río Messa
- św. Maria Józefa Rossello
- bł. Maria Józefina od Jezusa Ukrzyżowanego Catanea
- bł. Maria Kandyda od Eucharystii Barba
- św. Maria Katarzyna Kasper
- bł. Maria Katarzyna Irigoyen Echegaray
- bł. Maria Katarzyna od św. Augustyna
- bł. Maria Katarzyna od św. Róży z Viterbo Troiani
- św. Maria Klara Nanetti
- bł. Maria Klara od Dzieciątka Jezus
- bł. Maria Klementyna Anuarita Nengapeta
- bł. Maria Klotylda od św. Franciszka Borgiasza Paillot
- bł. Maria Kordula Józefa od św. Dominika Barré
- bł. Maria Kresencja Bojanc
- św. Maria Krescencja Höss
- bł. Maria Krescencja Pérez
- św. Maria Krystyna od Niepokalanego Poczęcia Brando
- bł. Maria Krystyna Sabaudzka
- bł. Maria Laurentyna od św. Stanisława Prin
- bł. Maria Leonia Paradis
- bł. Maria Ludwika De Angelis
- bł. Maria Ludwika od Jezusa Trichet
- bł. Maria Ludwika od św. Franciszka Ducrez
- bł. Maria Luiza Montesinos Orduña
- bł. Maria Luiza Prosperi
- św. Maria Magdalena
- św. Maria Magdalena de’ Pazzi
- bł. Maria Magdalena Martinengo
- bł. Maria Magdalena od Męki Pańskiej
- bł. Maria Magdalena od Wcielenia
- św. Maria Magdalena Postel
- św. Maria Małgorzata d’Youville
- bł. Maria Małgorzata od Serca Jezusowego Caiani
- bł. Maria Mancini
- św. Maria Maravillas od Jezusa
- św. Maria Mazzarello
- bł. María Mercedes Prat
- bł. Maria Merkert
- bł. Maria Milagros Ortells Gimeno
- bł. Maria Murayama
- bł. Maria Natalia od św. Ludwika Vanot
- bł. Maria od Aniołów Fortanela
- bł. Maria od Aniołów Ginard Martí
- bł. Maria od Apostołów Wüllenweber
- bł. Maria od Boskiego Serca Jezusa Droste zu Vischering
- św. Maria od Bożego Narodzenia
- bł. Maria od Jezusa d’Oultremont
- bł. Maria od Jezusa Deluil-Martiny
- bł. Maria od Jezusa López de Rivas
- św. Maria od Jezusa Sakramentalnego Venegas de la Torre
- bł. Maria od Jezusa Santocanale
- św. Maria od Jezusa Ukrzyżowanego Baouardy
- bł. Maria od Jezusa Ukrzyżowanego Petković
- św. Maria od Krzyża MacKillop
- św. Maria od Krzyża di Rosa
- bł. Maria od Męki Pańskiej de Chappotin
- bł. Maria od Męki Tarallo
- św. Maria od Najczystszej od Krzyża Salvat y Romero
- bł. Maria od Opatrzności
- bł. Maria od Poczęcia de Batz de Trenquelléon
- św. Maria od Pokoju
- bł. Maria od św. Cecylii z Rzymu Belanger
- św. Maria od św. Ignacego Thévenet
- bł. Maria od św. Józefa Alvarado Cardozo
- św. Maria od św. Justyna
- bł. Maria od Ukrzyżowanego Satellico
- bł. Maria od Ukrzyżowania Curcio
- bł. Maria od Wcielenia Avrillot
- św. Maria od Wcielenia Guyart-Martin
- św. Maria Pak K’ŭn-agi
- bł. Maria Patrocinio od św. Jana Giner Gómis
- bł. Maria Phon
- bł. Maria Pia Mastena
- bł. Maria Pilar Izquierdo Albero
- bł. Maria Pilar Jordá Botella
- bł. Maria Pilar od św. Franciszka Borgiasza Martínez Garcia
- bł. Maria Piotra de Micheli
- bł. Maria Poussepin
- św. Maria Qi Yu
- bł. Maria Raffaella Cimatti
- bł. Maria Rafols
- bł. Maria Refugia od św. Anioła
- bł. Maria Repetto
- bł. Maria Restituta Kafka
- bł. Maria Romero Meneses
- bł. Maria Róża Durocher
- bł. Maria Róża Flesch
- bł. Maria Róża Pellesi
- bł. Maria Sagrario od św. Alojzego Gonzagi
- św. Maria Salles
- bł. Maria Schininà
- bł. Maria Scholastyka Józefa od św. Jakuba Leroux
- bł. Maria Serafina od Najświętszego Serca Micheli
- św. Maria Soledad Torres Acosta
- bł. Maria Stollenwerk
- bł. Maria Tanaka
- bł. Maria Tanaura
- bł. Maria Teresa Bonzel
- bł. Maria Teresa Casini
- bł. Maria Teresa Chiramel Mankidiyan
- bł. Maria Teresa de Soubiran
- bł. Maria Teresa Fasce
- bł. Maria Teresa Ferragut Roig
- bł. Maria Teresa od Jezusa Gerhardinger
- bł. Maria Teresa od Jezusa Scrilli
- bł. Maria Teresa od Najświętszego Serca Haze
- bł. Maria Teresa od św. Józefa Tauscher van den Bosch
- bł. Maria Teresa Scherer
- bł. Maria Toribia
- bł. Maria Troncatti
- bł. Maria Tuci
- bł. Maria Ulma
- bł. Maria Urszula od św. Bernardyna Bourla
- bł. Maria Vaz
- św. Maria Wang Li
- bł. Maria Weronika Masia Ferragut
- bł. Maria Wiktoria Fornari Strata
- bł. Maria Wincencja Masia Ferragut
- bł. Maria Wincencja od św. Doroty Chávez Orozco
- św. Maria Wŏn Kwi-im
- św. Maria Yi In-dŏk
- św. Maria Yi Yŏn-hŭi
- bł. Maria Yoshida
- św. Maria z Betanii
- św. Maria Zelia Martin
- św. Maria Zhao
- św. Maria Zhao Guo
- św. Maria Zheng Xu
- św. Maria Zhu Wu
- bł. Marian Arciero
- bł. Marian de la Mata Aparício
- bł. Marian Jezus Euse Hoyos
- bł. Marian z Roccacasale
- bł. Marianna Cope
- św. Mariusz
- bł. Mariusz Vergara
- bł. Markolin z Forli
- św. Marta z Betanii
- św. Marta Kim Sŏng-im
- bł. Marta Le Bouteiller
- św. Marta Wang Luo Mande
- św. Martyna Rzymianka
- Najśw. Maryja Panna
- św. Maryna z Ōmury
- bł. Maryn Blanes Giner
- bł. Maryn Shkurti
- św. Maryn z Cezarei Palestyńskiej
- św. Maryn z San Marino
- św. Mateusz Ewangelista
- św. Mateusz Alonso de Leciniana
- bł. Mateusz Alvarez Anjin
- bł. Mateusz Carrieri
- św. Mateusz Correa Megallanes
- św. Mateusz Feng De
- św. Mateusz Lê Văn Gẫm
- św. Mateusz Nguyễn Văn Ðắc
- św. Mateusz od Różańca Kohyōe
- bł. Mateusz z Agrigento
- bł. Maturyn Mikołaj Le Bous
- bł. Matylda od Najświętszego Serca Jezusa Téllez Robles
- św. Maurycy
- bł. Maurycy Tornay
- św. Mechtylda z Hackeborn
- św. Mechtylda z Magdeburga
- bł. Melchior od św. Augustyna Sanchez Perez
- bł. Mercedes Molina Ayala
- bł. Michalina z Pesaro
- bł. Michał Augustyn Pro
- bł. Michał Beltoja
- bł. Michał Carvalho
- św. Michał de Aozaraza
- św. Michał de la Mora y de la Mora
- św. Michał de Sanctis
- św. Michał Febres Cordero y Muñoz
- bł. Michał Franciszek de la Gardette
- św. Michał Garicoïts
- bł. Michał Gómez Loza
- bł. Michał Himonoya
- św. Michał Hồ Đình Hy
- św. Michał Kurōbyōe
- bł. Michał Nakashima
- św. Michał Nguyễn Huy Mỹ
- bł. Michał Pius Fasoli
- bł. Michał Remón Salvador
- bł. Michał Rua
- bł. Michał Takeshita
- bł. Michał Tōzō
- bł. Michał Yamada Kasahashi
- św. Metody Wyznawca
- św. Mikołaj
- św. Mikołaj I, papież
- bł. Mikołaj Albergati
- bł. Mikołaj Barré
- św. Mikołaj Bùi Đức Thể
- bł. Mikołaj Bunkerd Kitbamrung
- bł. Mikołaj Cerelski
- bł. Mikołaj Clairet
- bł. Mikołaj Colin
- bł. Mikołaj da Gesturi
- bł. Mikołaj Factor
- bł. Mikołaj Gross
- św. Mikołaj Janssen
- bł. Mikołaj Konrad
- bł. Mikołaj Maria Alberga y Torres

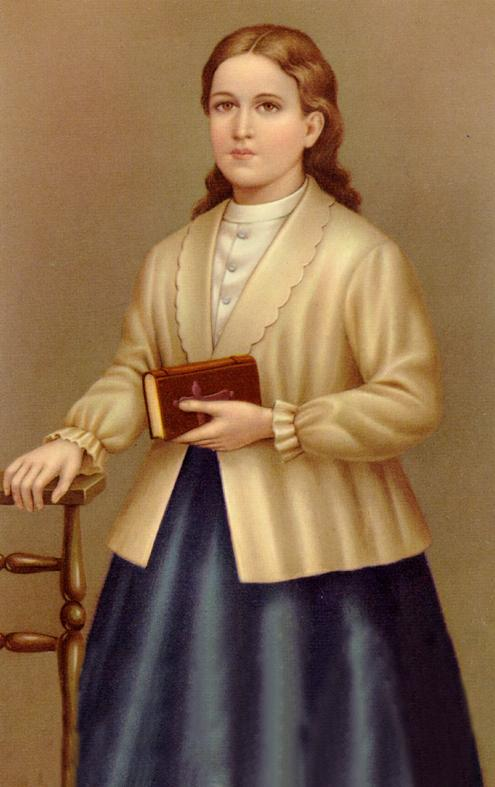
św. Narcyza od Jezusa

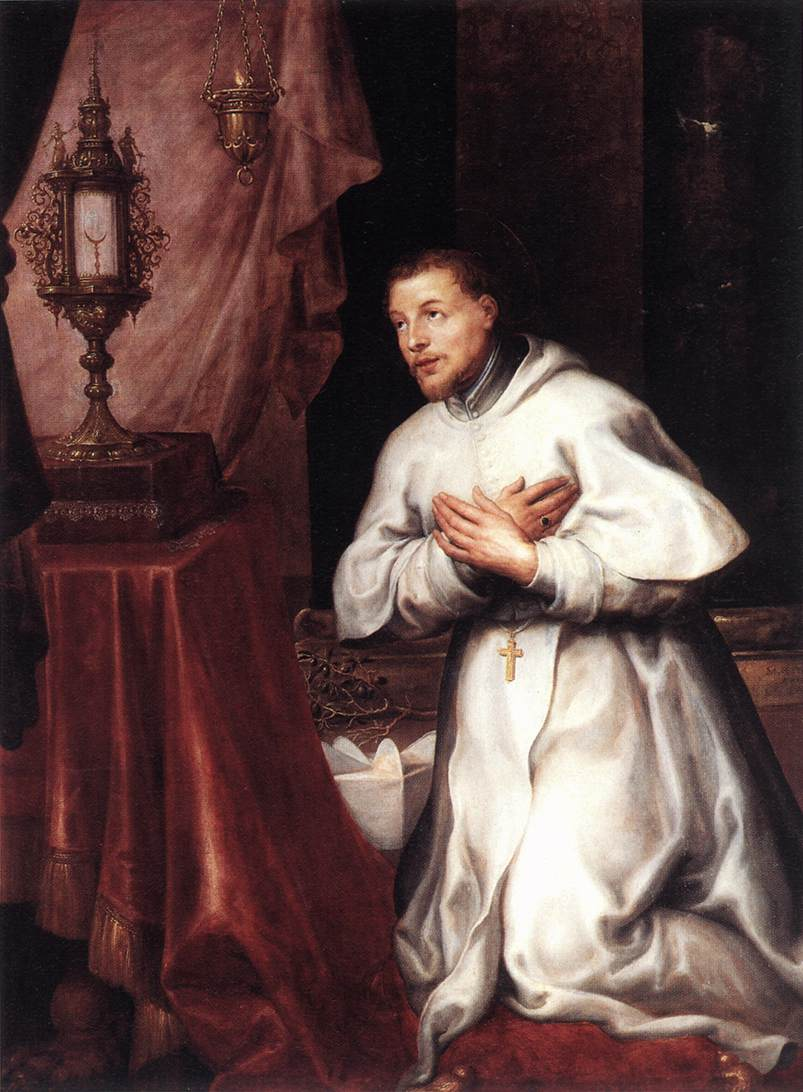
św. Norbert

- św. Mikołaj Owen
- bł. Mikołaj Paglia
- św. Mikołaj Pick
- bł. Mikołaj Roland
- bł. Mikołaj Rusca
- bł. Mikołaj Stensen
- św. Mikołaj Tavelić
- św. Mikołaj z Flüe
- św. Mikołaj z Longobardi
- św. Mikołaj z Tolentino
- św. Milcjades, papież
- bł. Mirosław Bulešić
- św. Modest
- św. Modest Andlauer
- bł. Modest Maria z Torrentu
- bł. Modest Vegas Vegas
- bł. Mojżesz Tovini
- św. Monika
- bł. Monika Naisen
- św. Monitor
- św. Mucjusz María Wiaux

### -N-
- bł. N.N. Ulma
- św. Nabor
- bł. Nadzieja od Jezusa Alhama Valera
- bł. Narcyz Basté Basté
- św. Narcyza od Jezusa
- św. Natalia z Nikomedii
- św. Natalis Chabanel
- bł. Natalis Pinot
- św. Nazaria Ignacia March Mesa
- bł. Nemezja Valle
- św. Nereusz
- bł. Nicefor od Jezusa i Marii Díez Tejerina
- bł. Niceta od św. Prudencjusza Plaja Xifra

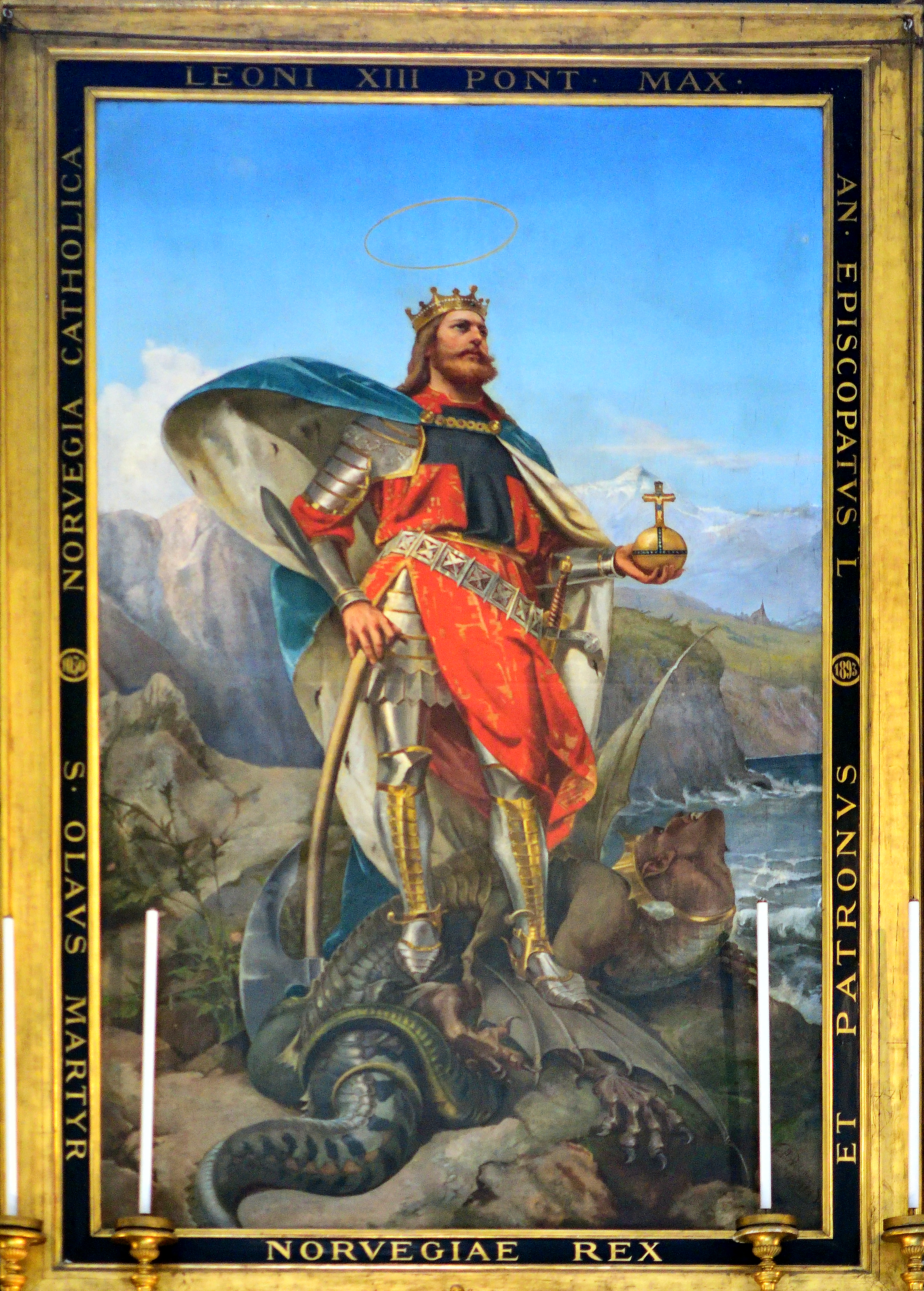
św. Olaf

- św. Nicetas Got
- św. Nicetas z Remezjany
- św. Nikander Egipcjanin
- św. Nikazjusz Jonson
- św. Nikomedes z Rzymu
- św. Noniusz Álvares Pereira
- bł. Nikita Budka
- św. Nikostrat
- św. Nil z Rossano
- św. Nil Synaita
- św. Nimatullah al-Hardini
- św. Norbert z Xanten
- św. Nunilona
- św. Nunzio Sulprizio

### -O-

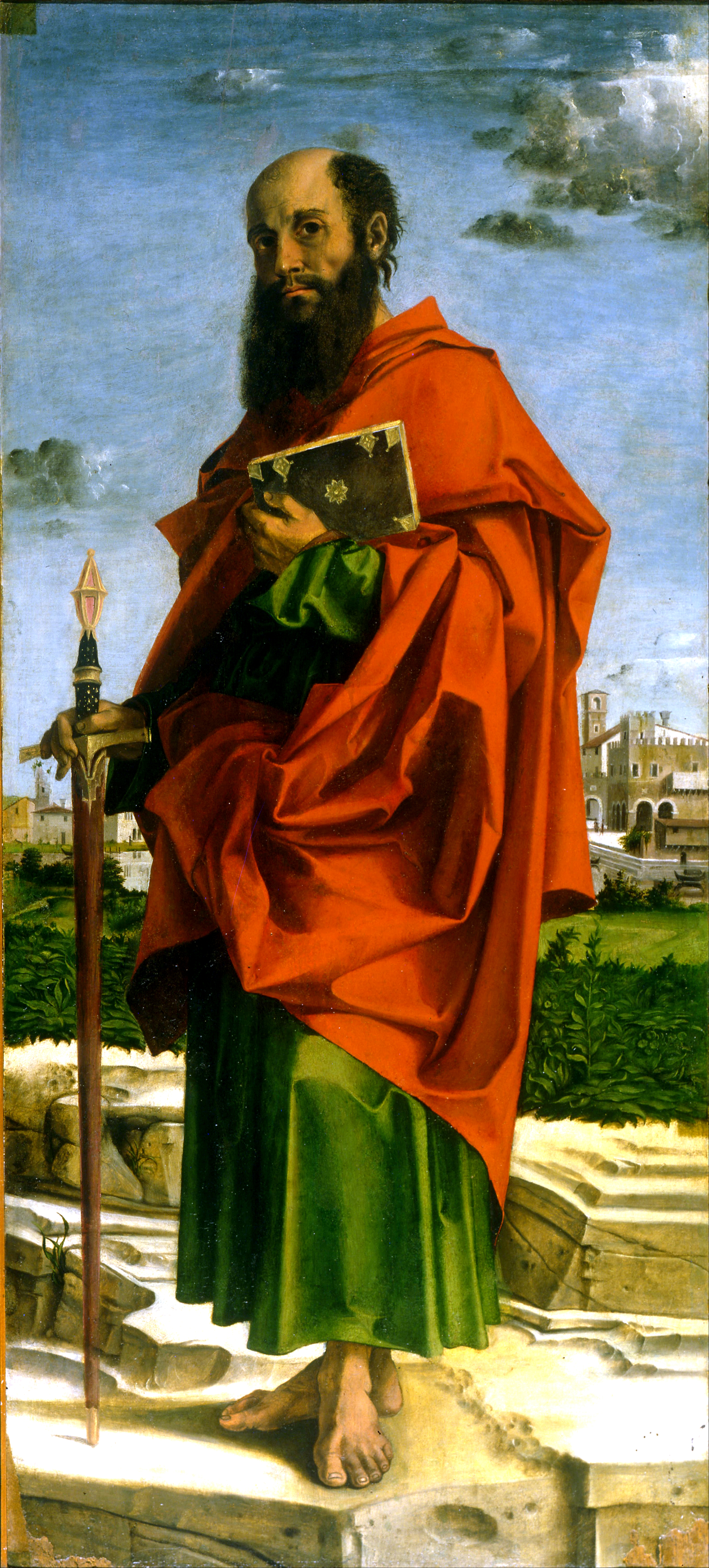
św. Paweł z Tarsu

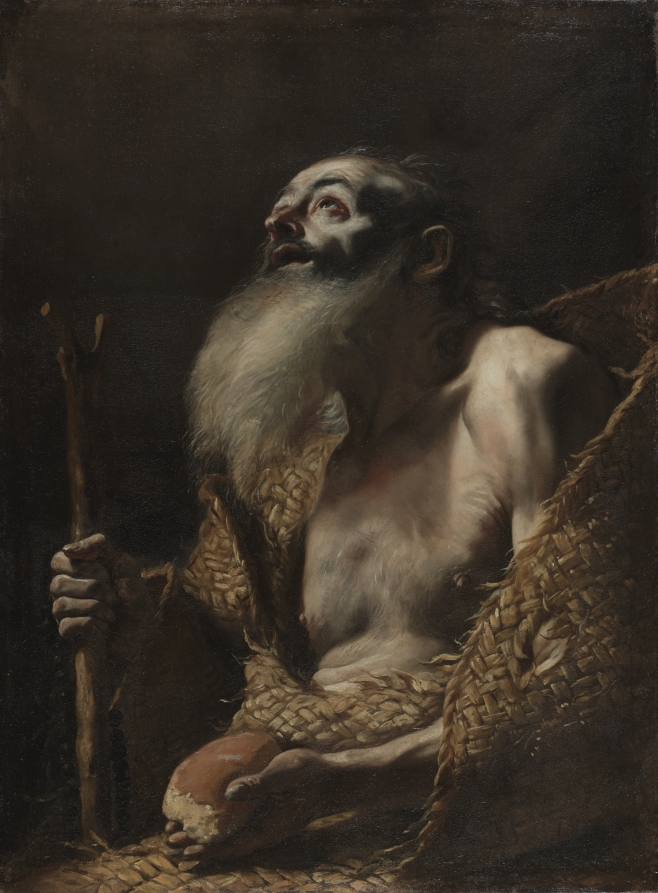
św. Paweł z Teb

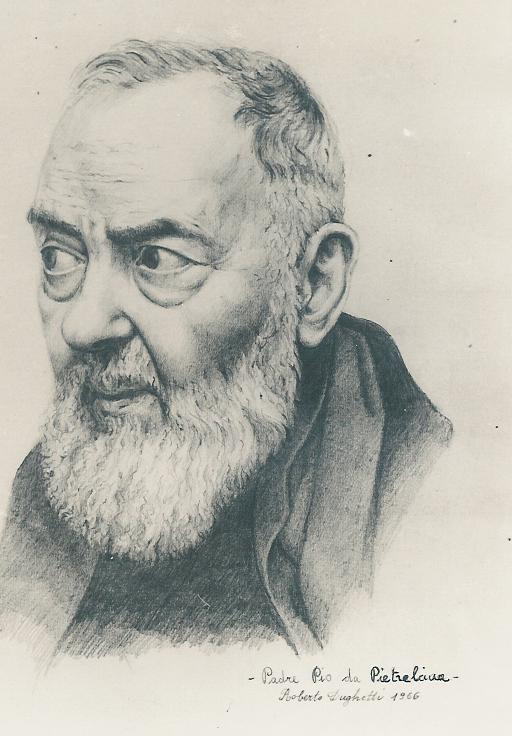
św. Pio z Pietrelciny

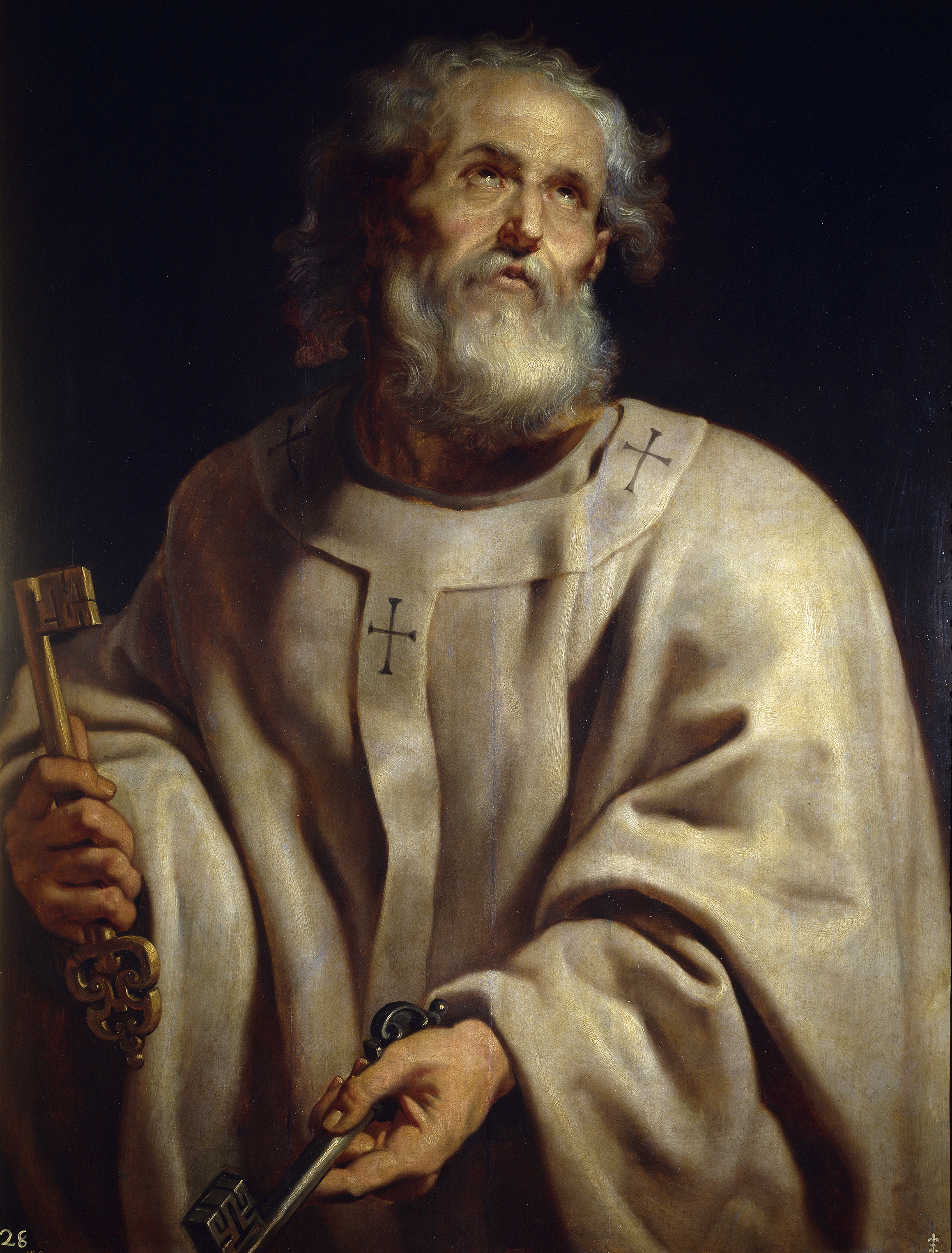
św. Piotr Apostoł

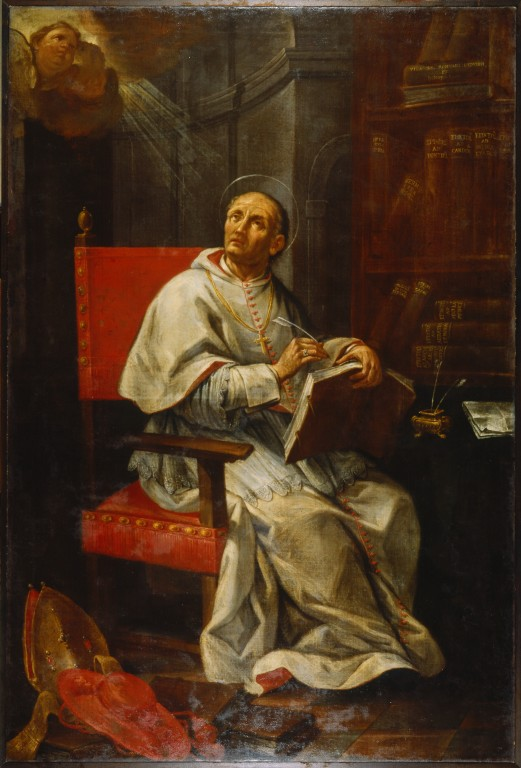
św. Piotr Damiani

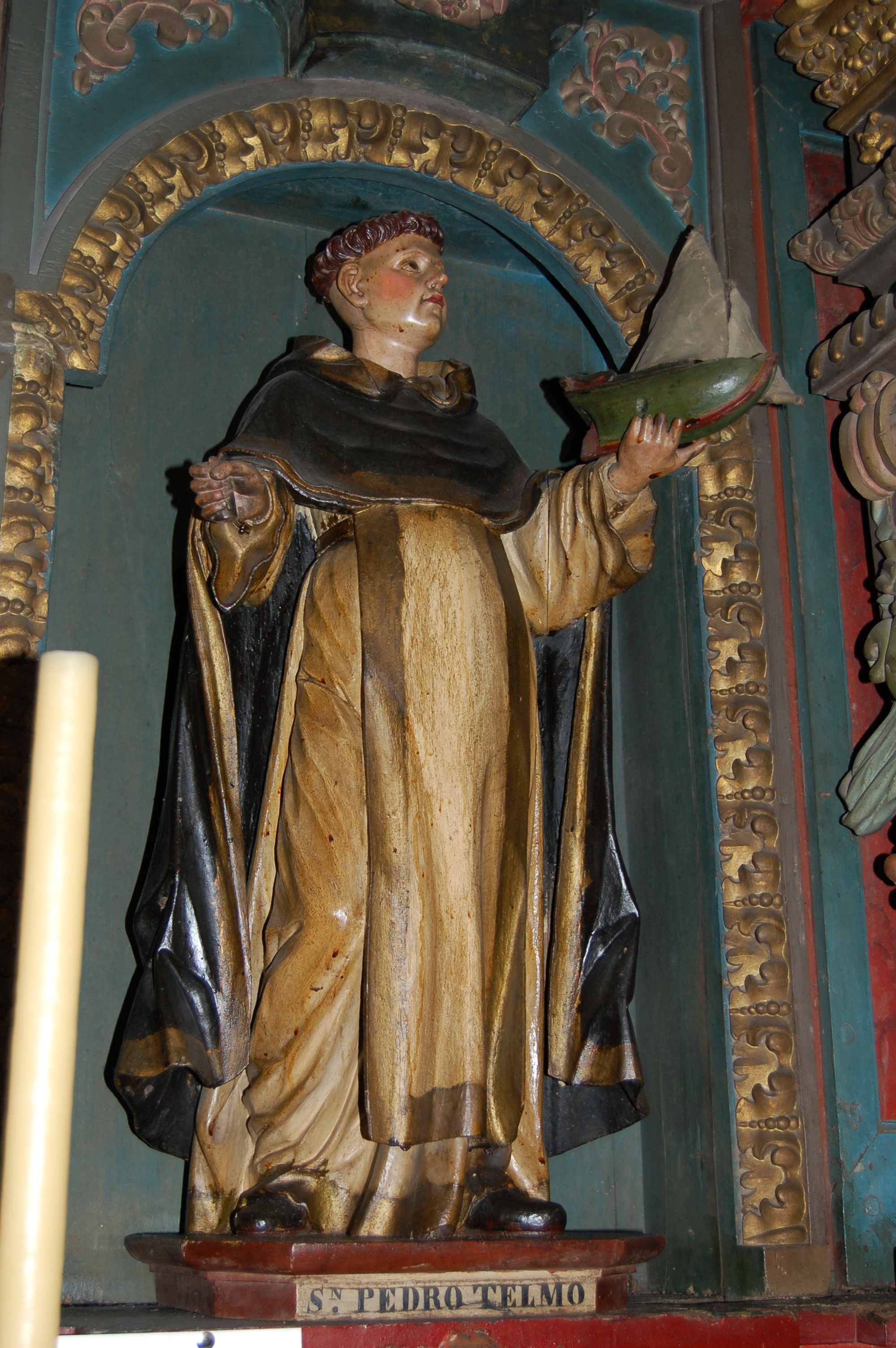
św. Piotr González (Piotr Telmo)

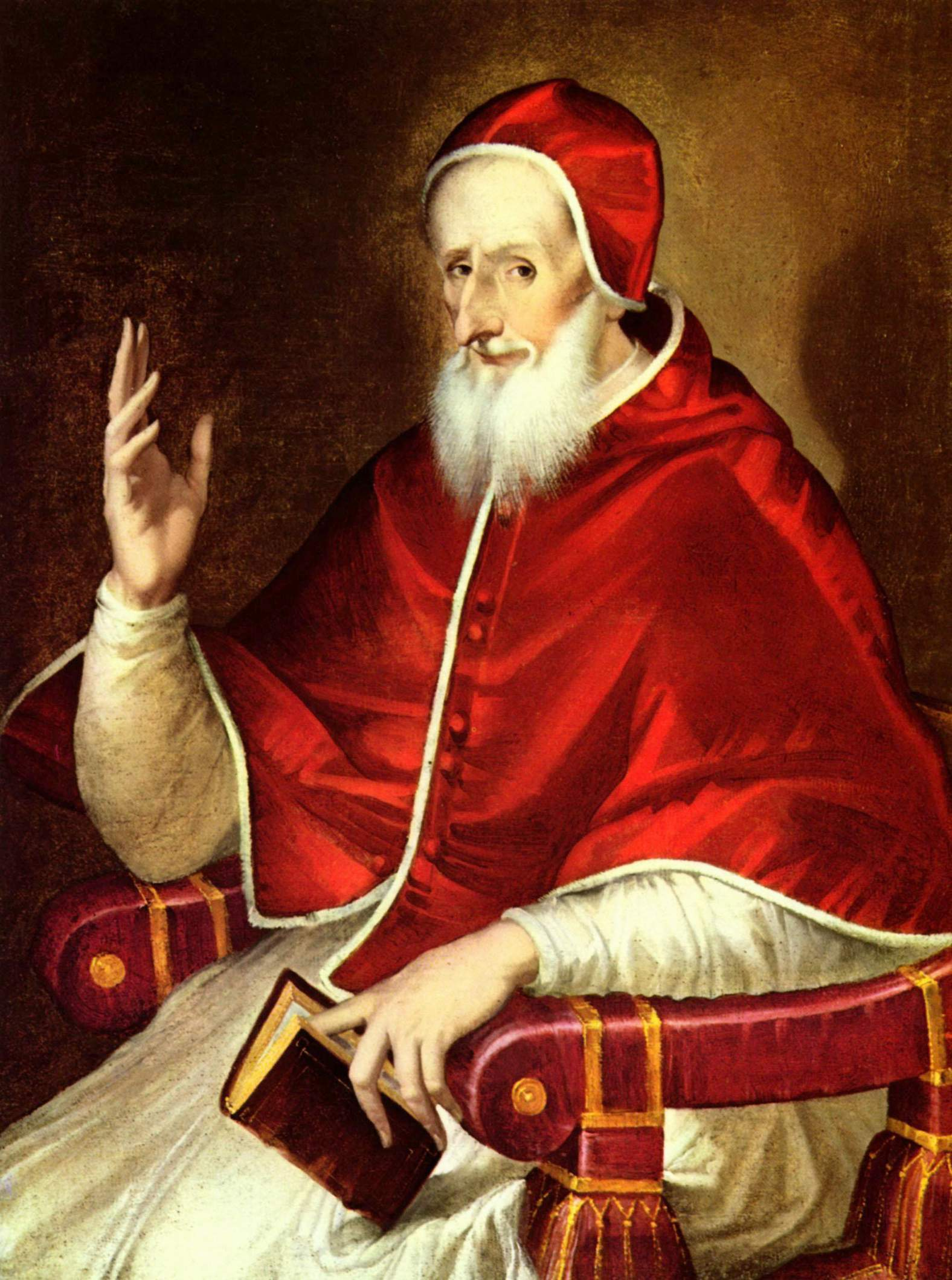
św. Pius V

- bł. Odoryk z Pordenone
- bł. Oktawian z Savony
- św. Olaf II Haraldsson
- św. Olegariusz
- bł. Olimpia Bida
- św. Oliwa z Anagni
- św. Oliwa z Palermo
- św. Oliwia z Brescii
- św. Oliver Plunkett
- św. Oskar
- św. Oskar Romero
- św. Oswald z Nortumbrii
- św. Otto
- bł. Otto Neururer
- św. Otton z Bambergu
- św. Otylia

### -P-
- św. Pachomiusz
- św. Pacjan z Barcelony
- bł. Pacyfik Salcedo Puchades
- bł. Pacyfik z Cerano
- św. Pacyfik z San Severino
- św. Pamfil z Cezarei
- bł. Panacea de’Muzzi z Quarona
- św. Pankracy
- św. Pantaleon
- św. Paschalis I, papież
- św. Paschalis Baylón
- bł. Paschalis Carda Saporta
- bł. Paschalis Ferrer Botella
- bł. Paschalis Fortuño Almela
- bł. Paschalis Penades Jornet
- bł. Paschalis Torres Lloret
- św. Patrycja z Neapolu
- św. Patrycja z Nikomedii
- św. Patryk
- św. Patryk Dong Bodi
- bł. Patryk O’Healy
- bł. Patryk Salmon
- św. Paula Elżbieta Cerioli
- św. Paula Frassinetti
- bł. Paula Gambara Costa
- św. Paula Montal
- bł. Paula od św. Anastazji Isla Alonso
- św. Paula Rzymianka
- św. Paulin z Noli
- św. Paulina od Serca Jezusa
- bł. Paulina von Mallinckrodt
- św. Paweł
- św. Paweł, męczennik
- św. Paweł I, papież
- św. Paweł VI, papież
- bł. Paweł Aibara Sandayū
- bł. Paweł Bori Puig
- św. Paweł Chen Changpin
- św. Paweł Chŏng Ha-sang
- św. Paweł Denn
- bł. Paweł Dżidżow
- św. Paweł Ge Tingzhu
- bł. Paweł Gojdič
- św. Paweł Hạnh
- bł. Paweł Himonoya
- św. Paweł Hŏ Hyŏb
- św. Paweł Hong Yŏng-ju
- bł. Paweł Józef Nardini
- św. Paweł Lang Fu
- św. Paweł Lê Bảo Tịnh
- św. Paweł Lê Văn Lộc
- św. Paweł Liu Hanzuo
- św. Paweł Liu Jinde
- bł. Paweł Manna
- bł. Paweł Meléndez Gonzalo
- św. Paweł Miki
- bł. Paweł Nagaishi
- św. Paweł Nguyễn Ngân
- św. Paweł Nguyễn Văn Mỹ
- św. Paweł od Krzyża
- św. Paweł Phạm Khắc Khoan
- bł. Paweł Shinsuke
- bł. Paweł Tanaka
- św. Paweł Tống Viết Bường
- św. Paweł Vũ Văn Dương
- św. Paweł Wu Anju
- św. Paweł Wu Wanshu
- bł. Paweł Yi Do-gi
- bł. Paweł Yun Ji-chung
- bł. Paweł Yun Yu-il
- św. Paweł z Teb
- św. Pelagia z Antiochii
- św. Peregryn Laziosi
- św. Peregryn z Auxerre
- bł. Peregryn z Falerone
- św. Perpetua
- św. Perpetua Hong Kŭm-ju
- bł. Petronela z Troyes
- św. Petroniusz
- bł. Pilar Villalonga Villalba
- św. Pio z Pietrelciny
- św. Piotr Apostoł
- św. Piotr
- bł. Piotr Acotanto
- bł. Piotr Adrian Toulorge
- św. Piotr Almato
- św. Piotr Arbués
- św. Piotr Aumaitre
- bł. Piotr Berno
- bł. Piotr Bonhomme
- bł. Piotr Bonilli
- św. Piotr Borie
- św. Piotr Calungsod
- bł. Piotr Casani
- św. Piotr Ch’oe Ch’ang-hŭb
- św. Piotr Ch’oe Hyŏng
- św. Piotr Chanel
- św. Piotr Cho Hwa-sŏ
- bł. Piotr Choe Pil-je
- św. Piotr Chŏng Wŏn-ji
- św. Piotr Chrzciciel Blázquez
- św. Piotr Chryzolog
- bł. Piotr Claverie
- św. Piotr Đa
- św. Piotr Damiani
- bł. Piotr de Asúa Mendía
- św. Piotr Đinh Văn Dũng
- św. Piotr Đinh Văn Thuần
- św. Piotr Đoàn Công Quý
- św. Piotr Ðoàn Văn Vân
- bł. Piotr Donders
- św. Piotr Esqueda Ramírez
- św. Piotr Faber
- św. Piotr Fourier
- bł. Piotr Franciszek Jamet
- bł. Piotr Friedhofen
- bł. Piotr Gambacorta
- bł. Piotr Gauguin
- bł. Piotr Gelabert Amer
- bł. Piotr Geremia
- św. Piotr González
- bł. Piotr Guérin du Rocher
- św. Piotr Hong Pyŏng-ju
- bł. Piotr Jakub Maria Vitalis
- bł. Piotr Jan Garrigues
- bł. Piotr Jeong San-pil
- bł. Piotr Jerzy Frassati
- bł. Piotr Jo Suk
- bł. Piotr Jo Yong-sam
- św. Piotr Julian Eymard
- św. Piotr Kanizjusz
- św. Piotr Khan
- św. Piotr Klawer
- św. Piotr Kwŏn Tŭg-in
- św. Piotr Lê Tuỳ
- św. Piotr Li Quanhui
- św. Piotr Liu Wenyuan
- św. Piotr Liu Ziyu
- bł. Piotr Ludwik de la Rochefoucauld
- bł. Piotr Ludwik Gervais
- św. Piotr Maldonado Lucero
- bł. Piotr Maria Ramírez Ramos
- św. Piotr Maubant
- bł. Piotr Martret Moles
- św. Piotr Nam Kyŏng-mun
- św. Piotr Néron
- św. Piotr Nolasco
- św. Piotr Nguyễn Bá Tuần
- św. Piotr Nguyễn Khắc Tự
- św. Piotr Nguyễn Văn Hiếu
- św. Piotr Nguyễn Văn Lựu
- św. Piotr Nguyễn Văn Tự
- bł. Piotr O’Higgins
- św. Piotr od św. Józefa de Betancur
- bł. Piotr od św. Katarzyny Vazquez
- bł. Piotr od św. Marii
- bł. Piotr od Wniebowzięcia
- św. Piotr Orseolo
- bł. Piotr Paweł Navarro
- bł. Piotr Ploquin
- św. Piotr Poveda Castroverde
- św. Piotr Regalado
- bł. Piotr Rinshei
- bł. Piotr Rivera Rivera
- bł. Piotr Romero Espejo
- bł. Piotr Ruiz de los Paños y Ángel
- św. Piotr Sans i Yordà
- bł. Piotr Soler
- św. Piotr Son Sŏn-ji
- bł. Piotr Tarrés Claret
- bł. Piotr To Rot
- św. Piotr Tomasz z Gaskonii
- św. Piotr Trương Văn Đường
- św. Piotr Trương Văn Thi
- bł. Piotr Vigne
- św. Piotr Vũ Đăng Khoa
- św. Piotr Vũ Văn Truật
- św. Piotr Wang Erman
- św. Piotr Wang Zuolong
- bł. Piotr Werhun
- bł. Piotr Won Si-jang
- św. Piotr Wu Anbang
- św. Piotr Wu Gousheng
- św. Piotr Yi Ho-yŏng
- św. Piotr Yu Chŏng-nyul
- św. Piotr Yu Tae-ch’ŏl
- św. Piotr z Alkantary
- św. Piotr z Asche
- św. Piotr z Cava dei Tirreni
- bł. Piotr z Castelnau
- bł. Piotr z Città di Castello
- św. Piotr z San Gemini
- bł. Piotr z Sassoferrato
- św. Piotr z Werony
- bł. Piotr ze Sieny
- św. Piotr Zhang Banniu
- św. Piotr Zhao Mingzhen
- św. Piotr Zhu Rixin
- bł. Piotra Morosini
- bł. Piotra od św. Józefa Pérez Florido
- św. Pius I, papież
- św. Pius V, papież
- bł. Pius IX, papież
- św. Pius X, papież
- bł. Pius Albert Del Corona
- bł. Pius od św. Alojzego Campidelli

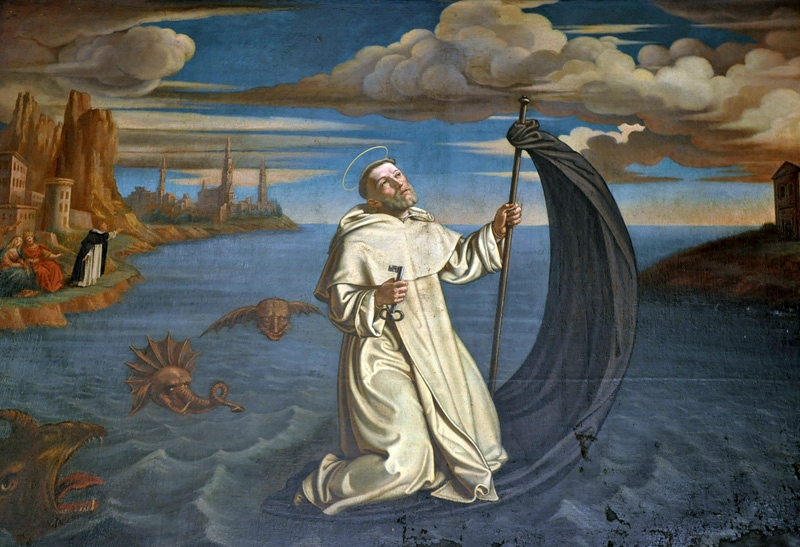
św. Rajmund z Penyafort

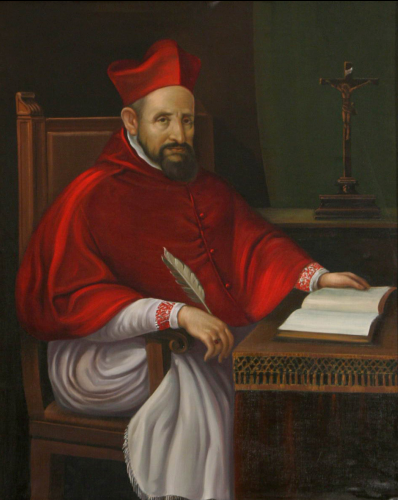
św. Robert Bellarmin

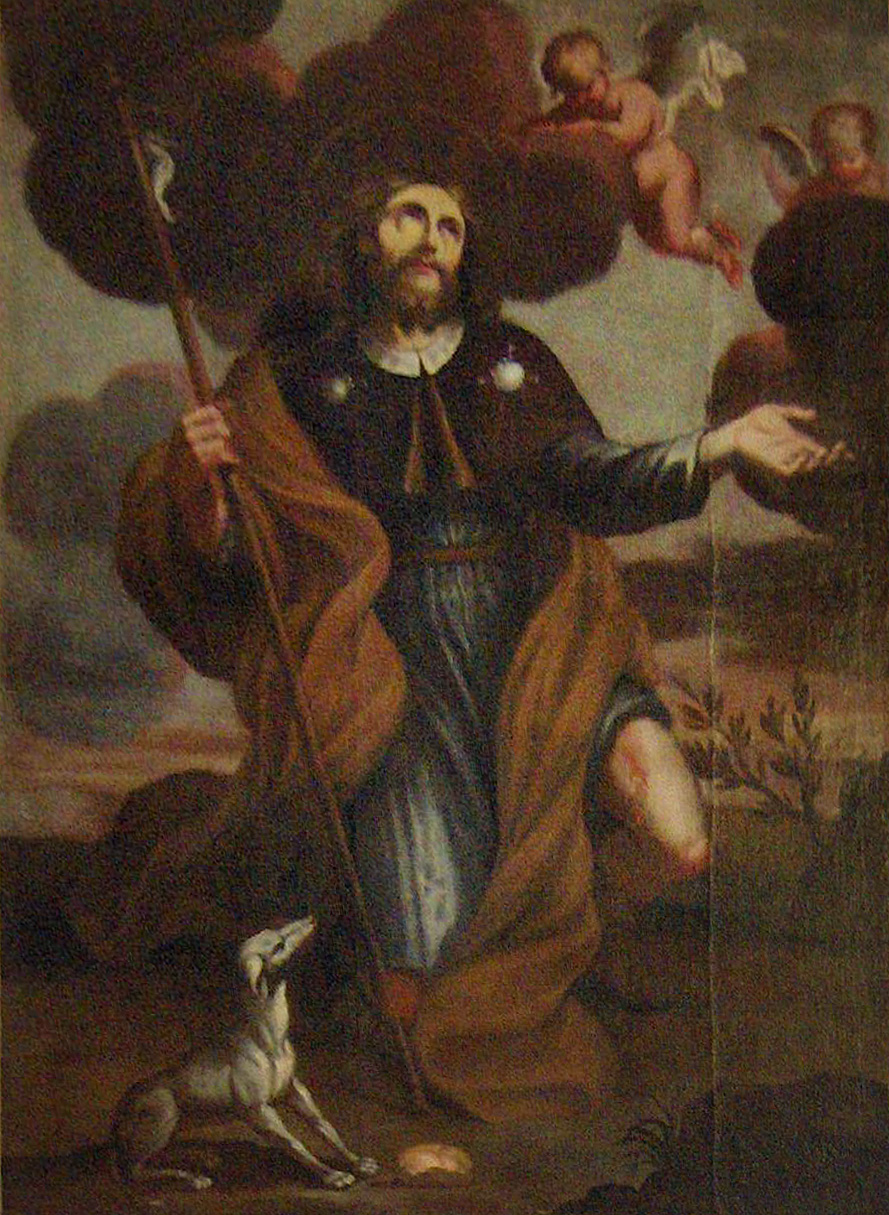
św. Roch

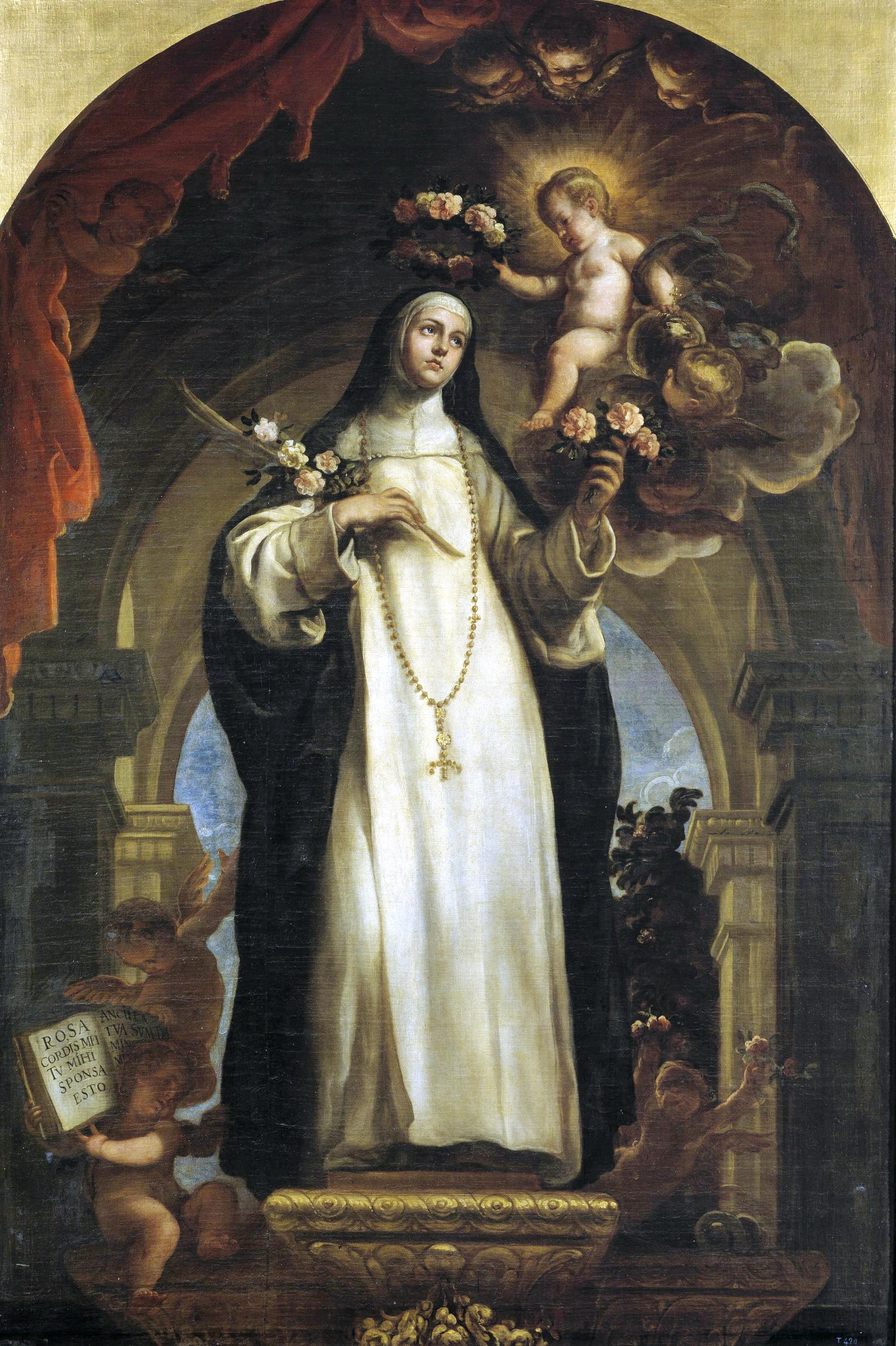
św. Róża z Limy

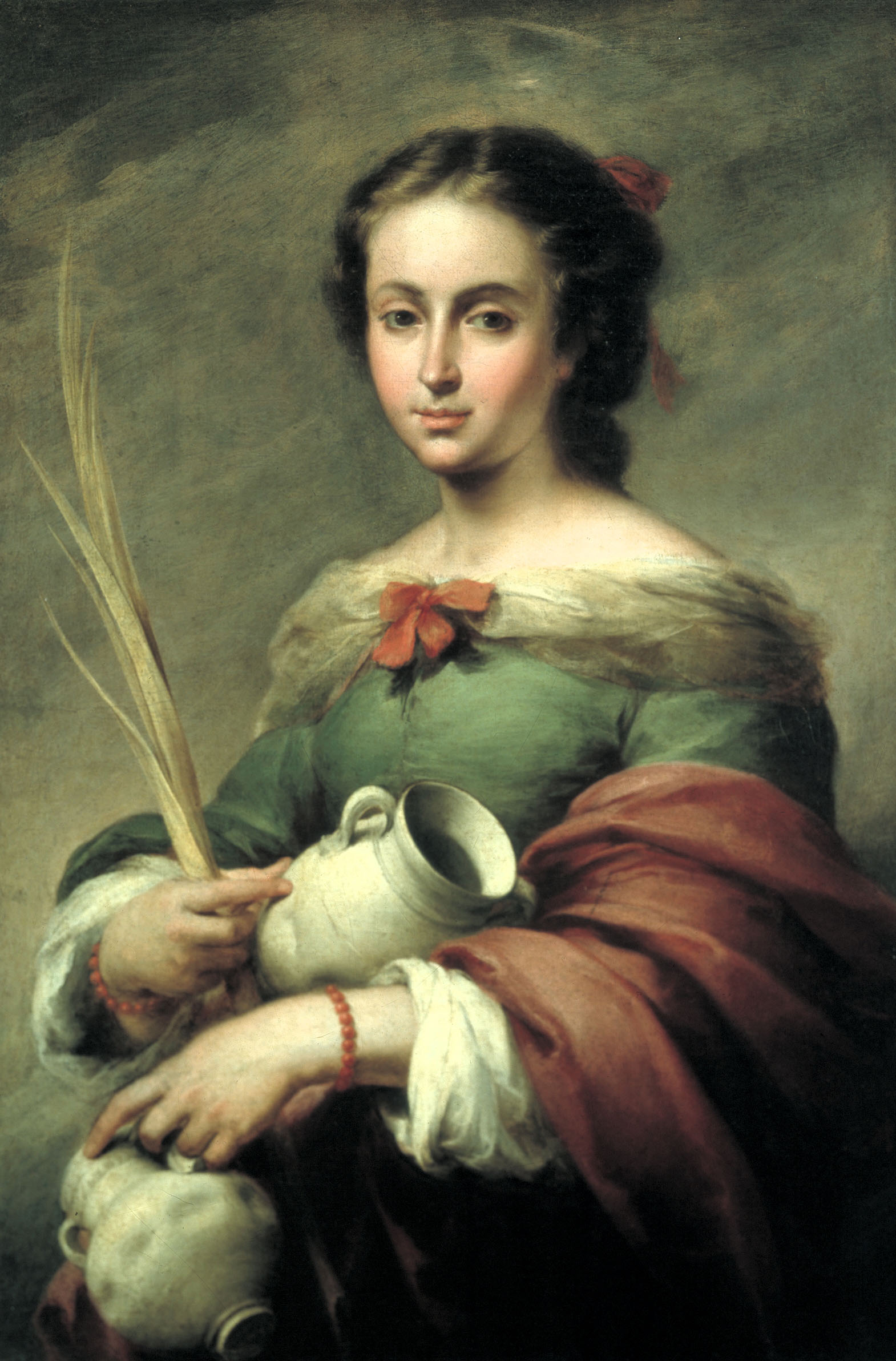
św. Rufina z Sewilli

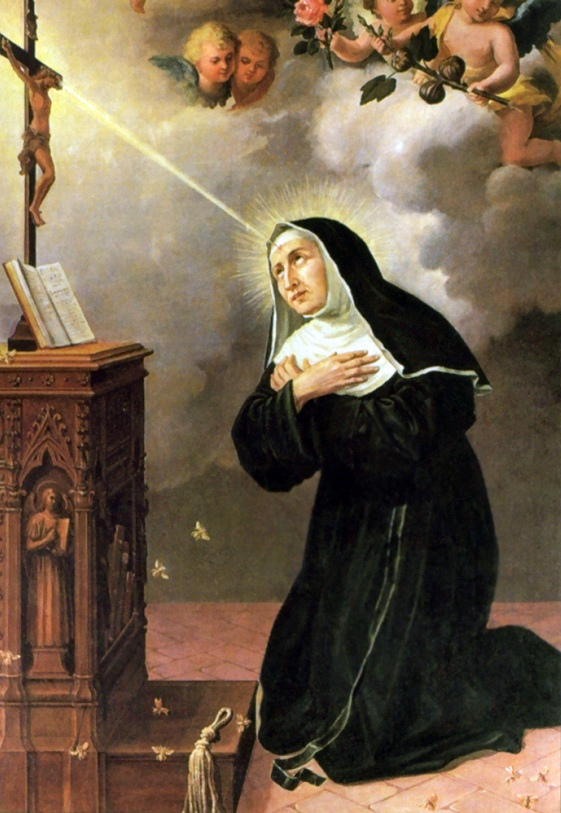
św. Ryta z Cascii

- bł. Placyd García Gilabert
- bł. Placyda Viel
- św. Polidor Plasden
- św. Polikarp ze Smyrny
- bł. Polycarpe Tuffier
- św. Pompiliusz Maria Pirrotti
- św. Poncjan, papież
- św. Prakseda
- św. Prokop z Sazawy
- św. Prot
- św. Prot z Sardynii
- św. Protazy
- św. Protazy Chŏng Kuk-bo
- bł. Protazy Hong Jae-yeong
- św. Prymityw

### -R-
- bł. Rafaela Ibarra de Villalonga
- św. Rafaela Porras y Ayllón
- bł. Rafał Alonso Gutierrez
- św. Rafał Arnáiz Barón
- św. Rafał Guízar Valencia
- bł. Rafał Ludwik Rafiringa
- bł. Rafał Pardo Molina
- bł. Rajmund Grimaltós Monllor
- św. Rajmund Li Quanzhen
- bł. Rajmund Llull
- bł. Rajmund Marcin Soriano
- św. Rajmund Nonnat
- św. Rajmund Sierra
- bł. Rajmund Stefan Bou Pascual
- bł. Rajmund Wincenty Vargas González
- bł. Rajmund z Carbony
- bł. Rajmund z Kapui
- św. Rajmund Kolbe
- św. Rajmund z Penyafort
- bł. Rani Maria Vattalil
- św. Rebeka Chobok Ar-Rajes
- bł. Redempt od Krzyża Rodrigues da Cunha
- bł. Reginald z Orleanu
- bł. Rekared Centelles Abad
- bł. Rekared de los Ríos Fabregat
- św. Remigiusz Isoré
- św. Renat Goupil
- bł. Renat Maria Andrieux
- św. Robert Bellarmin
- bł. Robert Franciszek Guérin du Rocher
- św. Robert Lawrence
- bł. Robert Le Bis
- bł. Robert Nutter
- św. Robert Southwell
- św. Robert z Molesme
- św. Roch
- św. Roch González de Santa Cruz
- bł. Roger Dickenson
- bł. Roger z Todi
- bł. Roland Medyceusz
- bł. Roland Rivi
- św. Roman Adame Rosales
- św. Roman Jurajski
- bł. Roman Łysko
- św. Roman Pieśniarz (Hymnograf)
- św. Roman z Nepi
- św. Romuald
- św. Rozalia z Palermo
- bł. Rozalia Rendu
- św. Róża Chen Aijie
- św. Róża Fan Hui
- św. Róża Filipina Duchesne
- św. Róża Kim No-sa
- bł. Róża od Matki Bożej Dobrej Rady Pedret Rull

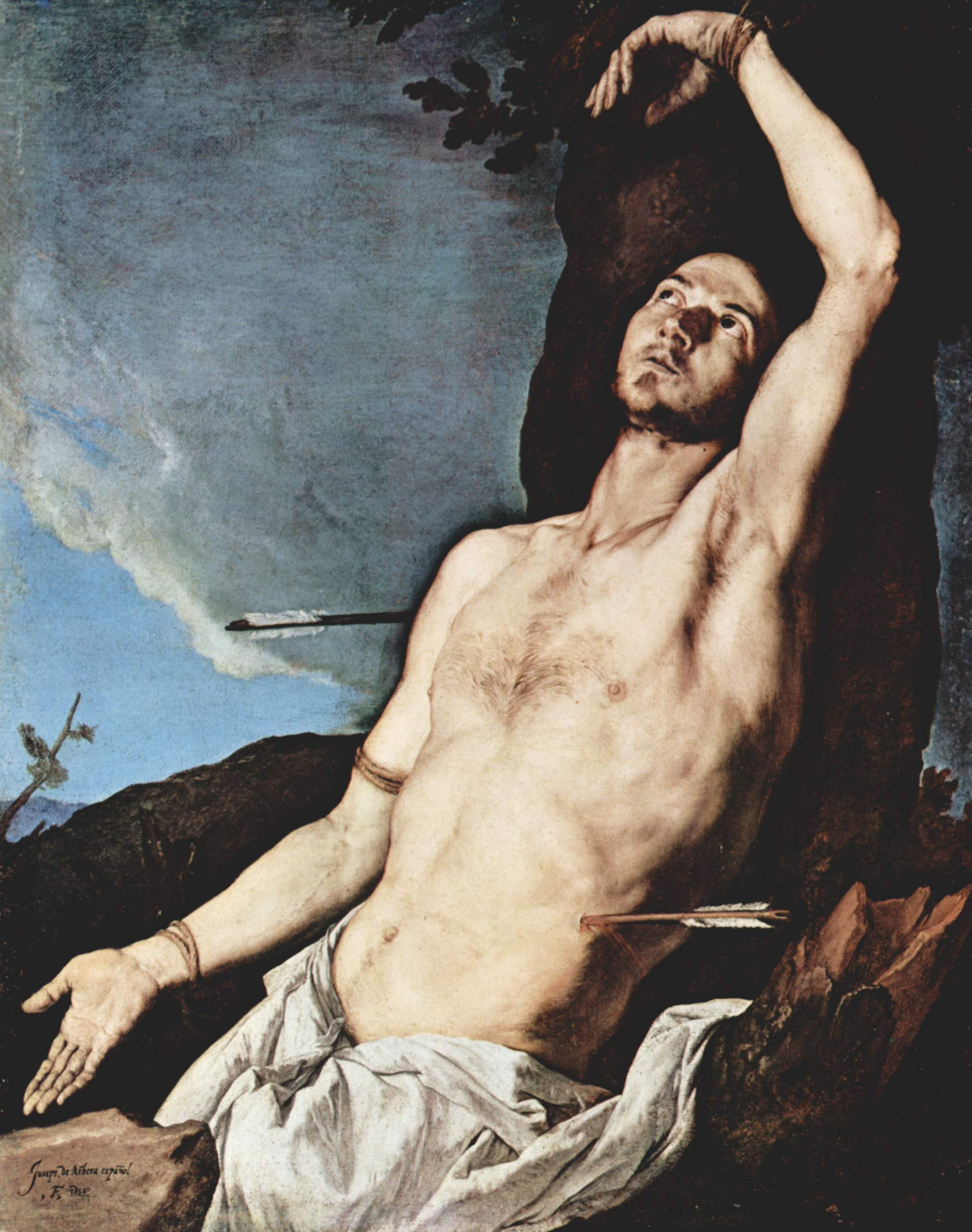
św. Sebastian

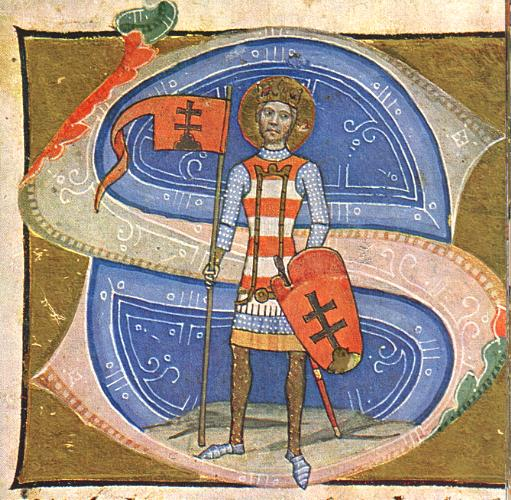
św. Stefan

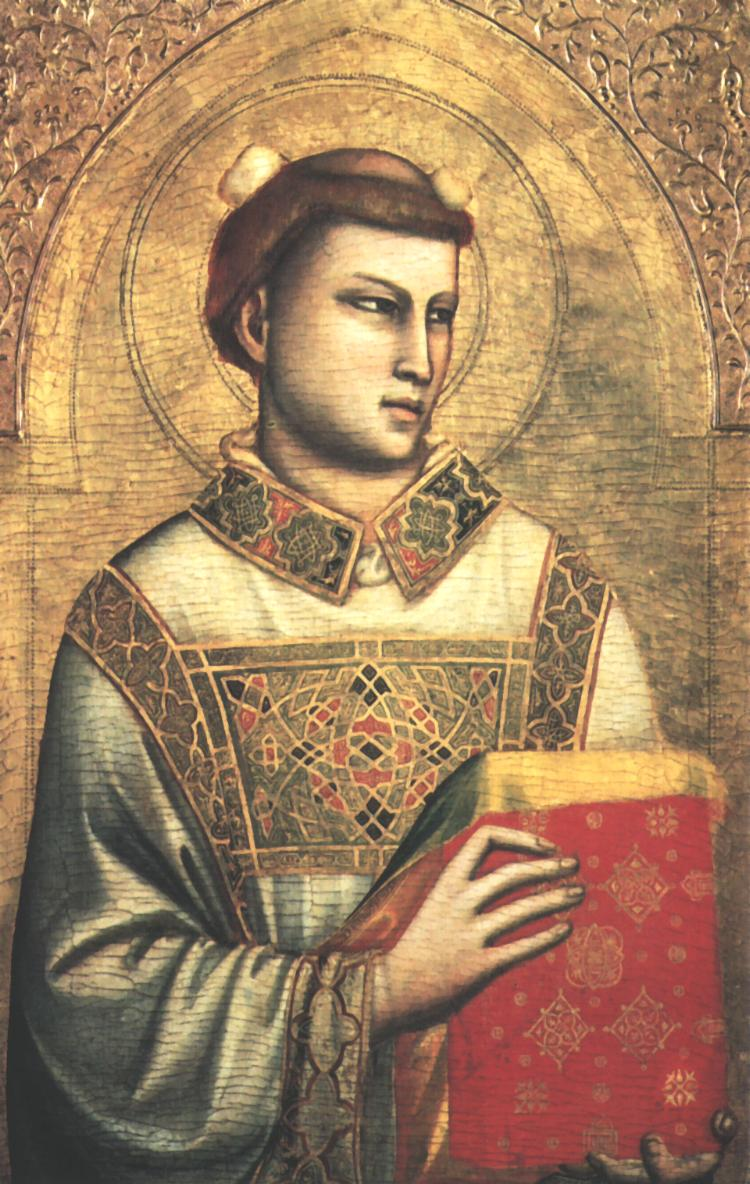
św. Szczepan

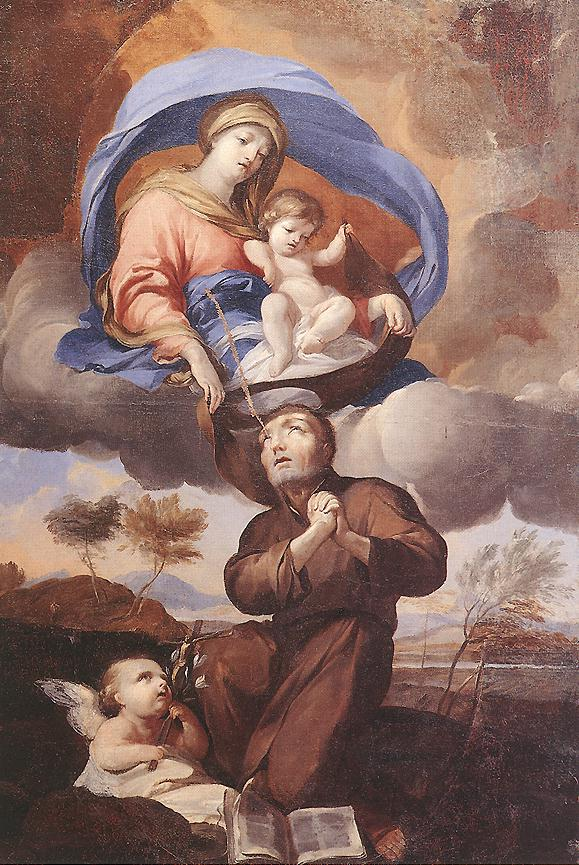
św. Szymon Stock

- św. Róża Venerini
- św. Róża z Limy
- św. Róża z Viterbo
- św. Róża Zhao
- bł. Róża Czacka
- bł. Rudolf Acquaviva
- bł. Rudolf Milner
- św. Rudolf Sherwin
- św. Rufina
- św. Rufus
- bł. Rufus Ishimoto
- bł. Rupert Mayer
- św. Ryszard de Wyche
- bł. Ryszard Henkes
- św. Ryszard Gwyn
- św. Ryszard Pampuri
- św. Ryszard Reynolds
- św. Ryszard z Lukki
- bł. Ryta Dolores Pujalte Sanchez
- bł. Ryta od Jezusa
- św. Ryta z Cascii

### -S-
- św. Saba Got
- bł. Saba Ji Hwang
- św. Saba Reyes Salazar
- św. Sabacjusz
- św. Sabina
- bł. Sabina Petrilli
- św. Salomon Leclerc
- bł. Salwator Damian Enguix Garés
- bł. Salwator Estrugo Solves
- bł. Salwator Ferrandis Seguí
- bł. Salwator Huerta Gutiérrez
- św. Salwator Lara Puente
- bł. Salwator Lilli
- bł. Salwator Mollar Ventura
- bł. Salwiusz Huix Miralpeix
- bł. Samuel Marzorati
- bł. Sancja Portugalska
- bł. Sára Salkaházi
- św. Scholastyka
- św. Sebastian
- bł. Sebastian Desbrielles
- bł. Sebastian Maggi
- św. Sebastian Nam I-gwan
- bł. Sebastian od Objawienia Prado
- bł. Sebastian Valfrè
- bł. Sekundyn Pollo
- św. Senen
- bł. Serafin Koda
- bł. Serafin Morazzone
- św. Serafin z Montegranaro
- bł. Serafina Emanuela Justa Fernández Ibero
- bł. Serafina Sforza
- św. Serapion
- św. Sergiusz I, papież
- bł. Sergiusz Cid Pazo
- św. Serwacy
- bł. Sewerian Baranyk
- bł. Seweryn Girault
- bł. Skubilion Rousseau
- św. Soter, papież
- bł. Sperancja od Krzyża Subirá Sanjaume
- bł. Stanisława Ulma
- bł. Stanley Franciszek Rother
- św. Stefan I, papież
- św. Stefan I, król Węgier
- bł. Stefan Bandelli
- bł. Stefan Bellesini
- św. Stefan Cuenot
- bł. Stefan Franciszek Deusdedit de Ravinel
- bł. Stefan Kurti
- św. Stefan Min Kŭk-ka
- bł. Stefan Nehmé
- św. Stefan Nguyễn Văn Vinh
- św. Stefan Pongracz
- bł. Stefan Sándor
- bł. Stefan Wyszyński
- św. Stefan z Châtillon
- bł. Stefan z Narbony
- św. Stefan z Obazine
- bł. Stefania Quinzani
- św. Stremoniusz
- św. Swen z Arbogi
- św. Switun Wells
- św. Sybillina Biscossi
- św. Sydoniusz Apolinary
- św. Sykstus I, papież
- św. Sykstus II, papież
- św. Sykstus III, papież
- św. Sylweriusz, papież
- św. Sylwester I, papież
- bł. Sylwester Arnau y Pasqüet
- św. Sylwester Gozzolini
- św. Sylwia
- bł. Symeon Łukacz
- św. Symforian
- św. Symmachus, papież
- św. Symplicjan
- św. Symplicjusz, papież
- św. Szarbel Makhlouf
- św. Szczepan
- św. Szymon Apostoł
- bł. Szymon Ballacchi
- św. Szymon Berneux
- św. Szymon Chen Ximan
- św. Szymon de Rojas
- bł. Szymon Enpō
- św. Szymon Phan Đắc Hoà
- św. Szymon Qin Chunfu
- św. Szymon (Symeon) Słupnik Starszy

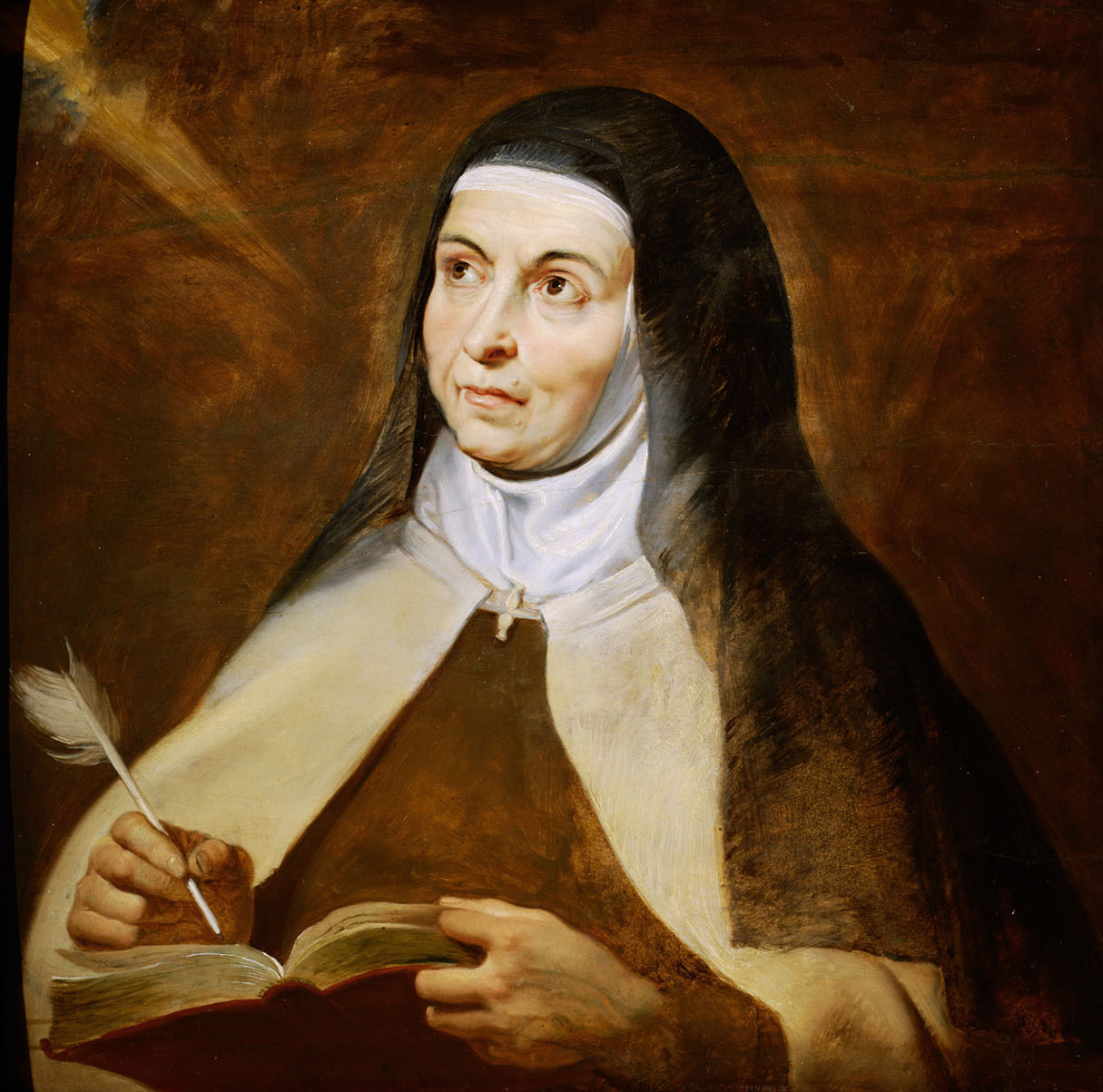
św. Teresa z Ávili

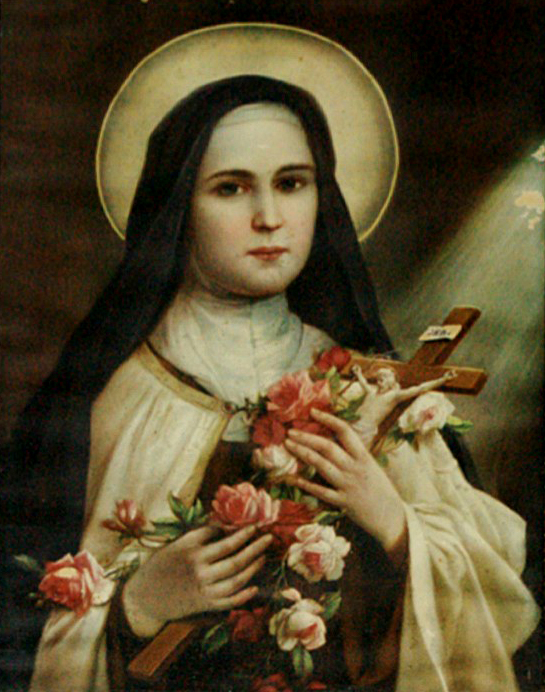
św. Teresa z Lisieux

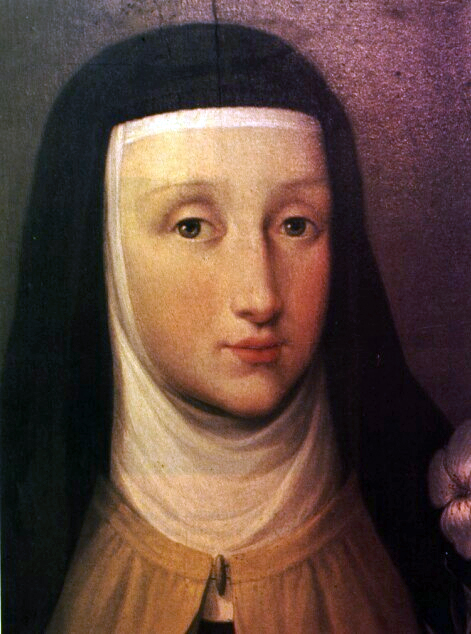
św. Teresa Małgorzata od Serca Jezusowego Redi

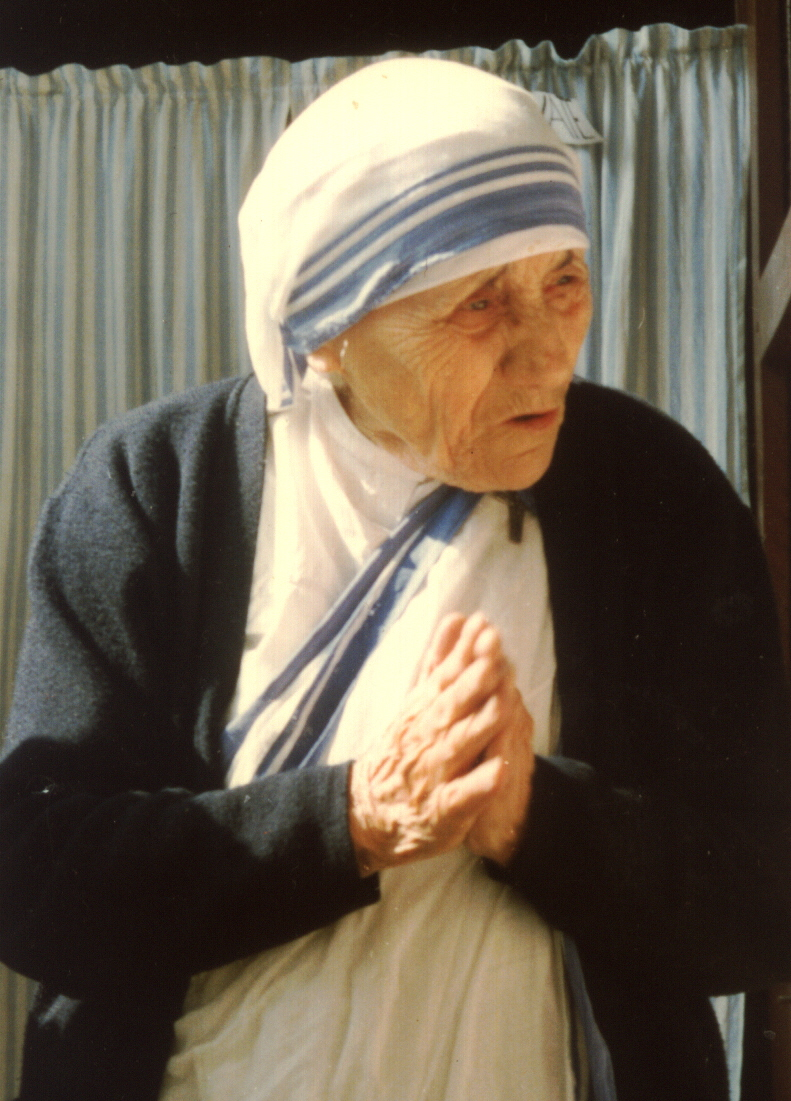
św. Matka Teresa z Kalkuty

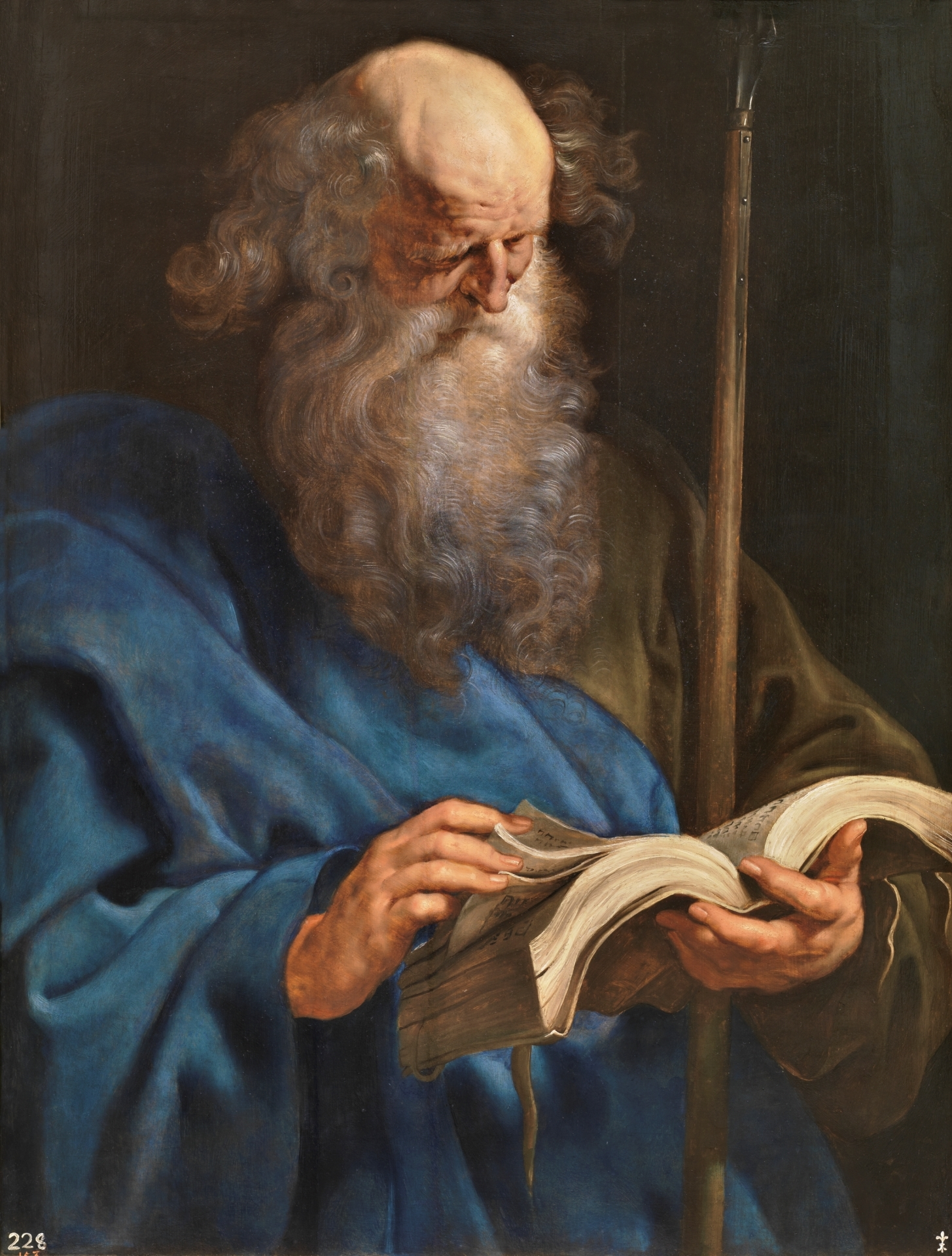
św. Tomasz Apostoł

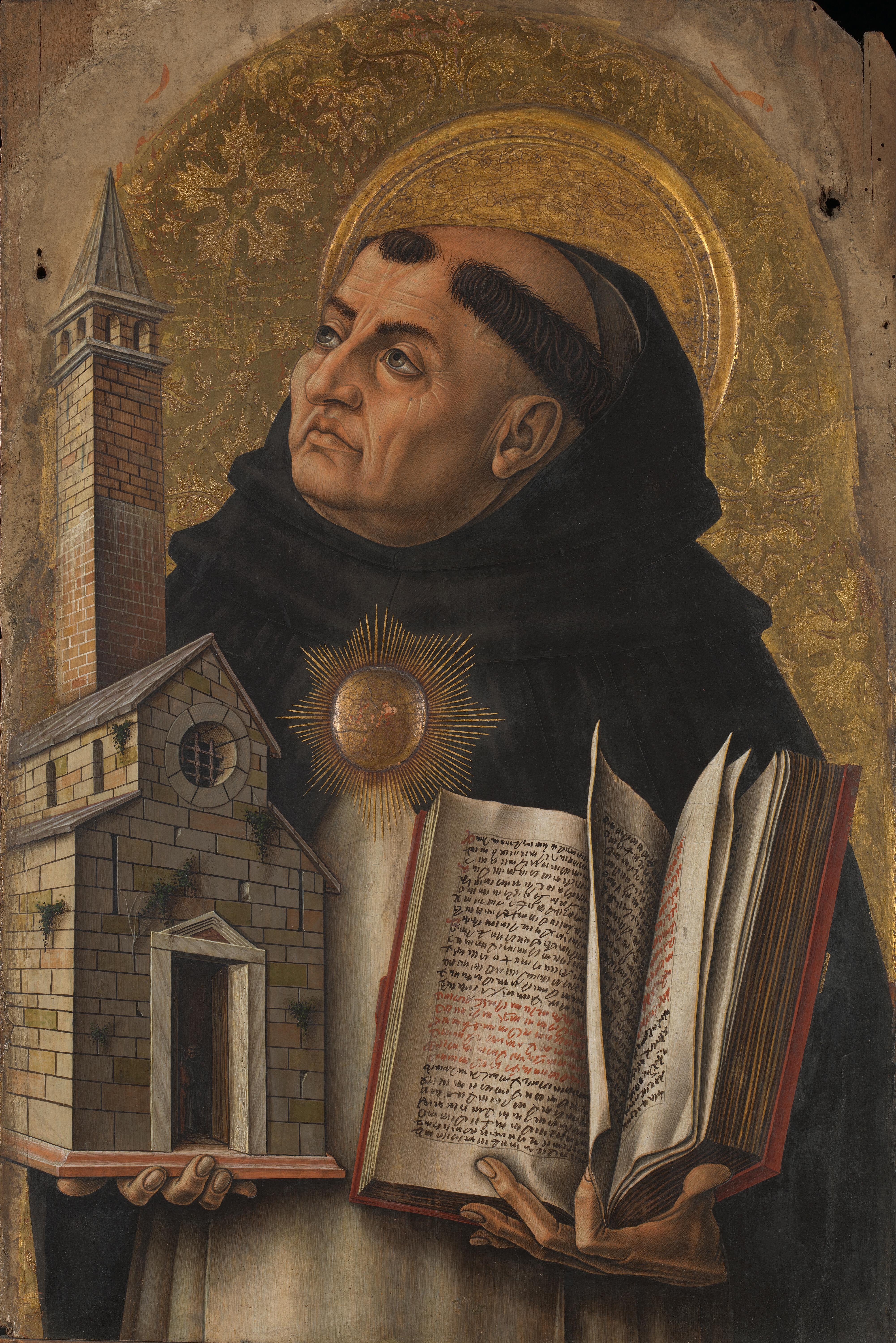
św. Tomasz z Akwinu

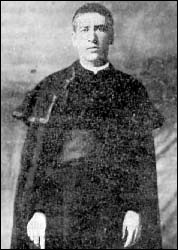
św. Turybiusz Romo González

- św. Szymon (Symeon) Słupnik Młodszy
- św. Szymon Stock

### -T-
- św. Juda Tadeusz
- św. Tadeusz Liu Ruiting
- bł. Tadeusz Machar
- św. Tarsycjusz
- bł. Tarzylla Córdoba Belda
- św. Tacjana z Rzymu
- św. Tekla
- bł. Tekla Nagaishi
- św. Telesfor, papież
- św. Teliaw
- bł. Teodor Romża
- św. Teodor Sykeota
- św. Teodora Guérin
- św. Teodoryk Balat
- św. Teodoryk Endem
- bł. Teodor Illera del Olmo
- św. Teodor z Amasei
- św. Teodor z Grammont
- św. Teodor z Tabenissi
- św. Teodor z Tarsu
- św. Teofil
- bł. Teofil Matulionis
- św. Teofil z Antiochii
- św. Teofil z Cezarei Palestyńskiej
- św. Teofil z Corte
- bł. Terencjusz Albert O’Brien
- św. Terencjusz z Ikonium
- bł. Teresa Bracco
- św. Teresa Chen Jinjie
- bł. Tomasz Choe Pil-gong
- św. Teresa Couderc
- bł. Teresa Demjanovich
- św. Teresa Eustochio Verzeri
- bł. Teresa Fantou
- bł. Teresa Grillo Michel
- św. Teresa Kim
- św. Teresa Kim Im-i
- bł. Teresa Kwon Cheon-rye
- św. Teresa Małgorzata od Serca Jezusowego Redi
- bł. Teresa Manganiello
- bł. Teresa Maria od Krzyża Manetti
- bł. Teresa od Dzieciątka Jezus i św. Jana od Krzyża García y García
- św. Teresa od Jezusa Jornet e Ibars
- św. Teresa od Jezusa z Andów
- bł. Teresa od Matki Boskiego Pasterza Chambó y Palés
- bł. Teresa Portugalska
- św. Teresa Yi Mae-im
- św. Teresa z Ávili
- św. Matka Teresa z Kalkuty
- św. Teresa z Lisieux (Mała Tereska)
- św. Teresa Zhang He
- bł. Teresio Olivelli
- św. Teofan Vénard
- św. Tomasz Apostoł
- bł. Tomasz Acerbis
- św. Tomasz Becket
- bł. Tomasz Bosgrave
- św. Tomasz Đinh Viết Dụ
- św. Tomasz Garnet
- bł. Tomasz Jan Monsaint
- św. Tomasz Khuông
- bł. Tomasz Koteda Kyūmi
- bł. Tomasz Maria Fusco
- bł. Tomasz Mikołaj Dubray
- św. Tomasz More
- św. Tomasz Nguyễn Văn Đệ
- bł. Tomasz od Ducha Świętego de Zumárraga Lazacano
- bł. Tomasz od Różańca
- bł. Tomasz od św. Jacka
- św. Tomasz od św. Jacka Hioji Rokusayemon Nishi
- bł. Tomasz Percy
- bł. Tomasz Pickering
- bł. Tomasz Pilchard
- bł. Tomasz Reggio
- bł. Tomasz Rehm
- św. Tomasz Shen Jihe
- bł. Tomasz Shichirō
- bł. Tomasz Sitjar Fortiá
- św. Tomasz Son Cha-sŏn
- św. Tomasz Toán
- św. Tomasz Trần Văn Thiện
- bł. Tomasz Woodhouse
- św. Tomasz z Akwinu
- św. Tomasz z Cori
- bł. Tomasz z Tolentino
- św. Tomasz z Villanueva
- św. Torlak (Þorlákur)
- św. Trankwilin Ubiarco Robles
- św. Trofim
- św. Trofim
- św. Trofim
- św. Trofim z Arles
- św. Trofim z Laodycei
- św. Trofim z Nikomedii
- św. Turybiusz de Mogrovejo
- św. Turybiusz Romo González
- św. Tyburcjusz (Tyburcy)
- bł. Tyburcjusz Arnaiz Munoz
- św. Tychon
- św. Tygriusz
- bł. Tymoteusz Giaccardo
- bł. Tytus Brandsma
- św. Tytus z Krety
- bł. Tytus Zeman

### -U-

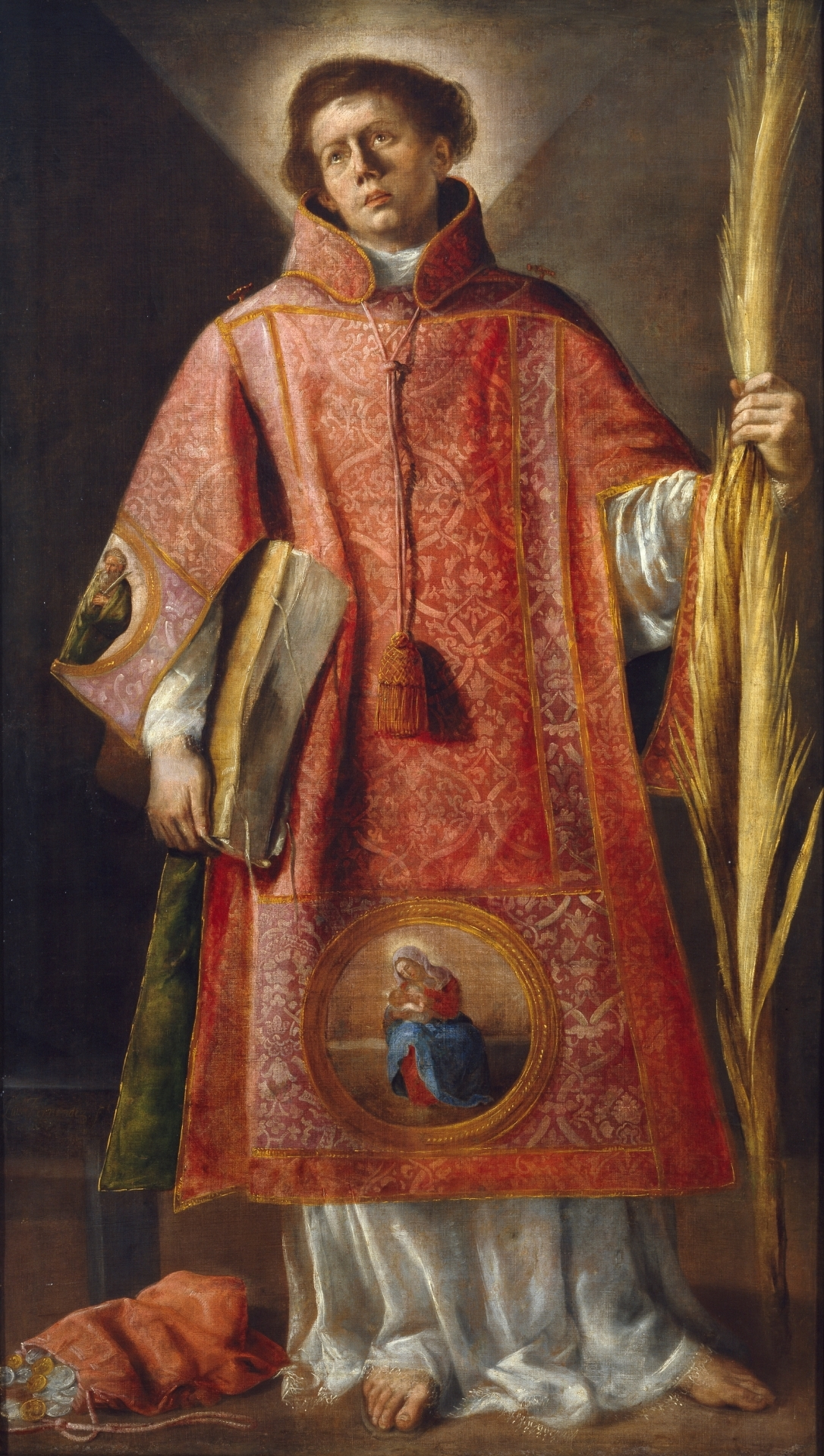
św. Wawrzyniec z Rzymu

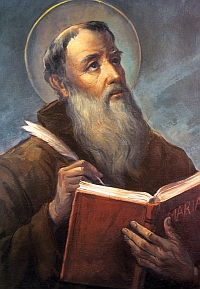
św. Wawrzyniec z Brindisi

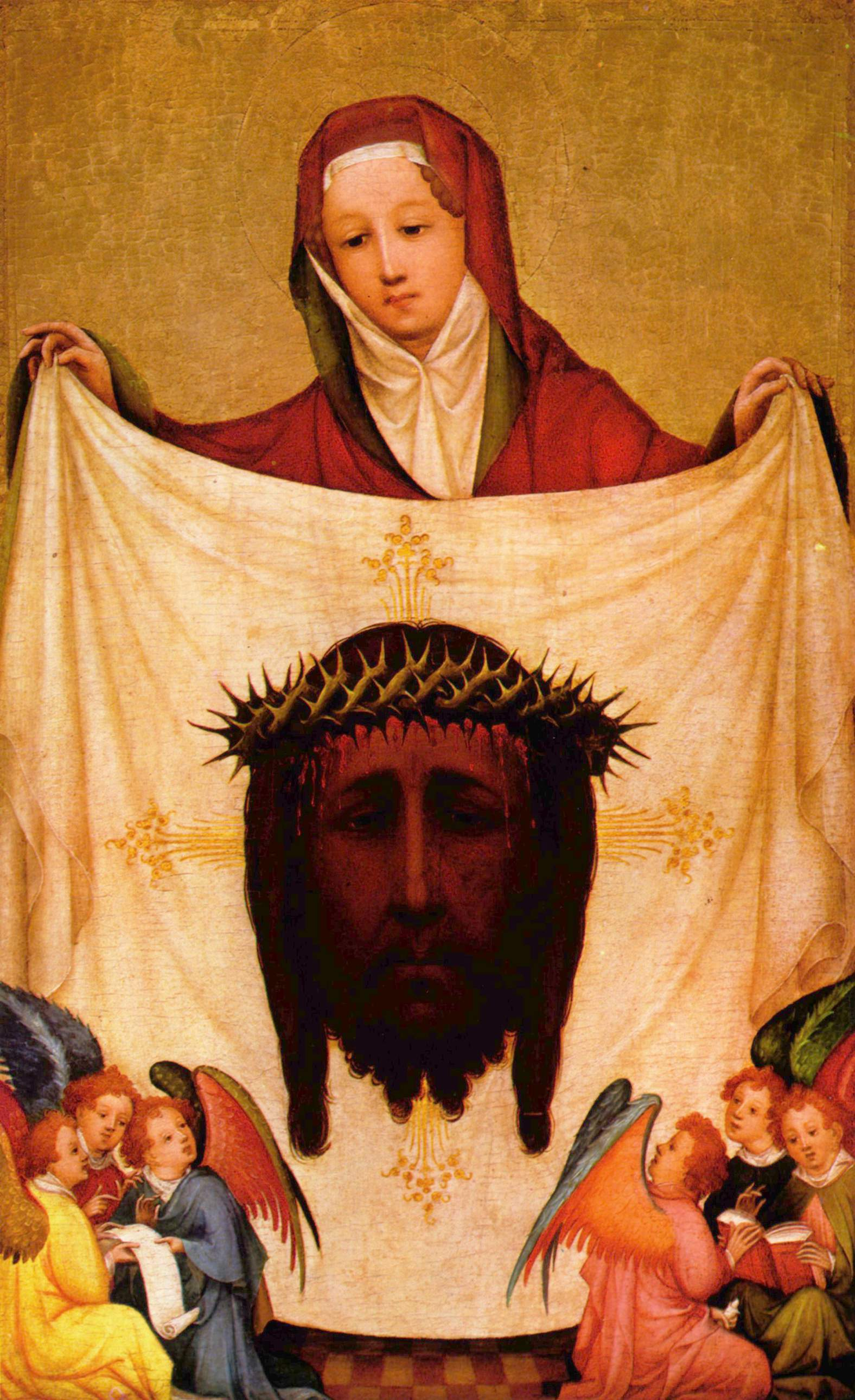
św. Weronika

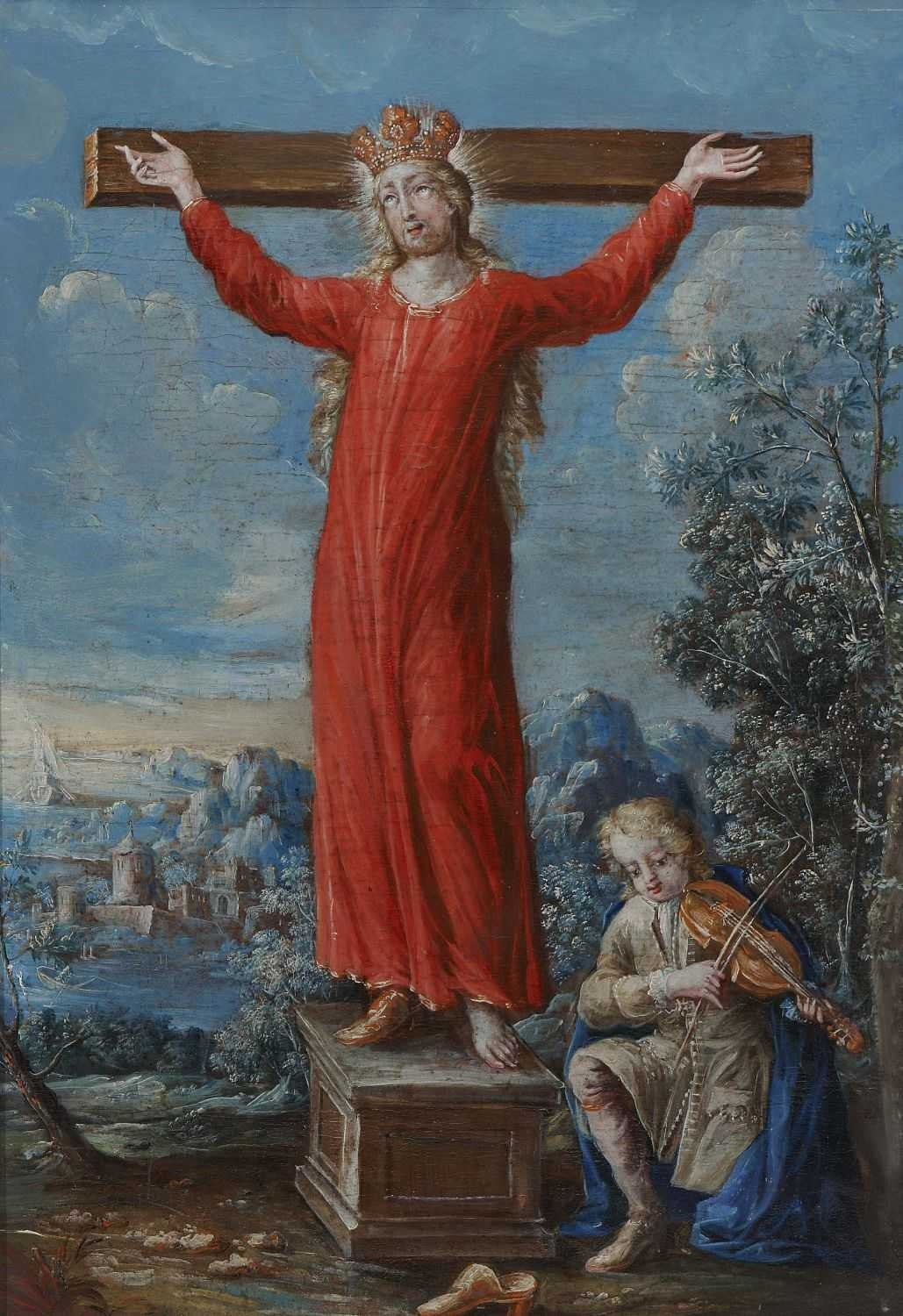
św. Wilgefortis

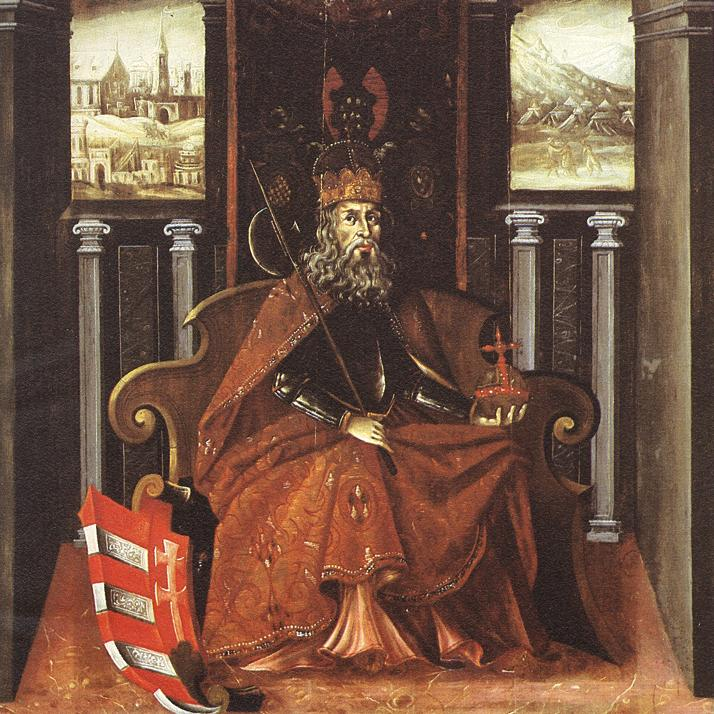
św. Władysław

- św. Ubald z Gubbio
- św. Ulryk z Augsburga
- bł. Ulryka Franciszka Nisch
- św. Urban I, papież
- bł. Urban II, papież
- bł. Urban V, papież
- bł. Urban Gil Sáez
- św. Ursmar
- św. Urszula z Kolonii
- bł. Utto z Metten

### -W-
- św. Wacław
- św. Waldetruda
- św. Walerian
- św. Walenty
- św. Walenty Berrio-Ochoa
- bł. Walenty Palencia Marquina
- św. Walenty z Recji
- bł. Walentyn Paquay
- św. Walerian
- bł. Wasyl Wełyczkowski
- św. Wawrzyniec z Rzymu
- św. Wawrzyniec Bai Xiaoman
- św. Wawrzyniec Imbert
- św. Wawrzyniec Iustiniani
- św. Wawrzyniec Han I-hyŏng
- bł. Wawrzyniec Maria od św. Franciszka Ksawerego Salvi
- św. Wawrzyniec Ngôn
- św. Wawrzyniec Nguyễn Văn Hưởng
- bł. Wawrzyniec Pak Chwi-deuk
- św. Wawrzyniec Ruiz
- św. Wawrzyniec Wang Bing
- św. Wawrzyniec z Brindisi
- św. Wawrzyniec z Canterbury
- św. Wawrzyniec z Dublina
- bł. Wawrzyniec z Ripafratta
- św. Werena z Zurzach
- św. Weridiana (Wirydiana) z Castelfiorentino
- św. Weronika
- bł. Weronika Antal
- św. Weronika Giuliani
- bł. Weronika Negroni
- św. Wiktor I, papież
- bł. Wiktor III, papież
- św. Wiktor Afrykańczyk
- św. Wiktoria z Sabiny
- bł. Wiktoria Díez Bustos de Molina
- bł. Wiktoria Quintana Argos
- bł. Wiktoria Rasoamanarivo
- bł. Wiktoria Ulma
- bł. Wiktoria Valverde González
- bł. Wiktorian Calvo Lozano
- św. Wiktorian Pius
- św. Wilgefortis
- bł. Wilhelm Antoni Delfaut
- bł. Wilhelm Apor
- św. Wilhelm Courtet
- bł. Wilhelm Freeman
- bł. Wilhelm Howard
- bł. Wilhelm Ireland
- bł. Wilhelm Józef Chaminade
- bł. Wilhelm Pike
- bł. Wilhelm Plaza Hernández
- bł. Wilhelm Repin
- bł. Wilhelm Saultemouche
- św. Wilhelm z Donjeon
- św. Wilhelm z Eskil
- bł. Wilhelm z Noto
- św. Wilhelm z Roskilde
- św. Wilibrord
- św. Willad z Danii
- św. Wincencja Gerosa
- św. Wincencja Maria López Vicuña
- bł. Wincencja Maria Poloni
- św. Wincenty à Paulo
- bł. Wincenty Abraham
- bł. Wincenty Ballester Far
- bł. Wincenty Cabanes Badenas
- św. Wincenty Đỗ Yến
- św. Wincenty Dương
- św. Wincenty Ferreriusz
- bł. Wincenty Galbis Girones
- św. Wincenty Grossi
- bł. Wincenty Józef Le Rousseau de Rosencoat
- bł. Wincenty Kaŭn
- bł. Wincenty Maria Izquierdo Alcón
- św. Wincenty Maria Strambi
- św. Wincenty Nguyễn Thế Điểm
- św. Wincenty od Krzyża Shiwozuka
- bł. Wincenty od św. Antoniego Simões de Carvalho
- św. Wincenty Pallotti
- bł. Wincenty Pelufo Corts
- św. Wincenty Phạm Hiếu Liêm
- bł. Wincenty Pinilla
- bł. Wincenty Prennushi
- bł. Wincenty Queralt Lloret
- św. Wincenty Romano
- bł. Wincenty Rubiols Castelló
- bł. Wincenty Sicluna Hernández
- bł. Wincenty Sales Genovés
- bł. Wincenty Soler
- św. Wincenty Tường
- bł. Wincenty Vilar David
- św. Wincenty z Lerynu
- św. Wincenty z Saragossy
- św. Wirginia Centurione Bracelli
- św. Wit
- bł. Wit Beggiami
- św. Witalian, papież
- św. Witalis
- bł. Witalis Bajrak
- bł. Wiwald z San Gimignano
- św. Władysław (król Węgier)
- bł. Władysław Batthyány-Strattmann

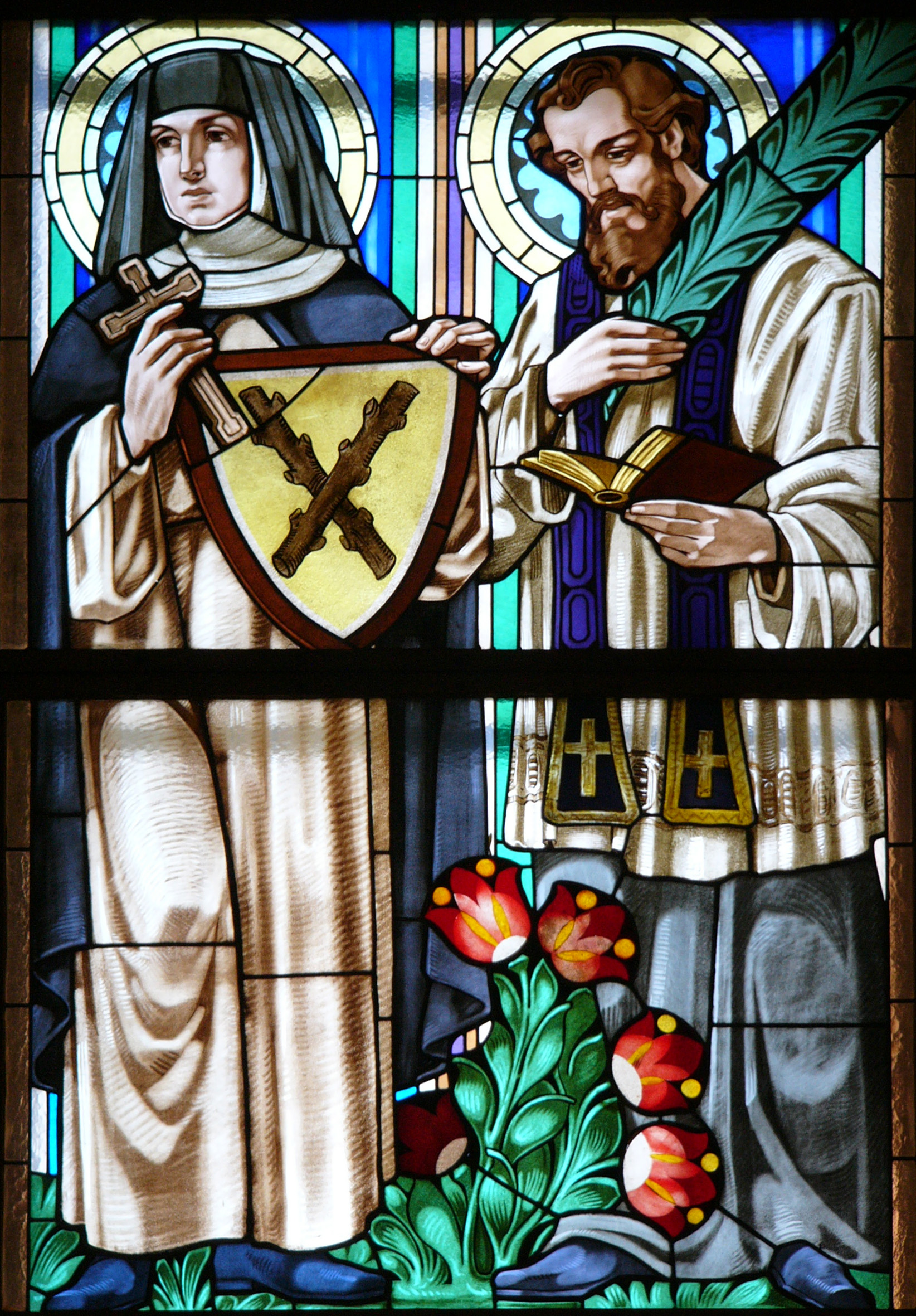
św. Zdzisława i św. Jan Sarkander

- bł. Władysław Ulma
- św. Włodzimierz I Wielki
- bł. Włodzimierz Ghika
- bł. Wołodzimierz Pryjma
- św. Wolfgang z Ratyzbony
- św. Wolfram
- św. Wulstan

### -Z-
- św. Zachariasz, papież
- bł. Zachariasz Abadia Buesa
- św. Zdzisława Czeska
- św. Zefiryn, papież
- bł. Zefiryn Agostini
- bł. Zefiryn Giménez Malla
- bł. Zefiryn Namuncurá
- bł. Zenobiusz Kowalik
- św. Zenon z Werony
- św. Zhang Huailu
- św. Zofia
- bł. Zofia Ximénez Ximénez
- św. Zozym, papież
- bł. Zozym Izquierdo Gil
- św. Zuzanna Rzymska
- św. Zuzanna U Sur-im
- św. Zygmunt
- św. Zyta z Lukki

### Święci i błogosławieni w układzie kalendarzowym (według martyrologium rzymskiego)
Zasugerowano, aby ta sekcja została przeniesiona do artykułu. (dyskusja)

### A
- św. Adam 24 grudnia
- św. Adelajda +999 16 grudnia
- św. Adrian +710 9 stycznia
- św. Agapit I pp. +536 22 kwietnia
- św. Agata +251 5 lutego
- św. Agnieszka +305 21 stycznia
- św. Agnieszka z Montepulciano +1317 20 kwietnia
- św. Agnieszka z Pragi +1282 6 marca
- św. Albert +1214 14 września
- św. Albert – Adam Chmielowski +1916 17 czerwca
- św. Albert Wielki +1280 15 listopada
- św. Albin 1 marca
- św. Aleksander +328 26 lutego
- św. Aleksander Sauli +1592 11 października
- św. Aleksandra 20 marca
- św. Aleksy + V w. 17 lipca
- św. Aleksy Falconieri +1310 17 lutego
- św. Alfons Maria Liguori +1787 1 sierpnia
- św. Alfons Rodriguez +1617 31 października
- św. Alina z Forest +640 17 czerwca
- św. Alojzy Gonzaga +1591 21 czerwca
- bł. Alojzy Orione +1940 12 marca
- bł. Amadeusz +1472 30 marca
- św. Ambroży +397 7 grudnia
- św. Anastazja +67 15 kwietnia
- św. Anastazy + 401 19 grudnia
- św. Andrzej +1374 4 lutego
- św. Andrzej Ap. +70 30 listopada
- św. Andrzej Bobola +1657 16 maja
- św. Andrzej Hubert Fournet +1834 13 maja
- św. Andrzej Kim Taegon +1839 20 września
- św. Andrzej Świerad i Benedykt +1030, 1033/1037? 13 lipca
- św. Aniela +1309 4 stycznia
- św. Aniela Merici +1540 27 stycznia
- bł. Aniela Salawa +1922 9 września
- św. Anna + I w. 26 lipca
- św. Antoni +356 17 stycznia
- bł. Antoni Chevrier +1879 2 października
- św. Antoni Maria Claret +1870 24 października
- św. Antoni Maria Zaccaria +1539 5 lipca
- św. Antoni Pieczerski +1073 10 lipca
- św. Antoni z Padwy +1231 13 czerwca
- św. Anzelm +1109 21 kwietnia
- św. Apolonia +248/249 9 lutego
- św. Arkadiusz +305 12 stycznia
- św. Atanazy Wielki +373 2 maja
- św. Atanazy z Athos +1003 5 lipca
- św. August Schoeffler +1851 1 maja
- św. Augustyn +430 28 sierpnia
- św. Augustyn z Canterbury +604/605? 27 maja
- św. Aureliusz + V w. 26 kwietnia

### B
- św. Bakchus +III/IV w. 7 października
- św. Barbara +306 4 grudnia
- św. Barnaba Ap. +60 11 czerwca
- św. Bartłomiej Ap. + I w. 24 sierpnia
- św. Batylda 30 stycznia
- św. Bazyli +379 2 stycznia
- św. Beata + III w. 8 marca
- bł. Beatricze d’Este +1226 10 maja
- św. Beda +735 25 maja
- św. Benedykt (Baducinga) 12 stycznia
- św. Benedykt +547 11 lipca
- św. Benedykt, Jan, Mateusz, Izaak, Krystyn +1003 13 listopada
- bł. Benedykt XI pp. +1304 7 lipca
- św. Benedykt Józef Labre +1783 16 kwietnia
- św. Benedykt z Anianu +821 12 lutego
- św. Beniamin +424 31 marca
- bł. Benigna +1241 20 czerwca
- bł. Benwenuta Bojani +1292 30 października
- św. Bernadeta Soubirous +1879 16 kwietnia
- św. Bernard +1081 15 czerwca
- św. Bernard z Clairvaux +1153 20 sierpnia
- św. Bernardyn ze Sieny +1444 20 maja
- św. Bernardyn Realino +1616 2 lipca
- św. Błażej +316? 3 lutego
- bł. Bogumił +1183 10 czerwca
- bł. Bolesława Lament +1946 29 stycznia
- św. Bonawentura +1274 15 lipca
- św. Bonifacy +305 14 maja
- św. Bonifacy Winfryd +754 5 czerwca
- bł. Bronisława +1259 1 września
- św. Bruno(n) Bonifacy z Kwerfurtu +1009 12 czerwca
- św. Brunon Kartuz +1101 6 października
- św. Brygida +1373 23 lipca
- św. Brygida z Kildar +523 1 lutego

### C
- św. Cecylia +III w. 22 listopada
- św. Cezary z Nazjanzu +369 25 lutego
- św. Chryzant +283/284? 25 października
- św. Cyprian +258 16 września
- św. Cyryl +869 14 lutego
- św. Cyryl Aleksandryjski +444 27 czerwca
- św. Cyryl Jerozolimski +386 18 marca
- bł. Czesław +1242 20 lipca

### D
- św. Damazy Ipp. +384 11 grudnia
- św. Damian + III w. 26 września
- św. Daniel +309 6 lutego
- św. Daria +283/284? 25 października
- św. Dionizy +180 8 kwietnia
- św. Dominik +1221 8 sierpnia
- św. Dominik Savio +1857 9 marca
- św. Donacjan i Rogacjan + III w. 24 maja
- św. Donat +875/8777 22 października
- św. Dorota +305 6 lutego
- bł. Dorota z Mątowów +1394 25 czerwca

### E
- św. Edgar Spokojny +975 8 lipca
- św. Edmund Campion +1581 1 grudnia
- św. Edward +978 18 marca
- św. Edward Wyznawca + 1066 5 stycznia
- św. Edwin +633 12 października
- św. Efrem +373 9 czerwca
- św. Egbert +729 24 kwietnia
- św. Egwin +717 30 grudnia
- św. Elżbieta Anna Saton 4 stycznia
- św. Elżbieta + I w. 5 listopada
- bł. Elżbieta od Trójcy Przenajświętszej +1906 9 listopada
- św. Elżbieta Portugalska +1336 4 lipca
- św. Elżbieta Węgierska +1231 17 listopada
- św. Elżbieta z Schönau +1164 18 czerwca
- św. Ernest +1147(?)27 marca
- św. Eryk IX Jedvardsson +1160 18 maja
- św. Etelbert 24 lutego
- św. Eucheriusz 20 lutego
- św. Eugeniusz + poł. IV w. 20 grudnia
- św. Eulegiusz 11 marca
- św. Eutymiusz Młodszy +898 15 października
- św. Euzebiusz z Vercelli +371 2 sierpnia
- św. Ewa 24 grudnia

### F
- św. Fabian pp. +250 20 stycznia
- św. Fakund +304 27 listopada
- św. Faustyna Kowalska +1938 5 października
- św. Felicjan bp +251 24 stycznia
- św. Felicjan +III w. 29 października
- św. Felicyta +203 7 marca
- św. Feliks +260? 14 stycznia
- św. Feliks III pp. +492 1 marca
- bł. Ferdynand Portugalski +1443 5 czerwca
- św. Filomena +302 11 sierpnia (do reformy liturgicznej Pawła VI z 1970 – Laudis canticum)
- św. Filip Ap. +I w. 6 maja
- św. Filip Neri +1595 26 maja
- św. Flora +851 24 listopada
- św. Florian +304 4 maja
- św. Franciszek Caracciolo +1608 4 czerwca
- św. Franciszek Ksawery +1552 3 grudnia
- św. Franciszek Salezy +1622 24 stycznia
- św. Franciszek z Asyżu +1226 4 października
- św. Franciszek z Paoli +1507 2 kwietnia
- św. Franciszka Ksawera Cabrini +1917 22 grudnia
- św. Franciszka Rzymianka +1440 9 marca
- św. Fulbert +1028 10 kwietnia

### G
- św. Gabriel Archanioł 29 września
- św. Gabriel Lalemant +1649 16 marca
- św. Gabriel Possenti +1862 27 lutego
- św. Gemma Galgani +1903 11 kwietnia
- św. Genowefa +500/502? 3 stycznia
- św. Gerard +1046 24 września
- św. German z Paryża +576 28 maja
- św. Gertruda +653/659? 17 marca
- św. Gertruda Wielka +1302 16 listopada
- św. Gerwazy +38 19 czerwca
- św. Gildas 29 stycznia
- bł. Gizela +1060 7 maja
- św. Godfryd +1115 8 listopada
- św. Grzegorz I Wielki pp. +604 3 września
- św. Grzegorz II pp. +731 11 lutego
- św. Grzegorz III pp. +741 10 grudnia
- św. Grzegorz VII pp. +1085 25 maja
- św. Grzegorz z Nazjanzu +389/390? 2 stycznia
- św. Grzegorz z Nyssy +395 10 stycznia
- św. Guntram 28 marca
- św. Gwidon +1012? 12 września

### H
- św. Helena +328 2 marca; 18 sierpnia
- św. Henryk +1160 19 stycznia
- św. Heribert 16 marca
- św. Hiacynt +304? 11 września
- św. Hiacynta Marescotti +1640 30 stycznia
- św. Hieronim +420 30 września
- św. Hieronim Emiliani +1537 8 lutego
- św. Hilary +367 13 stycznia
- św. Hilary I pp. +468 28 lutego
- św. Hipolit +235 13 sierpnia
- bł. Honorat Koźmiński +1916 13 października
- św. Honorata +500 11 stycznia
- św. Hugon +1132 1 kwietnia

### I
- św. Idzi +720 1 września
- bł. Idzi z Asyżu +1262 22 lub 23 kwietnia
- św. Ignacy Antiocheński +107 17 października
- św. Ignacy z Loyoli +1556 31 lipca
- św. Ildefons +667 23 stycznia
- św. Innocenty I pp. +417 27 lipca
- bł. Innocenty XI pp. +1689 12 sierpnia
- św. Ireneusz +202 28 czerwca
- bł. Isabel Cristina Mrad Campos +1982 1 września
- św. Ita 15 stycznia
- św. Iwo(n) +1303 19 maja
- św. Izaak +1003 13 listopada
- św. Izabela +1270 23 lutego
- św. Izydor bp +636 4 kwietnia
- św. Izydor + ok. 1130 15 maja

### J
- św. Jacek Odrowąż +1257 17 sierpnia
- św. Jadwiga Królowa +1399 17 lipca
- św. Jadwiga Śląska +1243 16 października
- św. Jakub Mniejszy Ap. +62 6 maja
- bł. Jakub Strzemię +1409 21 października
- św. Jakub Większy Ap. +44 25 lipca
- bł. Jakub de Voragine +1289 14 sierpnia
- św. Jan +362 26 czerwca
- św. Jan I pp. +526 18 maja
- św. Jan Ap.i Ew. + ok. 100 27 grudnia
- św. Jan Bosco +1888 31 stycznia
- św. Jan Boży – Jan Cidade +1550 8 marca
- św. Jan Chrzciciel + ok. 32 24 czerwca
- św. Jan Chrzciciel de la Salle +1719 7 kwietnia
- św. Jan Chryzostom +407 13 listopada
- św. Jan Damasceński +ok. 749 4 grudnia
- św. Jan Eudes +1680 19 sierpnia
- św. Jan Fisher +1535 22 czerwca
- bł. Jan Fra Angelico +1445 18 lutego
- św. Jan Józef od Krzyża – Karol Gaetano +1734 5 marca
- św. Jan Kanty +1473 20 października
- św. Jan Kapistran +1456 23 października
- bł. Jan Karol Steeb +1856 15 grudnia
- św. Jan Kemble +1679 22 sierpnia
- św. Jan Klimak 30 marca
- św. Jan Maria Vianney +1859 4 sierpnia
- św. Jan Milczący +558 13 maja
- św. Jan Nepomucen +1393 21 maja
- św. Jan od Krzyża +1591 14 grudnia
- św. Jan Paweł II +2005 22 października
- św. Jan Sarkander +1620 30 maja
- św. Jan Wall +1679 22 sierpnia
- św. Jan z Dukli +1484 3 października
- św. Jan z Neapolu +432 4 kwietnia lub 22 czerwca
- św. January +305 19 września
- św. Jerzy +305? 24 kwietnia
- bł. Jerzy Matulewicz (+ 1927) 27 stycznia
- bł. Jerzy Popiełuszko +1984 19 października
- św. Joachim +I w. 26 lipca
- św. Joanna +1505 4 lutego
- św. Joanna D’Arc +1431 30 maja
- św. Joanna Franciszka de Chantal +1641 12 grudnia
- św. Joanna Maria de Maille +1414 28 marca
- bł. Jolanta +1298 15 czerwca
- bł. Jordan z Saksonii +1237 13 lutego
- św. Jozafat Kuncewicz +1623 12 listopada
- św. Józef – Oblubieniec NMP + I w. 19 marca; 1 maja
- św. Józef Benedykt Cottolengo +1842 30 kwietnia
- św. Józef Cafasso +1860 23 czerwca
- św. Józef Kalasanty +1648 25 sierpnia
- św. Józef z Kupertynu 19 września
- bł. Józef Sebastian Pelczar +1924 19 stycznia
- św. Józef z Arymatei + I w. 31 sierpnia
- św. Juda Tadeusz Ap. + I w. 28 października
- św. Julian +305? 9 stycznia
- św. Juliana +305 16 lutego
- bł. Julian(n)a pustelnica +1258 5 kwietnia
- św. Juliusz I pp. +352 12 kwietnia
- św. Just (Just-Jodoka) +1009 17 lipca
- św. Justyn +165 1 czerwca
- św. Justyna +1319 12 marca
- bł. Juta z Chełmży +1260 5 maja

### K
- św. Kacper, Melchior, Baltazar +I w. 6 stycznia
- św. Kajetan +1547 7 sierpnia
- św. Kalikst I pp. +222/223? 14 października
- św. Kalinik +638 6 listopada
- św. Kamil de Lellis +1614 14 lipca
- bł. Kamila Verano +1524 31 maja
- bł. Karol +1127 2 marca
- św. Karol Boromeusz +1584 4 listopada
- św. Karol Lwanga +1886 3 czerwca
- bł. Karolina Kózkówna +1914 18 listopada
- św. Kasper del Bufalo +1836 28 grudnia
- św. Katarzyna Aleksandryjska +307/312? 25 listopada
- św. Katarzyna Genueńska +1510 15 września
- św. Katarzyna Laboure +1876 31 grudnia
- św. Katarzyna Mammolini +1463 9 maja
- św. Katarzyna Ricci +1590 2 lutego
- św. Katarzyna Szwedzka +1380 24 marca
- św. Katarzyna ze Sieny +1380 29 kwietnia
- św. Kazimierz +1484 4 marca
- bł. Kinga +1292 24 lipca
- św. Klara +1253 11 sierpnia
- bł. Klara Badano +1990 7 października
- św. Klaudiusz +1682 15 lutego
- św. Klemens I pp. +97 23 listopada
- św. Klemens Maria Hofbauer-Dworzak +1820 15 marca
- św. Klet pp. +88?/90 26 kwietnia
- św. Klodulf (Chlodulf) +ok. 697 8 czerwca
- św. Klotylda +545 3 czerwca
- bł. Kolumba Gabriel +1926 24 września
- św. Koleta 6 marca
- św. Konrad z Piacenzy +1351 19 lutego
- św. Konstancja + IV w. 18 lutego
- św. Konstantyn +598 11 marca
- św. Korneliusz +253 16 września
- św. Kosma + III w. 26 września
- św. Krystyn +1003 13 listopada
- św. Krystyna +559 13 marca
- św. Krzysztof +250 25 lipca
- św. Kunegunda +1033 3 marca
- św. Kwadrat Apologeta +129 26 maja

### L
- św. Lea 22 marca
- św. Leokadia +304 9 grudnia
- św. Leon I Wielki pp. +461 10 listopada
- św. Leon IX pp. 4–1054 19 kwietnia
- św. Leonard z Porto Maurizio +1751 26 listopada
- św. Leoncjusz z Rostowa +1071 23 maja
- św. Lidia +I w. 3 sierpnia
- św. Linus +76 23 września
- św. Lucjan + 250/251? 26 października
- św. Lucjan kpł. +312 7 stycznia
- św. Ludgarda +1246 16 czerwca
- św. Ludger +809 26 marca
- św. Ludwik IX +1270 25 sierpnia
- św. Ludwik Bertrand +1581 8 października
- św. Ludwik Maria Grignion de Monfort +1716 28 kwietnia
- św. Ludwika de Marillac +1660 15 marca

### Ł
- św. Łazarz +I w. 17 grudnia
- św. Łucja + ok. 304 13 grudnia
- św. Łukasz Ew. + I w. 18 października

### M
- św. Maciej Ap. +ok. 50 14 maja
- św. Magnus z Fussen +ok. 772 6 września
- św. Makary kp. + poł. IV w. 20 grudnia
- św. Makary bp 10 marca
- św. Makryna Młodsza +379 19 lipca
- św. Maksym Wyznawca +662 13 sierpnia
- św. Maksymilian +295 12 marca
- św. Maksymilian Maria Kolbe +1941 14 sierpnia
- św. Malachiasz +1148 2 listopada
- św. Małgorzata +1270 18 stycznia
- św. Małgorzata Clitherow +1586 25 marca
- św. Małgorzata Maria Alacoque +1690 14 października
- św. Małgorzata Ward +1588 30 sierpnia
- św. Małgorzata z Kortony +1297 22 lutego
- św. Święty Mamert +475 11 maja
- św. Marceli I pp. +309 16 stycznia
- św. Marcelin +299/304? 2 czerwca
- św. Marcin I pp. +655 13 kwietnia
- św. Marcin de Porres +1639 3 listopada
- św. Marcin z Tours +397 11 listopada
- św. Marcjan +250/251? 26 października
- św. Marek Ew. +I w. 25 kwietnia
- św. Marek +1510 24 lutego
- bł. Maria Angela Truszkowska +1899 10 października
- bł. Maria Gabriella Sagheddu +1939 22 lub 23 kwietnia
- św. Maria Goretti +1902 6 lipca
- bł. Maria Guyart-Martin +1672 30 kwietnia
- bł. Maria Klementyna Nengapeta +1965 29 listopada
- św. Maria Kleofasowa +I w. 9 kwietnia
- św. Maria Magdalena +I w. 22 lipca
- św. Maria Magdalena de Pazzi +1607 25 maja
- św. Maria Magdalena Postel +1846 16 lipca
- bł. Maria od Aniołów Wüllenweber +1907 25 grudnia
- bł. Maria od Jezusa Liopez de Rivas +1640 13 września
- bł. Maria od Jezusa Ukrzyżowanego Baourdy+1878 26 sierpnia
- bł. Maria od P.J. Dobrego Pasterza – Fr. Siedliska +1902 25 listopada
- bł. Maria od Wcielenia Guyard-Martin +1672 30 kwietnia
- bł. Maria Teresa Ledóchowska +1922 6 lipca
- św. Marian +1083/1086? 9 lutego
- św. Mariusz 19 stycznia
- św. Marta +I w. 29 lipca
- Najśw. Maryja Panna + I w. 1 maja; 2 maja; 11 lutego; 25 marca; 3 maja; 24 maja; 31 maja; 16 lipca; 5 sierpnia; 15 sierpnia; 22 sierpnia; 26 sierpnia; 8 września; 12 września; 15 września; 7 października; 21 listopada; 8 grudnia
- św. Mateusz +1003 13 listopada
- św. Mateusz Ap. i Ew. + I w. 21 września
- św. Matylda +968 14 marca
- św. Maurycy + III w. 22 września
- św. Maurycy Csak +1336 20 marca
- św. Medard +560 8 czerwca
- św. Melchior Grodziecki +1619 7 września
- św. Metody +885 14 lutego
- św. Metody Wyznawca +847 14 czerwca
- św. Michał Archanioł 29 września
- bł. Michał Kozal +1943 14 czerwca
- św. Mikołaj + 343/352? 6 grudnia
- św. Mikołaj Tavelič +1391 14 listopada
- św. Mikołaj z Flüe +1487 21 marca
- św. Monika +387 27 sierpnia
- św. Monitor +490 10 listopada

### N
- św. Nikita męczennik +372 15 września
- św. Nikodem +I w. 31 sierpnia
- św. Norbert +1134 6 czerwca

### O
- św. Odo(n) zCluny +942 18 listopada
- św. Oktawian +1132 6 sierpnia
- św. Olimpia +408 25 lipca
- św. Onezym 16 lutego
- św. Onufry + 1V/V w. 12 czerwca
- św. Oskar +865 3 lutego
- św. Oswald 29 lutego
- św. Oswald +642 5 sierpnia
- św. Otton z Bambergi +1139 1 lipca

### P
- św. Pamfil(iusz) +309 16 lutego
- św. Pachomiusz Starszy +347 9 maja
- św. Pamfil bp. Valvy *700 28 kwietnia
- św. Pankracy +354 12 maja
- św. Paschalis Baylon +159217 maja
- św. Patrycja + I 13 marca
- św. Patryk +461 17 marca
- św. Paulin 11 stycznia
- św. Paweł +362 26 czerwca
- św. Paweł Ap. +67 25 stycznia, 29 czerwca
- św. Paweł (biskup Konstantynopola) +ok. 350 7 czerwca
- św. Paweł Chŏng Ha-sang +1867 20 września
- św. Paweł Mi, Piotr Doung-Lac, Piotr Truat +1838 18 grudnia
- św. Paweł Mika +1597 6 lutego
- św. Paweł od Krzyża +177519 października
- św. Paweł Pustelnik +341 15 stycznia
- bł. Paweł VI (papież) +1978 26 września
- św. Perpetua +203 7 marca
- św. Piotr + 299/304? 2 czerwca
- św. Piotr Ap. +67 29 czerwca
- św. Piotr Chryzolog +450 30 lipca
- św. Piotr Damiani +1072 21 lutego
- św. Piotr Kanizy +1597 21 grudnia
- św. Piotr Klawer +1654 9 września
- bł. Piotr od Krzyża +1522 6 lipca
- bł. Piotr z Castelnau +1208 16 lutego
- św. Pius X pp. +1914 21 sierpnia
- św. Polikarp +ok. 167 23 lutego
- św. Poncjan +235 13 sierpnia
- św. Porfiriusz 26 lutego
- św. Prot +304? 11 września
- św. Protazy +386 19 czerwca
- św. Prudencjusz +861 6 kwietnia
- św. Prymityw +300 27 listopada
- św. Pulcheria +453 10 września

### R
- bł. Radzim Gaudenty +1006/1011? 14 października
- św. Rafał Archanioł 29 września
- bł. Rafał Melchior Chyliński +1741 2 grudnia
- św. Rafał Kalinowski +1907 20 listopada
- św. Robert +1159 7 czerwca
- św. Robert op. +1111 17 kwietnia
- św. Robert Bellarmin +1621 17 września
- św. Roch +1327/1379? 16 sierpnia
- św. Roderyk 13 marca
- św. Roman Jurajski +463 28 lutego
- św. Roman Pieśniarz, hymnograf +565 1 października
- św. Romaryk +653 8 grudnia
- św. Romuald z Camaldoli +1027 19 czerwca
- św. Rozalia +1165/1170? 4 września
- św. Róża z Limy +1617 23 sierpnia
- św. Róża z Viterbo +1253 6 marca
- św. Rupert 27 marca
- bł. Rycheza +1063 21 maja
- św. Ryszard +722 7 lutego
- św. Ryszard de Wyche +1253 3 kwietnia
- św. Ryszard Pampuri +1930 18 kwietnia
- św. Ryta +1457 22 maja

### S
- św. Saba Jerozolimski +532 5 grudnia
- św. Sabina m. + II w.? 29 sierpnia
- św. Sabina + II/III w. 27 października
- bł. Sadok +1259/1260? 2 czerwca
- bł. Salomea +1268 19 listopada
- św. Saturnin 12 lutego
- św. Sawa 14 stycznia
- św. Scholastyka +542 10 lutego
- św. Sebastian +288? 20 stycznia
- bł. Serafina de Montefeltro +1478 8 września
- św. Sergiusz + III/IV w. 7 października
- św. Serwacy +384 13 maja
- św. Seweryn +482 8 stycznia
- bł. Stanisław Kazmierczyk +1489 5 maja
- św. Stanisław Kostka +1568 13 listopada, w Polsce 18 września
- św. Stanisław ze Szczepanowa +1079 8 maja
- św. Stefan I +1038 16 sierpnia
- św. Stefan IX pp. +1058 29 marca
- św. Stefan Młodszy +764 28 listopada
- św. Sykstus II pp. +258 7 sierpnia
- św. Sylwester I pp. +335 31 grudnia
- św. Symplicjusz I pp. +483 10 marca
- św. Szczepan +36? 26 grudnia
- św. Szymon Ap. + I w. 28 października
- św. Szymon Słupnik +459 5 stycznia
- św. Szymon Stock +1265 16 maja
- bł. Szymon z Lipnicy +1482 18 lipca

### T
- św. Tekla (23 września)
- św. Tarsycjusz +257 15 sierpnia
- św. Tarazjusz 25 lutego
- św. Teodor +306 7 lutego
- św. Teofan 12 marca
- św. Teofil +792 30 stycznia
- bł. Teresa Benedykta – Edyta Stein +1942 9 sierpnia
- św. Teresa od Dzieciątka Jezus +1897 1 września
- św. Teresa od Jezusa +1582 15 października
- św. Tomasz Ap. + ok. 67 3 lipca
- św. Tomasz Becket +1170 29 grudnia
- św. Tomasz More +1535 22 czerwca
- św. Tomasz z Akwinu +1274 28 stycznia
- św. Tyburiusz z Mogrovejo +1606 23 marca
- św. Tymoteusz + I w. 26 stycznia
- św. Tytus + I w. 26 stycznia

### U
- św. Urban I pp. +230 19 maja
- bł. Urszula Ledóchowska +1939 29 maja

### W
- św. Wacław +929 28 września
- św. Walenty +270 14 lutego
- św. Walerian + III w 14 kwietnia
- św. Wawrzyniec (Laurencjusz) +258 10 sierpnia
- św. Wawrzyniec z Brindisi +1619 21 lipca
- św. Weronika + I w. 4 lutego
- św. Weronika Giuliani +1727 9 lipca
- bł. Weronika Negroni +1497 13 stycznia
- św. Wiktor + ok. 610 25 lutego
- św. Wiktor I pp.+198 28 lipca
- św. Wiktoria + III/IV w. 23 grudnia
- św. Wiktoryn + ok. 98 5 września
- św. Wilgefortis + II 20 lipca
- św. Wilhelm z Bourges 10 stycznia
- św. Wilhelm +1075 2 września
- św. Willibrord +739 7 listopada
- św. Wincenty + 304 22 stycznia
- św. Wincenty de Paul + 1660 27 września
- św. Wincenty Ferreriusz +1419 5 kwietnia
- bł. Wincenty Kadłubek +1223 9 października
- św. Wincenty Pallotti + 1850 22 stycznia
- św. Wirgiliusz Fergal + 784 27 listopada
- św. Wit +304/305? 15 czerwca
- św. Władysław +1095 30 czerwca
- bł. Władysław z Gielniowa +1504 25 września
- św. Wojciech +997 23 kwietnia
- św. Woluzjan 18 stycznia
- św. Wolfram 20 marca
- św. Wulstan 19 stycznia

### Z
- św. Zachariasz +I w. 5 listopada
- św. Zachariasz pp. +752 22 marca
- bł. Zdzisława +1252 3 stycznia
- św. Zenobiusz +310 20 lutego
- św. Zenon z Werony +371 12 kwietnia
- św. Zofia + II w. 15 maja
- św. Zygmunt +524 2 maja
- św. Zyta +1272 27 kwietnia